# Ván cờ Tây Ban Nha
Ván cờ Tây Ban Nha, hay cũng thường được gọi là Khai cuộc Tây Ban Nha hoặc Ruy López là một khai cuộc cờ vua đặc trưng bởi các nước đi sau:
1. e4 e5
2. Mf3 Mc6
3. Tb5
Khai cuộc này được đặt theo tên của linh mục người Tây Ban Nha thế kỷ 16 Ruy López de Segura. Đây là một trong những khai cuộc phổ biến nhất, với một số lượng lớn các phương án (biến) khác nhau được ký hiệu bởi các mã từ C60 đến C99 trong Bách khoa toàn thư về khai cuộc (ECO).

## Lịch sử
Ván cờ Tây Ban Nha, hay thường được gọi là Ruy López là khai cuộc được đặt theo tên của linh mục người Tây Ban Nha thế kỷ 16 Ruy López de Segura, người đã nghiên cứu một cách có hệ thống khai cuộc này và một số dạng khác. Ông đã ghi lại thành quả nghiên cứu của mình trong một cuốn sách dày 150 trang có tên Libro del Ajedrez vào năm 1561. Mặc dù khai cuộc này mang tên López tuy nhiên thực tế nó đã xuất hiện từ năm 1490 trong bản viết tay Göttingen. Trong một khoảng thời gian dài, những người chơi sử dụng Ruy López đã không phát triển nó. Tuy nhiên đến khoảng giữa thế kỷ 19 một nhà lý luận người Nga có tên là Carl Jaenisch đã tìm cách khám phá các tiềm năng của khai cuộc này. Ruy López cho đến nay vẫn duy trì là khai cuộc được sử dụng phổ biến nhất ở cấp độ cao; nó là khai cuộc được sử dụng thường xuyên trong hầu hết sự nghiệp thi đấu của các kỳ thủ đẳng cấp, và rất nhiều trong số họ chơi khai cuộc này ở cả hai bên Trắng và Đen. Vì không dễ cho bên Đen để có được thế cân bằng, và thực tế López là một linh mục trong tòa án dị giáo, nên khai cuộc này còn có một nickname là "The Spanish Torture" ("đòn tra tấn Tây Ban Nha").
Trong một bài viết trên Chess Notes, Edward Winter đã cung cấp một bộ sưu tập lịch sử các bài viết về khai cuộc này (từ thập niên 1840 đến 1930), trong đó tập trung vào biến Phòng thủ Berlin.

## Những điều cơ bản
Ở cấp độ cơ bản nhất, nước đi thứ ba của Trắng 3.Tb5 đã nhắm đến Mã Đen, quân mà đang phải bảo vệ Tốt e5 khỏi sự tấn công của Mã f3. Rõ ràng Trắng đe dọa ăn hơn Tốt với 4.Txc6 dxc6 5.Mxe5, tuy nhiên đó chỉ là hão huyền bởi vì Đen có thể đáp trả bằng 5...Hd4, tấn công (chĩa) đôi Mã và Tốt e4, và qua đó lấy lại chất đồng thời có thế trận tốt hơn. Dù sao, có thể nói nước 3.Tb5 là một nước đi tốt; vừa phát triển quân, chuẩn bị cho nhập thành, và thiết lập một tiềm năng giằng Vua Đen trên đường chéo a4-e8. Tuy thế nhưng nước đi đó cũng không tạo ra những mối đe dọa ngay lập tức, và Đen có thể trả lời bằng rất nhiều cách khác nhau.
Thông thường thì mục tiêu của Trắng trong Ruy Lopez là làm hỏng cấu trúc Tốt của Đen; cả hai cách mà Đen ăn lại Tượng (sau khi 4.Txc6) ở c6 đều để lại cấu trúc tốt xấu, mặc dù qua đó Đen sẽ có một cặp Tượng. Tuy nhiên không phải lúc nào Trắng cũng đổi Tượng lấy Mã ở c6, dù diễn biến này cũng thường gặp trong nhiều dạng khác nhau của Phương án đổi (ECO C68-C69).
Trong các dạng khai cuộc mở, thì lý thuyết về Ruy Lopez được phát triển rộng rãi nhất, với một vài diễn biến được phân tích đến tận nước 30. Gần như ở mọi nước đều có rất nhiều sự lựa chọn thay thế hợp lý, và hầu hết trong số đó đã được khám phá kỹ. Để cho thuận tiện, các diễn biến có thể tiếp theo đã được chia ra làm hai nhóm phụ thuộc vào việc Đen có trả lời bằng nước 3...a6 hay không. Nếu Đen chơi 3...a6 sẽ dẫn đến phương án có tên Phòng thủ Morphy, mặc dù Morphy không phải là người sáng lập ra phương án này. Các diễn biến khác ngoài 3...a6 được biết đến sớm hơn và nói chung là đơn giản hơn. Tuy vậy, cho đến nay phòng thủ Morphy vẫn là một sự lựa chọn phổ biến và là phương án được ưa thích.

## Phòng thủ Morphy: 3...a6
|   | a | b | c | d | e | f | g | h |   |
| 8 | a8 black rook · c8 black bishop · d8 black queen · e8 black king · f8 black bishop · g8 black knight · h8 black rook · b7 black pawn · c7 black pawn · d7 black pawn · f7 black pawn · g7 black pawn · h7 black pawn · a6 black pawn · c6 black knight · b5 white bishop · e5 black pawn · e4 white pawn · f3 white knight · a2 white pawn · b2 white pawn · c2 white pawn · d2 white pawn · f2 white pawn · g2 white pawn · h2 white pawn · a1 white rook · b1 white knight · c1 white bishop · d1 white queen · e1 white king · h1 white rook | a8 black rook · c8 black bishop · d8 black queen · e8 black king · f8 black bishop · g8 black knight · h8 black rook · b7 black pawn · c7 black pawn · d7 black pawn · f7 black pawn · g7 black pawn · h7 black pawn · a6 black pawn · c6 black knight · b5 white bishop · e5 black pawn · e4 white pawn · f3 white knight · a2 white pawn · b2 white pawn · c2 white pawn · d2 white pawn · f2 white pawn · g2 white pawn · h2 white pawn · a1 white rook · b1 white knight · c1 white bishop · d1 white queen · e1 white king · h1 white rook | a8 black rook · c8 black bishop · d8 black queen · e8 black king · f8 black bishop · g8 black knight · h8 black rook · b7 black pawn · c7 black pawn · d7 black pawn · f7 black pawn · g7 black pawn · h7 black pawn · a6 black pawn · c6 black knight · b5 white bishop · e5 black pawn · e4 white pawn · f3 white knight · a2 white pawn · b2 white pawn · c2 white pawn · d2 white pawn · f2 white pawn · g2 white pawn · h2 white pawn · a1 white rook · b1 white knight · c1 white bishop · d1 white queen · e1 white king · h1 white rook | a8 black rook · c8 black bishop · d8 black queen · e8 black king · f8 black bishop · g8 black knight · h8 black rook · b7 black pawn · c7 black pawn · d7 black pawn · f7 black pawn · g7 black pawn · h7 black pawn · a6 black pawn · c6 black knight · b5 white bishop · e5 black pawn · e4 white pawn · f3 white knight · a2 white pawn · b2 white pawn · c2 white pawn · d2 white pawn · f2 white pawn · g2 white pawn · h2 white pawn · a1 white rook · b1 white knight · c1 white bishop · d1 white queen · e1 white king · h1 white rook | a8 black rook · c8 black bishop · d8 black queen · e8 black king · f8 black bishop · g8 black knight · h8 black rook · b7 black pawn · c7 black pawn · d7 black pawn · f7 black pawn · g7 black pawn · h7 black pawn · a6 black pawn · c6 black knight · b5 white bishop · e5 black pawn · e4 white pawn · f3 white knight · a2 white pawn · b2 white pawn · c2 white pawn · d2 white pawn · f2 white pawn · g2 white pawn · h2 white pawn · a1 white rook · b1 white knight · c1 white bishop · d1 white queen · e1 white king · h1 white rook | a8 black rook · c8 black bishop · d8 black queen · e8 black king · f8 black bishop · g8 black knight · h8 black rook · b7 black pawn · c7 black pawn · d7 black pawn · f7 black pawn · g7 black pawn · h7 black pawn · a6 black pawn · c6 black knight · b5 white bishop · e5 black pawn · e4 white pawn · f3 white knight · a2 white pawn · b2 white pawn · c2 white pawn · d2 white pawn · f2 white pawn · g2 white pawn · h2 white pawn · a1 white rook · b1 white knight · c1 white bishop · d1 white queen · e1 white king · h1 white rook | a8 black rook · c8 black bishop · d8 black queen · e8 black king · f8 black bishop · g8 black knight · h8 black rook · b7 black pawn · c7 black pawn · d7 black pawn · f7 black pawn · g7 black pawn · h7 black pawn · a6 black pawn · c6 black knight · b5 white bishop · e5 black pawn · e4 white pawn · f3 white knight · a2 white pawn · b2 white pawn · c2 white pawn · d2 white pawn · f2 white pawn · g2 white pawn · h2 white pawn · a1 white rook · b1 white knight · c1 white bishop · d1 white queen · e1 white king · h1 white rook | a8 black rook · c8 black bishop · d8 black queen · e8 black king · f8 black bishop · g8 black knight · h8 black rook · b7 black pawn · c7 black pawn · d7 black pawn · f7 black pawn · g7 black pawn · h7 black pawn · a6 black pawn · c6 black knight · b5 white bishop · e5 black pawn · e4 white pawn · f3 white knight · a2 white pawn · b2 white pawn · c2 white pawn · d2 white pawn · f2 white pawn · g2 white pawn · h2 white pawn · a1 white rook · b1 white knight · c1 white bishop · d1 white queen · e1 white king · h1 white rook | 8 |
| 7 | a8 black rook · c8 black bishop · d8 black queen · e8 black king · f8 black bishop · g8 black knight · h8 black rook · b7 black pawn · c7 black pawn · d7 black pawn · f7 black pawn · g7 black pawn · h7 black pawn · a6 black pawn · c6 black knight · b5 white bishop · e5 black pawn · e4 white pawn · f3 white knight · a2 white pawn · b2 white pawn · c2 white pawn · d2 white pawn · f2 white pawn · g2 white pawn · h2 white pawn · a1 white rook · b1 white knight · c1 white bishop · d1 white queen · e1 white king · h1 white rook | a8 black rook · c8 black bishop · d8 black queen · e8 black king · f8 black bishop · g8 black knight · h8 black rook · b7 black pawn · c7 black pawn · d7 black pawn · f7 black pawn · g7 black pawn · h7 black pawn · a6 black pawn · c6 black knight · b5 white bishop · e5 black pawn · e4 white pawn · f3 white knight · a2 white pawn · b2 white pawn · c2 white pawn · d2 white pawn · f2 white pawn · g2 white pawn · h2 white pawn · a1 white rook · b1 white knight · c1 white bishop · d1 white queen · e1 white king · h1 white rook | a8 black rook · c8 black bishop · d8 black queen · e8 black king · f8 black bishop · g8 black knight · h8 black rook · b7 black pawn · c7 black pawn · d7 black pawn · f7 black pawn · g7 black pawn · h7 black pawn · a6 black pawn · c6 black knight · b5 white bishop · e5 black pawn · e4 white pawn · f3 white knight · a2 white pawn · b2 white pawn · c2 white pawn · d2 white pawn · f2 white pawn · g2 white pawn · h2 white pawn · a1 white rook · b1 white knight · c1 white bishop · d1 white queen · e1 white king · h1 white rook | a8 black rook · c8 black bishop · d8 black queen · e8 black king · f8 black bishop · g8 black knight · h8 black rook · b7 black pawn · c7 black pawn · d7 black pawn · f7 black pawn · g7 black pawn · h7 black pawn · a6 black pawn · c6 black knight · b5 white bishop · e5 black pawn · e4 white pawn · f3 white knight · a2 white pawn · b2 white pawn · c2 white pawn · d2 white pawn · f2 white pawn · g2 white pawn · h2 white pawn · a1 white rook · b1 white knight · c1 white bishop · d1 white queen · e1 white king · h1 white rook | a8 black rook · c8 black bishop · d8 black queen · e8 black king · f8 black bishop · g8 black knight · h8 black rook · b7 black pawn · c7 black pawn · d7 black pawn · f7 black pawn · g7 black pawn · h7 black pawn · a6 black pawn · c6 black knight · b5 white bishop · e5 black pawn · e4 white pawn · f3 white knight · a2 white pawn · b2 white pawn · c2 white pawn · d2 white pawn · f2 white pawn · g2 white pawn · h2 white pawn · a1 white rook · b1 white knight · c1 white bishop · d1 white queen · e1 white king · h1 white rook | a8 black rook · c8 black bishop · d8 black queen · e8 black king · f8 black bishop · g8 black knight · h8 black rook · b7 black pawn · c7 black pawn · d7 black pawn · f7 black pawn · g7 black pawn · h7 black pawn · a6 black pawn · c6 black knight · b5 white bishop · e5 black pawn · e4 white pawn · f3 white knight · a2 white pawn · b2 white pawn · c2 white pawn · d2 white pawn · f2 white pawn · g2 white pawn · h2 white pawn · a1 white rook · b1 white knight · c1 white bishop · d1 white queen · e1 white king · h1 white rook | a8 black rook · c8 black bishop · d8 black queen · e8 black king · f8 black bishop · g8 black knight · h8 black rook · b7 black pawn · c7 black pawn · d7 black pawn · f7 black pawn · g7 black pawn · h7 black pawn · a6 black pawn · c6 black knight · b5 white bishop · e5 black pawn · e4 white pawn · f3 white knight · a2 white pawn · b2 white pawn · c2 white pawn · d2 white pawn · f2 white pawn · g2 white pawn · h2 white pawn · a1 white rook · b1 white knight · c1 white bishop · d1 white queen · e1 white king · h1 white rook | a8 black rook · c8 black bishop · d8 black queen · e8 black king · f8 black bishop · g8 black knight · h8 black rook · b7 black pawn · c7 black pawn · d7 black pawn · f7 black pawn · g7 black pawn · h7 black pawn · a6 black pawn · c6 black knight · b5 white bishop · e5 black pawn · e4 white pawn · f3 white knight · a2 white pawn · b2 white pawn · c2 white pawn · d2 white pawn · f2 white pawn · g2 white pawn · h2 white pawn · a1 white rook · b1 white knight · c1 white bishop · d1 white queen · e1 white king · h1 white rook | 7 |
| 6 | a8 black rook · c8 black bishop · d8 black queen · e8 black king · f8 black bishop · g8 black knight · h8 black rook · b7 black pawn · c7 black pawn · d7 black pawn · f7 black pawn · g7 black pawn · h7 black pawn · a6 black pawn · c6 black knight · b5 white bishop · e5 black pawn · e4 white pawn · f3 white knight · a2 white pawn · b2 white pawn · c2 white pawn · d2 white pawn · f2 white pawn · g2 white pawn · h2 white pawn · a1 white rook · b1 white knight · c1 white bishop · d1 white queen · e1 white king · h1 white rook | a8 black rook · c8 black bishop · d8 black queen · e8 black king · f8 black bishop · g8 black knight · h8 black rook · b7 black pawn · c7 black pawn · d7 black pawn · f7 black pawn · g7 black pawn · h7 black pawn · a6 black pawn · c6 black knight · b5 white bishop · e5 black pawn · e4 white pawn · f3 white knight · a2 white pawn · b2 white pawn · c2 white pawn · d2 white pawn · f2 white pawn · g2 white pawn · h2 white pawn · a1 white rook · b1 white knight · c1 white bishop · d1 white queen · e1 white king · h1 white rook | a8 black rook · c8 black bishop · d8 black queen · e8 black king · f8 black bishop · g8 black knight · h8 black rook · b7 black pawn · c7 black pawn · d7 black pawn · f7 black pawn · g7 black pawn · h7 black pawn · a6 black pawn · c6 black knight · b5 white bishop · e5 black pawn · e4 white pawn · f3 white knight · a2 white pawn · b2 white pawn · c2 white pawn · d2 white pawn · f2 white pawn · g2 white pawn · h2 white pawn · a1 white rook · b1 white knight · c1 white bishop · d1 white queen · e1 white king · h1 white rook | a8 black rook · c8 black bishop · d8 black queen · e8 black king · f8 black bishop · g8 black knight · h8 black rook · b7 black pawn · c7 black pawn · d7 black pawn · f7 black pawn · g7 black pawn · h7 black pawn · a6 black pawn · c6 black knight · b5 white bishop · e5 black pawn · e4 white pawn · f3 white knight · a2 white pawn · b2 white pawn · c2 white pawn · d2 white pawn · f2 white pawn · g2 white pawn · h2 white pawn · a1 white rook · b1 white knight · c1 white bishop · d1 white queen · e1 white king · h1 white rook | a8 black rook · c8 black bishop · d8 black queen · e8 black king · f8 black bishop · g8 black knight · h8 black rook · b7 black pawn · c7 black pawn · d7 black pawn · f7 black pawn · g7 black pawn · h7 black pawn · a6 black pawn · c6 black knight · b5 white bishop · e5 black pawn · e4 white pawn · f3 white knight · a2 white pawn · b2 white pawn · c2 white pawn · d2 white pawn · f2 white pawn · g2 white pawn · h2 white pawn · a1 white rook · b1 white knight · c1 white bishop · d1 white queen · e1 white king · h1 white rook | a8 black rook · c8 black bishop · d8 black queen · e8 black king · f8 black bishop · g8 black knight · h8 black rook · b7 black pawn · c7 black pawn · d7 black pawn · f7 black pawn · g7 black pawn · h7 black pawn · a6 black pawn · c6 black knight · b5 white bishop · e5 black pawn · e4 white pawn · f3 white knight · a2 white pawn · b2 white pawn · c2 white pawn · d2 white pawn · f2 white pawn · g2 white pawn · h2 white pawn · a1 white rook · b1 white knight · c1 white bishop · d1 white queen · e1 white king · h1 white rook | a8 black rook · c8 black bishop · d8 black queen · e8 black king · f8 black bishop · g8 black knight · h8 black rook · b7 black pawn · c7 black pawn · d7 black pawn · f7 black pawn · g7 black pawn · h7 black pawn · a6 black pawn · c6 black knight · b5 white bishop · e5 black pawn · e4 white pawn · f3 white knight · a2 white pawn · b2 white pawn · c2 white pawn · d2 white pawn · f2 white pawn · g2 white pawn · h2 white pawn · a1 white rook · b1 white knight · c1 white bishop · d1 white queen · e1 white king · h1 white rook | a8 black rook · c8 black bishop · d8 black queen · e8 black king · f8 black bishop · g8 black knight · h8 black rook · b7 black pawn · c7 black pawn · d7 black pawn · f7 black pawn · g7 black pawn · h7 black pawn · a6 black pawn · c6 black knight · b5 white bishop · e5 black pawn · e4 white pawn · f3 white knight · a2 white pawn · b2 white pawn · c2 white pawn · d2 white pawn · f2 white pawn · g2 white pawn · h2 white pawn · a1 white rook · b1 white knight · c1 white bishop · d1 white queen · e1 white king · h1 white rook | 6 |
| 5 | a8 black rook · c8 black bishop · d8 black queen · e8 black king · f8 black bishop · g8 black knight · h8 black rook · b7 black pawn · c7 black pawn · d7 black pawn · f7 black pawn · g7 black pawn · h7 black pawn · a6 black pawn · c6 black knight · b5 white bishop · e5 black pawn · e4 white pawn · f3 white knight · a2 white pawn · b2 white pawn · c2 white pawn · d2 white pawn · f2 white pawn · g2 white pawn · h2 white pawn · a1 white rook · b1 white knight · c1 white bishop · d1 white queen · e1 white king · h1 white rook | a8 black rook · c8 black bishop · d8 black queen · e8 black king · f8 black bishop · g8 black knight · h8 black rook · b7 black pawn · c7 black pawn · d7 black pawn · f7 black pawn · g7 black pawn · h7 black pawn · a6 black pawn · c6 black knight · b5 white bishop · e5 black pawn · e4 white pawn · f3 white knight · a2 white pawn · b2 white pawn · c2 white pawn · d2 white pawn · f2 white pawn · g2 white pawn · h2 white pawn · a1 white rook · b1 white knight · c1 white bishop · d1 white queen · e1 white king · h1 white rook | a8 black rook · c8 black bishop · d8 black queen · e8 black king · f8 black bishop · g8 black knight · h8 black rook · b7 black pawn · c7 black pawn · d7 black pawn · f7 black pawn · g7 black pawn · h7 black pawn · a6 black pawn · c6 black knight · b5 white bishop · e5 black pawn · e4 white pawn · f3 white knight · a2 white pawn · b2 white pawn · c2 white pawn · d2 white pawn · f2 white pawn · g2 white pawn · h2 white pawn · a1 white rook · b1 white knight · c1 white bishop · d1 white queen · e1 white king · h1 white rook | a8 black rook · c8 black bishop · d8 black queen · e8 black king · f8 black bishop · g8 black knight · h8 black rook · b7 black pawn · c7 black pawn · d7 black pawn · f7 black pawn · g7 black pawn · h7 black pawn · a6 black pawn · c6 black knight · b5 white bishop · e5 black pawn · e4 white pawn · f3 white knight · a2 white pawn · b2 white pawn · c2 white pawn · d2 white pawn · f2 white pawn · g2 white pawn · h2 white pawn · a1 white rook · b1 white knight · c1 white bishop · d1 white queen · e1 white king · h1 white rook | a8 black rook · c8 black bishop · d8 black queen · e8 black king · f8 black bishop · g8 black knight · h8 black rook · b7 black pawn · c7 black pawn · d7 black pawn · f7 black pawn · g7 black pawn · h7 black pawn · a6 black pawn · c6 black knight · b5 white bishop · e5 black pawn · e4 white pawn · f3 white knight · a2 white pawn · b2 white pawn · c2 white pawn · d2 white pawn · f2 white pawn · g2 white pawn · h2 white pawn · a1 white rook · b1 white knight · c1 white bishop · d1 white queen · e1 white king · h1 white rook | a8 black rook · c8 black bishop · d8 black queen · e8 black king · f8 black bishop · g8 black knight · h8 black rook · b7 black pawn · c7 black pawn · d7 black pawn · f7 black pawn · g7 black pawn · h7 black pawn · a6 black pawn · c6 black knight · b5 white bishop · e5 black pawn · e4 white pawn · f3 white knight · a2 white pawn · b2 white pawn · c2 white pawn · d2 white pawn · f2 white pawn · g2 white pawn · h2 white pawn · a1 white rook · b1 white knight · c1 white bishop · d1 white queen · e1 white king · h1 white rook | a8 black rook · c8 black bishop · d8 black queen · e8 black king · f8 black bishop · g8 black knight · h8 black rook · b7 black pawn · c7 black pawn · d7 black pawn · f7 black pawn · g7 black pawn · h7 black pawn · a6 black pawn · c6 black knight · b5 white bishop · e5 black pawn · e4 white pawn · f3 white knight · a2 white pawn · b2 white pawn · c2 white pawn · d2 white pawn · f2 white pawn · g2 white pawn · h2 white pawn · a1 white rook · b1 white knight · c1 white bishop · d1 white queen · e1 white king · h1 white rook | a8 black rook · c8 black bishop · d8 black queen · e8 black king · f8 black bishop · g8 black knight · h8 black rook · b7 black pawn · c7 black pawn · d7 black pawn · f7 black pawn · g7 black pawn · h7 black pawn · a6 black pawn · c6 black knight · b5 white bishop · e5 black pawn · e4 white pawn · f3 white knight · a2 white pawn · b2 white pawn · c2 white pawn · d2 white pawn · f2 white pawn · g2 white pawn · h2 white pawn · a1 white rook · b1 white knight · c1 white bishop · d1 white queen · e1 white king · h1 white rook | 5 |
| 4 | a8 black rook · c8 black bishop · d8 black queen · e8 black king · f8 black bishop · g8 black knight · h8 black rook · b7 black pawn · c7 black pawn · d7 black pawn · f7 black pawn · g7 black pawn · h7 black pawn · a6 black pawn · c6 black knight · b5 white bishop · e5 black pawn · e4 white pawn · f3 white knight · a2 white pawn · b2 white pawn · c2 white pawn · d2 white pawn · f2 white pawn · g2 white pawn · h2 white pawn · a1 white rook · b1 white knight · c1 white bishop · d1 white queen · e1 white king · h1 white rook | a8 black rook · c8 black bishop · d8 black queen · e8 black king · f8 black bishop · g8 black knight · h8 black rook · b7 black pawn · c7 black pawn · d7 black pawn · f7 black pawn · g7 black pawn · h7 black pawn · a6 black pawn · c6 black knight · b5 white bishop · e5 black pawn · e4 white pawn · f3 white knight · a2 white pawn · b2 white pawn · c2 white pawn · d2 white pawn · f2 white pawn · g2 white pawn · h2 white pawn · a1 white rook · b1 white knight · c1 white bishop · d1 white queen · e1 white king · h1 white rook | a8 black rook · c8 black bishop · d8 black queen · e8 black king · f8 black bishop · g8 black knight · h8 black rook · b7 black pawn · c7 black pawn · d7 black pawn · f7 black pawn · g7 black pawn · h7 black pawn · a6 black pawn · c6 black knight · b5 white bishop · e5 black pawn · e4 white pawn · f3 white knight · a2 white pawn · b2 white pawn · c2 white pawn · d2 white pawn · f2 white pawn · g2 white pawn · h2 white pawn · a1 white rook · b1 white knight · c1 white bishop · d1 white queen · e1 white king · h1 white rook | a8 black rook · c8 black bishop · d8 black queen · e8 black king · f8 black bishop · g8 black knight · h8 black rook · b7 black pawn · c7 black pawn · d7 black pawn · f7 black pawn · g7 black pawn · h7 black pawn · a6 black pawn · c6 black knight · b5 white bishop · e5 black pawn · e4 white pawn · f3 white knight · a2 white pawn · b2 white pawn · c2 white pawn · d2 white pawn · f2 white pawn · g2 white pawn · h2 white pawn · a1 white rook · b1 white knight · c1 white bishop · d1 white queen · e1 white king · h1 white rook | a8 black rook · c8 black bishop · d8 black queen · e8 black king · f8 black bishop · g8 black knight · h8 black rook · b7 black pawn · c7 black pawn · d7 black pawn · f7 black pawn · g7 black pawn · h7 black pawn · a6 black pawn · c6 black knight · b5 white bishop · e5 black pawn · e4 white pawn · f3 white knight · a2 white pawn · b2 white pawn · c2 white pawn · d2 white pawn · f2 white pawn · g2 white pawn · h2 white pawn · a1 white rook · b1 white knight · c1 white bishop · d1 white queen · e1 white king · h1 white rook | a8 black rook · c8 black bishop · d8 black queen · e8 black king · f8 black bishop · g8 black knight · h8 black rook · b7 black pawn · c7 black pawn · d7 black pawn · f7 black pawn · g7 black pawn · h7 black pawn · a6 black pawn · c6 black knight · b5 white bishop · e5 black pawn · e4 white pawn · f3 white knight · a2 white pawn · b2 white pawn · c2 white pawn · d2 white pawn · f2 white pawn · g2 white pawn · h2 white pawn · a1 white rook · b1 white knight · c1 white bishop · d1 white queen · e1 white king · h1 white rook | a8 black rook · c8 black bishop · d8 black queen · e8 black king · f8 black bishop · g8 black knight · h8 black rook · b7 black pawn · c7 black pawn · d7 black pawn · f7 black pawn · g7 black pawn · h7 black pawn · a6 black pawn · c6 black knight · b5 white bishop · e5 black pawn · e4 white pawn · f3 white knight · a2 white pawn · b2 white pawn · c2 white pawn · d2 white pawn · f2 white pawn · g2 white pawn · h2 white pawn · a1 white rook · b1 white knight · c1 white bishop · d1 white queen · e1 white king · h1 white rook | a8 black rook · c8 black bishop · d8 black queen · e8 black king · f8 black bishop · g8 black knight · h8 black rook · b7 black pawn · c7 black pawn · d7 black pawn · f7 black pawn · g7 black pawn · h7 black pawn · a6 black pawn · c6 black knight · b5 white bishop · e5 black pawn · e4 white pawn · f3 white knight · a2 white pawn · b2 white pawn · c2 white pawn · d2 white pawn · f2 white pawn · g2 white pawn · h2 white pawn · a1 white rook · b1 white knight · c1 white bishop · d1 white queen · e1 white king · h1 white rook | 4 |
| 3 | a8 black rook · c8 black bishop · d8 black queen · e8 black king · f8 black bishop · g8 black knight · h8 black rook · b7 black pawn · c7 black pawn · d7 black pawn · f7 black pawn · g7 black pawn · h7 black pawn · a6 black pawn · c6 black knight · b5 white bishop · e5 black pawn · e4 white pawn · f3 white knight · a2 white pawn · b2 white pawn · c2 white pawn · d2 white pawn · f2 white pawn · g2 white pawn · h2 white pawn · a1 white rook · b1 white knight · c1 white bishop · d1 white queen · e1 white king · h1 white rook | a8 black rook · c8 black bishop · d8 black queen · e8 black king · f8 black bishop · g8 black knight · h8 black rook · b7 black pawn · c7 black pawn · d7 black pawn · f7 black pawn · g7 black pawn · h7 black pawn · a6 black pawn · c6 black knight · b5 white bishop · e5 black pawn · e4 white pawn · f3 white knight · a2 white pawn · b2 white pawn · c2 white pawn · d2 white pawn · f2 white pawn · g2 white pawn · h2 white pawn · a1 white rook · b1 white knight · c1 white bishop · d1 white queen · e1 white king · h1 white rook | a8 black rook · c8 black bishop · d8 black queen · e8 black king · f8 black bishop · g8 black knight · h8 black rook · b7 black pawn · c7 black pawn · d7 black pawn · f7 black pawn · g7 black pawn · h7 black pawn · a6 black pawn · c6 black knight · b5 white bishop · e5 black pawn · e4 white pawn · f3 white knight · a2 white pawn · b2 white pawn · c2 white pawn · d2 white pawn · f2 white pawn · g2 white pawn · h2 white pawn · a1 white rook · b1 white knight · c1 white bishop · d1 white queen · e1 white king · h1 white rook | a8 black rook · c8 black bishop · d8 black queen · e8 black king · f8 black bishop · g8 black knight · h8 black rook · b7 black pawn · c7 black pawn · d7 black pawn · f7 black pawn · g7 black pawn · h7 black pawn · a6 black pawn · c6 black knight · b5 white bishop · e5 black pawn · e4 white pawn · f3 white knight · a2 white pawn · b2 white pawn · c2 white pawn · d2 white pawn · f2 white pawn · g2 white pawn · h2 white pawn · a1 white rook · b1 white knight · c1 white bishop · d1 white queen · e1 white king · h1 white rook | a8 black rook · c8 black bishop · d8 black queen · e8 black king · f8 black bishop · g8 black knight · h8 black rook · b7 black pawn · c7 black pawn · d7 black pawn · f7 black pawn · g7 black pawn · h7 black pawn · a6 black pawn · c6 black knight · b5 white bishop · e5 black pawn · e4 white pawn · f3 white knight · a2 white pawn · b2 white pawn · c2 white pawn · d2 white pawn · f2 white pawn · g2 white pawn · h2 white pawn · a1 white rook · b1 white knight · c1 white bishop · d1 white queen · e1 white king · h1 white rook | a8 black rook · c8 black bishop · d8 black queen · e8 black king · f8 black bishop · g8 black knight · h8 black rook · b7 black pawn · c7 black pawn · d7 black pawn · f7 black pawn · g7 black pawn · h7 black pawn · a6 black pawn · c6 black knight · b5 white bishop · e5 black pawn · e4 white pawn · f3 white knight · a2 white pawn · b2 white pawn · c2 white pawn · d2 white pawn · f2 white pawn · g2 white pawn · h2 white pawn · a1 white rook · b1 white knight · c1 white bishop · d1 white queen · e1 white king · h1 white rook | a8 black rook · c8 black bishop · d8 black queen · e8 black king · f8 black bishop · g8 black knight · h8 black rook · b7 black pawn · c7 black pawn · d7 black pawn · f7 black pawn · g7 black pawn · h7 black pawn · a6 black pawn · c6 black knight · b5 white bishop · e5 black pawn · e4 white pawn · f3 white knight · a2 white pawn · b2 white pawn · c2 white pawn · d2 white pawn · f2 white pawn · g2 white pawn · h2 white pawn · a1 white rook · b1 white knight · c1 white bishop · d1 white queen · e1 white king · h1 white rook | a8 black rook · c8 black bishop · d8 black queen · e8 black king · f8 black bishop · g8 black knight · h8 black rook · b7 black pawn · c7 black pawn · d7 black pawn · f7 black pawn · g7 black pawn · h7 black pawn · a6 black pawn · c6 black knight · b5 white bishop · e5 black pawn · e4 white pawn · f3 white knight · a2 white pawn · b2 white pawn · c2 white pawn · d2 white pawn · f2 white pawn · g2 white pawn · h2 white pawn · a1 white rook · b1 white knight · c1 white bishop · d1 white queen · e1 white king · h1 white rook | 3 |
| 2 | a8 black rook · c8 black bishop · d8 black queen · e8 black king · f8 black bishop · g8 black knight · h8 black rook · b7 black pawn · c7 black pawn · d7 black pawn · f7 black pawn · g7 black pawn · h7 black pawn · a6 black pawn · c6 black knight · b5 white bishop · e5 black pawn · e4 white pawn · f3 white knight · a2 white pawn · b2 white pawn · c2 white pawn · d2 white pawn · f2 white pawn · g2 white pawn · h2 white pawn · a1 white rook · b1 white knight · c1 white bishop · d1 white queen · e1 white king · h1 white rook | a8 black rook · c8 black bishop · d8 black queen · e8 black king · f8 black bishop · g8 black knight · h8 black rook · b7 black pawn · c7 black pawn · d7 black pawn · f7 black pawn · g7 black pawn · h7 black pawn · a6 black pawn · c6 black knight · b5 white bishop · e5 black pawn · e4 white pawn · f3 white knight · a2 white pawn · b2 white pawn · c2 white pawn · d2 white pawn · f2 white pawn · g2 white pawn · h2 white pawn · a1 white rook · b1 white knight · c1 white bishop · d1 white queen · e1 white king · h1 white rook | a8 black rook · c8 black bishop · d8 black queen · e8 black king · f8 black bishop · g8 black knight · h8 black rook · b7 black pawn · c7 black pawn · d7 black pawn · f7 black pawn · g7 black pawn · h7 black pawn · a6 black pawn · c6 black knight · b5 white bishop · e5 black pawn · e4 white pawn · f3 white knight · a2 white pawn · b2 white pawn · c2 white pawn · d2 white pawn · f2 white pawn · g2 white pawn · h2 white pawn · a1 white rook · b1 white knight · c1 white bishop · d1 white queen · e1 white king · h1 white rook | a8 black rook · c8 black bishop · d8 black queen · e8 black king · f8 black bishop · g8 black knight · h8 black rook · b7 black pawn · c7 black pawn · d7 black pawn · f7 black pawn · g7 black pawn · h7 black pawn · a6 black pawn · c6 black knight · b5 white bishop · e5 black pawn · e4 white pawn · f3 white knight · a2 white pawn · b2 white pawn · c2 white pawn · d2 white pawn · f2 white pawn · g2 white pawn · h2 white pawn · a1 white rook · b1 white knight · c1 white bishop · d1 white queen · e1 white king · h1 white rook | a8 black rook · c8 black bishop · d8 black queen · e8 black king · f8 black bishop · g8 black knight · h8 black rook · b7 black pawn · c7 black pawn · d7 black pawn · f7 black pawn · g7 black pawn · h7 black pawn · a6 black pawn · c6 black knight · b5 white bishop · e5 black pawn · e4 white pawn · f3 white knight · a2 white pawn · b2 white pawn · c2 white pawn · d2 white pawn · f2 white pawn · g2 white pawn · h2 white pawn · a1 white rook · b1 white knight · c1 white bishop · d1 white queen · e1 white king · h1 white rook | a8 black rook · c8 black bishop · d8 black queen · e8 black king · f8 black bishop · g8 black knight · h8 black rook · b7 black pawn · c7 black pawn · d7 black pawn · f7 black pawn · g7 black pawn · h7 black pawn · a6 black pawn · c6 black knight · b5 white bishop · e5 black pawn · e4 white pawn · f3 white knight · a2 white pawn · b2 white pawn · c2 white pawn · d2 white pawn · f2 white pawn · g2 white pawn · h2 white pawn · a1 white rook · b1 white knight · c1 white bishop · d1 white queen · e1 white king · h1 white rook | a8 black rook · c8 black bishop · d8 black queen · e8 black king · f8 black bishop · g8 black knight · h8 black rook · b7 black pawn · c7 black pawn · d7 black pawn · f7 black pawn · g7 black pawn · h7 black pawn · a6 black pawn · c6 black knight · b5 white bishop · e5 black pawn · e4 white pawn · f3 white knight · a2 white pawn · b2 white pawn · c2 white pawn · d2 white pawn · f2 white pawn · g2 white pawn · h2 white pawn · a1 white rook · b1 white knight · c1 white bishop · d1 white queen · e1 white king · h1 white rook | a8 black rook · c8 black bishop · d8 black queen · e8 black king · f8 black bishop · g8 black knight · h8 black rook · b7 black pawn · c7 black pawn · d7 black pawn · f7 black pawn · g7 black pawn · h7 black pawn · a6 black pawn · c6 black knight · b5 white bishop · e5 black pawn · e4 white pawn · f3 white knight · a2 white pawn · b2 white pawn · c2 white pawn · d2 white pawn · f2 white pawn · g2 white pawn · h2 white pawn · a1 white rook · b1 white knight · c1 white bishop · d1 white queen · e1 white king · h1 white rook | 2 |
| 1 | a8 black rook · c8 black bishop · d8 black queen · e8 black king · f8 black bishop · g8 black knight · h8 black rook · b7 black pawn · c7 black pawn · d7 black pawn · f7 black pawn · g7 black pawn · h7 black pawn · a6 black pawn · c6 black knight · b5 white bishop · e5 black pawn · e4 white pawn · f3 white knight · a2 white pawn · b2 white pawn · c2 white pawn · d2 white pawn · f2 white pawn · g2 white pawn · h2 white pawn · a1 white rook · b1 white knight · c1 white bishop · d1 white queen · e1 white king · h1 white rook | a8 black rook · c8 black bishop · d8 black queen · e8 black king · f8 black bishop · g8 black knight · h8 black rook · b7 black pawn · c7 black pawn · d7 black pawn · f7 black pawn · g7 black pawn · h7 black pawn · a6 black pawn · c6 black knight · b5 white bishop · e5 black pawn · e4 white pawn · f3 white knight · a2 white pawn · b2 white pawn · c2 white pawn · d2 white pawn · f2 white pawn · g2 white pawn · h2 white pawn · a1 white rook · b1 white knight · c1 white bishop · d1 white queen · e1 white king · h1 white rook | a8 black rook · c8 black bishop · d8 black queen · e8 black king · f8 black bishop · g8 black knight · h8 black rook · b7 black pawn · c7 black pawn · d7 black pawn · f7 black pawn · g7 black pawn · h7 black pawn · a6 black pawn · c6 black knight · b5 white bishop · e5 black pawn · e4 white pawn · f3 white knight · a2 white pawn · b2 white pawn · c2 white pawn · d2 white pawn · f2 white pawn · g2 white pawn · h2 white pawn · a1 white rook · b1 white knight · c1 white bishop · d1 white queen · e1 white king · h1 white rook | a8 black rook · c8 black bishop · d8 black queen · e8 black king · f8 black bishop · g8 black knight · h8 black rook · b7 black pawn · c7 black pawn · d7 black pawn · f7 black pawn · g7 black pawn · h7 black pawn · a6 black pawn · c6 black knight · b5 white bishop · e5 black pawn · e4 white pawn · f3 white knight · a2 white pawn · b2 white pawn · c2 white pawn · d2 white pawn · f2 white pawn · g2 white pawn · h2 white pawn · a1 white rook · b1 white knight · c1 white bishop · d1 white queen · e1 white king · h1 white rook | a8 black rook · c8 black bishop · d8 black queen · e8 black king · f8 black bishop · g8 black knight · h8 black rook · b7 black pawn · c7 black pawn · d7 black pawn · f7 black pawn · g7 black pawn · h7 black pawn · a6 black pawn · c6 black knight · b5 white bishop · e5 black pawn · e4 white pawn · f3 white knight · a2 white pawn · b2 white pawn · c2 white pawn · d2 white pawn · f2 white pawn · g2 white pawn · h2 white pawn · a1 white rook · b1 white knight · c1 white bishop · d1 white queen · e1 white king · h1 white rook | a8 black rook · c8 black bishop · d8 black queen · e8 black king · f8 black bishop · g8 black knight · h8 black rook · b7 black pawn · c7 black pawn · d7 black pawn · f7 black pawn · g7 black pawn · h7 black pawn · a6 black pawn · c6 black knight · b5 white bishop · e5 black pawn · e4 white pawn · f3 white knight · a2 white pawn · b2 white pawn · c2 white pawn · d2 white pawn · f2 white pawn · g2 white pawn · h2 white pawn · a1 white rook · b1 white knight · c1 white bishop · d1 white queen · e1 white king · h1 white rook | a8 black rook · c8 black bishop · d8 black queen · e8 black king · f8 black bishop · g8 black knight · h8 black rook · b7 black pawn · c7 black pawn · d7 black pawn · f7 black pawn · g7 black pawn · h7 black pawn · a6 black pawn · c6 black knight · b5 white bishop · e5 black pawn · e4 white pawn · f3 white knight · a2 white pawn · b2 white pawn · c2 white pawn · d2 white pawn · f2 white pawn · g2 white pawn · h2 white pawn · a1 white rook · b1 white knight · c1 white bishop · d1 white queen · e1 white king · h1 white rook | a8 black rook · c8 black bishop · d8 black queen · e8 black king · f8 black bishop · g8 black knight · h8 black rook · b7 black pawn · c7 black pawn · d7 black pawn · f7 black pawn · g7 black pawn · h7 black pawn · a6 black pawn · c6 black knight · b5 white bishop · e5 black pawn · e4 white pawn · f3 white knight · a2 white pawn · b2 white pawn · c2 white pawn · d2 white pawn · f2 white pawn · g2 white pawn · h2 white pawn · a1 white rook · b1 white knight · c1 white bishop · d1 white queen · e1 white king · h1 white rook | 1 |
|   | a | b | c | d | e | f | g | h |   |

Cho đến nay nước thứ ba phổ biến nhất của Đen là 3...a6, nước đi này đã "đặt một câu hỏi" lên Tượng Trắng. Điểm cơ bản của nước 3...a6 là sau nước rút lui thường gặp 4.Ta4, Đen có thể phá vỡ thậm chí áp lực giằng của Tượng lên Mã c6 bằng nước...b5. Trắng lúc này cần cẩn thận để tránh rơi vào Bẫy Noah's Ark, trong đó Đen bẫy Tượng cánh Vua của Trắng tại ô b3 với việc đẩy Tốt bên cánh Hậu:...a6,...b5, và...c4.
Ercole del Rio, trong một luận án của mình vào năm 1750, là tác giả đầu tiên đề cập đến nước 3...a6. Tuy nhiên, nước đi này chỉ trở nên phổ biến sau khi nó được chơi bởi Paul Morphy, do đó nó được đặt theo tên của ông. Steinitz không đồng ý với phương án này; vào năm 1889 ông viết: "theo nguyên tắc này là đã có những bất lợi khi mà quân Tượng được dẫn đến nơi mà nó muốn đến". Dù vậy, quan điểm của Steinitz đã không chiếm ưu thế, khi mà ngày nay, phương án này được sử dụng tới khoảng 75% số ván đấu mà khởi đầu với Ruy Lopez.

### Phòng thủ Morphy: những sự lựa chọn thay thế cho Phòng thủ kín
Sau 3...a6, cách chơi phổ biến nhất là phương án Phòng thủ kín: 4.Ta4 Mf6 5.0-0 Te7, phương án này và các phương án thay thế sẽ được chia ra thảo luận thành hai phần. Những lựa chọn thay thế cho Phòng thủ kín được mô tả trong phần này là:
- 4.Txc6 (Phương án đổi)
- 4.Ta4
  - 4...b5 5.Tb3 Ma5 (Phòng thủ Na Uy)
  - 4...b5 5.Tb3 Tc5 (Phòng thủ Graz)
  - 4...b5 5.Tb3 Tb7
  - 4...Tc5 (Classical Defence Deferred)
  - 4...d6 (Steinitz Defence Deferred)
  - 4...f5 (Schliemann Defence Deferred)
  - 4...Mge7 (Cozio Defence Deferred)
  - 4...Mf6 5.0-0 b5 6.Tb3 Tb7 (Phòng thủ Arkhangelsk)
  - 4...Mf6 5.0-0 b5 6.Tb3 Tc5 (Modern Archangel Defence)
  - 4...Mf6 5.0-0 Bc5 (Phòng thủ Møller)
  - 4...Mf6 5.0-0 d6 (Phòng thủ Nga)
  - 4...Mf6 5.0-0 Mxe4 (Phòng thủ mở)
  - 4...Mf6 5.d4
  - 4...Mf6 5.He2 (Tấn công Wormald)
  - 4...Mf6 5.d3 (Biến Anderssen)

#### Phương án đổi: 4.Txc6
|   | a | b | c | d | e | f | g | h |   |
| 8 | a8 black rook · c8 black bishop · d8 black queen · e8 black king · f8 black bishop · g8 black knight · h8 black rook · b7 black pawn · c7 black pawn · f7 black pawn · g7 black pawn · h7 black pawn · a6 black pawn · c6 black pawn · e5 black pawn · e4 white pawn · f3 white knight · a2 white pawn · b2 white pawn · c2 white pawn · d2 white pawn · f2 white pawn · g2 white pawn · h2 white pawn · a1 white rook · b1 white knight · c1 white bishop · d1 white queen · e1 white king · h1 white rook | a8 black rook · c8 black bishop · d8 black queen · e8 black king · f8 black bishop · g8 black knight · h8 black rook · b7 black pawn · c7 black pawn · f7 black pawn · g7 black pawn · h7 black pawn · a6 black pawn · c6 black pawn · e5 black pawn · e4 white pawn · f3 white knight · a2 white pawn · b2 white pawn · c2 white pawn · d2 white pawn · f2 white pawn · g2 white pawn · h2 white pawn · a1 white rook · b1 white knight · c1 white bishop · d1 white queen · e1 white king · h1 white rook | a8 black rook · c8 black bishop · d8 black queen · e8 black king · f8 black bishop · g8 black knight · h8 black rook · b7 black pawn · c7 black pawn · f7 black pawn · g7 black pawn · h7 black pawn · a6 black pawn · c6 black pawn · e5 black pawn · e4 white pawn · f3 white knight · a2 white pawn · b2 white pawn · c2 white pawn · d2 white pawn · f2 white pawn · g2 white pawn · h2 white pawn · a1 white rook · b1 white knight · c1 white bishop · d1 white queen · e1 white king · h1 white rook | a8 black rook · c8 black bishop · d8 black queen · e8 black king · f8 black bishop · g8 black knight · h8 black rook · b7 black pawn · c7 black pawn · f7 black pawn · g7 black pawn · h7 black pawn · a6 black pawn · c6 black pawn · e5 black pawn · e4 white pawn · f3 white knight · a2 white pawn · b2 white pawn · c2 white pawn · d2 white pawn · f2 white pawn · g2 white pawn · h2 white pawn · a1 white rook · b1 white knight · c1 white bishop · d1 white queen · e1 white king · h1 white rook | a8 black rook · c8 black bishop · d8 black queen · e8 black king · f8 black bishop · g8 black knight · h8 black rook · b7 black pawn · c7 black pawn · f7 black pawn · g7 black pawn · h7 black pawn · a6 black pawn · c6 black pawn · e5 black pawn · e4 white pawn · f3 white knight · a2 white pawn · b2 white pawn · c2 white pawn · d2 white pawn · f2 white pawn · g2 white pawn · h2 white pawn · a1 white rook · b1 white knight · c1 white bishop · d1 white queen · e1 white king · h1 white rook | a8 black rook · c8 black bishop · d8 black queen · e8 black king · f8 black bishop · g8 black knight · h8 black rook · b7 black pawn · c7 black pawn · f7 black pawn · g7 black pawn · h7 black pawn · a6 black pawn · c6 black pawn · e5 black pawn · e4 white pawn · f3 white knight · a2 white pawn · b2 white pawn · c2 white pawn · d2 white pawn · f2 white pawn · g2 white pawn · h2 white pawn · a1 white rook · b1 white knight · c1 white bishop · d1 white queen · e1 white king · h1 white rook | a8 black rook · c8 black bishop · d8 black queen · e8 black king · f8 black bishop · g8 black knight · h8 black rook · b7 black pawn · c7 black pawn · f7 black pawn · g7 black pawn · h7 black pawn · a6 black pawn · c6 black pawn · e5 black pawn · e4 white pawn · f3 white knight · a2 white pawn · b2 white pawn · c2 white pawn · d2 white pawn · f2 white pawn · g2 white pawn · h2 white pawn · a1 white rook · b1 white knight · c1 white bishop · d1 white queen · e1 white king · h1 white rook | a8 black rook · c8 black bishop · d8 black queen · e8 black king · f8 black bishop · g8 black knight · h8 black rook · b7 black pawn · c7 black pawn · f7 black pawn · g7 black pawn · h7 black pawn · a6 black pawn · c6 black pawn · e5 black pawn · e4 white pawn · f3 white knight · a2 white pawn · b2 white pawn · c2 white pawn · d2 white pawn · f2 white pawn · g2 white pawn · h2 white pawn · a1 white rook · b1 white knight · c1 white bishop · d1 white queen · e1 white king · h1 white rook | 8 |
| 7 | a8 black rook · c8 black bishop · d8 black queen · e8 black king · f8 black bishop · g8 black knight · h8 black rook · b7 black pawn · c7 black pawn · f7 black pawn · g7 black pawn · h7 black pawn · a6 black pawn · c6 black pawn · e5 black pawn · e4 white pawn · f3 white knight · a2 white pawn · b2 white pawn · c2 white pawn · d2 white pawn · f2 white pawn · g2 white pawn · h2 white pawn · a1 white rook · b1 white knight · c1 white bishop · d1 white queen · e1 white king · h1 white rook | a8 black rook · c8 black bishop · d8 black queen · e8 black king · f8 black bishop · g8 black knight · h8 black rook · b7 black pawn · c7 black pawn · f7 black pawn · g7 black pawn · h7 black pawn · a6 black pawn · c6 black pawn · e5 black pawn · e4 white pawn · f3 white knight · a2 white pawn · b2 white pawn · c2 white pawn · d2 white pawn · f2 white pawn · g2 white pawn · h2 white pawn · a1 white rook · b1 white knight · c1 white bishop · d1 white queen · e1 white king · h1 white rook | a8 black rook · c8 black bishop · d8 black queen · e8 black king · f8 black bishop · g8 black knight · h8 black rook · b7 black pawn · c7 black pawn · f7 black pawn · g7 black pawn · h7 black pawn · a6 black pawn · c6 black pawn · e5 black pawn · e4 white pawn · f3 white knight · a2 white pawn · b2 white pawn · c2 white pawn · d2 white pawn · f2 white pawn · g2 white pawn · h2 white pawn · a1 white rook · b1 white knight · c1 white bishop · d1 white queen · e1 white king · h1 white rook | a8 black rook · c8 black bishop · d8 black queen · e8 black king · f8 black bishop · g8 black knight · h8 black rook · b7 black pawn · c7 black pawn · f7 black pawn · g7 black pawn · h7 black pawn · a6 black pawn · c6 black pawn · e5 black pawn · e4 white pawn · f3 white knight · a2 white pawn · b2 white pawn · c2 white pawn · d2 white pawn · f2 white pawn · g2 white pawn · h2 white pawn · a1 white rook · b1 white knight · c1 white bishop · d1 white queen · e1 white king · h1 white rook | a8 black rook · c8 black bishop · d8 black queen · e8 black king · f8 black bishop · g8 black knight · h8 black rook · b7 black pawn · c7 black pawn · f7 black pawn · g7 black pawn · h7 black pawn · a6 black pawn · c6 black pawn · e5 black pawn · e4 white pawn · f3 white knight · a2 white pawn · b2 white pawn · c2 white pawn · d2 white pawn · f2 white pawn · g2 white pawn · h2 white pawn · a1 white rook · b1 white knight · c1 white bishop · d1 white queen · e1 white king · h1 white rook | a8 black rook · c8 black bishop · d8 black queen · e8 black king · f8 black bishop · g8 black knight · h8 black rook · b7 black pawn · c7 black pawn · f7 black pawn · g7 black pawn · h7 black pawn · a6 black pawn · c6 black pawn · e5 black pawn · e4 white pawn · f3 white knight · a2 white pawn · b2 white pawn · c2 white pawn · d2 white pawn · f2 white pawn · g2 white pawn · h2 white pawn · a1 white rook · b1 white knight · c1 white bishop · d1 white queen · e1 white king · h1 white rook | a8 black rook · c8 black bishop · d8 black queen · e8 black king · f8 black bishop · g8 black knight · h8 black rook · b7 black pawn · c7 black pawn · f7 black pawn · g7 black pawn · h7 black pawn · a6 black pawn · c6 black pawn · e5 black pawn · e4 white pawn · f3 white knight · a2 white pawn · b2 white pawn · c2 white pawn · d2 white pawn · f2 white pawn · g2 white pawn · h2 white pawn · a1 white rook · b1 white knight · c1 white bishop · d1 white queen · e1 white king · h1 white rook | a8 black rook · c8 black bishop · d8 black queen · e8 black king · f8 black bishop · g8 black knight · h8 black rook · b7 black pawn · c7 black pawn · f7 black pawn · g7 black pawn · h7 black pawn · a6 black pawn · c6 black pawn · e5 black pawn · e4 white pawn · f3 white knight · a2 white pawn · b2 white pawn · c2 white pawn · d2 white pawn · f2 white pawn · g2 white pawn · h2 white pawn · a1 white rook · b1 white knight · c1 white bishop · d1 white queen · e1 white king · h1 white rook | 7 |
| 6 | a8 black rook · c8 black bishop · d8 black queen · e8 black king · f8 black bishop · g8 black knight · h8 black rook · b7 black pawn · c7 black pawn · f7 black pawn · g7 black pawn · h7 black pawn · a6 black pawn · c6 black pawn · e5 black pawn · e4 white pawn · f3 white knight · a2 white pawn · b2 white pawn · c2 white pawn · d2 white pawn · f2 white pawn · g2 white pawn · h2 white pawn · a1 white rook · b1 white knight · c1 white bishop · d1 white queen · e1 white king · h1 white rook | a8 black rook · c8 black bishop · d8 black queen · e8 black king · f8 black bishop · g8 black knight · h8 black rook · b7 black pawn · c7 black pawn · f7 black pawn · g7 black pawn · h7 black pawn · a6 black pawn · c6 black pawn · e5 black pawn · e4 white pawn · f3 white knight · a2 white pawn · b2 white pawn · c2 white pawn · d2 white pawn · f2 white pawn · g2 white pawn · h2 white pawn · a1 white rook · b1 white knight · c1 white bishop · d1 white queen · e1 white king · h1 white rook | a8 black rook · c8 black bishop · d8 black queen · e8 black king · f8 black bishop · g8 black knight · h8 black rook · b7 black pawn · c7 black pawn · f7 black pawn · g7 black pawn · h7 black pawn · a6 black pawn · c6 black pawn · e5 black pawn · e4 white pawn · f3 white knight · a2 white pawn · b2 white pawn · c2 white pawn · d2 white pawn · f2 white pawn · g2 white pawn · h2 white pawn · a1 white rook · b1 white knight · c1 white bishop · d1 white queen · e1 white king · h1 white rook | a8 black rook · c8 black bishop · d8 black queen · e8 black king · f8 black bishop · g8 black knight · h8 black rook · b7 black pawn · c7 black pawn · f7 black pawn · g7 black pawn · h7 black pawn · a6 black pawn · c6 black pawn · e5 black pawn · e4 white pawn · f3 white knight · a2 white pawn · b2 white pawn · c2 white pawn · d2 white pawn · f2 white pawn · g2 white pawn · h2 white pawn · a1 white rook · b1 white knight · c1 white bishop · d1 white queen · e1 white king · h1 white rook | a8 black rook · c8 black bishop · d8 black queen · e8 black king · f8 black bishop · g8 black knight · h8 black rook · b7 black pawn · c7 black pawn · f7 black pawn · g7 black pawn · h7 black pawn · a6 black pawn · c6 black pawn · e5 black pawn · e4 white pawn · f3 white knight · a2 white pawn · b2 white pawn · c2 white pawn · d2 white pawn · f2 white pawn · g2 white pawn · h2 white pawn · a1 white rook · b1 white knight · c1 white bishop · d1 white queen · e1 white king · h1 white rook | a8 black rook · c8 black bishop · d8 black queen · e8 black king · f8 black bishop · g8 black knight · h8 black rook · b7 black pawn · c7 black pawn · f7 black pawn · g7 black pawn · h7 black pawn · a6 black pawn · c6 black pawn · e5 black pawn · e4 white pawn · f3 white knight · a2 white pawn · b2 white pawn · c2 white pawn · d2 white pawn · f2 white pawn · g2 white pawn · h2 white pawn · a1 white rook · b1 white knight · c1 white bishop · d1 white queen · e1 white king · h1 white rook | a8 black rook · c8 black bishop · d8 black queen · e8 black king · f8 black bishop · g8 black knight · h8 black rook · b7 black pawn · c7 black pawn · f7 black pawn · g7 black pawn · h7 black pawn · a6 black pawn · c6 black pawn · e5 black pawn · e4 white pawn · f3 white knight · a2 white pawn · b2 white pawn · c2 white pawn · d2 white pawn · f2 white pawn · g2 white pawn · h2 white pawn · a1 white rook · b1 white knight · c1 white bishop · d1 white queen · e1 white king · h1 white rook | a8 black rook · c8 black bishop · d8 black queen · e8 black king · f8 black bishop · g8 black knight · h8 black rook · b7 black pawn · c7 black pawn · f7 black pawn · g7 black pawn · h7 black pawn · a6 black pawn · c6 black pawn · e5 black pawn · e4 white pawn · f3 white knight · a2 white pawn · b2 white pawn · c2 white pawn · d2 white pawn · f2 white pawn · g2 white pawn · h2 white pawn · a1 white rook · b1 white knight · c1 white bishop · d1 white queen · e1 white king · h1 white rook | 6 |
| 5 | a8 black rook · c8 black bishop · d8 black queen · e8 black king · f8 black bishop · g8 black knight · h8 black rook · b7 black pawn · c7 black pawn · f7 black pawn · g7 black pawn · h7 black pawn · a6 black pawn · c6 black pawn · e5 black pawn · e4 white pawn · f3 white knight · a2 white pawn · b2 white pawn · c2 white pawn · d2 white pawn · f2 white pawn · g2 white pawn · h2 white pawn · a1 white rook · b1 white knight · c1 white bishop · d1 white queen · e1 white king · h1 white rook | a8 black rook · c8 black bishop · d8 black queen · e8 black king · f8 black bishop · g8 black knight · h8 black rook · b7 black pawn · c7 black pawn · f7 black pawn · g7 black pawn · h7 black pawn · a6 black pawn · c6 black pawn · e5 black pawn · e4 white pawn · f3 white knight · a2 white pawn · b2 white pawn · c2 white pawn · d2 white pawn · f2 white pawn · g2 white pawn · h2 white pawn · a1 white rook · b1 white knight · c1 white bishop · d1 white queen · e1 white king · h1 white rook | a8 black rook · c8 black bishop · d8 black queen · e8 black king · f8 black bishop · g8 black knight · h8 black rook · b7 black pawn · c7 black pawn · f7 black pawn · g7 black pawn · h7 black pawn · a6 black pawn · c6 black pawn · e5 black pawn · e4 white pawn · f3 white knight · a2 white pawn · b2 white pawn · c2 white pawn · d2 white pawn · f2 white pawn · g2 white pawn · h2 white pawn · a1 white rook · b1 white knight · c1 white bishop · d1 white queen · e1 white king · h1 white rook | a8 black rook · c8 black bishop · d8 black queen · e8 black king · f8 black bishop · g8 black knight · h8 black rook · b7 black pawn · c7 black pawn · f7 black pawn · g7 black pawn · h7 black pawn · a6 black pawn · c6 black pawn · e5 black pawn · e4 white pawn · f3 white knight · a2 white pawn · b2 white pawn · c2 white pawn · d2 white pawn · f2 white pawn · g2 white pawn · h2 white pawn · a1 white rook · b1 white knight · c1 white bishop · d1 white queen · e1 white king · h1 white rook | a8 black rook · c8 black bishop · d8 black queen · e8 black king · f8 black bishop · g8 black knight · h8 black rook · b7 black pawn · c7 black pawn · f7 black pawn · g7 black pawn · h7 black pawn · a6 black pawn · c6 black pawn · e5 black pawn · e4 white pawn · f3 white knight · a2 white pawn · b2 white pawn · c2 white pawn · d2 white pawn · f2 white pawn · g2 white pawn · h2 white pawn · a1 white rook · b1 white knight · c1 white bishop · d1 white queen · e1 white king · h1 white rook | a8 black rook · c8 black bishop · d8 black queen · e8 black king · f8 black bishop · g8 black knight · h8 black rook · b7 black pawn · c7 black pawn · f7 black pawn · g7 black pawn · h7 black pawn · a6 black pawn · c6 black pawn · e5 black pawn · e4 white pawn · f3 white knight · a2 white pawn · b2 white pawn · c2 white pawn · d2 white pawn · f2 white pawn · g2 white pawn · h2 white pawn · a1 white rook · b1 white knight · c1 white bishop · d1 white queen · e1 white king · h1 white rook | a8 black rook · c8 black bishop · d8 black queen · e8 black king · f8 black bishop · g8 black knight · h8 black rook · b7 black pawn · c7 black pawn · f7 black pawn · g7 black pawn · h7 black pawn · a6 black pawn · c6 black pawn · e5 black pawn · e4 white pawn · f3 white knight · a2 white pawn · b2 white pawn · c2 white pawn · d2 white pawn · f2 white pawn · g2 white pawn · h2 white pawn · a1 white rook · b1 white knight · c1 white bishop · d1 white queen · e1 white king · h1 white rook | a8 black rook · c8 black bishop · d8 black queen · e8 black king · f8 black bishop · g8 black knight · h8 black rook · b7 black pawn · c7 black pawn · f7 black pawn · g7 black pawn · h7 black pawn · a6 black pawn · c6 black pawn · e5 black pawn · e4 white pawn · f3 white knight · a2 white pawn · b2 white pawn · c2 white pawn · d2 white pawn · f2 white pawn · g2 white pawn · h2 white pawn · a1 white rook · b1 white knight · c1 white bishop · d1 white queen · e1 white king · h1 white rook | 5 |
| 4 | a8 black rook · c8 black bishop · d8 black queen · e8 black king · f8 black bishop · g8 black knight · h8 black rook · b7 black pawn · c7 black pawn · f7 black pawn · g7 black pawn · h7 black pawn · a6 black pawn · c6 black pawn · e5 black pawn · e4 white pawn · f3 white knight · a2 white pawn · b2 white pawn · c2 white pawn · d2 white pawn · f2 white pawn · g2 white pawn · h2 white pawn · a1 white rook · b1 white knight · c1 white bishop · d1 white queen · e1 white king · h1 white rook | a8 black rook · c8 black bishop · d8 black queen · e8 black king · f8 black bishop · g8 black knight · h8 black rook · b7 black pawn · c7 black pawn · f7 black pawn · g7 black pawn · h7 black pawn · a6 black pawn · c6 black pawn · e5 black pawn · e4 white pawn · f3 white knight · a2 white pawn · b2 white pawn · c2 white pawn · d2 white pawn · f2 white pawn · g2 white pawn · h2 white pawn · a1 white rook · b1 white knight · c1 white bishop · d1 white queen · e1 white king · h1 white rook | a8 black rook · c8 black bishop · d8 black queen · e8 black king · f8 black bishop · g8 black knight · h8 black rook · b7 black pawn · c7 black pawn · f7 black pawn · g7 black pawn · h7 black pawn · a6 black pawn · c6 black pawn · e5 black pawn · e4 white pawn · f3 white knight · a2 white pawn · b2 white pawn · c2 white pawn · d2 white pawn · f2 white pawn · g2 white pawn · h2 white pawn · a1 white rook · b1 white knight · c1 white bishop · d1 white queen · e1 white king · h1 white rook | a8 black rook · c8 black bishop · d8 black queen · e8 black king · f8 black bishop · g8 black knight · h8 black rook · b7 black pawn · c7 black pawn · f7 black pawn · g7 black pawn · h7 black pawn · a6 black pawn · c6 black pawn · e5 black pawn · e4 white pawn · f3 white knight · a2 white pawn · b2 white pawn · c2 white pawn · d2 white pawn · f2 white pawn · g2 white pawn · h2 white pawn · a1 white rook · b1 white knight · c1 white bishop · d1 white queen · e1 white king · h1 white rook | a8 black rook · c8 black bishop · d8 black queen · e8 black king · f8 black bishop · g8 black knight · h8 black rook · b7 black pawn · c7 black pawn · f7 black pawn · g7 black pawn · h7 black pawn · a6 black pawn · c6 black pawn · e5 black pawn · e4 white pawn · f3 white knight · a2 white pawn · b2 white pawn · c2 white pawn · d2 white pawn · f2 white pawn · g2 white pawn · h2 white pawn · a1 white rook · b1 white knight · c1 white bishop · d1 white queen · e1 white king · h1 white rook | a8 black rook · c8 black bishop · d8 black queen · e8 black king · f8 black bishop · g8 black knight · h8 black rook · b7 black pawn · c7 black pawn · f7 black pawn · g7 black pawn · h7 black pawn · a6 black pawn · c6 black pawn · e5 black pawn · e4 white pawn · f3 white knight · a2 white pawn · b2 white pawn · c2 white pawn · d2 white pawn · f2 white pawn · g2 white pawn · h2 white pawn · a1 white rook · b1 white knight · c1 white bishop · d1 white queen · e1 white king · h1 white rook | a8 black rook · c8 black bishop · d8 black queen · e8 black king · f8 black bishop · g8 black knight · h8 black rook · b7 black pawn · c7 black pawn · f7 black pawn · g7 black pawn · h7 black pawn · a6 black pawn · c6 black pawn · e5 black pawn · e4 white pawn · f3 white knight · a2 white pawn · b2 white pawn · c2 white pawn · d2 white pawn · f2 white pawn · g2 white pawn · h2 white pawn · a1 white rook · b1 white knight · c1 white bishop · d1 white queen · e1 white king · h1 white rook | a8 black rook · c8 black bishop · d8 black queen · e8 black king · f8 black bishop · g8 black knight · h8 black rook · b7 black pawn · c7 black pawn · f7 black pawn · g7 black pawn · h7 black pawn · a6 black pawn · c6 black pawn · e5 black pawn · e4 white pawn · f3 white knight · a2 white pawn · b2 white pawn · c2 white pawn · d2 white pawn · f2 white pawn · g2 white pawn · h2 white pawn · a1 white rook · b1 white knight · c1 white bishop · d1 white queen · e1 white king · h1 white rook | 4 |
| 3 | a8 black rook · c8 black bishop · d8 black queen · e8 black king · f8 black bishop · g8 black knight · h8 black rook · b7 black pawn · c7 black pawn · f7 black pawn · g7 black pawn · h7 black pawn · a6 black pawn · c6 black pawn · e5 black pawn · e4 white pawn · f3 white knight · a2 white pawn · b2 white pawn · c2 white pawn · d2 white pawn · f2 white pawn · g2 white pawn · h2 white pawn · a1 white rook · b1 white knight · c1 white bishop · d1 white queen · e1 white king · h1 white rook | a8 black rook · c8 black bishop · d8 black queen · e8 black king · f8 black bishop · g8 black knight · h8 black rook · b7 black pawn · c7 black pawn · f7 black pawn · g7 black pawn · h7 black pawn · a6 black pawn · c6 black pawn · e5 black pawn · e4 white pawn · f3 white knight · a2 white pawn · b2 white pawn · c2 white pawn · d2 white pawn · f2 white pawn · g2 white pawn · h2 white pawn · a1 white rook · b1 white knight · c1 white bishop · d1 white queen · e1 white king · h1 white rook | a8 black rook · c8 black bishop · d8 black queen · e8 black king · f8 black bishop · g8 black knight · h8 black rook · b7 black pawn · c7 black pawn · f7 black pawn · g7 black pawn · h7 black pawn · a6 black pawn · c6 black pawn · e5 black pawn · e4 white pawn · f3 white knight · a2 white pawn · b2 white pawn · c2 white pawn · d2 white pawn · f2 white pawn · g2 white pawn · h2 white pawn · a1 white rook · b1 white knight · c1 white bishop · d1 white queen · e1 white king · h1 white rook | a8 black rook · c8 black bishop · d8 black queen · e8 black king · f8 black bishop · g8 black knight · h8 black rook · b7 black pawn · c7 black pawn · f7 black pawn · g7 black pawn · h7 black pawn · a6 black pawn · c6 black pawn · e5 black pawn · e4 white pawn · f3 white knight · a2 white pawn · b2 white pawn · c2 white pawn · d2 white pawn · f2 white pawn · g2 white pawn · h2 white pawn · a1 white rook · b1 white knight · c1 white bishop · d1 white queen · e1 white king · h1 white rook | a8 black rook · c8 black bishop · d8 black queen · e8 black king · f8 black bishop · g8 black knight · h8 black rook · b7 black pawn · c7 black pawn · f7 black pawn · g7 black pawn · h7 black pawn · a6 black pawn · c6 black pawn · e5 black pawn · e4 white pawn · f3 white knight · a2 white pawn · b2 white pawn · c2 white pawn · d2 white pawn · f2 white pawn · g2 white pawn · h2 white pawn · a1 white rook · b1 white knight · c1 white bishop · d1 white queen · e1 white king · h1 white rook | a8 black rook · c8 black bishop · d8 black queen · e8 black king · f8 black bishop · g8 black knight · h8 black rook · b7 black pawn · c7 black pawn · f7 black pawn · g7 black pawn · h7 black pawn · a6 black pawn · c6 black pawn · e5 black pawn · e4 white pawn · f3 white knight · a2 white pawn · b2 white pawn · c2 white pawn · d2 white pawn · f2 white pawn · g2 white pawn · h2 white pawn · a1 white rook · b1 white knight · c1 white bishop · d1 white queen · e1 white king · h1 white rook | a8 black rook · c8 black bishop · d8 black queen · e8 black king · f8 black bishop · g8 black knight · h8 black rook · b7 black pawn · c7 black pawn · f7 black pawn · g7 black pawn · h7 black pawn · a6 black pawn · c6 black pawn · e5 black pawn · e4 white pawn · f3 white knight · a2 white pawn · b2 white pawn · c2 white pawn · d2 white pawn · f2 white pawn · g2 white pawn · h2 white pawn · a1 white rook · b1 white knight · c1 white bishop · d1 white queen · e1 white king · h1 white rook | a8 black rook · c8 black bishop · d8 black queen · e8 black king · f8 black bishop · g8 black knight · h8 black rook · b7 black pawn · c7 black pawn · f7 black pawn · g7 black pawn · h7 black pawn · a6 black pawn · c6 black pawn · e5 black pawn · e4 white pawn · f3 white knight · a2 white pawn · b2 white pawn · c2 white pawn · d2 white pawn · f2 white pawn · g2 white pawn · h2 white pawn · a1 white rook · b1 white knight · c1 white bishop · d1 white queen · e1 white king · h1 white rook | 3 |
| 2 | a8 black rook · c8 black bishop · d8 black queen · e8 black king · f8 black bishop · g8 black knight · h8 black rook · b7 black pawn · c7 black pawn · f7 black pawn · g7 black pawn · h7 black pawn · a6 black pawn · c6 black pawn · e5 black pawn · e4 white pawn · f3 white knight · a2 white pawn · b2 white pawn · c2 white pawn · d2 white pawn · f2 white pawn · g2 white pawn · h2 white pawn · a1 white rook · b1 white knight · c1 white bishop · d1 white queen · e1 white king · h1 white rook | a8 black rook · c8 black bishop · d8 black queen · e8 black king · f8 black bishop · g8 black knight · h8 black rook · b7 black pawn · c7 black pawn · f7 black pawn · g7 black pawn · h7 black pawn · a6 black pawn · c6 black pawn · e5 black pawn · e4 white pawn · f3 white knight · a2 white pawn · b2 white pawn · c2 white pawn · d2 white pawn · f2 white pawn · g2 white pawn · h2 white pawn · a1 white rook · b1 white knight · c1 white bishop · d1 white queen · e1 white king · h1 white rook | a8 black rook · c8 black bishop · d8 black queen · e8 black king · f8 black bishop · g8 black knight · h8 black rook · b7 black pawn · c7 black pawn · f7 black pawn · g7 black pawn · h7 black pawn · a6 black pawn · c6 black pawn · e5 black pawn · e4 white pawn · f3 white knight · a2 white pawn · b2 white pawn · c2 white pawn · d2 white pawn · f2 white pawn · g2 white pawn · h2 white pawn · a1 white rook · b1 white knight · c1 white bishop · d1 white queen · e1 white king · h1 white rook | a8 black rook · c8 black bishop · d8 black queen · e8 black king · f8 black bishop · g8 black knight · h8 black rook · b7 black pawn · c7 black pawn · f7 black pawn · g7 black pawn · h7 black pawn · a6 black pawn · c6 black pawn · e5 black pawn · e4 white pawn · f3 white knight · a2 white pawn · b2 white pawn · c2 white pawn · d2 white pawn · f2 white pawn · g2 white pawn · h2 white pawn · a1 white rook · b1 white knight · c1 white bishop · d1 white queen · e1 white king · h1 white rook | a8 black rook · c8 black bishop · d8 black queen · e8 black king · f8 black bishop · g8 black knight · h8 black rook · b7 black pawn · c7 black pawn · f7 black pawn · g7 black pawn · h7 black pawn · a6 black pawn · c6 black pawn · e5 black pawn · e4 white pawn · f3 white knight · a2 white pawn · b2 white pawn · c2 white pawn · d2 white pawn · f2 white pawn · g2 white pawn · h2 white pawn · a1 white rook · b1 white knight · c1 white bishop · d1 white queen · e1 white king · h1 white rook | a8 black rook · c8 black bishop · d8 black queen · e8 black king · f8 black bishop · g8 black knight · h8 black rook · b7 black pawn · c7 black pawn · f7 black pawn · g7 black pawn · h7 black pawn · a6 black pawn · c6 black pawn · e5 black pawn · e4 white pawn · f3 white knight · a2 white pawn · b2 white pawn · c2 white pawn · d2 white pawn · f2 white pawn · g2 white pawn · h2 white pawn · a1 white rook · b1 white knight · c1 white bishop · d1 white queen · e1 white king · h1 white rook | a8 black rook · c8 black bishop · d8 black queen · e8 black king · f8 black bishop · g8 black knight · h8 black rook · b7 black pawn · c7 black pawn · f7 black pawn · g7 black pawn · h7 black pawn · a6 black pawn · c6 black pawn · e5 black pawn · e4 white pawn · f3 white knight · a2 white pawn · b2 white pawn · c2 white pawn · d2 white pawn · f2 white pawn · g2 white pawn · h2 white pawn · a1 white rook · b1 white knight · c1 white bishop · d1 white queen · e1 white king · h1 white rook | a8 black rook · c8 black bishop · d8 black queen · e8 black king · f8 black bishop · g8 black knight · h8 black rook · b7 black pawn · c7 black pawn · f7 black pawn · g7 black pawn · h7 black pawn · a6 black pawn · c6 black pawn · e5 black pawn · e4 white pawn · f3 white knight · a2 white pawn · b2 white pawn · c2 white pawn · d2 white pawn · f2 white pawn · g2 white pawn · h2 white pawn · a1 white rook · b1 white knight · c1 white bishop · d1 white queen · e1 white king · h1 white rook | 2 |
| 1 | a8 black rook · c8 black bishop · d8 black queen · e8 black king · f8 black bishop · g8 black knight · h8 black rook · b7 black pawn · c7 black pawn · f7 black pawn · g7 black pawn · h7 black pawn · a6 black pawn · c6 black pawn · e5 black pawn · e4 white pawn · f3 white knight · a2 white pawn · b2 white pawn · c2 white pawn · d2 white pawn · f2 white pawn · g2 white pawn · h2 white pawn · a1 white rook · b1 white knight · c1 white bishop · d1 white queen · e1 white king · h1 white rook | a8 black rook · c8 black bishop · d8 black queen · e8 black king · f8 black bishop · g8 black knight · h8 black rook · b7 black pawn · c7 black pawn · f7 black pawn · g7 black pawn · h7 black pawn · a6 black pawn · c6 black pawn · e5 black pawn · e4 white pawn · f3 white knight · a2 white pawn · b2 white pawn · c2 white pawn · d2 white pawn · f2 white pawn · g2 white pawn · h2 white pawn · a1 white rook · b1 white knight · c1 white bishop · d1 white queen · e1 white king · h1 white rook | a8 black rook · c8 black bishop · d8 black queen · e8 black king · f8 black bishop · g8 black knight · h8 black rook · b7 black pawn · c7 black pawn · f7 black pawn · g7 black pawn · h7 black pawn · a6 black pawn · c6 black pawn · e5 black pawn · e4 white pawn · f3 white knight · a2 white pawn · b2 white pawn · c2 white pawn · d2 white pawn · f2 white pawn · g2 white pawn · h2 white pawn · a1 white rook · b1 white knight · c1 white bishop · d1 white queen · e1 white king · h1 white rook | a8 black rook · c8 black bishop · d8 black queen · e8 black king · f8 black bishop · g8 black knight · h8 black rook · b7 black pawn · c7 black pawn · f7 black pawn · g7 black pawn · h7 black pawn · a6 black pawn · c6 black pawn · e5 black pawn · e4 white pawn · f3 white knight · a2 white pawn · b2 white pawn · c2 white pawn · d2 white pawn · f2 white pawn · g2 white pawn · h2 white pawn · a1 white rook · b1 white knight · c1 white bishop · d1 white queen · e1 white king · h1 white rook | a8 black rook · c8 black bishop · d8 black queen · e8 black king · f8 black bishop · g8 black knight · h8 black rook · b7 black pawn · c7 black pawn · f7 black pawn · g7 black pawn · h7 black pawn · a6 black pawn · c6 black pawn · e5 black pawn · e4 white pawn · f3 white knight · a2 white pawn · b2 white pawn · c2 white pawn · d2 white pawn · f2 white pawn · g2 white pawn · h2 white pawn · a1 white rook · b1 white knight · c1 white bishop · d1 white queen · e1 white king · h1 white rook | a8 black rook · c8 black bishop · d8 black queen · e8 black king · f8 black bishop · g8 black knight · h8 black rook · b7 black pawn · c7 black pawn · f7 black pawn · g7 black pawn · h7 black pawn · a6 black pawn · c6 black pawn · e5 black pawn · e4 white pawn · f3 white knight · a2 white pawn · b2 white pawn · c2 white pawn · d2 white pawn · f2 white pawn · g2 white pawn · h2 white pawn · a1 white rook · b1 white knight · c1 white bishop · d1 white queen · e1 white king · h1 white rook | a8 black rook · c8 black bishop · d8 black queen · e8 black king · f8 black bishop · g8 black knight · h8 black rook · b7 black pawn · c7 black pawn · f7 black pawn · g7 black pawn · h7 black pawn · a6 black pawn · c6 black pawn · e5 black pawn · e4 white pawn · f3 white knight · a2 white pawn · b2 white pawn · c2 white pawn · d2 white pawn · f2 white pawn · g2 white pawn · h2 white pawn · a1 white rook · b1 white knight · c1 white bishop · d1 white queen · e1 white king · h1 white rook | a8 black rook · c8 black bishop · d8 black queen · e8 black king · f8 black bishop · g8 black knight · h8 black rook · b7 black pawn · c7 black pawn · f7 black pawn · g7 black pawn · h7 black pawn · a6 black pawn · c6 black pawn · e5 black pawn · e4 white pawn · f3 white knight · a2 white pawn · b2 white pawn · c2 white pawn · d2 white pawn · f2 white pawn · g2 white pawn · h2 white pawn · a1 white rook · b1 white knight · c1 white bishop · d1 white queen · e1 white king · h1 white rook | 1 |
|   | a | b | c | d | e | f | g | h |   |

Trong Phương án đổi, 4.Txc6, (ECO C68-C69) Trắng gây tổn hại đến cấu trúc Tốt của Đen, tiền đề để nghĩ đến một kế hoạch dài hơi khi dự định d4...exd4 Hxd4, sau đó là đổi hết tất cả các quân và thắng trong Tàn cuộc bằng Tốt. Tuy nhiên, Đen có một sự đền bù chấp nhận được, đó là có được cặp Tượng, và phương án này cũng không được xem là tham vọng nhất của Trắng. Dù vậy nó đã được vận dụng thành công bởi các nhà vô địch thế giới trước đây là Emanuel Lasker và Bobby Fischer.
Đen hầu như luôn trả lời 4.Txc6 bằng 4...dxc6, mặc dù 4...bxc6 cũng có thể chơi, vì nếu Đen 4...bxc6 tiếp theo sẽ là 5.d4 exd4 6.Hxd4 và Trắng kiểm soát trung tâm. Sau nước 4...dxc6, với việc Tốt e5 lúc này không còn được bảo vệ bởi Mã, dường như nước hiển nhiên trước mắt Trắng là 5.Mxe5?. Tuy nhiên, đây là một nước yếu, do Đen sẽ đáp trả bằng 5...Hd4! 6.Mf3 Hxe4+ 7.He2 Hxe2+, và Trắng sẽ không có sự bù đắp nào trước ưu thế cặp Tượng của Đen.
Có hai diễn biến chính xảy ra sau 4.Bxc6 dxc6. Vào cuối thế kỷ 19 đầu thế kỷ 20, Lasker đã rất thành công với phương án 5.d4 exd4 6.Hxd4 Hxd4 7.Mxd4. Kể từ đó, những phương án phòng thủ tốt hơn dành cho Đen đã được phát triển, và điều này được cho là hơi ưu ái cho Đen. Jon Jacobs vào tháng 7 năm 2005 đã viết trong tạp chí Chess Life (trang 21): "Một cuộc tìm kiếm dữ liệu (đối với những ván đấu vượt quá 20 nước, và cả hai người chơi phải có ELO hơn 2300) cho thấy thế trận sau 7.Mxd4 đã xuất hiện 20 lần trong khoảng 1985-2002. Kết quả là thảm hại cho bên Trắng: +0−7=13 (trong 20 ván, Trắng thắng 0 hòa 13 và thua 7)". Max Euwe cho rằng Trắng sẽ thắng trong thế trận này (thế trận sau 4.dxc6) nếu bỏ đi tất cả các quân còn lại trừ Tốt và Vua.
Diễn biến thứ hai đó là 5.0-0, đây là một phương án linh hoạt và đôi khi nó cũng được gọi là Phương án Barendregt, nhưng Fischer mới là người đã phát triển nó thành nhiều thứ vũ khí nguy hiểm trong thập niên 60 của thế kỷ 20. Không giống như nước 5.d4 buộc Đen phải bảo vệ Tốt e, lúc này Đen thường chơi 5...f6, 5...Tg4, 5...Hd6 (phương án sắc nét nhất, chuẩn bị cho nhập thành dài), 5...He7, 5...Hf6 hoặc 5...Td6. Một nước khác có thể chơi nhưng hiếm gặp là 5...Te6 (hoặc 5...Te7), ý tưởng là nếu Trắng chơi 6.Mxe5, Đen sẽ 6...Hd4, chĩa đôi Mã và Tốt e4. Nước...Hd4 ăn lại Tốt, thường không thể chơi trong những phương án mà Trắng nhập thành (0-0) do cột mở e, vì vậy...Te6 hay... Te7 sẽ giúp Đen có thể ăn Tốt mà tránh được việc Hậu bị giằng trên cột e bởi Xe1.
Trắng cũng có thể đổi Tượng lấy Mã chậm hơn sau một hoặc hai nước: 4.Ta4 Mf6 5.Txc6 hoặc 5.0-0 Te7 6.Txc6 (phương án có tên Delayed Exchange Deferred). Mới nhìn qua thì có vẻ như cách này chỉ tốn thời gian, nhưng Đen sau nước...Mf6 sẽ không có khả năng bảo vệ Tốt e5 bằng Tốt f7 (f7-f6) nữa; và với việc Tượng đã phát triển lên e7 có nghĩa Đen sẽ mất một "temp" (mất thêm một nước) với...Td6.

#### Phòng thủ Na Uy: 4.Ta4 b5 5.Tb3 Ma5
|   | a | b | c | d | e | f | g | h |   |
| 8 | a8 black rook · c8 black bishop · d8 black queen · e8 black king · f8 black bishop · g8 black knight · h8 black rook · c7 black pawn · d7 black pawn · f7 black pawn · g7 black pawn · h7 black pawn · a6 black pawn · a5 black knight · b5 black pawn · e5 black pawn · e4 white pawn · b3 white bishop · f3 white knight · a2 white pawn · b2 white pawn · c2 white pawn · d2 white pawn · f2 white pawn · g2 white pawn · h2 white pawn · a1 white rook · b1 white knight · c1 white bishop · d1 white queen · e1 white king · h1 white rook | a8 black rook · c8 black bishop · d8 black queen · e8 black king · f8 black bishop · g8 black knight · h8 black rook · c7 black pawn · d7 black pawn · f7 black pawn · g7 black pawn · h7 black pawn · a6 black pawn · a5 black knight · b5 black pawn · e5 black pawn · e4 white pawn · b3 white bishop · f3 white knight · a2 white pawn · b2 white pawn · c2 white pawn · d2 white pawn · f2 white pawn · g2 white pawn · h2 white pawn · a1 white rook · b1 white knight · c1 white bishop · d1 white queen · e1 white king · h1 white rook | a8 black rook · c8 black bishop · d8 black queen · e8 black king · f8 black bishop · g8 black knight · h8 black rook · c7 black pawn · d7 black pawn · f7 black pawn · g7 black pawn · h7 black pawn · a6 black pawn · a5 black knight · b5 black pawn · e5 black pawn · e4 white pawn · b3 white bishop · f3 white knight · a2 white pawn · b2 white pawn · c2 white pawn · d2 white pawn · f2 white pawn · g2 white pawn · h2 white pawn · a1 white rook · b1 white knight · c1 white bishop · d1 white queen · e1 white king · h1 white rook | a8 black rook · c8 black bishop · d8 black queen · e8 black king · f8 black bishop · g8 black knight · h8 black rook · c7 black pawn · d7 black pawn · f7 black pawn · g7 black pawn · h7 black pawn · a6 black pawn · a5 black knight · b5 black pawn · e5 black pawn · e4 white pawn · b3 white bishop · f3 white knight · a2 white pawn · b2 white pawn · c2 white pawn · d2 white pawn · f2 white pawn · g2 white pawn · h2 white pawn · a1 white rook · b1 white knight · c1 white bishop · d1 white queen · e1 white king · h1 white rook | a8 black rook · c8 black bishop · d8 black queen · e8 black king · f8 black bishop · g8 black knight · h8 black rook · c7 black pawn · d7 black pawn · f7 black pawn · g7 black pawn · h7 black pawn · a6 black pawn · a5 black knight · b5 black pawn · e5 black pawn · e4 white pawn · b3 white bishop · f3 white knight · a2 white pawn · b2 white pawn · c2 white pawn · d2 white pawn · f2 white pawn · g2 white pawn · h2 white pawn · a1 white rook · b1 white knight · c1 white bishop · d1 white queen · e1 white king · h1 white rook | a8 black rook · c8 black bishop · d8 black queen · e8 black king · f8 black bishop · g8 black knight · h8 black rook · c7 black pawn · d7 black pawn · f7 black pawn · g7 black pawn · h7 black pawn · a6 black pawn · a5 black knight · b5 black pawn · e5 black pawn · e4 white pawn · b3 white bishop · f3 white knight · a2 white pawn · b2 white pawn · c2 white pawn · d2 white pawn · f2 white pawn · g2 white pawn · h2 white pawn · a1 white rook · b1 white knight · c1 white bishop · d1 white queen · e1 white king · h1 white rook | a8 black rook · c8 black bishop · d8 black queen · e8 black king · f8 black bishop · g8 black knight · h8 black rook · c7 black pawn · d7 black pawn · f7 black pawn · g7 black pawn · h7 black pawn · a6 black pawn · a5 black knight · b5 black pawn · e5 black pawn · e4 white pawn · b3 white bishop · f3 white knight · a2 white pawn · b2 white pawn · c2 white pawn · d2 white pawn · f2 white pawn · g2 white pawn · h2 white pawn · a1 white rook · b1 white knight · c1 white bishop · d1 white queen · e1 white king · h1 white rook | a8 black rook · c8 black bishop · d8 black queen · e8 black king · f8 black bishop · g8 black knight · h8 black rook · c7 black pawn · d7 black pawn · f7 black pawn · g7 black pawn · h7 black pawn · a6 black pawn · a5 black knight · b5 black pawn · e5 black pawn · e4 white pawn · b3 white bishop · f3 white knight · a2 white pawn · b2 white pawn · c2 white pawn · d2 white pawn · f2 white pawn · g2 white pawn · h2 white pawn · a1 white rook · b1 white knight · c1 white bishop · d1 white queen · e1 white king · h1 white rook | 8 |
| 7 | a8 black rook · c8 black bishop · d8 black queen · e8 black king · f8 black bishop · g8 black knight · h8 black rook · c7 black pawn · d7 black pawn · f7 black pawn · g7 black pawn · h7 black pawn · a6 black pawn · a5 black knight · b5 black pawn · e5 black pawn · e4 white pawn · b3 white bishop · f3 white knight · a2 white pawn · b2 white pawn · c2 white pawn · d2 white pawn · f2 white pawn · g2 white pawn · h2 white pawn · a1 white rook · b1 white knight · c1 white bishop · d1 white queen · e1 white king · h1 white rook | a8 black rook · c8 black bishop · d8 black queen · e8 black king · f8 black bishop · g8 black knight · h8 black rook · c7 black pawn · d7 black pawn · f7 black pawn · g7 black pawn · h7 black pawn · a6 black pawn · a5 black knight · b5 black pawn · e5 black pawn · e4 white pawn · b3 white bishop · f3 white knight · a2 white pawn · b2 white pawn · c2 white pawn · d2 white pawn · f2 white pawn · g2 white pawn · h2 white pawn · a1 white rook · b1 white knight · c1 white bishop · d1 white queen · e1 white king · h1 white rook | a8 black rook · c8 black bishop · d8 black queen · e8 black king · f8 black bishop · g8 black knight · h8 black rook · c7 black pawn · d7 black pawn · f7 black pawn · g7 black pawn · h7 black pawn · a6 black pawn · a5 black knight · b5 black pawn · e5 black pawn · e4 white pawn · b3 white bishop · f3 white knight · a2 white pawn · b2 white pawn · c2 white pawn · d2 white pawn · f2 white pawn · g2 white pawn · h2 white pawn · a1 white rook · b1 white knight · c1 white bishop · d1 white queen · e1 white king · h1 white rook | a8 black rook · c8 black bishop · d8 black queen · e8 black king · f8 black bishop · g8 black knight · h8 black rook · c7 black pawn · d7 black pawn · f7 black pawn · g7 black pawn · h7 black pawn · a6 black pawn · a5 black knight · b5 black pawn · e5 black pawn · e4 white pawn · b3 white bishop · f3 white knight · a2 white pawn · b2 white pawn · c2 white pawn · d2 white pawn · f2 white pawn · g2 white pawn · h2 white pawn · a1 white rook · b1 white knight · c1 white bishop · d1 white queen · e1 white king · h1 white rook | a8 black rook · c8 black bishop · d8 black queen · e8 black king · f8 black bishop · g8 black knight · h8 black rook · c7 black pawn · d7 black pawn · f7 black pawn · g7 black pawn · h7 black pawn · a6 black pawn · a5 black knight · b5 black pawn · e5 black pawn · e4 white pawn · b3 white bishop · f3 white knight · a2 white pawn · b2 white pawn · c2 white pawn · d2 white pawn · f2 white pawn · g2 white pawn · h2 white pawn · a1 white rook · b1 white knight · c1 white bishop · d1 white queen · e1 white king · h1 white rook | a8 black rook · c8 black bishop · d8 black queen · e8 black king · f8 black bishop · g8 black knight · h8 black rook · c7 black pawn · d7 black pawn · f7 black pawn · g7 black pawn · h7 black pawn · a6 black pawn · a5 black knight · b5 black pawn · e5 black pawn · e4 white pawn · b3 white bishop · f3 white knight · a2 white pawn · b2 white pawn · c2 white pawn · d2 white pawn · f2 white pawn · g2 white pawn · h2 white pawn · a1 white rook · b1 white knight · c1 white bishop · d1 white queen · e1 white king · h1 white rook | a8 black rook · c8 black bishop · d8 black queen · e8 black king · f8 black bishop · g8 black knight · h8 black rook · c7 black pawn · d7 black pawn · f7 black pawn · g7 black pawn · h7 black pawn · a6 black pawn · a5 black knight · b5 black pawn · e5 black pawn · e4 white pawn · b3 white bishop · f3 white knight · a2 white pawn · b2 white pawn · c2 white pawn · d2 white pawn · f2 white pawn · g2 white pawn · h2 white pawn · a1 white rook · b1 white knight · c1 white bishop · d1 white queen · e1 white king · h1 white rook | a8 black rook · c8 black bishop · d8 black queen · e8 black king · f8 black bishop · g8 black knight · h8 black rook · c7 black pawn · d7 black pawn · f7 black pawn · g7 black pawn · h7 black pawn · a6 black pawn · a5 black knight · b5 black pawn · e5 black pawn · e4 white pawn · b3 white bishop · f3 white knight · a2 white pawn · b2 white pawn · c2 white pawn · d2 white pawn · f2 white pawn · g2 white pawn · h2 white pawn · a1 white rook · b1 white knight · c1 white bishop · d1 white queen · e1 white king · h1 white rook | 7 |
| 6 | a8 black rook · c8 black bishop · d8 black queen · e8 black king · f8 black bishop · g8 black knight · h8 black rook · c7 black pawn · d7 black pawn · f7 black pawn · g7 black pawn · h7 black pawn · a6 black pawn · a5 black knight · b5 black pawn · e5 black pawn · e4 white pawn · b3 white bishop · f3 white knight · a2 white pawn · b2 white pawn · c2 white pawn · d2 white pawn · f2 white pawn · g2 white pawn · h2 white pawn · a1 white rook · b1 white knight · c1 white bishop · d1 white queen · e1 white king · h1 white rook | a8 black rook · c8 black bishop · d8 black queen · e8 black king · f8 black bishop · g8 black knight · h8 black rook · c7 black pawn · d7 black pawn · f7 black pawn · g7 black pawn · h7 black pawn · a6 black pawn · a5 black knight · b5 black pawn · e5 black pawn · e4 white pawn · b3 white bishop · f3 white knight · a2 white pawn · b2 white pawn · c2 white pawn · d2 white pawn · f2 white pawn · g2 white pawn · h2 white pawn · a1 white rook · b1 white knight · c1 white bishop · d1 white queen · e1 white king · h1 white rook | a8 black rook · c8 black bishop · d8 black queen · e8 black king · f8 black bishop · g8 black knight · h8 black rook · c7 black pawn · d7 black pawn · f7 black pawn · g7 black pawn · h7 black pawn · a6 black pawn · a5 black knight · b5 black pawn · e5 black pawn · e4 white pawn · b3 white bishop · f3 white knight · a2 white pawn · b2 white pawn · c2 white pawn · d2 white pawn · f2 white pawn · g2 white pawn · h2 white pawn · a1 white rook · b1 white knight · c1 white bishop · d1 white queen · e1 white king · h1 white rook | a8 black rook · c8 black bishop · d8 black queen · e8 black king · f8 black bishop · g8 black knight · h8 black rook · c7 black pawn · d7 black pawn · f7 black pawn · g7 black pawn · h7 black pawn · a6 black pawn · a5 black knight · b5 black pawn · e5 black pawn · e4 white pawn · b3 white bishop · f3 white knight · a2 white pawn · b2 white pawn · c2 white pawn · d2 white pawn · f2 white pawn · g2 white pawn · h2 white pawn · a1 white rook · b1 white knight · c1 white bishop · d1 white queen · e1 white king · h1 white rook | a8 black rook · c8 black bishop · d8 black queen · e8 black king · f8 black bishop · g8 black knight · h8 black rook · c7 black pawn · d7 black pawn · f7 black pawn · g7 black pawn · h7 black pawn · a6 black pawn · a5 black knight · b5 black pawn · e5 black pawn · e4 white pawn · b3 white bishop · f3 white knight · a2 white pawn · b2 white pawn · c2 white pawn · d2 white pawn · f2 white pawn · g2 white pawn · h2 white pawn · a1 white rook · b1 white knight · c1 white bishop · d1 white queen · e1 white king · h1 white rook | a8 black rook · c8 black bishop · d8 black queen · e8 black king · f8 black bishop · g8 black knight · h8 black rook · c7 black pawn · d7 black pawn · f7 black pawn · g7 black pawn · h7 black pawn · a6 black pawn · a5 black knight · b5 black pawn · e5 black pawn · e4 white pawn · b3 white bishop · f3 white knight · a2 white pawn · b2 white pawn · c2 white pawn · d2 white pawn · f2 white pawn · g2 white pawn · h2 white pawn · a1 white rook · b1 white knight · c1 white bishop · d1 white queen · e1 white king · h1 white rook | a8 black rook · c8 black bishop · d8 black queen · e8 black king · f8 black bishop · g8 black knight · h8 black rook · c7 black pawn · d7 black pawn · f7 black pawn · g7 black pawn · h7 black pawn · a6 black pawn · a5 black knight · b5 black pawn · e5 black pawn · e4 white pawn · b3 white bishop · f3 white knight · a2 white pawn · b2 white pawn · c2 white pawn · d2 white pawn · f2 white pawn · g2 white pawn · h2 white pawn · a1 white rook · b1 white knight · c1 white bishop · d1 white queen · e1 white king · h1 white rook | a8 black rook · c8 black bishop · d8 black queen · e8 black king · f8 black bishop · g8 black knight · h8 black rook · c7 black pawn · d7 black pawn · f7 black pawn · g7 black pawn · h7 black pawn · a6 black pawn · a5 black knight · b5 black pawn · e5 black pawn · e4 white pawn · b3 white bishop · f3 white knight · a2 white pawn · b2 white pawn · c2 white pawn · d2 white pawn · f2 white pawn · g2 white pawn · h2 white pawn · a1 white rook · b1 white knight · c1 white bishop · d1 white queen · e1 white king · h1 white rook | 6 |
| 5 | a8 black rook · c8 black bishop · d8 black queen · e8 black king · f8 black bishop · g8 black knight · h8 black rook · c7 black pawn · d7 black pawn · f7 black pawn · g7 black pawn · h7 black pawn · a6 black pawn · a5 black knight · b5 black pawn · e5 black pawn · e4 white pawn · b3 white bishop · f3 white knight · a2 white pawn · b2 white pawn · c2 white pawn · d2 white pawn · f2 white pawn · g2 white pawn · h2 white pawn · a1 white rook · b1 white knight · c1 white bishop · d1 white queen · e1 white king · h1 white rook | a8 black rook · c8 black bishop · d8 black queen · e8 black king · f8 black bishop · g8 black knight · h8 black rook · c7 black pawn · d7 black pawn · f7 black pawn · g7 black pawn · h7 black pawn · a6 black pawn · a5 black knight · b5 black pawn · e5 black pawn · e4 white pawn · b3 white bishop · f3 white knight · a2 white pawn · b2 white pawn · c2 white pawn · d2 white pawn · f2 white pawn · g2 white pawn · h2 white pawn · a1 white rook · b1 white knight · c1 white bishop · d1 white queen · e1 white king · h1 white rook | a8 black rook · c8 black bishop · d8 black queen · e8 black king · f8 black bishop · g8 black knight · h8 black rook · c7 black pawn · d7 black pawn · f7 black pawn · g7 black pawn · h7 black pawn · a6 black pawn · a5 black knight · b5 black pawn · e5 black pawn · e4 white pawn · b3 white bishop · f3 white knight · a2 white pawn · b2 white pawn · c2 white pawn · d2 white pawn · f2 white pawn · g2 white pawn · h2 white pawn · a1 white rook · b1 white knight · c1 white bishop · d1 white queen · e1 white king · h1 white rook | a8 black rook · c8 black bishop · d8 black queen · e8 black king · f8 black bishop · g8 black knight · h8 black rook · c7 black pawn · d7 black pawn · f7 black pawn · g7 black pawn · h7 black pawn · a6 black pawn · a5 black knight · b5 black pawn · e5 black pawn · e4 white pawn · b3 white bishop · f3 white knight · a2 white pawn · b2 white pawn · c2 white pawn · d2 white pawn · f2 white pawn · g2 white pawn · h2 white pawn · a1 white rook · b1 white knight · c1 white bishop · d1 white queen · e1 white king · h1 white rook | a8 black rook · c8 black bishop · d8 black queen · e8 black king · f8 black bishop · g8 black knight · h8 black rook · c7 black pawn · d7 black pawn · f7 black pawn · g7 black pawn · h7 black pawn · a6 black pawn · a5 black knight · b5 black pawn · e5 black pawn · e4 white pawn · b3 white bishop · f3 white knight · a2 white pawn · b2 white pawn · c2 white pawn · d2 white pawn · f2 white pawn · g2 white pawn · h2 white pawn · a1 white rook · b1 white knight · c1 white bishop · d1 white queen · e1 white king · h1 white rook | a8 black rook · c8 black bishop · d8 black queen · e8 black king · f8 black bishop · g8 black knight · h8 black rook · c7 black pawn · d7 black pawn · f7 black pawn · g7 black pawn · h7 black pawn · a6 black pawn · a5 black knight · b5 black pawn · e5 black pawn · e4 white pawn · b3 white bishop · f3 white knight · a2 white pawn · b2 white pawn · c2 white pawn · d2 white pawn · f2 white pawn · g2 white pawn · h2 white pawn · a1 white rook · b1 white knight · c1 white bishop · d1 white queen · e1 white king · h1 white rook | a8 black rook · c8 black bishop · d8 black queen · e8 black king · f8 black bishop · g8 black knight · h8 black rook · c7 black pawn · d7 black pawn · f7 black pawn · g7 black pawn · h7 black pawn · a6 black pawn · a5 black knight · b5 black pawn · e5 black pawn · e4 white pawn · b3 white bishop · f3 white knight · a2 white pawn · b2 white pawn · c2 white pawn · d2 white pawn · f2 white pawn · g2 white pawn · h2 white pawn · a1 white rook · b1 white knight · c1 white bishop · d1 white queen · e1 white king · h1 white rook | a8 black rook · c8 black bishop · d8 black queen · e8 black king · f8 black bishop · g8 black knight · h8 black rook · c7 black pawn · d7 black pawn · f7 black pawn · g7 black pawn · h7 black pawn · a6 black pawn · a5 black knight · b5 black pawn · e5 black pawn · e4 white pawn · b3 white bishop · f3 white knight · a2 white pawn · b2 white pawn · c2 white pawn · d2 white pawn · f2 white pawn · g2 white pawn · h2 white pawn · a1 white rook · b1 white knight · c1 white bishop · d1 white queen · e1 white king · h1 white rook | 5 |
| 4 | a8 black rook · c8 black bishop · d8 black queen · e8 black king · f8 black bishop · g8 black knight · h8 black rook · c7 black pawn · d7 black pawn · f7 black pawn · g7 black pawn · h7 black pawn · a6 black pawn · a5 black knight · b5 black pawn · e5 black pawn · e4 white pawn · b3 white bishop · f3 white knight · a2 white pawn · b2 white pawn · c2 white pawn · d2 white pawn · f2 white pawn · g2 white pawn · h2 white pawn · a1 white rook · b1 white knight · c1 white bishop · d1 white queen · e1 white king · h1 white rook | a8 black rook · c8 black bishop · d8 black queen · e8 black king · f8 black bishop · g8 black knight · h8 black rook · c7 black pawn · d7 black pawn · f7 black pawn · g7 black pawn · h7 black pawn · a6 black pawn · a5 black knight · b5 black pawn · e5 black pawn · e4 white pawn · b3 white bishop · f3 white knight · a2 white pawn · b2 white pawn · c2 white pawn · d2 white pawn · f2 white pawn · g2 white pawn · h2 white pawn · a1 white rook · b1 white knight · c1 white bishop · d1 white queen · e1 white king · h1 white rook | a8 black rook · c8 black bishop · d8 black queen · e8 black king · f8 black bishop · g8 black knight · h8 black rook · c7 black pawn · d7 black pawn · f7 black pawn · g7 black pawn · h7 black pawn · a6 black pawn · a5 black knight · b5 black pawn · e5 black pawn · e4 white pawn · b3 white bishop · f3 white knight · a2 white pawn · b2 white pawn · c2 white pawn · d2 white pawn · f2 white pawn · g2 white pawn · h2 white pawn · a1 white rook · b1 white knight · c1 white bishop · d1 white queen · e1 white king · h1 white rook | a8 black rook · c8 black bishop · d8 black queen · e8 black king · f8 black bishop · g8 black knight · h8 black rook · c7 black pawn · d7 black pawn · f7 black pawn · g7 black pawn · h7 black pawn · a6 black pawn · a5 black knight · b5 black pawn · e5 black pawn · e4 white pawn · b3 white bishop · f3 white knight · a2 white pawn · b2 white pawn · c2 white pawn · d2 white pawn · f2 white pawn · g2 white pawn · h2 white pawn · a1 white rook · b1 white knight · c1 white bishop · d1 white queen · e1 white king · h1 white rook | a8 black rook · c8 black bishop · d8 black queen · e8 black king · f8 black bishop · g8 black knight · h8 black rook · c7 black pawn · d7 black pawn · f7 black pawn · g7 black pawn · h7 black pawn · a6 black pawn · a5 black knight · b5 black pawn · e5 black pawn · e4 white pawn · b3 white bishop · f3 white knight · a2 white pawn · b2 white pawn · c2 white pawn · d2 white pawn · f2 white pawn · g2 white pawn · h2 white pawn · a1 white rook · b1 white knight · c1 white bishop · d1 white queen · e1 white king · h1 white rook | a8 black rook · c8 black bishop · d8 black queen · e8 black king · f8 black bishop · g8 black knight · h8 black rook · c7 black pawn · d7 black pawn · f7 black pawn · g7 black pawn · h7 black pawn · a6 black pawn · a5 black knight · b5 black pawn · e5 black pawn · e4 white pawn · b3 white bishop · f3 white knight · a2 white pawn · b2 white pawn · c2 white pawn · d2 white pawn · f2 white pawn · g2 white pawn · h2 white pawn · a1 white rook · b1 white knight · c1 white bishop · d1 white queen · e1 white king · h1 white rook | a8 black rook · c8 black bishop · d8 black queen · e8 black king · f8 black bishop · g8 black knight · h8 black rook · c7 black pawn · d7 black pawn · f7 black pawn · g7 black pawn · h7 black pawn · a6 black pawn · a5 black knight · b5 black pawn · e5 black pawn · e4 white pawn · b3 white bishop · f3 white knight · a2 white pawn · b2 white pawn · c2 white pawn · d2 white pawn · f2 white pawn · g2 white pawn · h2 white pawn · a1 white rook · b1 white knight · c1 white bishop · d1 white queen · e1 white king · h1 white rook | a8 black rook · c8 black bishop · d8 black queen · e8 black king · f8 black bishop · g8 black knight · h8 black rook · c7 black pawn · d7 black pawn · f7 black pawn · g7 black pawn · h7 black pawn · a6 black pawn · a5 black knight · b5 black pawn · e5 black pawn · e4 white pawn · b3 white bishop · f3 white knight · a2 white pawn · b2 white pawn · c2 white pawn · d2 white pawn · f2 white pawn · g2 white pawn · h2 white pawn · a1 white rook · b1 white knight · c1 white bishop · d1 white queen · e1 white king · h1 white rook | 4 |
| 3 | a8 black rook · c8 black bishop · d8 black queen · e8 black king · f8 black bishop · g8 black knight · h8 black rook · c7 black pawn · d7 black pawn · f7 black pawn · g7 black pawn · h7 black pawn · a6 black pawn · a5 black knight · b5 black pawn · e5 black pawn · e4 white pawn · b3 white bishop · f3 white knight · a2 white pawn · b2 white pawn · c2 white pawn · d2 white pawn · f2 white pawn · g2 white pawn · h2 white pawn · a1 white rook · b1 white knight · c1 white bishop · d1 white queen · e1 white king · h1 white rook | a8 black rook · c8 black bishop · d8 black queen · e8 black king · f8 black bishop · g8 black knight · h8 black rook · c7 black pawn · d7 black pawn · f7 black pawn · g7 black pawn · h7 black pawn · a6 black pawn · a5 black knight · b5 black pawn · e5 black pawn · e4 white pawn · b3 white bishop · f3 white knight · a2 white pawn · b2 white pawn · c2 white pawn · d2 white pawn · f2 white pawn · g2 white pawn · h2 white pawn · a1 white rook · b1 white knight · c1 white bishop · d1 white queen · e1 white king · h1 white rook | a8 black rook · c8 black bishop · d8 black queen · e8 black king · f8 black bishop · g8 black knight · h8 black rook · c7 black pawn · d7 black pawn · f7 black pawn · g7 black pawn · h7 black pawn · a6 black pawn · a5 black knight · b5 black pawn · e5 black pawn · e4 white pawn · b3 white bishop · f3 white knight · a2 white pawn · b2 white pawn · c2 white pawn · d2 white pawn · f2 white pawn · g2 white pawn · h2 white pawn · a1 white rook · b1 white knight · c1 white bishop · d1 white queen · e1 white king · h1 white rook | a8 black rook · c8 black bishop · d8 black queen · e8 black king · f8 black bishop · g8 black knight · h8 black rook · c7 black pawn · d7 black pawn · f7 black pawn · g7 black pawn · h7 black pawn · a6 black pawn · a5 black knight · b5 black pawn · e5 black pawn · e4 white pawn · b3 white bishop · f3 white knight · a2 white pawn · b2 white pawn · c2 white pawn · d2 white pawn · f2 white pawn · g2 white pawn · h2 white pawn · a1 white rook · b1 white knight · c1 white bishop · d1 white queen · e1 white king · h1 white rook | a8 black rook · c8 black bishop · d8 black queen · e8 black king · f8 black bishop · g8 black knight · h8 black rook · c7 black pawn · d7 black pawn · f7 black pawn · g7 black pawn · h7 black pawn · a6 black pawn · a5 black knight · b5 black pawn · e5 black pawn · e4 white pawn · b3 white bishop · f3 white knight · a2 white pawn · b2 white pawn · c2 white pawn · d2 white pawn · f2 white pawn · g2 white pawn · h2 white pawn · a1 white rook · b1 white knight · c1 white bishop · d1 white queen · e1 white king · h1 white rook | a8 black rook · c8 black bishop · d8 black queen · e8 black king · f8 black bishop · g8 black knight · h8 black rook · c7 black pawn · d7 black pawn · f7 black pawn · g7 black pawn · h7 black pawn · a6 black pawn · a5 black knight · b5 black pawn · e5 black pawn · e4 white pawn · b3 white bishop · f3 white knight · a2 white pawn · b2 white pawn · c2 white pawn · d2 white pawn · f2 white pawn · g2 white pawn · h2 white pawn · a1 white rook · b1 white knight · c1 white bishop · d1 white queen · e1 white king · h1 white rook | a8 black rook · c8 black bishop · d8 black queen · e8 black king · f8 black bishop · g8 black knight · h8 black rook · c7 black pawn · d7 black pawn · f7 black pawn · g7 black pawn · h7 black pawn · a6 black pawn · a5 black knight · b5 black pawn · e5 black pawn · e4 white pawn · b3 white bishop · f3 white knight · a2 white pawn · b2 white pawn · c2 white pawn · d2 white pawn · f2 white pawn · g2 white pawn · h2 white pawn · a1 white rook · b1 white knight · c1 white bishop · d1 white queen · e1 white king · h1 white rook | a8 black rook · c8 black bishop · d8 black queen · e8 black king · f8 black bishop · g8 black knight · h8 black rook · c7 black pawn · d7 black pawn · f7 black pawn · g7 black pawn · h7 black pawn · a6 black pawn · a5 black knight · b5 black pawn · e5 black pawn · e4 white pawn · b3 white bishop · f3 white knight · a2 white pawn · b2 white pawn · c2 white pawn · d2 white pawn · f2 white pawn · g2 white pawn · h2 white pawn · a1 white rook · b1 white knight · c1 white bishop · d1 white queen · e1 white king · h1 white rook | 3 |
| 2 | a8 black rook · c8 black bishop · d8 black queen · e8 black king · f8 black bishop · g8 black knight · h8 black rook · c7 black pawn · d7 black pawn · f7 black pawn · g7 black pawn · h7 black pawn · a6 black pawn · a5 black knight · b5 black pawn · e5 black pawn · e4 white pawn · b3 white bishop · f3 white knight · a2 white pawn · b2 white pawn · c2 white pawn · d2 white pawn · f2 white pawn · g2 white pawn · h2 white pawn · a1 white rook · b1 white knight · c1 white bishop · d1 white queen · e1 white king · h1 white rook | a8 black rook · c8 black bishop · d8 black queen · e8 black king · f8 black bishop · g8 black knight · h8 black rook · c7 black pawn · d7 black pawn · f7 black pawn · g7 black pawn · h7 black pawn · a6 black pawn · a5 black knight · b5 black pawn · e5 black pawn · e4 white pawn · b3 white bishop · f3 white knight · a2 white pawn · b2 white pawn · c2 white pawn · d2 white pawn · f2 white pawn · g2 white pawn · h2 white pawn · a1 white rook · b1 white knight · c1 white bishop · d1 white queen · e1 white king · h1 white rook | a8 black rook · c8 black bishop · d8 black queen · e8 black king · f8 black bishop · g8 black knight · h8 black rook · c7 black pawn · d7 black pawn · f7 black pawn · g7 black pawn · h7 black pawn · a6 black pawn · a5 black knight · b5 black pawn · e5 black pawn · e4 white pawn · b3 white bishop · f3 white knight · a2 white pawn · b2 white pawn · c2 white pawn · d2 white pawn · f2 white pawn · g2 white pawn · h2 white pawn · a1 white rook · b1 white knight · c1 white bishop · d1 white queen · e1 white king · h1 white rook | a8 black rook · c8 black bishop · d8 black queen · e8 black king · f8 black bishop · g8 black knight · h8 black rook · c7 black pawn · d7 black pawn · f7 black pawn · g7 black pawn · h7 black pawn · a6 black pawn · a5 black knight · b5 black pawn · e5 black pawn · e4 white pawn · b3 white bishop · f3 white knight · a2 white pawn · b2 white pawn · c2 white pawn · d2 white pawn · f2 white pawn · g2 white pawn · h2 white pawn · a1 white rook · b1 white knight · c1 white bishop · d1 white queen · e1 white king · h1 white rook | a8 black rook · c8 black bishop · d8 black queen · e8 black king · f8 black bishop · g8 black knight · h8 black rook · c7 black pawn · d7 black pawn · f7 black pawn · g7 black pawn · h7 black pawn · a6 black pawn · a5 black knight · b5 black pawn · e5 black pawn · e4 white pawn · b3 white bishop · f3 white knight · a2 white pawn · b2 white pawn · c2 white pawn · d2 white pawn · f2 white pawn · g2 white pawn · h2 white pawn · a1 white rook · b1 white knight · c1 white bishop · d1 white queen · e1 white king · h1 white rook | a8 black rook · c8 black bishop · d8 black queen · e8 black king · f8 black bishop · g8 black knight · h8 black rook · c7 black pawn · d7 black pawn · f7 black pawn · g7 black pawn · h7 black pawn · a6 black pawn · a5 black knight · b5 black pawn · e5 black pawn · e4 white pawn · b3 white bishop · f3 white knight · a2 white pawn · b2 white pawn · c2 white pawn · d2 white pawn · f2 white pawn · g2 white pawn · h2 white pawn · a1 white rook · b1 white knight · c1 white bishop · d1 white queen · e1 white king · h1 white rook | a8 black rook · c8 black bishop · d8 black queen · e8 black king · f8 black bishop · g8 black knight · h8 black rook · c7 black pawn · d7 black pawn · f7 black pawn · g7 black pawn · h7 black pawn · a6 black pawn · a5 black knight · b5 black pawn · e5 black pawn · e4 white pawn · b3 white bishop · f3 white knight · a2 white pawn · b2 white pawn · c2 white pawn · d2 white pawn · f2 white pawn · g2 white pawn · h2 white pawn · a1 white rook · b1 white knight · c1 white bishop · d1 white queen · e1 white king · h1 white rook | a8 black rook · c8 black bishop · d8 black queen · e8 black king · f8 black bishop · g8 black knight · h8 black rook · c7 black pawn · d7 black pawn · f7 black pawn · g7 black pawn · h7 black pawn · a6 black pawn · a5 black knight · b5 black pawn · e5 black pawn · e4 white pawn · b3 white bishop · f3 white knight · a2 white pawn · b2 white pawn · c2 white pawn · d2 white pawn · f2 white pawn · g2 white pawn · h2 white pawn · a1 white rook · b1 white knight · c1 white bishop · d1 white queen · e1 white king · h1 white rook | 2 |
| 1 | a8 black rook · c8 black bishop · d8 black queen · e8 black king · f8 black bishop · g8 black knight · h8 black rook · c7 black pawn · d7 black pawn · f7 black pawn · g7 black pawn · h7 black pawn · a6 black pawn · a5 black knight · b5 black pawn · e5 black pawn · e4 white pawn · b3 white bishop · f3 white knight · a2 white pawn · b2 white pawn · c2 white pawn · d2 white pawn · f2 white pawn · g2 white pawn · h2 white pawn · a1 white rook · b1 white knight · c1 white bishop · d1 white queen · e1 white king · h1 white rook | a8 black rook · c8 black bishop · d8 black queen · e8 black king · f8 black bishop · g8 black knight · h8 black rook · c7 black pawn · d7 black pawn · f7 black pawn · g7 black pawn · h7 black pawn · a6 black pawn · a5 black knight · b5 black pawn · e5 black pawn · e4 white pawn · b3 white bishop · f3 white knight · a2 white pawn · b2 white pawn · c2 white pawn · d2 white pawn · f2 white pawn · g2 white pawn · h2 white pawn · a1 white rook · b1 white knight · c1 white bishop · d1 white queen · e1 white king · h1 white rook | a8 black rook · c8 black bishop · d8 black queen · e8 black king · f8 black bishop · g8 black knight · h8 black rook · c7 black pawn · d7 black pawn · f7 black pawn · g7 black pawn · h7 black pawn · a6 black pawn · a5 black knight · b5 black pawn · e5 black pawn · e4 white pawn · b3 white bishop · f3 white knight · a2 white pawn · b2 white pawn · c2 white pawn · d2 white pawn · f2 white pawn · g2 white pawn · h2 white pawn · a1 white rook · b1 white knight · c1 white bishop · d1 white queen · e1 white king · h1 white rook | a8 black rook · c8 black bishop · d8 black queen · e8 black king · f8 black bishop · g8 black knight · h8 black rook · c7 black pawn · d7 black pawn · f7 black pawn · g7 black pawn · h7 black pawn · a6 black pawn · a5 black knight · b5 black pawn · e5 black pawn · e4 white pawn · b3 white bishop · f3 white knight · a2 white pawn · b2 white pawn · c2 white pawn · d2 white pawn · f2 white pawn · g2 white pawn · h2 white pawn · a1 white rook · b1 white knight · c1 white bishop · d1 white queen · e1 white king · h1 white rook | a8 black rook · c8 black bishop · d8 black queen · e8 black king · f8 black bishop · g8 black knight · h8 black rook · c7 black pawn · d7 black pawn · f7 black pawn · g7 black pawn · h7 black pawn · a6 black pawn · a5 black knight · b5 black pawn · e5 black pawn · e4 white pawn · b3 white bishop · f3 white knight · a2 white pawn · b2 white pawn · c2 white pawn · d2 white pawn · f2 white pawn · g2 white pawn · h2 white pawn · a1 white rook · b1 white knight · c1 white bishop · d1 white queen · e1 white king · h1 white rook | a8 black rook · c8 black bishop · d8 black queen · e8 black king · f8 black bishop · g8 black knight · h8 black rook · c7 black pawn · d7 black pawn · f7 black pawn · g7 black pawn · h7 black pawn · a6 black pawn · a5 black knight · b5 black pawn · e5 black pawn · e4 white pawn · b3 white bishop · f3 white knight · a2 white pawn · b2 white pawn · c2 white pawn · d2 white pawn · f2 white pawn · g2 white pawn · h2 white pawn · a1 white rook · b1 white knight · c1 white bishop · d1 white queen · e1 white king · h1 white rook | a8 black rook · c8 black bishop · d8 black queen · e8 black king · f8 black bishop · g8 black knight · h8 black rook · c7 black pawn · d7 black pawn · f7 black pawn · g7 black pawn · h7 black pawn · a6 black pawn · a5 black knight · b5 black pawn · e5 black pawn · e4 white pawn · b3 white bishop · f3 white knight · a2 white pawn · b2 white pawn · c2 white pawn · d2 white pawn · f2 white pawn · g2 white pawn · h2 white pawn · a1 white rook · b1 white knight · c1 white bishop · d1 white queen · e1 white king · h1 white rook | a8 black rook · c8 black bishop · d8 black queen · e8 black king · f8 black bishop · g8 black knight · h8 black rook · c7 black pawn · d7 black pawn · f7 black pawn · g7 black pawn · h7 black pawn · a6 black pawn · a5 black knight · b5 black pawn · e5 black pawn · e4 white pawn · b3 white bishop · f3 white knight · a2 white pawn · b2 white pawn · c2 white pawn · d2 white pawn · f2 white pawn · g2 white pawn · h2 white pawn · a1 white rook · b1 white knight · c1 white bishop · d1 white queen · e1 white king · h1 white rook | 1 |
|   | a | b | c | d | e | f | g | h |   |

Phương án này còn được gọi là Phương án Wing (ECO C70): 3...a6 4.Ta4 b5 5.Tb3 Ma5 nhằm mục đích loại bỏ Tượng Trắng nhưng nhìn chung nó được xem là quá tốn thời gian cho Đen; diễn biến tiếp theo thường sẽ là 6.0-0 d6 7.d4 Mxb3. Xét một diễn biến khác, Trắng thí Tượng với 6.Txf7+?! Vxf7 7.Mxe5+, đặt Vua Đen vào vị trí không an toàn, nước đi này đã từng được chơi. Tuy nhiên Đen hoàn toàn có thể củng cố lợi thế hơn quân nếu chơi chính xác.
Phòng thủ Na Uy được biết đến từ khoảng những năm 1880 và đã được giới thiệu lại vào năm 1901 bởi Carl Schlechter. Vào những năm 1950, Mark Taimanov đã chơi phương án này và cũng đạt được một số thành công, dù vậy nó vẫn duy trì là một phương án bên lề cho đến ngày nay. Phòng thủ Na Uy và các diễn biến liên quan được giới thiệu lần đầu bởi Svein Johannessen từ năm 1957 và sau đó được hoàn thiện thêm bởi Simen Agdestein và một số kỳ thủ người Na Uy khác. Vào năm 1995 Simen Agdestein đã cho đăng bài viết Ruy Lopez. The Norwegian Variatio trong New in Chess Yearbook 37.

#### Các phương án kết hợp 3...a6 và...Tc5
|   | a | b | c | d | e | f | g | h |   |
| 8 | a8 black rook · c8 black bishop · d8 black queen · e8 black king · h8 black rook · b7 black pawn · c7 black pawn · d7 black pawn · f7 black pawn · g7 black pawn · h7 black pawn · a6 black pawn · c6 black knight · f6 black knight · c5 black bishop · e5 black pawn · a4 white bishop · e4 white pawn · f3 white knight · a2 white pawn · b2 white pawn · c2 white pawn · d2 white pawn · f2 white pawn · g2 white pawn · h2 white pawn · a1 white rook · b1 white knight · c1 white bishop · d1 white queen · f1 white rook · g1 white king | a8 black rook · c8 black bishop · d8 black queen · e8 black king · h8 black rook · b7 black pawn · c7 black pawn · d7 black pawn · f7 black pawn · g7 black pawn · h7 black pawn · a6 black pawn · c6 black knight · f6 black knight · c5 black bishop · e5 black pawn · a4 white bishop · e4 white pawn · f3 white knight · a2 white pawn · b2 white pawn · c2 white pawn · d2 white pawn · f2 white pawn · g2 white pawn · h2 white pawn · a1 white rook · b1 white knight · c1 white bishop · d1 white queen · f1 white rook · g1 white king | a8 black rook · c8 black bishop · d8 black queen · e8 black king · h8 black rook · b7 black pawn · c7 black pawn · d7 black pawn · f7 black pawn · g7 black pawn · h7 black pawn · a6 black pawn · c6 black knight · f6 black knight · c5 black bishop · e5 black pawn · a4 white bishop · e4 white pawn · f3 white knight · a2 white pawn · b2 white pawn · c2 white pawn · d2 white pawn · f2 white pawn · g2 white pawn · h2 white pawn · a1 white rook · b1 white knight · c1 white bishop · d1 white queen · f1 white rook · g1 white king | a8 black rook · c8 black bishop · d8 black queen · e8 black king · h8 black rook · b7 black pawn · c7 black pawn · d7 black pawn · f7 black pawn · g7 black pawn · h7 black pawn · a6 black pawn · c6 black knight · f6 black knight · c5 black bishop · e5 black pawn · a4 white bishop · e4 white pawn · f3 white knight · a2 white pawn · b2 white pawn · c2 white pawn · d2 white pawn · f2 white pawn · g2 white pawn · h2 white pawn · a1 white rook · b1 white knight · c1 white bishop · d1 white queen · f1 white rook · g1 white king | a8 black rook · c8 black bishop · d8 black queen · e8 black king · h8 black rook · b7 black pawn · c7 black pawn · d7 black pawn · f7 black pawn · g7 black pawn · h7 black pawn · a6 black pawn · c6 black knight · f6 black knight · c5 black bishop · e5 black pawn · a4 white bishop · e4 white pawn · f3 white knight · a2 white pawn · b2 white pawn · c2 white pawn · d2 white pawn · f2 white pawn · g2 white pawn · h2 white pawn · a1 white rook · b1 white knight · c1 white bishop · d1 white queen · f1 white rook · g1 white king | a8 black rook · c8 black bishop · d8 black queen · e8 black king · h8 black rook · b7 black pawn · c7 black pawn · d7 black pawn · f7 black pawn · g7 black pawn · h7 black pawn · a6 black pawn · c6 black knight · f6 black knight · c5 black bishop · e5 black pawn · a4 white bishop · e4 white pawn · f3 white knight · a2 white pawn · b2 white pawn · c2 white pawn · d2 white pawn · f2 white pawn · g2 white pawn · h2 white pawn · a1 white rook · b1 white knight · c1 white bishop · d1 white queen · f1 white rook · g1 white king | a8 black rook · c8 black bishop · d8 black queen · e8 black king · h8 black rook · b7 black pawn · c7 black pawn · d7 black pawn · f7 black pawn · g7 black pawn · h7 black pawn · a6 black pawn · c6 black knight · f6 black knight · c5 black bishop · e5 black pawn · a4 white bishop · e4 white pawn · f3 white knight · a2 white pawn · b2 white pawn · c2 white pawn · d2 white pawn · f2 white pawn · g2 white pawn · h2 white pawn · a1 white rook · b1 white knight · c1 white bishop · d1 white queen · f1 white rook · g1 white king | a8 black rook · c8 black bishop · d8 black queen · e8 black king · h8 black rook · b7 black pawn · c7 black pawn · d7 black pawn · f7 black pawn · g7 black pawn · h7 black pawn · a6 black pawn · c6 black knight · f6 black knight · c5 black bishop · e5 black pawn · a4 white bishop · e4 white pawn · f3 white knight · a2 white pawn · b2 white pawn · c2 white pawn · d2 white pawn · f2 white pawn · g2 white pawn · h2 white pawn · a1 white rook · b1 white knight · c1 white bishop · d1 white queen · f1 white rook · g1 white king | 8 |
| 7 | a8 black rook · c8 black bishop · d8 black queen · e8 black king · h8 black rook · b7 black pawn · c7 black pawn · d7 black pawn · f7 black pawn · g7 black pawn · h7 black pawn · a6 black pawn · c6 black knight · f6 black knight · c5 black bishop · e5 black pawn · a4 white bishop · e4 white pawn · f3 white knight · a2 white pawn · b2 white pawn · c2 white pawn · d2 white pawn · f2 white pawn · g2 white pawn · h2 white pawn · a1 white rook · b1 white knight · c1 white bishop · d1 white queen · f1 white rook · g1 white king | a8 black rook · c8 black bishop · d8 black queen · e8 black king · h8 black rook · b7 black pawn · c7 black pawn · d7 black pawn · f7 black pawn · g7 black pawn · h7 black pawn · a6 black pawn · c6 black knight · f6 black knight · c5 black bishop · e5 black pawn · a4 white bishop · e4 white pawn · f3 white knight · a2 white pawn · b2 white pawn · c2 white pawn · d2 white pawn · f2 white pawn · g2 white pawn · h2 white pawn · a1 white rook · b1 white knight · c1 white bishop · d1 white queen · f1 white rook · g1 white king | a8 black rook · c8 black bishop · d8 black queen · e8 black king · h8 black rook · b7 black pawn · c7 black pawn · d7 black pawn · f7 black pawn · g7 black pawn · h7 black pawn · a6 black pawn · c6 black knight · f6 black knight · c5 black bishop · e5 black pawn · a4 white bishop · e4 white pawn · f3 white knight · a2 white pawn · b2 white pawn · c2 white pawn · d2 white pawn · f2 white pawn · g2 white pawn · h2 white pawn · a1 white rook · b1 white knight · c1 white bishop · d1 white queen · f1 white rook · g1 white king | a8 black rook · c8 black bishop · d8 black queen · e8 black king · h8 black rook · b7 black pawn · c7 black pawn · d7 black pawn · f7 black pawn · g7 black pawn · h7 black pawn · a6 black pawn · c6 black knight · f6 black knight · c5 black bishop · e5 black pawn · a4 white bishop · e4 white pawn · f3 white knight · a2 white pawn · b2 white pawn · c2 white pawn · d2 white pawn · f2 white pawn · g2 white pawn · h2 white pawn · a1 white rook · b1 white knight · c1 white bishop · d1 white queen · f1 white rook · g1 white king | a8 black rook · c8 black bishop · d8 black queen · e8 black king · h8 black rook · b7 black pawn · c7 black pawn · d7 black pawn · f7 black pawn · g7 black pawn · h7 black pawn · a6 black pawn · c6 black knight · f6 black knight · c5 black bishop · e5 black pawn · a4 white bishop · e4 white pawn · f3 white knight · a2 white pawn · b2 white pawn · c2 white pawn · d2 white pawn · f2 white pawn · g2 white pawn · h2 white pawn · a1 white rook · b1 white knight · c1 white bishop · d1 white queen · f1 white rook · g1 white king | a8 black rook · c8 black bishop · d8 black queen · e8 black king · h8 black rook · b7 black pawn · c7 black pawn · d7 black pawn · f7 black pawn · g7 black pawn · h7 black pawn · a6 black pawn · c6 black knight · f6 black knight · c5 black bishop · e5 black pawn · a4 white bishop · e4 white pawn · f3 white knight · a2 white pawn · b2 white pawn · c2 white pawn · d2 white pawn · f2 white pawn · g2 white pawn · h2 white pawn · a1 white rook · b1 white knight · c1 white bishop · d1 white queen · f1 white rook · g1 white king | a8 black rook · c8 black bishop · d8 black queen · e8 black king · h8 black rook · b7 black pawn · c7 black pawn · d7 black pawn · f7 black pawn · g7 black pawn · h7 black pawn · a6 black pawn · c6 black knight · f6 black knight · c5 black bishop · e5 black pawn · a4 white bishop · e4 white pawn · f3 white knight · a2 white pawn · b2 white pawn · c2 white pawn · d2 white pawn · f2 white pawn · g2 white pawn · h2 white pawn · a1 white rook · b1 white knight · c1 white bishop · d1 white queen · f1 white rook · g1 white king | a8 black rook · c8 black bishop · d8 black queen · e8 black king · h8 black rook · b7 black pawn · c7 black pawn · d7 black pawn · f7 black pawn · g7 black pawn · h7 black pawn · a6 black pawn · c6 black knight · f6 black knight · c5 black bishop · e5 black pawn · a4 white bishop · e4 white pawn · f3 white knight · a2 white pawn · b2 white pawn · c2 white pawn · d2 white pawn · f2 white pawn · g2 white pawn · h2 white pawn · a1 white rook · b1 white knight · c1 white bishop · d1 white queen · f1 white rook · g1 white king | 7 |
| 6 | a8 black rook · c8 black bishop · d8 black queen · e8 black king · h8 black rook · b7 black pawn · c7 black pawn · d7 black pawn · f7 black pawn · g7 black pawn · h7 black pawn · a6 black pawn · c6 black knight · f6 black knight · c5 black bishop · e5 black pawn · a4 white bishop · e4 white pawn · f3 white knight · a2 white pawn · b2 white pawn · c2 white pawn · d2 white pawn · f2 white pawn · g2 white pawn · h2 white pawn · a1 white rook · b1 white knight · c1 white bishop · d1 white queen · f1 white rook · g1 white king | a8 black rook · c8 black bishop · d8 black queen · e8 black king · h8 black rook · b7 black pawn · c7 black pawn · d7 black pawn · f7 black pawn · g7 black pawn · h7 black pawn · a6 black pawn · c6 black knight · f6 black knight · c5 black bishop · e5 black pawn · a4 white bishop · e4 white pawn · f3 white knight · a2 white pawn · b2 white pawn · c2 white pawn · d2 white pawn · f2 white pawn · g2 white pawn · h2 white pawn · a1 white rook · b1 white knight · c1 white bishop · d1 white queen · f1 white rook · g1 white king | a8 black rook · c8 black bishop · d8 black queen · e8 black king · h8 black rook · b7 black pawn · c7 black pawn · d7 black pawn · f7 black pawn · g7 black pawn · h7 black pawn · a6 black pawn · c6 black knight · f6 black knight · c5 black bishop · e5 black pawn · a4 white bishop · e4 white pawn · f3 white knight · a2 white pawn · b2 white pawn · c2 white pawn · d2 white pawn · f2 white pawn · g2 white pawn · h2 white pawn · a1 white rook · b1 white knight · c1 white bishop · d1 white queen · f1 white rook · g1 white king | a8 black rook · c8 black bishop · d8 black queen · e8 black king · h8 black rook · b7 black pawn · c7 black pawn · d7 black pawn · f7 black pawn · g7 black pawn · h7 black pawn · a6 black pawn · c6 black knight · f6 black knight · c5 black bishop · e5 black pawn · a4 white bishop · e4 white pawn · f3 white knight · a2 white pawn · b2 white pawn · c2 white pawn · d2 white pawn · f2 white pawn · g2 white pawn · h2 white pawn · a1 white rook · b1 white knight · c1 white bishop · d1 white queen · f1 white rook · g1 white king | a8 black rook · c8 black bishop · d8 black queen · e8 black king · h8 black rook · b7 black pawn · c7 black pawn · d7 black pawn · f7 black pawn · g7 black pawn · h7 black pawn · a6 black pawn · c6 black knight · f6 black knight · c5 black bishop · e5 black pawn · a4 white bishop · e4 white pawn · f3 white knight · a2 white pawn · b2 white pawn · c2 white pawn · d2 white pawn · f2 white pawn · g2 white pawn · h2 white pawn · a1 white rook · b1 white knight · c1 white bishop · d1 white queen · f1 white rook · g1 white king | a8 black rook · c8 black bishop · d8 black queen · e8 black king · h8 black rook · b7 black pawn · c7 black pawn · d7 black pawn · f7 black pawn · g7 black pawn · h7 black pawn · a6 black pawn · c6 black knight · f6 black knight · c5 black bishop · e5 black pawn · a4 white bishop · e4 white pawn · f3 white knight · a2 white pawn · b2 white pawn · c2 white pawn · d2 white pawn · f2 white pawn · g2 white pawn · h2 white pawn · a1 white rook · b1 white knight · c1 white bishop · d1 white queen · f1 white rook · g1 white king | a8 black rook · c8 black bishop · d8 black queen · e8 black king · h8 black rook · b7 black pawn · c7 black pawn · d7 black pawn · f7 black pawn · g7 black pawn · h7 black pawn · a6 black pawn · c6 black knight · f6 black knight · c5 black bishop · e5 black pawn · a4 white bishop · e4 white pawn · f3 white knight · a2 white pawn · b2 white pawn · c2 white pawn · d2 white pawn · f2 white pawn · g2 white pawn · h2 white pawn · a1 white rook · b1 white knight · c1 white bishop · d1 white queen · f1 white rook · g1 white king | a8 black rook · c8 black bishop · d8 black queen · e8 black king · h8 black rook · b7 black pawn · c7 black pawn · d7 black pawn · f7 black pawn · g7 black pawn · h7 black pawn · a6 black pawn · c6 black knight · f6 black knight · c5 black bishop · e5 black pawn · a4 white bishop · e4 white pawn · f3 white knight · a2 white pawn · b2 white pawn · c2 white pawn · d2 white pawn · f2 white pawn · g2 white pawn · h2 white pawn · a1 white rook · b1 white knight · c1 white bishop · d1 white queen · f1 white rook · g1 white king | 6 |
| 5 | a8 black rook · c8 black bishop · d8 black queen · e8 black king · h8 black rook · b7 black pawn · c7 black pawn · d7 black pawn · f7 black pawn · g7 black pawn · h7 black pawn · a6 black pawn · c6 black knight · f6 black knight · c5 black bishop · e5 black pawn · a4 white bishop · e4 white pawn · f3 white knight · a2 white pawn · b2 white pawn · c2 white pawn · d2 white pawn · f2 white pawn · g2 white pawn · h2 white pawn · a1 white rook · b1 white knight · c1 white bishop · d1 white queen · f1 white rook · g1 white king | a8 black rook · c8 black bishop · d8 black queen · e8 black king · h8 black rook · b7 black pawn · c7 black pawn · d7 black pawn · f7 black pawn · g7 black pawn · h7 black pawn · a6 black pawn · c6 black knight · f6 black knight · c5 black bishop · e5 black pawn · a4 white bishop · e4 white pawn · f3 white knight · a2 white pawn · b2 white pawn · c2 white pawn · d2 white pawn · f2 white pawn · g2 white pawn · h2 white pawn · a1 white rook · b1 white knight · c1 white bishop · d1 white queen · f1 white rook · g1 white king | a8 black rook · c8 black bishop · d8 black queen · e8 black king · h8 black rook · b7 black pawn · c7 black pawn · d7 black pawn · f7 black pawn · g7 black pawn · h7 black pawn · a6 black pawn · c6 black knight · f6 black knight · c5 black bishop · e5 black pawn · a4 white bishop · e4 white pawn · f3 white knight · a2 white pawn · b2 white pawn · c2 white pawn · d2 white pawn · f2 white pawn · g2 white pawn · h2 white pawn · a1 white rook · b1 white knight · c1 white bishop · d1 white queen · f1 white rook · g1 white king | a8 black rook · c8 black bishop · d8 black queen · e8 black king · h8 black rook · b7 black pawn · c7 black pawn · d7 black pawn · f7 black pawn · g7 black pawn · h7 black pawn · a6 black pawn · c6 black knight · f6 black knight · c5 black bishop · e5 black pawn · a4 white bishop · e4 white pawn · f3 white knight · a2 white pawn · b2 white pawn · c2 white pawn · d2 white pawn · f2 white pawn · g2 white pawn · h2 white pawn · a1 white rook · b1 white knight · c1 white bishop · d1 white queen · f1 white rook · g1 white king | a8 black rook · c8 black bishop · d8 black queen · e8 black king · h8 black rook · b7 black pawn · c7 black pawn · d7 black pawn · f7 black pawn · g7 black pawn · h7 black pawn · a6 black pawn · c6 black knight · f6 black knight · c5 black bishop · e5 black pawn · a4 white bishop · e4 white pawn · f3 white knight · a2 white pawn · b2 white pawn · c2 white pawn · d2 white pawn · f2 white pawn · g2 white pawn · h2 white pawn · a1 white rook · b1 white knight · c1 white bishop · d1 white queen · f1 white rook · g1 white king | a8 black rook · c8 black bishop · d8 black queen · e8 black king · h8 black rook · b7 black pawn · c7 black pawn · d7 black pawn · f7 black pawn · g7 black pawn · h7 black pawn · a6 black pawn · c6 black knight · f6 black knight · c5 black bishop · e5 black pawn · a4 white bishop · e4 white pawn · f3 white knight · a2 white pawn · b2 white pawn · c2 white pawn · d2 white pawn · f2 white pawn · g2 white pawn · h2 white pawn · a1 white rook · b1 white knight · c1 white bishop · d1 white queen · f1 white rook · g1 white king | a8 black rook · c8 black bishop · d8 black queen · e8 black king · h8 black rook · b7 black pawn · c7 black pawn · d7 black pawn · f7 black pawn · g7 black pawn · h7 black pawn · a6 black pawn · c6 black knight · f6 black knight · c5 black bishop · e5 black pawn · a4 white bishop · e4 white pawn · f3 white knight · a2 white pawn · b2 white pawn · c2 white pawn · d2 white pawn · f2 white pawn · g2 white pawn · h2 white pawn · a1 white rook · b1 white knight · c1 white bishop · d1 white queen · f1 white rook · g1 white king | a8 black rook · c8 black bishop · d8 black queen · e8 black king · h8 black rook · b7 black pawn · c7 black pawn · d7 black pawn · f7 black pawn · g7 black pawn · h7 black pawn · a6 black pawn · c6 black knight · f6 black knight · c5 black bishop · e5 black pawn · a4 white bishop · e4 white pawn · f3 white knight · a2 white pawn · b2 white pawn · c2 white pawn · d2 white pawn · f2 white pawn · g2 white pawn · h2 white pawn · a1 white rook · b1 white knight · c1 white bishop · d1 white queen · f1 white rook · g1 white king | 5 |
| 4 | a8 black rook · c8 black bishop · d8 black queen · e8 black king · h8 black rook · b7 black pawn · c7 black pawn · d7 black pawn · f7 black pawn · g7 black pawn · h7 black pawn · a6 black pawn · c6 black knight · f6 black knight · c5 black bishop · e5 black pawn · a4 white bishop · e4 white pawn · f3 white knight · a2 white pawn · b2 white pawn · c2 white pawn · d2 white pawn · f2 white pawn · g2 white pawn · h2 white pawn · a1 white rook · b1 white knight · c1 white bishop · d1 white queen · f1 white rook · g1 white king | a8 black rook · c8 black bishop · d8 black queen · e8 black king · h8 black rook · b7 black pawn · c7 black pawn · d7 black pawn · f7 black pawn · g7 black pawn · h7 black pawn · a6 black pawn · c6 black knight · f6 black knight · c5 black bishop · e5 black pawn · a4 white bishop · e4 white pawn · f3 white knight · a2 white pawn · b2 white pawn · c2 white pawn · d2 white pawn · f2 white pawn · g2 white pawn · h2 white pawn · a1 white rook · b1 white knight · c1 white bishop · d1 white queen · f1 white rook · g1 white king | a8 black rook · c8 black bishop · d8 black queen · e8 black king · h8 black rook · b7 black pawn · c7 black pawn · d7 black pawn · f7 black pawn · g7 black pawn · h7 black pawn · a6 black pawn · c6 black knight · f6 black knight · c5 black bishop · e5 black pawn · a4 white bishop · e4 white pawn · f3 white knight · a2 white pawn · b2 white pawn · c2 white pawn · d2 white pawn · f2 white pawn · g2 white pawn · h2 white pawn · a1 white rook · b1 white knight · c1 white bishop · d1 white queen · f1 white rook · g1 white king | a8 black rook · c8 black bishop · d8 black queen · e8 black king · h8 black rook · b7 black pawn · c7 black pawn · d7 black pawn · f7 black pawn · g7 black pawn · h7 black pawn · a6 black pawn · c6 black knight · f6 black knight · c5 black bishop · e5 black pawn · a4 white bishop · e4 white pawn · f3 white knight · a2 white pawn · b2 white pawn · c2 white pawn · d2 white pawn · f2 white pawn · g2 white pawn · h2 white pawn · a1 white rook · b1 white knight · c1 white bishop · d1 white queen · f1 white rook · g1 white king | a8 black rook · c8 black bishop · d8 black queen · e8 black king · h8 black rook · b7 black pawn · c7 black pawn · d7 black pawn · f7 black pawn · g7 black pawn · h7 black pawn · a6 black pawn · c6 black knight · f6 black knight · c5 black bishop · e5 black pawn · a4 white bishop · e4 white pawn · f3 white knight · a2 white pawn · b2 white pawn · c2 white pawn · d2 white pawn · f2 white pawn · g2 white pawn · h2 white pawn · a1 white rook · b1 white knight · c1 white bishop · d1 white queen · f1 white rook · g1 white king | a8 black rook · c8 black bishop · d8 black queen · e8 black king · h8 black rook · b7 black pawn · c7 black pawn · d7 black pawn · f7 black pawn · g7 black pawn · h7 black pawn · a6 black pawn · c6 black knight · f6 black knight · c5 black bishop · e5 black pawn · a4 white bishop · e4 white pawn · f3 white knight · a2 white pawn · b2 white pawn · c2 white pawn · d2 white pawn · f2 white pawn · g2 white pawn · h2 white pawn · a1 white rook · b1 white knight · c1 white bishop · d1 white queen · f1 white rook · g1 white king | a8 black rook · c8 black bishop · d8 black queen · e8 black king · h8 black rook · b7 black pawn · c7 black pawn · d7 black pawn · f7 black pawn · g7 black pawn · h7 black pawn · a6 black pawn · c6 black knight · f6 black knight · c5 black bishop · e5 black pawn · a4 white bishop · e4 white pawn · f3 white knight · a2 white pawn · b2 white pawn · c2 white pawn · d2 white pawn · f2 white pawn · g2 white pawn · h2 white pawn · a1 white rook · b1 white knight · c1 white bishop · d1 white queen · f1 white rook · g1 white king | a8 black rook · c8 black bishop · d8 black queen · e8 black king · h8 black rook · b7 black pawn · c7 black pawn · d7 black pawn · f7 black pawn · g7 black pawn · h7 black pawn · a6 black pawn · c6 black knight · f6 black knight · c5 black bishop · e5 black pawn · a4 white bishop · e4 white pawn · f3 white knight · a2 white pawn · b2 white pawn · c2 white pawn · d2 white pawn · f2 white pawn · g2 white pawn · h2 white pawn · a1 white rook · b1 white knight · c1 white bishop · d1 white queen · f1 white rook · g1 white king | 4 |
| 3 | a8 black rook · c8 black bishop · d8 black queen · e8 black king · h8 black rook · b7 black pawn · c7 black pawn · d7 black pawn · f7 black pawn · g7 black pawn · h7 black pawn · a6 black pawn · c6 black knight · f6 black knight · c5 black bishop · e5 black pawn · a4 white bishop · e4 white pawn · f3 white knight · a2 white pawn · b2 white pawn · c2 white pawn · d2 white pawn · f2 white pawn · g2 white pawn · h2 white pawn · a1 white rook · b1 white knight · c1 white bishop · d1 white queen · f1 white rook · g1 white king | a8 black rook · c8 black bishop · d8 black queen · e8 black king · h8 black rook · b7 black pawn · c7 black pawn · d7 black pawn · f7 black pawn · g7 black pawn · h7 black pawn · a6 black pawn · c6 black knight · f6 black knight · c5 black bishop · e5 black pawn · a4 white bishop · e4 white pawn · f3 white knight · a2 white pawn · b2 white pawn · c2 white pawn · d2 white pawn · f2 white pawn · g2 white pawn · h2 white pawn · a1 white rook · b1 white knight · c1 white bishop · d1 white queen · f1 white rook · g1 white king | a8 black rook · c8 black bishop · d8 black queen · e8 black king · h8 black rook · b7 black pawn · c7 black pawn · d7 black pawn · f7 black pawn · g7 black pawn · h7 black pawn · a6 black pawn · c6 black knight · f6 black knight · c5 black bishop · e5 black pawn · a4 white bishop · e4 white pawn · f3 white knight · a2 white pawn · b2 white pawn · c2 white pawn · d2 white pawn · f2 white pawn · g2 white pawn · h2 white pawn · a1 white rook · b1 white knight · c1 white bishop · d1 white queen · f1 white rook · g1 white king | a8 black rook · c8 black bishop · d8 black queen · e8 black king · h8 black rook · b7 black pawn · c7 black pawn · d7 black pawn · f7 black pawn · g7 black pawn · h7 black pawn · a6 black pawn · c6 black knight · f6 black knight · c5 black bishop · e5 black pawn · a4 white bishop · e4 white pawn · f3 white knight · a2 white pawn · b2 white pawn · c2 white pawn · d2 white pawn · f2 white pawn · g2 white pawn · h2 white pawn · a1 white rook · b1 white knight · c1 white bishop · d1 white queen · f1 white rook · g1 white king | a8 black rook · c8 black bishop · d8 black queen · e8 black king · h8 black rook · b7 black pawn · c7 black pawn · d7 black pawn · f7 black pawn · g7 black pawn · h7 black pawn · a6 black pawn · c6 black knight · f6 black knight · c5 black bishop · e5 black pawn · a4 white bishop · e4 white pawn · f3 white knight · a2 white pawn · b2 white pawn · c2 white pawn · d2 white pawn · f2 white pawn · g2 white pawn · h2 white pawn · a1 white rook · b1 white knight · c1 white bishop · d1 white queen · f1 white rook · g1 white king | a8 black rook · c8 black bishop · d8 black queen · e8 black king · h8 black rook · b7 black pawn · c7 black pawn · d7 black pawn · f7 black pawn · g7 black pawn · h7 black pawn · a6 black pawn · c6 black knight · f6 black knight · c5 black bishop · e5 black pawn · a4 white bishop · e4 white pawn · f3 white knight · a2 white pawn · b2 white pawn · c2 white pawn · d2 white pawn · f2 white pawn · g2 white pawn · h2 white pawn · a1 white rook · b1 white knight · c1 white bishop · d1 white queen · f1 white rook · g1 white king | a8 black rook · c8 black bishop · d8 black queen · e8 black king · h8 black rook · b7 black pawn · c7 black pawn · d7 black pawn · f7 black pawn · g7 black pawn · h7 black pawn · a6 black pawn · c6 black knight · f6 black knight · c5 black bishop · e5 black pawn · a4 white bishop · e4 white pawn · f3 white knight · a2 white pawn · b2 white pawn · c2 white pawn · d2 white pawn · f2 white pawn · g2 white pawn · h2 white pawn · a1 white rook · b1 white knight · c1 white bishop · d1 white queen · f1 white rook · g1 white king | a8 black rook · c8 black bishop · d8 black queen · e8 black king · h8 black rook · b7 black pawn · c7 black pawn · d7 black pawn · f7 black pawn · g7 black pawn · h7 black pawn · a6 black pawn · c6 black knight · f6 black knight · c5 black bishop · e5 black pawn · a4 white bishop · e4 white pawn · f3 white knight · a2 white pawn · b2 white pawn · c2 white pawn · d2 white pawn · f2 white pawn · g2 white pawn · h2 white pawn · a1 white rook · b1 white knight · c1 white bishop · d1 white queen · f1 white rook · g1 white king | 3 |
| 2 | a8 black rook · c8 black bishop · d8 black queen · e8 black king · h8 black rook · b7 black pawn · c7 black pawn · d7 black pawn · f7 black pawn · g7 black pawn · h7 black pawn · a6 black pawn · c6 black knight · f6 black knight · c5 black bishop · e5 black pawn · a4 white bishop · e4 white pawn · f3 white knight · a2 white pawn · b2 white pawn · c2 white pawn · d2 white pawn · f2 white pawn · g2 white pawn · h2 white pawn · a1 white rook · b1 white knight · c1 white bishop · d1 white queen · f1 white rook · g1 white king | a8 black rook · c8 black bishop · d8 black queen · e8 black king · h8 black rook · b7 black pawn · c7 black pawn · d7 black pawn · f7 black pawn · g7 black pawn · h7 black pawn · a6 black pawn · c6 black knight · f6 black knight · c5 black bishop · e5 black pawn · a4 white bishop · e4 white pawn · f3 white knight · a2 white pawn · b2 white pawn · c2 white pawn · d2 white pawn · f2 white pawn · g2 white pawn · h2 white pawn · a1 white rook · b1 white knight · c1 white bishop · d1 white queen · f1 white rook · g1 white king | a8 black rook · c8 black bishop · d8 black queen · e8 black king · h8 black rook · b7 black pawn · c7 black pawn · d7 black pawn · f7 black pawn · g7 black pawn · h7 black pawn · a6 black pawn · c6 black knight · f6 black knight · c5 black bishop · e5 black pawn · a4 white bishop · e4 white pawn · f3 white knight · a2 white pawn · b2 white pawn · c2 white pawn · d2 white pawn · f2 white pawn · g2 white pawn · h2 white pawn · a1 white rook · b1 white knight · c1 white bishop · d1 white queen · f1 white rook · g1 white king | a8 black rook · c8 black bishop · d8 black queen · e8 black king · h8 black rook · b7 black pawn · c7 black pawn · d7 black pawn · f7 black pawn · g7 black pawn · h7 black pawn · a6 black pawn · c6 black knight · f6 black knight · c5 black bishop · e5 black pawn · a4 white bishop · e4 white pawn · f3 white knight · a2 white pawn · b2 white pawn · c2 white pawn · d2 white pawn · f2 white pawn · g2 white pawn · h2 white pawn · a1 white rook · b1 white knight · c1 white bishop · d1 white queen · f1 white rook · g1 white king | a8 black rook · c8 black bishop · d8 black queen · e8 black king · h8 black rook · b7 black pawn · c7 black pawn · d7 black pawn · f7 black pawn · g7 black pawn · h7 black pawn · a6 black pawn · c6 black knight · f6 black knight · c5 black bishop · e5 black pawn · a4 white bishop · e4 white pawn · f3 white knight · a2 white pawn · b2 white pawn · c2 white pawn · d2 white pawn · f2 white pawn · g2 white pawn · h2 white pawn · a1 white rook · b1 white knight · c1 white bishop · d1 white queen · f1 white rook · g1 white king | a8 black rook · c8 black bishop · d8 black queen · e8 black king · h8 black rook · b7 black pawn · c7 black pawn · d7 black pawn · f7 black pawn · g7 black pawn · h7 black pawn · a6 black pawn · c6 black knight · f6 black knight · c5 black bishop · e5 black pawn · a4 white bishop · e4 white pawn · f3 white knight · a2 white pawn · b2 white pawn · c2 white pawn · d2 white pawn · f2 white pawn · g2 white pawn · h2 white pawn · a1 white rook · b1 white knight · c1 white bishop · d1 white queen · f1 white rook · g1 white king | a8 black rook · c8 black bishop · d8 black queen · e8 black king · h8 black rook · b7 black pawn · c7 black pawn · d7 black pawn · f7 black pawn · g7 black pawn · h7 black pawn · a6 black pawn · c6 black knight · f6 black knight · c5 black bishop · e5 black pawn · a4 white bishop · e4 white pawn · f3 white knight · a2 white pawn · b2 white pawn · c2 white pawn · d2 white pawn · f2 white pawn · g2 white pawn · h2 white pawn · a1 white rook · b1 white knight · c1 white bishop · d1 white queen · f1 white rook · g1 white king | a8 black rook · c8 black bishop · d8 black queen · e8 black king · h8 black rook · b7 black pawn · c7 black pawn · d7 black pawn · f7 black pawn · g7 black pawn · h7 black pawn · a6 black pawn · c6 black knight · f6 black knight · c5 black bishop · e5 black pawn · a4 white bishop · e4 white pawn · f3 white knight · a2 white pawn · b2 white pawn · c2 white pawn · d2 white pawn · f2 white pawn · g2 white pawn · h2 white pawn · a1 white rook · b1 white knight · c1 white bishop · d1 white queen · f1 white rook · g1 white king | 2 |
| 1 | a8 black rook · c8 black bishop · d8 black queen · e8 black king · h8 black rook · b7 black pawn · c7 black pawn · d7 black pawn · f7 black pawn · g7 black pawn · h7 black pawn · a6 black pawn · c6 black knight · f6 black knight · c5 black bishop · e5 black pawn · a4 white bishop · e4 white pawn · f3 white knight · a2 white pawn · b2 white pawn · c2 white pawn · d2 white pawn · f2 white pawn · g2 white pawn · h2 white pawn · a1 white rook · b1 white knight · c1 white bishop · d1 white queen · f1 white rook · g1 white king | a8 black rook · c8 black bishop · d8 black queen · e8 black king · h8 black rook · b7 black pawn · c7 black pawn · d7 black pawn · f7 black pawn · g7 black pawn · h7 black pawn · a6 black pawn · c6 black knight · f6 black knight · c5 black bishop · e5 black pawn · a4 white bishop · e4 white pawn · f3 white knight · a2 white pawn · b2 white pawn · c2 white pawn · d2 white pawn · f2 white pawn · g2 white pawn · h2 white pawn · a1 white rook · b1 white knight · c1 white bishop · d1 white queen · f1 white rook · g1 white king | a8 black rook · c8 black bishop · d8 black queen · e8 black king · h8 black rook · b7 black pawn · c7 black pawn · d7 black pawn · f7 black pawn · g7 black pawn · h7 black pawn · a6 black pawn · c6 black knight · f6 black knight · c5 black bishop · e5 black pawn · a4 white bishop · e4 white pawn · f3 white knight · a2 white pawn · b2 white pawn · c2 white pawn · d2 white pawn · f2 white pawn · g2 white pawn · h2 white pawn · a1 white rook · b1 white knight · c1 white bishop · d1 white queen · f1 white rook · g1 white king | a8 black rook · c8 black bishop · d8 black queen · e8 black king · h8 black rook · b7 black pawn · c7 black pawn · d7 black pawn · f7 black pawn · g7 black pawn · h7 black pawn · a6 black pawn · c6 black knight · f6 black knight · c5 black bishop · e5 black pawn · a4 white bishop · e4 white pawn · f3 white knight · a2 white pawn · b2 white pawn · c2 white pawn · d2 white pawn · f2 white pawn · g2 white pawn · h2 white pawn · a1 white rook · b1 white knight · c1 white bishop · d1 white queen · f1 white rook · g1 white king | a8 black rook · c8 black bishop · d8 black queen · e8 black king · h8 black rook · b7 black pawn · c7 black pawn · d7 black pawn · f7 black pawn · g7 black pawn · h7 black pawn · a6 black pawn · c6 black knight · f6 black knight · c5 black bishop · e5 black pawn · a4 white bishop · e4 white pawn · f3 white knight · a2 white pawn · b2 white pawn · c2 white pawn · d2 white pawn · f2 white pawn · g2 white pawn · h2 white pawn · a1 white rook · b1 white knight · c1 white bishop · d1 white queen · f1 white rook · g1 white king | a8 black rook · c8 black bishop · d8 black queen · e8 black king · h8 black rook · b7 black pawn · c7 black pawn · d7 black pawn · f7 black pawn · g7 black pawn · h7 black pawn · a6 black pawn · c6 black knight · f6 black knight · c5 black bishop · e5 black pawn · a4 white bishop · e4 white pawn · f3 white knight · a2 white pawn · b2 white pawn · c2 white pawn · d2 white pawn · f2 white pawn · g2 white pawn · h2 white pawn · a1 white rook · b1 white knight · c1 white bishop · d1 white queen · f1 white rook · g1 white king | a8 black rook · c8 black bishop · d8 black queen · e8 black king · h8 black rook · b7 black pawn · c7 black pawn · d7 black pawn · f7 black pawn · g7 black pawn · h7 black pawn · a6 black pawn · c6 black knight · f6 black knight · c5 black bishop · e5 black pawn · a4 white bishop · e4 white pawn · f3 white knight · a2 white pawn · b2 white pawn · c2 white pawn · d2 white pawn · f2 white pawn · g2 white pawn · h2 white pawn · a1 white rook · b1 white knight · c1 white bishop · d1 white queen · f1 white rook · g1 white king | a8 black rook · c8 black bishop · d8 black queen · e8 black king · h8 black rook · b7 black pawn · c7 black pawn · d7 black pawn · f7 black pawn · g7 black pawn · h7 black pawn · a6 black pawn · c6 black knight · f6 black knight · c5 black bishop · e5 black pawn · a4 white bishop · e4 white pawn · f3 white knight · a2 white pawn · b2 white pawn · c2 white pawn · d2 white pawn · f2 white pawn · g2 white pawn · h2 white pawn · a1 white rook · b1 white knight · c1 white bishop · d1 white queen · f1 white rook · g1 white king | 1 |
|   | a | b | c | d | e | f | g | h |   |

Phòng thủ Graz, Phòng thủ Møller, và một biến có tên Classical Defence Deferred là những phương án kết hợp 3...a6 với nước đi tích cực...Tc5. Trong khoảng một thế kỷ người ta tin rằng Tượng sẽ an toàn hơn ở vị trí e7, nhưng vị trí c5 là tích cực hơn rất nhiều. Trắng có thể lợi "temp" sau khi tấn công Tượng với d4, nhưng điều này dường như không quan trọng như người ta từng nghĩ.
Phòng thủ Møller: 3...a6 4.Ta4 Mf6 5.0-0 Tc5 là một phương án cũ đã từng được Jørgen Møller (1873-1944) phân tích vào năm 1903. Alexander Alekhine cũng từng chơi phương án này với bên Đen trong giai đoạn đầu của sự nghiệp, và ông cũng đã vận động khuyên mọi người nên thử áp dụng nó. Dù vậy, Phòng thủ Møller không bao giờ được chơi phổ biến, và chính Alekhine sau này cũng đã xem nó là một phương án mơ hồ.
Phòng thủ Graz, 3...a6 4.Ta4 b5 5.Tb3 Tc5, phương án này đã được phân tích bởi Alois Fink trong các năm 1956 và 1979, dù vậy nó không trở nên phổ biến cho đến cuối những năm 90 của thế kỷ trước.

#### Phòng thủ Neo-Steinitz: 4.Ta4 d6
|   | a | b | c | d | e | f | g | h |   |
| 8 | a8 black rook · c8 black bishop · d8 black queen · e8 black king · f8 black bishop · g8 black knight · h8 black rook · b7 black pawn · c7 black pawn · f7 black pawn · g7 black pawn · h7 black pawn · a6 black pawn · c6 black knight · d6 black pawn · e5 black pawn · a4 white bishop · e4 white pawn · f3 white knight · a2 white pawn · b2 white pawn · c2 white pawn · d2 white pawn · f2 white pawn · g2 white pawn · h2 white pawn · a1 white rook · b1 white knight · c1 white bishop · d1 white queen · e1 white king · h1 white rook | a8 black rook · c8 black bishop · d8 black queen · e8 black king · f8 black bishop · g8 black knight · h8 black rook · b7 black pawn · c7 black pawn · f7 black pawn · g7 black pawn · h7 black pawn · a6 black pawn · c6 black knight · d6 black pawn · e5 black pawn · a4 white bishop · e4 white pawn · f3 white knight · a2 white pawn · b2 white pawn · c2 white pawn · d2 white pawn · f2 white pawn · g2 white pawn · h2 white pawn · a1 white rook · b1 white knight · c1 white bishop · d1 white queen · e1 white king · h1 white rook | a8 black rook · c8 black bishop · d8 black queen · e8 black king · f8 black bishop · g8 black knight · h8 black rook · b7 black pawn · c7 black pawn · f7 black pawn · g7 black pawn · h7 black pawn · a6 black pawn · c6 black knight · d6 black pawn · e5 black pawn · a4 white bishop · e4 white pawn · f3 white knight · a2 white pawn · b2 white pawn · c2 white pawn · d2 white pawn · f2 white pawn · g2 white pawn · h2 white pawn · a1 white rook · b1 white knight · c1 white bishop · d1 white queen · e1 white king · h1 white rook | a8 black rook · c8 black bishop · d8 black queen · e8 black king · f8 black bishop · g8 black knight · h8 black rook · b7 black pawn · c7 black pawn · f7 black pawn · g7 black pawn · h7 black pawn · a6 black pawn · c6 black knight · d6 black pawn · e5 black pawn · a4 white bishop · e4 white pawn · f3 white knight · a2 white pawn · b2 white pawn · c2 white pawn · d2 white pawn · f2 white pawn · g2 white pawn · h2 white pawn · a1 white rook · b1 white knight · c1 white bishop · d1 white queen · e1 white king · h1 white rook | a8 black rook · c8 black bishop · d8 black queen · e8 black king · f8 black bishop · g8 black knight · h8 black rook · b7 black pawn · c7 black pawn · f7 black pawn · g7 black pawn · h7 black pawn · a6 black pawn · c6 black knight · d6 black pawn · e5 black pawn · a4 white bishop · e4 white pawn · f3 white knight · a2 white pawn · b2 white pawn · c2 white pawn · d2 white pawn · f2 white pawn · g2 white pawn · h2 white pawn · a1 white rook · b1 white knight · c1 white bishop · d1 white queen · e1 white king · h1 white rook | a8 black rook · c8 black bishop · d8 black queen · e8 black king · f8 black bishop · g8 black knight · h8 black rook · b7 black pawn · c7 black pawn · f7 black pawn · g7 black pawn · h7 black pawn · a6 black pawn · c6 black knight · d6 black pawn · e5 black pawn · a4 white bishop · e4 white pawn · f3 white knight · a2 white pawn · b2 white pawn · c2 white pawn · d2 white pawn · f2 white pawn · g2 white pawn · h2 white pawn · a1 white rook · b1 white knight · c1 white bishop · d1 white queen · e1 white king · h1 white rook | a8 black rook · c8 black bishop · d8 black queen · e8 black king · f8 black bishop · g8 black knight · h8 black rook · b7 black pawn · c7 black pawn · f7 black pawn · g7 black pawn · h7 black pawn · a6 black pawn · c6 black knight · d6 black pawn · e5 black pawn · a4 white bishop · e4 white pawn · f3 white knight · a2 white pawn · b2 white pawn · c2 white pawn · d2 white pawn · f2 white pawn · g2 white pawn · h2 white pawn · a1 white rook · b1 white knight · c1 white bishop · d1 white queen · e1 white king · h1 white rook | a8 black rook · c8 black bishop · d8 black queen · e8 black king · f8 black bishop · g8 black knight · h8 black rook · b7 black pawn · c7 black pawn · f7 black pawn · g7 black pawn · h7 black pawn · a6 black pawn · c6 black knight · d6 black pawn · e5 black pawn · a4 white bishop · e4 white pawn · f3 white knight · a2 white pawn · b2 white pawn · c2 white pawn · d2 white pawn · f2 white pawn · g2 white pawn · h2 white pawn · a1 white rook · b1 white knight · c1 white bishop · d1 white queen · e1 white king · h1 white rook | 8 |
| 7 | a8 black rook · c8 black bishop · d8 black queen · e8 black king · f8 black bishop · g8 black knight · h8 black rook · b7 black pawn · c7 black pawn · f7 black pawn · g7 black pawn · h7 black pawn · a6 black pawn · c6 black knight · d6 black pawn · e5 black pawn · a4 white bishop · e4 white pawn · f3 white knight · a2 white pawn · b2 white pawn · c2 white pawn · d2 white pawn · f2 white pawn · g2 white pawn · h2 white pawn · a1 white rook · b1 white knight · c1 white bishop · d1 white queen · e1 white king · h1 white rook | a8 black rook · c8 black bishop · d8 black queen · e8 black king · f8 black bishop · g8 black knight · h8 black rook · b7 black pawn · c7 black pawn · f7 black pawn · g7 black pawn · h7 black pawn · a6 black pawn · c6 black knight · d6 black pawn · e5 black pawn · a4 white bishop · e4 white pawn · f3 white knight · a2 white pawn · b2 white pawn · c2 white pawn · d2 white pawn · f2 white pawn · g2 white pawn · h2 white pawn · a1 white rook · b1 white knight · c1 white bishop · d1 white queen · e1 white king · h1 white rook | a8 black rook · c8 black bishop · d8 black queen · e8 black king · f8 black bishop · g8 black knight · h8 black rook · b7 black pawn · c7 black pawn · f7 black pawn · g7 black pawn · h7 black pawn · a6 black pawn · c6 black knight · d6 black pawn · e5 black pawn · a4 white bishop · e4 white pawn · f3 white knight · a2 white pawn · b2 white pawn · c2 white pawn · d2 white pawn · f2 white pawn · g2 white pawn · h2 white pawn · a1 white rook · b1 white knight · c1 white bishop · d1 white queen · e1 white king · h1 white rook | a8 black rook · c8 black bishop · d8 black queen · e8 black king · f8 black bishop · g8 black knight · h8 black rook · b7 black pawn · c7 black pawn · f7 black pawn · g7 black pawn · h7 black pawn · a6 black pawn · c6 black knight · d6 black pawn · e5 black pawn · a4 white bishop · e4 white pawn · f3 white knight · a2 white pawn · b2 white pawn · c2 white pawn · d2 white pawn · f2 white pawn · g2 white pawn · h2 white pawn · a1 white rook · b1 white knight · c1 white bishop · d1 white queen · e1 white king · h1 white rook | a8 black rook · c8 black bishop · d8 black queen · e8 black king · f8 black bishop · g8 black knight · h8 black rook · b7 black pawn · c7 black pawn · f7 black pawn · g7 black pawn · h7 black pawn · a6 black pawn · c6 black knight · d6 black pawn · e5 black pawn · a4 white bishop · e4 white pawn · f3 white knight · a2 white pawn · b2 white pawn · c2 white pawn · d2 white pawn · f2 white pawn · g2 white pawn · h2 white pawn · a1 white rook · b1 white knight · c1 white bishop · d1 white queen · e1 white king · h1 white rook | a8 black rook · c8 black bishop · d8 black queen · e8 black king · f8 black bishop · g8 black knight · h8 black rook · b7 black pawn · c7 black pawn · f7 black pawn · g7 black pawn · h7 black pawn · a6 black pawn · c6 black knight · d6 black pawn · e5 black pawn · a4 white bishop · e4 white pawn · f3 white knight · a2 white pawn · b2 white pawn · c2 white pawn · d2 white pawn · f2 white pawn · g2 white pawn · h2 white pawn · a1 white rook · b1 white knight · c1 white bishop · d1 white queen · e1 white king · h1 white rook | a8 black rook · c8 black bishop · d8 black queen · e8 black king · f8 black bishop · g8 black knight · h8 black rook · b7 black pawn · c7 black pawn · f7 black pawn · g7 black pawn · h7 black pawn · a6 black pawn · c6 black knight · d6 black pawn · e5 black pawn · a4 white bishop · e4 white pawn · f3 white knight · a2 white pawn · b2 white pawn · c2 white pawn · d2 white pawn · f2 white pawn · g2 white pawn · h2 white pawn · a1 white rook · b1 white knight · c1 white bishop · d1 white queen · e1 white king · h1 white rook | a8 black rook · c8 black bishop · d8 black queen · e8 black king · f8 black bishop · g8 black knight · h8 black rook · b7 black pawn · c7 black pawn · f7 black pawn · g7 black pawn · h7 black pawn · a6 black pawn · c6 black knight · d6 black pawn · e5 black pawn · a4 white bishop · e4 white pawn · f3 white knight · a2 white pawn · b2 white pawn · c2 white pawn · d2 white pawn · f2 white pawn · g2 white pawn · h2 white pawn · a1 white rook · b1 white knight · c1 white bishop · d1 white queen · e1 white king · h1 white rook | 7 |
| 6 | a8 black rook · c8 black bishop · d8 black queen · e8 black king · f8 black bishop · g8 black knight · h8 black rook · b7 black pawn · c7 black pawn · f7 black pawn · g7 black pawn · h7 black pawn · a6 black pawn · c6 black knight · d6 black pawn · e5 black pawn · a4 white bishop · e4 white pawn · f3 white knight · a2 white pawn · b2 white pawn · c2 white pawn · d2 white pawn · f2 white pawn · g2 white pawn · h2 white pawn · a1 white rook · b1 white knight · c1 white bishop · d1 white queen · e1 white king · h1 white rook | a8 black rook · c8 black bishop · d8 black queen · e8 black king · f8 black bishop · g8 black knight · h8 black rook · b7 black pawn · c7 black pawn · f7 black pawn · g7 black pawn · h7 black pawn · a6 black pawn · c6 black knight · d6 black pawn · e5 black pawn · a4 white bishop · e4 white pawn · f3 white knight · a2 white pawn · b2 white pawn · c2 white pawn · d2 white pawn · f2 white pawn · g2 white pawn · h2 white pawn · a1 white rook · b1 white knight · c1 white bishop · d1 white queen · e1 white king · h1 white rook | a8 black rook · c8 black bishop · d8 black queen · e8 black king · f8 black bishop · g8 black knight · h8 black rook · b7 black pawn · c7 black pawn · f7 black pawn · g7 black pawn · h7 black pawn · a6 black pawn · c6 black knight · d6 black pawn · e5 black pawn · a4 white bishop · e4 white pawn · f3 white knight · a2 white pawn · b2 white pawn · c2 white pawn · d2 white pawn · f2 white pawn · g2 white pawn · h2 white pawn · a1 white rook · b1 white knight · c1 white bishop · d1 white queen · e1 white king · h1 white rook | a8 black rook · c8 black bishop · d8 black queen · e8 black king · f8 black bishop · g8 black knight · h8 black rook · b7 black pawn · c7 black pawn · f7 black pawn · g7 black pawn · h7 black pawn · a6 black pawn · c6 black knight · d6 black pawn · e5 black pawn · a4 white bishop · e4 white pawn · f3 white knight · a2 white pawn · b2 white pawn · c2 white pawn · d2 white pawn · f2 white pawn · g2 white pawn · h2 white pawn · a1 white rook · b1 white knight · c1 white bishop · d1 white queen · e1 white king · h1 white rook | a8 black rook · c8 black bishop · d8 black queen · e8 black king · f8 black bishop · g8 black knight · h8 black rook · b7 black pawn · c7 black pawn · f7 black pawn · g7 black pawn · h7 black pawn · a6 black pawn · c6 black knight · d6 black pawn · e5 black pawn · a4 white bishop · e4 white pawn · f3 white knight · a2 white pawn · b2 white pawn · c2 white pawn · d2 white pawn · f2 white pawn · g2 white pawn · h2 white pawn · a1 white rook · b1 white knight · c1 white bishop · d1 white queen · e1 white king · h1 white rook | a8 black rook · c8 black bishop · d8 black queen · e8 black king · f8 black bishop · g8 black knight · h8 black rook · b7 black pawn · c7 black pawn · f7 black pawn · g7 black pawn · h7 black pawn · a6 black pawn · c6 black knight · d6 black pawn · e5 black pawn · a4 white bishop · e4 white pawn · f3 white knight · a2 white pawn · b2 white pawn · c2 white pawn · d2 white pawn · f2 white pawn · g2 white pawn · h2 white pawn · a1 white rook · b1 white knight · c1 white bishop · d1 white queen · e1 white king · h1 white rook | a8 black rook · c8 black bishop · d8 black queen · e8 black king · f8 black bishop · g8 black knight · h8 black rook · b7 black pawn · c7 black pawn · f7 black pawn · g7 black pawn · h7 black pawn · a6 black pawn · c6 black knight · d6 black pawn · e5 black pawn · a4 white bishop · e4 white pawn · f3 white knight · a2 white pawn · b2 white pawn · c2 white pawn · d2 white pawn · f2 white pawn · g2 white pawn · h2 white pawn · a1 white rook · b1 white knight · c1 white bishop · d1 white queen · e1 white king · h1 white rook | a8 black rook · c8 black bishop · d8 black queen · e8 black king · f8 black bishop · g8 black knight · h8 black rook · b7 black pawn · c7 black pawn · f7 black pawn · g7 black pawn · h7 black pawn · a6 black pawn · c6 black knight · d6 black pawn · e5 black pawn · a4 white bishop · e4 white pawn · f3 white knight · a2 white pawn · b2 white pawn · c2 white pawn · d2 white pawn · f2 white pawn · g2 white pawn · h2 white pawn · a1 white rook · b1 white knight · c1 white bishop · d1 white queen · e1 white king · h1 white rook | 6 |
| 5 | a8 black rook · c8 black bishop · d8 black queen · e8 black king · f8 black bishop · g8 black knight · h8 black rook · b7 black pawn · c7 black pawn · f7 black pawn · g7 black pawn · h7 black pawn · a6 black pawn · c6 black knight · d6 black pawn · e5 black pawn · a4 white bishop · e4 white pawn · f3 white knight · a2 white pawn · b2 white pawn · c2 white pawn · d2 white pawn · f2 white pawn · g2 white pawn · h2 white pawn · a1 white rook · b1 white knight · c1 white bishop · d1 white queen · e1 white king · h1 white rook | a8 black rook · c8 black bishop · d8 black queen · e8 black king · f8 black bishop · g8 black knight · h8 black rook · b7 black pawn · c7 black pawn · f7 black pawn · g7 black pawn · h7 black pawn · a6 black pawn · c6 black knight · d6 black pawn · e5 black pawn · a4 white bishop · e4 white pawn · f3 white knight · a2 white pawn · b2 white pawn · c2 white pawn · d2 white pawn · f2 white pawn · g2 white pawn · h2 white pawn · a1 white rook · b1 white knight · c1 white bishop · d1 white queen · e1 white king · h1 white rook | a8 black rook · c8 black bishop · d8 black queen · e8 black king · f8 black bishop · g8 black knight · h8 black rook · b7 black pawn · c7 black pawn · f7 black pawn · g7 black pawn · h7 black pawn · a6 black pawn · c6 black knight · d6 black pawn · e5 black pawn · a4 white bishop · e4 white pawn · f3 white knight · a2 white pawn · b2 white pawn · c2 white pawn · d2 white pawn · f2 white pawn · g2 white pawn · h2 white pawn · a1 white rook · b1 white knight · c1 white bishop · d1 white queen · e1 white king · h1 white rook | a8 black rook · c8 black bishop · d8 black queen · e8 black king · f8 black bishop · g8 black knight · h8 black rook · b7 black pawn · c7 black pawn · f7 black pawn · g7 black pawn · h7 black pawn · a6 black pawn · c6 black knight · d6 black pawn · e5 black pawn · a4 white bishop · e4 white pawn · f3 white knight · a2 white pawn · b2 white pawn · c2 white pawn · d2 white pawn · f2 white pawn · g2 white pawn · h2 white pawn · a1 white rook · b1 white knight · c1 white bishop · d1 white queen · e1 white king · h1 white rook | a8 black rook · c8 black bishop · d8 black queen · e8 black king · f8 black bishop · g8 black knight · h8 black rook · b7 black pawn · c7 black pawn · f7 black pawn · g7 black pawn · h7 black pawn · a6 black pawn · c6 black knight · d6 black pawn · e5 black pawn · a4 white bishop · e4 white pawn · f3 white knight · a2 white pawn · b2 white pawn · c2 white pawn · d2 white pawn · f2 white pawn · g2 white pawn · h2 white pawn · a1 white rook · b1 white knight · c1 white bishop · d1 white queen · e1 white king · h1 white rook | a8 black rook · c8 black bishop · d8 black queen · e8 black king · f8 black bishop · g8 black knight · h8 black rook · b7 black pawn · c7 black pawn · f7 black pawn · g7 black pawn · h7 black pawn · a6 black pawn · c6 black knight · d6 black pawn · e5 black pawn · a4 white bishop · e4 white pawn · f3 white knight · a2 white pawn · b2 white pawn · c2 white pawn · d2 white pawn · f2 white pawn · g2 white pawn · h2 white pawn · a1 white rook · b1 white knight · c1 white bishop · d1 white queen · e1 white king · h1 white rook | a8 black rook · c8 black bishop · d8 black queen · e8 black king · f8 black bishop · g8 black knight · h8 black rook · b7 black pawn · c7 black pawn · f7 black pawn · g7 black pawn · h7 black pawn · a6 black pawn · c6 black knight · d6 black pawn · e5 black pawn · a4 white bishop · e4 white pawn · f3 white knight · a2 white pawn · b2 white pawn · c2 white pawn · d2 white pawn · f2 white pawn · g2 white pawn · h2 white pawn · a1 white rook · b1 white knight · c1 white bishop · d1 white queen · e1 white king · h1 white rook | a8 black rook · c8 black bishop · d8 black queen · e8 black king · f8 black bishop · g8 black knight · h8 black rook · b7 black pawn · c7 black pawn · f7 black pawn · g7 black pawn · h7 black pawn · a6 black pawn · c6 black knight · d6 black pawn · e5 black pawn · a4 white bishop · e4 white pawn · f3 white knight · a2 white pawn · b2 white pawn · c2 white pawn · d2 white pawn · f2 white pawn · g2 white pawn · h2 white pawn · a1 white rook · b1 white knight · c1 white bishop · d1 white queen · e1 white king · h1 white rook | 5 |
| 4 | a8 black rook · c8 black bishop · d8 black queen · e8 black king · f8 black bishop · g8 black knight · h8 black rook · b7 black pawn · c7 black pawn · f7 black pawn · g7 black pawn · h7 black pawn · a6 black pawn · c6 black knight · d6 black pawn · e5 black pawn · a4 white bishop · e4 white pawn · f3 white knight · a2 white pawn · b2 white pawn · c2 white pawn · d2 white pawn · f2 white pawn · g2 white pawn · h2 white pawn · a1 white rook · b1 white knight · c1 white bishop · d1 white queen · e1 white king · h1 white rook | a8 black rook · c8 black bishop · d8 black queen · e8 black king · f8 black bishop · g8 black knight · h8 black rook · b7 black pawn · c7 black pawn · f7 black pawn · g7 black pawn · h7 black pawn · a6 black pawn · c6 black knight · d6 black pawn · e5 black pawn · a4 white bishop · e4 white pawn · f3 white knight · a2 white pawn · b2 white pawn · c2 white pawn · d2 white pawn · f2 white pawn · g2 white pawn · h2 white pawn · a1 white rook · b1 white knight · c1 white bishop · d1 white queen · e1 white king · h1 white rook | a8 black rook · c8 black bishop · d8 black queen · e8 black king · f8 black bishop · g8 black knight · h8 black rook · b7 black pawn · c7 black pawn · f7 black pawn · g7 black pawn · h7 black pawn · a6 black pawn · c6 black knight · d6 black pawn · e5 black pawn · a4 white bishop · e4 white pawn · f3 white knight · a2 white pawn · b2 white pawn · c2 white pawn · d2 white pawn · f2 white pawn · g2 white pawn · h2 white pawn · a1 white rook · b1 white knight · c1 white bishop · d1 white queen · e1 white king · h1 white rook | a8 black rook · c8 black bishop · d8 black queen · e8 black king · f8 black bishop · g8 black knight · h8 black rook · b7 black pawn · c7 black pawn · f7 black pawn · g7 black pawn · h7 black pawn · a6 black pawn · c6 black knight · d6 black pawn · e5 black pawn · a4 white bishop · e4 white pawn · f3 white knight · a2 white pawn · b2 white pawn · c2 white pawn · d2 white pawn · f2 white pawn · g2 white pawn · h2 white pawn · a1 white rook · b1 white knight · c1 white bishop · d1 white queen · e1 white king · h1 white rook | a8 black rook · c8 black bishop · d8 black queen · e8 black king · f8 black bishop · g8 black knight · h8 black rook · b7 black pawn · c7 black pawn · f7 black pawn · g7 black pawn · h7 black pawn · a6 black pawn · c6 black knight · d6 black pawn · e5 black pawn · a4 white bishop · e4 white pawn · f3 white knight · a2 white pawn · b2 white pawn · c2 white pawn · d2 white pawn · f2 white pawn · g2 white pawn · h2 white pawn · a1 white rook · b1 white knight · c1 white bishop · d1 white queen · e1 white king · h1 white rook | a8 black rook · c8 black bishop · d8 black queen · e8 black king · f8 black bishop · g8 black knight · h8 black rook · b7 black pawn · c7 black pawn · f7 black pawn · g7 black pawn · h7 black pawn · a6 black pawn · c6 black knight · d6 black pawn · e5 black pawn · a4 white bishop · e4 white pawn · f3 white knight · a2 white pawn · b2 white pawn · c2 white pawn · d2 white pawn · f2 white pawn · g2 white pawn · h2 white pawn · a1 white rook · b1 white knight · c1 white bishop · d1 white queen · e1 white king · h1 white rook | a8 black rook · c8 black bishop · d8 black queen · e8 black king · f8 black bishop · g8 black knight · h8 black rook · b7 black pawn · c7 black pawn · f7 black pawn · g7 black pawn · h7 black pawn · a6 black pawn · c6 black knight · d6 black pawn · e5 black pawn · a4 white bishop · e4 white pawn · f3 white knight · a2 white pawn · b2 white pawn · c2 white pawn · d2 white pawn · f2 white pawn · g2 white pawn · h2 white pawn · a1 white rook · b1 white knight · c1 white bishop · d1 white queen · e1 white king · h1 white rook | a8 black rook · c8 black bishop · d8 black queen · e8 black king · f8 black bishop · g8 black knight · h8 black rook · b7 black pawn · c7 black pawn · f7 black pawn · g7 black pawn · h7 black pawn · a6 black pawn · c6 black knight · d6 black pawn · e5 black pawn · a4 white bishop · e4 white pawn · f3 white knight · a2 white pawn · b2 white pawn · c2 white pawn · d2 white pawn · f2 white pawn · g2 white pawn · h2 white pawn · a1 white rook · b1 white knight · c1 white bishop · d1 white queen · e1 white king · h1 white rook | 4 |
| 3 | a8 black rook · c8 black bishop · d8 black queen · e8 black king · f8 black bishop · g8 black knight · h8 black rook · b7 black pawn · c7 black pawn · f7 black pawn · g7 black pawn · h7 black pawn · a6 black pawn · c6 black knight · d6 black pawn · e5 black pawn · a4 white bishop · e4 white pawn · f3 white knight · a2 white pawn · b2 white pawn · c2 white pawn · d2 white pawn · f2 white pawn · g2 white pawn · h2 white pawn · a1 white rook · b1 white knight · c1 white bishop · d1 white queen · e1 white king · h1 white rook | a8 black rook · c8 black bishop · d8 black queen · e8 black king · f8 black bishop · g8 black knight · h8 black rook · b7 black pawn · c7 black pawn · f7 black pawn · g7 black pawn · h7 black pawn · a6 black pawn · c6 black knight · d6 black pawn · e5 black pawn · a4 white bishop · e4 white pawn · f3 white knight · a2 white pawn · b2 white pawn · c2 white pawn · d2 white pawn · f2 white pawn · g2 white pawn · h2 white pawn · a1 white rook · b1 white knight · c1 white bishop · d1 white queen · e1 white king · h1 white rook | a8 black rook · c8 black bishop · d8 black queen · e8 black king · f8 black bishop · g8 black knight · h8 black rook · b7 black pawn · c7 black pawn · f7 black pawn · g7 black pawn · h7 black pawn · a6 black pawn · c6 black knight · d6 black pawn · e5 black pawn · a4 white bishop · e4 white pawn · f3 white knight · a2 white pawn · b2 white pawn · c2 white pawn · d2 white pawn · f2 white pawn · g2 white pawn · h2 white pawn · a1 white rook · b1 white knight · c1 white bishop · d1 white queen · e1 white king · h1 white rook | a8 black rook · c8 black bishop · d8 black queen · e8 black king · f8 black bishop · g8 black knight · h8 black rook · b7 black pawn · c7 black pawn · f7 black pawn · g7 black pawn · h7 black pawn · a6 black pawn · c6 black knight · d6 black pawn · e5 black pawn · a4 white bishop · e4 white pawn · f3 white knight · a2 white pawn · b2 white pawn · c2 white pawn · d2 white pawn · f2 white pawn · g2 white pawn · h2 white pawn · a1 white rook · b1 white knight · c1 white bishop · d1 white queen · e1 white king · h1 white rook | a8 black rook · c8 black bishop · d8 black queen · e8 black king · f8 black bishop · g8 black knight · h8 black rook · b7 black pawn · c7 black pawn · f7 black pawn · g7 black pawn · h7 black pawn · a6 black pawn · c6 black knight · d6 black pawn · e5 black pawn · a4 white bishop · e4 white pawn · f3 white knight · a2 white pawn · b2 white pawn · c2 white pawn · d2 white pawn · f2 white pawn · g2 white pawn · h2 white pawn · a1 white rook · b1 white knight · c1 white bishop · d1 white queen · e1 white king · h1 white rook | a8 black rook · c8 black bishop · d8 black queen · e8 black king · f8 black bishop · g8 black knight · h8 black rook · b7 black pawn · c7 black pawn · f7 black pawn · g7 black pawn · h7 black pawn · a6 black pawn · c6 black knight · d6 black pawn · e5 black pawn · a4 white bishop · e4 white pawn · f3 white knight · a2 white pawn · b2 white pawn · c2 white pawn · d2 white pawn · f2 white pawn · g2 white pawn · h2 white pawn · a1 white rook · b1 white knight · c1 white bishop · d1 white queen · e1 white king · h1 white rook | a8 black rook · c8 black bishop · d8 black queen · e8 black king · f8 black bishop · g8 black knight · h8 black rook · b7 black pawn · c7 black pawn · f7 black pawn · g7 black pawn · h7 black pawn · a6 black pawn · c6 black knight · d6 black pawn · e5 black pawn · a4 white bishop · e4 white pawn · f3 white knight · a2 white pawn · b2 white pawn · c2 white pawn · d2 white pawn · f2 white pawn · g2 white pawn · h2 white pawn · a1 white rook · b1 white knight · c1 white bishop · d1 white queen · e1 white king · h1 white rook | a8 black rook · c8 black bishop · d8 black queen · e8 black king · f8 black bishop · g8 black knight · h8 black rook · b7 black pawn · c7 black pawn · f7 black pawn · g7 black pawn · h7 black pawn · a6 black pawn · c6 black knight · d6 black pawn · e5 black pawn · a4 white bishop · e4 white pawn · f3 white knight · a2 white pawn · b2 white pawn · c2 white pawn · d2 white pawn · f2 white pawn · g2 white pawn · h2 white pawn · a1 white rook · b1 white knight · c1 white bishop · d1 white queen · e1 white king · h1 white rook | 3 |
| 2 | a8 black rook · c8 black bishop · d8 black queen · e8 black king · f8 black bishop · g8 black knight · h8 black rook · b7 black pawn · c7 black pawn · f7 black pawn · g7 black pawn · h7 black pawn · a6 black pawn · c6 black knight · d6 black pawn · e5 black pawn · a4 white bishop · e4 white pawn · f3 white knight · a2 white pawn · b2 white pawn · c2 white pawn · d2 white pawn · f2 white pawn · g2 white pawn · h2 white pawn · a1 white rook · b1 white knight · c1 white bishop · d1 white queen · e1 white king · h1 white rook | a8 black rook · c8 black bishop · d8 black queen · e8 black king · f8 black bishop · g8 black knight · h8 black rook · b7 black pawn · c7 black pawn · f7 black pawn · g7 black pawn · h7 black pawn · a6 black pawn · c6 black knight · d6 black pawn · e5 black pawn · a4 white bishop · e4 white pawn · f3 white knight · a2 white pawn · b2 white pawn · c2 white pawn · d2 white pawn · f2 white pawn · g2 white pawn · h2 white pawn · a1 white rook · b1 white knight · c1 white bishop · d1 white queen · e1 white king · h1 white rook | a8 black rook · c8 black bishop · d8 black queen · e8 black king · f8 black bishop · g8 black knight · h8 black rook · b7 black pawn · c7 black pawn · f7 black pawn · g7 black pawn · h7 black pawn · a6 black pawn · c6 black knight · d6 black pawn · e5 black pawn · a4 white bishop · e4 white pawn · f3 white knight · a2 white pawn · b2 white pawn · c2 white pawn · d2 white pawn · f2 white pawn · g2 white pawn · h2 white pawn · a1 white rook · b1 white knight · c1 white bishop · d1 white queen · e1 white king · h1 white rook | a8 black rook · c8 black bishop · d8 black queen · e8 black king · f8 black bishop · g8 black knight · h8 black rook · b7 black pawn · c7 black pawn · f7 black pawn · g7 black pawn · h7 black pawn · a6 black pawn · c6 black knight · d6 black pawn · e5 black pawn · a4 white bishop · e4 white pawn · f3 white knight · a2 white pawn · b2 white pawn · c2 white pawn · d2 white pawn · f2 white pawn · g2 white pawn · h2 white pawn · a1 white rook · b1 white knight · c1 white bishop · d1 white queen · e1 white king · h1 white rook | a8 black rook · c8 black bishop · d8 black queen · e8 black king · f8 black bishop · g8 black knight · h8 black rook · b7 black pawn · c7 black pawn · f7 black pawn · g7 black pawn · h7 black pawn · a6 black pawn · c6 black knight · d6 black pawn · e5 black pawn · a4 white bishop · e4 white pawn · f3 white knight · a2 white pawn · b2 white pawn · c2 white pawn · d2 white pawn · f2 white pawn · g2 white pawn · h2 white pawn · a1 white rook · b1 white knight · c1 white bishop · d1 white queen · e1 white king · h1 white rook | a8 black rook · c8 black bishop · d8 black queen · e8 black king · f8 black bishop · g8 black knight · h8 black rook · b7 black pawn · c7 black pawn · f7 black pawn · g7 black pawn · h7 black pawn · a6 black pawn · c6 black knight · d6 black pawn · e5 black pawn · a4 white bishop · e4 white pawn · f3 white knight · a2 white pawn · b2 white pawn · c2 white pawn · d2 white pawn · f2 white pawn · g2 white pawn · h2 white pawn · a1 white rook · b1 white knight · c1 white bishop · d1 white queen · e1 white king · h1 white rook | a8 black rook · c8 black bishop · d8 black queen · e8 black king · f8 black bishop · g8 black knight · h8 black rook · b7 black pawn · c7 black pawn · f7 black pawn · g7 black pawn · h7 black pawn · a6 black pawn · c6 black knight · d6 black pawn · e5 black pawn · a4 white bishop · e4 white pawn · f3 white knight · a2 white pawn · b2 white pawn · c2 white pawn · d2 white pawn · f2 white pawn · g2 white pawn · h2 white pawn · a1 white rook · b1 white knight · c1 white bishop · d1 white queen · e1 white king · h1 white rook | a8 black rook · c8 black bishop · d8 black queen · e8 black king · f8 black bishop · g8 black knight · h8 black rook · b7 black pawn · c7 black pawn · f7 black pawn · g7 black pawn · h7 black pawn · a6 black pawn · c6 black knight · d6 black pawn · e5 black pawn · a4 white bishop · e4 white pawn · f3 white knight · a2 white pawn · b2 white pawn · c2 white pawn · d2 white pawn · f2 white pawn · g2 white pawn · h2 white pawn · a1 white rook · b1 white knight · c1 white bishop · d1 white queen · e1 white king · h1 white rook | 2 |
| 1 | a8 black rook · c8 black bishop · d8 black queen · e8 black king · f8 black bishop · g8 black knight · h8 black rook · b7 black pawn · c7 black pawn · f7 black pawn · g7 black pawn · h7 black pawn · a6 black pawn · c6 black knight · d6 black pawn · e5 black pawn · a4 white bishop · e4 white pawn · f3 white knight · a2 white pawn · b2 white pawn · c2 white pawn · d2 white pawn · f2 white pawn · g2 white pawn · h2 white pawn · a1 white rook · b1 white knight · c1 white bishop · d1 white queen · e1 white king · h1 white rook | a8 black rook · c8 black bishop · d8 black queen · e8 black king · f8 black bishop · g8 black knight · h8 black rook · b7 black pawn · c7 black pawn · f7 black pawn · g7 black pawn · h7 black pawn · a6 black pawn · c6 black knight · d6 black pawn · e5 black pawn · a4 white bishop · e4 white pawn · f3 white knight · a2 white pawn · b2 white pawn · c2 white pawn · d2 white pawn · f2 white pawn · g2 white pawn · h2 white pawn · a1 white rook · b1 white knight · c1 white bishop · d1 white queen · e1 white king · h1 white rook | a8 black rook · c8 black bishop · d8 black queen · e8 black king · f8 black bishop · g8 black knight · h8 black rook · b7 black pawn · c7 black pawn · f7 black pawn · g7 black pawn · h7 black pawn · a6 black pawn · c6 black knight · d6 black pawn · e5 black pawn · a4 white bishop · e4 white pawn · f3 white knight · a2 white pawn · b2 white pawn · c2 white pawn · d2 white pawn · f2 white pawn · g2 white pawn · h2 white pawn · a1 white rook · b1 white knight · c1 white bishop · d1 white queen · e1 white king · h1 white rook | a8 black rook · c8 black bishop · d8 black queen · e8 black king · f8 black bishop · g8 black knight · h8 black rook · b7 black pawn · c7 black pawn · f7 black pawn · g7 black pawn · h7 black pawn · a6 black pawn · c6 black knight · d6 black pawn · e5 black pawn · a4 white bishop · e4 white pawn · f3 white knight · a2 white pawn · b2 white pawn · c2 white pawn · d2 white pawn · f2 white pawn · g2 white pawn · h2 white pawn · a1 white rook · b1 white knight · c1 white bishop · d1 white queen · e1 white king · h1 white rook | a8 black rook · c8 black bishop · d8 black queen · e8 black king · f8 black bishop · g8 black knight · h8 black rook · b7 black pawn · c7 black pawn · f7 black pawn · g7 black pawn · h7 black pawn · a6 black pawn · c6 black knight · d6 black pawn · e5 black pawn · a4 white bishop · e4 white pawn · f3 white knight · a2 white pawn · b2 white pawn · c2 white pawn · d2 white pawn · f2 white pawn · g2 white pawn · h2 white pawn · a1 white rook · b1 white knight · c1 white bishop · d1 white queen · e1 white king · h1 white rook | a8 black rook · c8 black bishop · d8 black queen · e8 black king · f8 black bishop · g8 black knight · h8 black rook · b7 black pawn · c7 black pawn · f7 black pawn · g7 black pawn · h7 black pawn · a6 black pawn · c6 black knight · d6 black pawn · e5 black pawn · a4 white bishop · e4 white pawn · f3 white knight · a2 white pawn · b2 white pawn · c2 white pawn · d2 white pawn · f2 white pawn · g2 white pawn · h2 white pawn · a1 white rook · b1 white knight · c1 white bishop · d1 white queen · e1 white king · h1 white rook | a8 black rook · c8 black bishop · d8 black queen · e8 black king · f8 black bishop · g8 black knight · h8 black rook · b7 black pawn · c7 black pawn · f7 black pawn · g7 black pawn · h7 black pawn · a6 black pawn · c6 black knight · d6 black pawn · e5 black pawn · a4 white bishop · e4 white pawn · f3 white knight · a2 white pawn · b2 white pawn · c2 white pawn · d2 white pawn · f2 white pawn · g2 white pawn · h2 white pawn · a1 white rook · b1 white knight · c1 white bishop · d1 white queen · e1 white king · h1 white rook | a8 black rook · c8 black bishop · d8 black queen · e8 black king · f8 black bishop · g8 black knight · h8 black rook · b7 black pawn · c7 black pawn · f7 black pawn · g7 black pawn · h7 black pawn · a6 black pawn · c6 black knight · d6 black pawn · e5 black pawn · a4 white bishop · e4 white pawn · f3 white knight · a2 white pawn · b2 white pawn · c2 white pawn · d2 white pawn · f2 white pawn · g2 white pawn · h2 white pawn · a1 white rook · b1 white knight · c1 white bishop · d1 white queen · e1 white king · h1 white rook | 1 |
|   | a | b | c | d | e | f | g | h |   |

Phòng thủ Neo-Steinitz (hay còn được gọi với các tên khác như Steinitz Defence Deferred, Phòng thủ Steinitz hiện đại) (ECO C71-C76) là phương án thường xuyên được gặp ở những kỳ thủ như Alexander Alekhine, José Raúl Capablanca và Paul Keres. Trong phương án này, với một nước kịp thời...b5, Đen có khả năng phá được cấu trúc giằng của Tượng Trắng và chiếm lĩnh được nhiều không gian hơn Phòng thủ Steinitz cổ (cũng là một phương án của Ruy Lopez với 3...d6); đặc biệt, trong Phòng thủ Steinitz cổ, Trắng thực tế có thể buộc Đen phải nhường ô trung tâm mạnh e5. Nhưng trong Phòng thủ Neo-Steinitz, Đen có tiềm năng duy trì trung tâm chắc chắn. Những nước đi hợp lý nhất cho Trắng lúc này bao gồm 5.c3, 5.c4, 5.Txc6, 5.d4, và 5.0-0. Nếu diễn biến tiếp tục với 5.c3 f5, thì sẽ phát sinh một biến sắc nét có tên Phương án Siesta. Sự lựa chọn ôn hòa hơn: 5.c3 Td7 6.d4 sẽ dẫn đến một thế trận cơ động. Ván đấu cũng sẽ trở nên có nét với các diễn biến như 5.Txc6+ bxc6 6.d4 (ECO C73) hoặc 5.0-0 Tg4 6.h3 h5 (ECO 72). Các diễn biến cũ hơn như 5.c4 và 5.d4 không đặt ra vấn đề gì khó khăn cho Đen.
Phòng thủ Neo-Steinitz được phân loại thành 6 nhóm phương án nhỏ bởi 6 mã ký hiệu khác nhau trong Bách khoa toàn thư về khai cuộc. Các biến 5.d4, 5.Mc3, và 5.c4 thuộc về C71. 5.0-0 tương ứng C72. Phương án "delayed exchange" (phương án đổi chậm) 5.Txc6+ bxc6 6.d4 có mã C73. Các phương án từ C74 đến C76 đều bắt đầu với 5.c3. C74 tập trung chủ yếu vào diễn biến 5...f5 6.exf5 Txf5 với 7.d4 hoặc 7.0-0, nhưng cũng bao gồm cả biến 5...Mf6. Phương án Rubinstein 5...Td7 6.d4 Mge7 thuộc về C75. Cuối cùng C76 đặc trưng bởi việc Đen fianchetto Tượng cánh Vua với 5...Td7 6.d4 g6.

#### Schliemann Defence Deferred: 4.Ta4 f5
Phương án này hiếm khi được gặp trong những ván đấu của các kỳ thủ hàng đầu, trên thực tế nó chỉ được thấy xuất hiện một lần trong trận chung kết giải Candidates diễn ra vào năm 1974, khi mà Viktor Korchnoi đã sử dụng nó đối đầu với Anatoly Karpov. Đây là phương án được xem là yếu hơn phương án Schliemann thông thường do Trắng có thể trả lời hiệu quả với 5.d4! exd4 6.e5.

#### Phòng thủ Arkhangelsk: 4.Ta4 Mf6 5.0-0 b5 6.Tb3 Tb7
|   | a | b | c | d | e | f | g | h |   |
| 8 | a8 black rook · d8 black queen · e8 black king · f8 black bishop · h8 black rook · b7 black bishop · c7 black pawn · d7 black pawn · f7 black pawn · g7 black pawn · h7 black pawn · a6 black pawn · c6 black knight · f6 black knight · b5 black pawn · e5 black pawn · e4 white pawn · b3 white bishop · f3 white knight · a2 white pawn · b2 white pawn · c2 white pawn · d2 white pawn · f2 white pawn · g2 white pawn · h2 white pawn · a1 white rook · b1 white knight · c1 white bishop · d1 white queen · f1 white rook · g1 white king | a8 black rook · d8 black queen · e8 black king · f8 black bishop · h8 black rook · b7 black bishop · c7 black pawn · d7 black pawn · f7 black pawn · g7 black pawn · h7 black pawn · a6 black pawn · c6 black knight · f6 black knight · b5 black pawn · e5 black pawn · e4 white pawn · b3 white bishop · f3 white knight · a2 white pawn · b2 white pawn · c2 white pawn · d2 white pawn · f2 white pawn · g2 white pawn · h2 white pawn · a1 white rook · b1 white knight · c1 white bishop · d1 white queen · f1 white rook · g1 white king | a8 black rook · d8 black queen · e8 black king · f8 black bishop · h8 black rook · b7 black bishop · c7 black pawn · d7 black pawn · f7 black pawn · g7 black pawn · h7 black pawn · a6 black pawn · c6 black knight · f6 black knight · b5 black pawn · e5 black pawn · e4 white pawn · b3 white bishop · f3 white knight · a2 white pawn · b2 white pawn · c2 white pawn · d2 white pawn · f2 white pawn · g2 white pawn · h2 white pawn · a1 white rook · b1 white knight · c1 white bishop · d1 white queen · f1 white rook · g1 white king | a8 black rook · d8 black queen · e8 black king · f8 black bishop · h8 black rook · b7 black bishop · c7 black pawn · d7 black pawn · f7 black pawn · g7 black pawn · h7 black pawn · a6 black pawn · c6 black knight · f6 black knight · b5 black pawn · e5 black pawn · e4 white pawn · b3 white bishop · f3 white knight · a2 white pawn · b2 white pawn · c2 white pawn · d2 white pawn · f2 white pawn · g2 white pawn · h2 white pawn · a1 white rook · b1 white knight · c1 white bishop · d1 white queen · f1 white rook · g1 white king | a8 black rook · d8 black queen · e8 black king · f8 black bishop · h8 black rook · b7 black bishop · c7 black pawn · d7 black pawn · f7 black pawn · g7 black pawn · h7 black pawn · a6 black pawn · c6 black knight · f6 black knight · b5 black pawn · e5 black pawn · e4 white pawn · b3 white bishop · f3 white knight · a2 white pawn · b2 white pawn · c2 white pawn · d2 white pawn · f2 white pawn · g2 white pawn · h2 white pawn · a1 white rook · b1 white knight · c1 white bishop · d1 white queen · f1 white rook · g1 white king | a8 black rook · d8 black queen · e8 black king · f8 black bishop · h8 black rook · b7 black bishop · c7 black pawn · d7 black pawn · f7 black pawn · g7 black pawn · h7 black pawn · a6 black pawn · c6 black knight · f6 black knight · b5 black pawn · e5 black pawn · e4 white pawn · b3 white bishop · f3 white knight · a2 white pawn · b2 white pawn · c2 white pawn · d2 white pawn · f2 white pawn · g2 white pawn · h2 white pawn · a1 white rook · b1 white knight · c1 white bishop · d1 white queen · f1 white rook · g1 white king | a8 black rook · d8 black queen · e8 black king · f8 black bishop · h8 black rook · b7 black bishop · c7 black pawn · d7 black pawn · f7 black pawn · g7 black pawn · h7 black pawn · a6 black pawn · c6 black knight · f6 black knight · b5 black pawn · e5 black pawn · e4 white pawn · b3 white bishop · f3 white knight · a2 white pawn · b2 white pawn · c2 white pawn · d2 white pawn · f2 white pawn · g2 white pawn · h2 white pawn · a1 white rook · b1 white knight · c1 white bishop · d1 white queen · f1 white rook · g1 white king | a8 black rook · d8 black queen · e8 black king · f8 black bishop · h8 black rook · b7 black bishop · c7 black pawn · d7 black pawn · f7 black pawn · g7 black pawn · h7 black pawn · a6 black pawn · c6 black knight · f6 black knight · b5 black pawn · e5 black pawn · e4 white pawn · b3 white bishop · f3 white knight · a2 white pawn · b2 white pawn · c2 white pawn · d2 white pawn · f2 white pawn · g2 white pawn · h2 white pawn · a1 white rook · b1 white knight · c1 white bishop · d1 white queen · f1 white rook · g1 white king | 8 |
| 7 | a8 black rook · d8 black queen · e8 black king · f8 black bishop · h8 black rook · b7 black bishop · c7 black pawn · d7 black pawn · f7 black pawn · g7 black pawn · h7 black pawn · a6 black pawn · c6 black knight · f6 black knight · b5 black pawn · e5 black pawn · e4 white pawn · b3 white bishop · f3 white knight · a2 white pawn · b2 white pawn · c2 white pawn · d2 white pawn · f2 white pawn · g2 white pawn · h2 white pawn · a1 white rook · b1 white knight · c1 white bishop · d1 white queen · f1 white rook · g1 white king | a8 black rook · d8 black queen · e8 black king · f8 black bishop · h8 black rook · b7 black bishop · c7 black pawn · d7 black pawn · f7 black pawn · g7 black pawn · h7 black pawn · a6 black pawn · c6 black knight · f6 black knight · b5 black pawn · e5 black pawn · e4 white pawn · b3 white bishop · f3 white knight · a2 white pawn · b2 white pawn · c2 white pawn · d2 white pawn · f2 white pawn · g2 white pawn · h2 white pawn · a1 white rook · b1 white knight · c1 white bishop · d1 white queen · f1 white rook · g1 white king | a8 black rook · d8 black queen · e8 black king · f8 black bishop · h8 black rook · b7 black bishop · c7 black pawn · d7 black pawn · f7 black pawn · g7 black pawn · h7 black pawn · a6 black pawn · c6 black knight · f6 black knight · b5 black pawn · e5 black pawn · e4 white pawn · b3 white bishop · f3 white knight · a2 white pawn · b2 white pawn · c2 white pawn · d2 white pawn · f2 white pawn · g2 white pawn · h2 white pawn · a1 white rook · b1 white knight · c1 white bishop · d1 white queen · f1 white rook · g1 white king | a8 black rook · d8 black queen · e8 black king · f8 black bishop · h8 black rook · b7 black bishop · c7 black pawn · d7 black pawn · f7 black pawn · g7 black pawn · h7 black pawn · a6 black pawn · c6 black knight · f6 black knight · b5 black pawn · e5 black pawn · e4 white pawn · b3 white bishop · f3 white knight · a2 white pawn · b2 white pawn · c2 white pawn · d2 white pawn · f2 white pawn · g2 white pawn · h2 white pawn · a1 white rook · b1 white knight · c1 white bishop · d1 white queen · f1 white rook · g1 white king | a8 black rook · d8 black queen · e8 black king · f8 black bishop · h8 black rook · b7 black bishop · c7 black pawn · d7 black pawn · f7 black pawn · g7 black pawn · h7 black pawn · a6 black pawn · c6 black knight · f6 black knight · b5 black pawn · e5 black pawn · e4 white pawn · b3 white bishop · f3 white knight · a2 white pawn · b2 white pawn · c2 white pawn · d2 white pawn · f2 white pawn · g2 white pawn · h2 white pawn · a1 white rook · b1 white knight · c1 white bishop · d1 white queen · f1 white rook · g1 white king | a8 black rook · d8 black queen · e8 black king · f8 black bishop · h8 black rook · b7 black bishop · c7 black pawn · d7 black pawn · f7 black pawn · g7 black pawn · h7 black pawn · a6 black pawn · c6 black knight · f6 black knight · b5 black pawn · e5 black pawn · e4 white pawn · b3 white bishop · f3 white knight · a2 white pawn · b2 white pawn · c2 white pawn · d2 white pawn · f2 white pawn · g2 white pawn · h2 white pawn · a1 white rook · b1 white knight · c1 white bishop · d1 white queen · f1 white rook · g1 white king | a8 black rook · d8 black queen · e8 black king · f8 black bishop · h8 black rook · b7 black bishop · c7 black pawn · d7 black pawn · f7 black pawn · g7 black pawn · h7 black pawn · a6 black pawn · c6 black knight · f6 black knight · b5 black pawn · e5 black pawn · e4 white pawn · b3 white bishop · f3 white knight · a2 white pawn · b2 white pawn · c2 white pawn · d2 white pawn · f2 white pawn · g2 white pawn · h2 white pawn · a1 white rook · b1 white knight · c1 white bishop · d1 white queen · f1 white rook · g1 white king | a8 black rook · d8 black queen · e8 black king · f8 black bishop · h8 black rook · b7 black bishop · c7 black pawn · d7 black pawn · f7 black pawn · g7 black pawn · h7 black pawn · a6 black pawn · c6 black knight · f6 black knight · b5 black pawn · e5 black pawn · e4 white pawn · b3 white bishop · f3 white knight · a2 white pawn · b2 white pawn · c2 white pawn · d2 white pawn · f2 white pawn · g2 white pawn · h2 white pawn · a1 white rook · b1 white knight · c1 white bishop · d1 white queen · f1 white rook · g1 white king | 7 |
| 6 | a8 black rook · d8 black queen · e8 black king · f8 black bishop · h8 black rook · b7 black bishop · c7 black pawn · d7 black pawn · f7 black pawn · g7 black pawn · h7 black pawn · a6 black pawn · c6 black knight · f6 black knight · b5 black pawn · e5 black pawn · e4 white pawn · b3 white bishop · f3 white knight · a2 white pawn · b2 white pawn · c2 white pawn · d2 white pawn · f2 white pawn · g2 white pawn · h2 white pawn · a1 white rook · b1 white knight · c1 white bishop · d1 white queen · f1 white rook · g1 white king | a8 black rook · d8 black queen · e8 black king · f8 black bishop · h8 black rook · b7 black bishop · c7 black pawn · d7 black pawn · f7 black pawn · g7 black pawn · h7 black pawn · a6 black pawn · c6 black knight · f6 black knight · b5 black pawn · e5 black pawn · e4 white pawn · b3 white bishop · f3 white knight · a2 white pawn · b2 white pawn · c2 white pawn · d2 white pawn · f2 white pawn · g2 white pawn · h2 white pawn · a1 white rook · b1 white knight · c1 white bishop · d1 white queen · f1 white rook · g1 white king | a8 black rook · d8 black queen · e8 black king · f8 black bishop · h8 black rook · b7 black bishop · c7 black pawn · d7 black pawn · f7 black pawn · g7 black pawn · h7 black pawn · a6 black pawn · c6 black knight · f6 black knight · b5 black pawn · e5 black pawn · e4 white pawn · b3 white bishop · f3 white knight · a2 white pawn · b2 white pawn · c2 white pawn · d2 white pawn · f2 white pawn · g2 white pawn · h2 white pawn · a1 white rook · b1 white knight · c1 white bishop · d1 white queen · f1 white rook · g1 white king | a8 black rook · d8 black queen · e8 black king · f8 black bishop · h8 black rook · b7 black bishop · c7 black pawn · d7 black pawn · f7 black pawn · g7 black pawn · h7 black pawn · a6 black pawn · c6 black knight · f6 black knight · b5 black pawn · e5 black pawn · e4 white pawn · b3 white bishop · f3 white knight · a2 white pawn · b2 white pawn · c2 white pawn · d2 white pawn · f2 white pawn · g2 white pawn · h2 white pawn · a1 white rook · b1 white knight · c1 white bishop · d1 white queen · f1 white rook · g1 white king | a8 black rook · d8 black queen · e8 black king · f8 black bishop · h8 black rook · b7 black bishop · c7 black pawn · d7 black pawn · f7 black pawn · g7 black pawn · h7 black pawn · a6 black pawn · c6 black knight · f6 black knight · b5 black pawn · e5 black pawn · e4 white pawn · b3 white bishop · f3 white knight · a2 white pawn · b2 white pawn · c2 white pawn · d2 white pawn · f2 white pawn · g2 white pawn · h2 white pawn · a1 white rook · b1 white knight · c1 white bishop · d1 white queen · f1 white rook · g1 white king | a8 black rook · d8 black queen · e8 black king · f8 black bishop · h8 black rook · b7 black bishop · c7 black pawn · d7 black pawn · f7 black pawn · g7 black pawn · h7 black pawn · a6 black pawn · c6 black knight · f6 black knight · b5 black pawn · e5 black pawn · e4 white pawn · b3 white bishop · f3 white knight · a2 white pawn · b2 white pawn · c2 white pawn · d2 white pawn · f2 white pawn · g2 white pawn · h2 white pawn · a1 white rook · b1 white knight · c1 white bishop · d1 white queen · f1 white rook · g1 white king | a8 black rook · d8 black queen · e8 black king · f8 black bishop · h8 black rook · b7 black bishop · c7 black pawn · d7 black pawn · f7 black pawn · g7 black pawn · h7 black pawn · a6 black pawn · c6 black knight · f6 black knight · b5 black pawn · e5 black pawn · e4 white pawn · b3 white bishop · f3 white knight · a2 white pawn · b2 white pawn · c2 white pawn · d2 white pawn · f2 white pawn · g2 white pawn · h2 white pawn · a1 white rook · b1 white knight · c1 white bishop · d1 white queen · f1 white rook · g1 white king | a8 black rook · d8 black queen · e8 black king · f8 black bishop · h8 black rook · b7 black bishop · c7 black pawn · d7 black pawn · f7 black pawn · g7 black pawn · h7 black pawn · a6 black pawn · c6 black knight · f6 black knight · b5 black pawn · e5 black pawn · e4 white pawn · b3 white bishop · f3 white knight · a2 white pawn · b2 white pawn · c2 white pawn · d2 white pawn · f2 white pawn · g2 white pawn · h2 white pawn · a1 white rook · b1 white knight · c1 white bishop · d1 white queen · f1 white rook · g1 white king | 6 |
| 5 | a8 black rook · d8 black queen · e8 black king · f8 black bishop · h8 black rook · b7 black bishop · c7 black pawn · d7 black pawn · f7 black pawn · g7 black pawn · h7 black pawn · a6 black pawn · c6 black knight · f6 black knight · b5 black pawn · e5 black pawn · e4 white pawn · b3 white bishop · f3 white knight · a2 white pawn · b2 white pawn · c2 white pawn · d2 white pawn · f2 white pawn · g2 white pawn · h2 white pawn · a1 white rook · b1 white knight · c1 white bishop · d1 white queen · f1 white rook · g1 white king | a8 black rook · d8 black queen · e8 black king · f8 black bishop · h8 black rook · b7 black bishop · c7 black pawn · d7 black pawn · f7 black pawn · g7 black pawn · h7 black pawn · a6 black pawn · c6 black knight · f6 black knight · b5 black pawn · e5 black pawn · e4 white pawn · b3 white bishop · f3 white knight · a2 white pawn · b2 white pawn · c2 white pawn · d2 white pawn · f2 white pawn · g2 white pawn · h2 white pawn · a1 white rook · b1 white knight · c1 white bishop · d1 white queen · f1 white rook · g1 white king | a8 black rook · d8 black queen · e8 black king · f8 black bishop · h8 black rook · b7 black bishop · c7 black pawn · d7 black pawn · f7 black pawn · g7 black pawn · h7 black pawn · a6 black pawn · c6 black knight · f6 black knight · b5 black pawn · e5 black pawn · e4 white pawn · b3 white bishop · f3 white knight · a2 white pawn · b2 white pawn · c2 white pawn · d2 white pawn · f2 white pawn · g2 white pawn · h2 white pawn · a1 white rook · b1 white knight · c1 white bishop · d1 white queen · f1 white rook · g1 white king | a8 black rook · d8 black queen · e8 black king · f8 black bishop · h8 black rook · b7 black bishop · c7 black pawn · d7 black pawn · f7 black pawn · g7 black pawn · h7 black pawn · a6 black pawn · c6 black knight · f6 black knight · b5 black pawn · e5 black pawn · e4 white pawn · b3 white bishop · f3 white knight · a2 white pawn · b2 white pawn · c2 white pawn · d2 white pawn · f2 white pawn · g2 white pawn · h2 white pawn · a1 white rook · b1 white knight · c1 white bishop · d1 white queen · f1 white rook · g1 white king | a8 black rook · d8 black queen · e8 black king · f8 black bishop · h8 black rook · b7 black bishop · c7 black pawn · d7 black pawn · f7 black pawn · g7 black pawn · h7 black pawn · a6 black pawn · c6 black knight · f6 black knight · b5 black pawn · e5 black pawn · e4 white pawn · b3 white bishop · f3 white knight · a2 white pawn · b2 white pawn · c2 white pawn · d2 white pawn · f2 white pawn · g2 white pawn · h2 white pawn · a1 white rook · b1 white knight · c1 white bishop · d1 white queen · f1 white rook · g1 white king | a8 black rook · d8 black queen · e8 black king · f8 black bishop · h8 black rook · b7 black bishop · c7 black pawn · d7 black pawn · f7 black pawn · g7 black pawn · h7 black pawn · a6 black pawn · c6 black knight · f6 black knight · b5 black pawn · e5 black pawn · e4 white pawn · b3 white bishop · f3 white knight · a2 white pawn · b2 white pawn · c2 white pawn · d2 white pawn · f2 white pawn · g2 white pawn · h2 white pawn · a1 white rook · b1 white knight · c1 white bishop · d1 white queen · f1 white rook · g1 white king | a8 black rook · d8 black queen · e8 black king · f8 black bishop · h8 black rook · b7 black bishop · c7 black pawn · d7 black pawn · f7 black pawn · g7 black pawn · h7 black pawn · a6 black pawn · c6 black knight · f6 black knight · b5 black pawn · e5 black pawn · e4 white pawn · b3 white bishop · f3 white knight · a2 white pawn · b2 white pawn · c2 white pawn · d2 white pawn · f2 white pawn · g2 white pawn · h2 white pawn · a1 white rook · b1 white knight · c1 white bishop · d1 white queen · f1 white rook · g1 white king | a8 black rook · d8 black queen · e8 black king · f8 black bishop · h8 black rook · b7 black bishop · c7 black pawn · d7 black pawn · f7 black pawn · g7 black pawn · h7 black pawn · a6 black pawn · c6 black knight · f6 black knight · b5 black pawn · e5 black pawn · e4 white pawn · b3 white bishop · f3 white knight · a2 white pawn · b2 white pawn · c2 white pawn · d2 white pawn · f2 white pawn · g2 white pawn · h2 white pawn · a1 white rook · b1 white knight · c1 white bishop · d1 white queen · f1 white rook · g1 white king | 5 |
| 4 | a8 black rook · d8 black queen · e8 black king · f8 black bishop · h8 black rook · b7 black bishop · c7 black pawn · d7 black pawn · f7 black pawn · g7 black pawn · h7 black pawn · a6 black pawn · c6 black knight · f6 black knight · b5 black pawn · e5 black pawn · e4 white pawn · b3 white bishop · f3 white knight · a2 white pawn · b2 white pawn · c2 white pawn · d2 white pawn · f2 white pawn · g2 white pawn · h2 white pawn · a1 white rook · b1 white knight · c1 white bishop · d1 white queen · f1 white rook · g1 white king | a8 black rook · d8 black queen · e8 black king · f8 black bishop · h8 black rook · b7 black bishop · c7 black pawn · d7 black pawn · f7 black pawn · g7 black pawn · h7 black pawn · a6 black pawn · c6 black knight · f6 black knight · b5 black pawn · e5 black pawn · e4 white pawn · b3 white bishop · f3 white knight · a2 white pawn · b2 white pawn · c2 white pawn · d2 white pawn · f2 white pawn · g2 white pawn · h2 white pawn · a1 white rook · b1 white knight · c1 white bishop · d1 white queen · f1 white rook · g1 white king | a8 black rook · d8 black queen · e8 black king · f8 black bishop · h8 black rook · b7 black bishop · c7 black pawn · d7 black pawn · f7 black pawn · g7 black pawn · h7 black pawn · a6 black pawn · c6 black knight · f6 black knight · b5 black pawn · e5 black pawn · e4 white pawn · b3 white bishop · f3 white knight · a2 white pawn · b2 white pawn · c2 white pawn · d2 white pawn · f2 white pawn · g2 white pawn · h2 white pawn · a1 white rook · b1 white knight · c1 white bishop · d1 white queen · f1 white rook · g1 white king | a8 black rook · d8 black queen · e8 black king · f8 black bishop · h8 black rook · b7 black bishop · c7 black pawn · d7 black pawn · f7 black pawn · g7 black pawn · h7 black pawn · a6 black pawn · c6 black knight · f6 black knight · b5 black pawn · e5 black pawn · e4 white pawn · b3 white bishop · f3 white knight · a2 white pawn · b2 white pawn · c2 white pawn · d2 white pawn · f2 white pawn · g2 white pawn · h2 white pawn · a1 white rook · b1 white knight · c1 white bishop · d1 white queen · f1 white rook · g1 white king | a8 black rook · d8 black queen · e8 black king · f8 black bishop · h8 black rook · b7 black bishop · c7 black pawn · d7 black pawn · f7 black pawn · g7 black pawn · h7 black pawn · a6 black pawn · c6 black knight · f6 black knight · b5 black pawn · e5 black pawn · e4 white pawn · b3 white bishop · f3 white knight · a2 white pawn · b2 white pawn · c2 white pawn · d2 white pawn · f2 white pawn · g2 white pawn · h2 white pawn · a1 white rook · b1 white knight · c1 white bishop · d1 white queen · f1 white rook · g1 white king | a8 black rook · d8 black queen · e8 black king · f8 black bishop · h8 black rook · b7 black bishop · c7 black pawn · d7 black pawn · f7 black pawn · g7 black pawn · h7 black pawn · a6 black pawn · c6 black knight · f6 black knight · b5 black pawn · e5 black pawn · e4 white pawn · b3 white bishop · f3 white knight · a2 white pawn · b2 white pawn · c2 white pawn · d2 white pawn · f2 white pawn · g2 white pawn · h2 white pawn · a1 white rook · b1 white knight · c1 white bishop · d1 white queen · f1 white rook · g1 white king | a8 black rook · d8 black queen · e8 black king · f8 black bishop · h8 black rook · b7 black bishop · c7 black pawn · d7 black pawn · f7 black pawn · g7 black pawn · h7 black pawn · a6 black pawn · c6 black knight · f6 black knight · b5 black pawn · e5 black pawn · e4 white pawn · b3 white bishop · f3 white knight · a2 white pawn · b2 white pawn · c2 white pawn · d2 white pawn · f2 white pawn · g2 white pawn · h2 white pawn · a1 white rook · b1 white knight · c1 white bishop · d1 white queen · f1 white rook · g1 white king | a8 black rook · d8 black queen · e8 black king · f8 black bishop · h8 black rook · b7 black bishop · c7 black pawn · d7 black pawn · f7 black pawn · g7 black pawn · h7 black pawn · a6 black pawn · c6 black knight · f6 black knight · b5 black pawn · e5 black pawn · e4 white pawn · b3 white bishop · f3 white knight · a2 white pawn · b2 white pawn · c2 white pawn · d2 white pawn · f2 white pawn · g2 white pawn · h2 white pawn · a1 white rook · b1 white knight · c1 white bishop · d1 white queen · f1 white rook · g1 white king | 4 |
| 3 | a8 black rook · d8 black queen · e8 black king · f8 black bishop · h8 black rook · b7 black bishop · c7 black pawn · d7 black pawn · f7 black pawn · g7 black pawn · h7 black pawn · a6 black pawn · c6 black knight · f6 black knight · b5 black pawn · e5 black pawn · e4 white pawn · b3 white bishop · f3 white knight · a2 white pawn · b2 white pawn · c2 white pawn · d2 white pawn · f2 white pawn · g2 white pawn · h2 white pawn · a1 white rook · b1 white knight · c1 white bishop · d1 white queen · f1 white rook · g1 white king | a8 black rook · d8 black queen · e8 black king · f8 black bishop · h8 black rook · b7 black bishop · c7 black pawn · d7 black pawn · f7 black pawn · g7 black pawn · h7 black pawn · a6 black pawn · c6 black knight · f6 black knight · b5 black pawn · e5 black pawn · e4 white pawn · b3 white bishop · f3 white knight · a2 white pawn · b2 white pawn · c2 white pawn · d2 white pawn · f2 white pawn · g2 white pawn · h2 white pawn · a1 white rook · b1 white knight · c1 white bishop · d1 white queen · f1 white rook · g1 white king | a8 black rook · d8 black queen · e8 black king · f8 black bishop · h8 black rook · b7 black bishop · c7 black pawn · d7 black pawn · f7 black pawn · g7 black pawn · h7 black pawn · a6 black pawn · c6 black knight · f6 black knight · b5 black pawn · e5 black pawn · e4 white pawn · b3 white bishop · f3 white knight · a2 white pawn · b2 white pawn · c2 white pawn · d2 white pawn · f2 white pawn · g2 white pawn · h2 white pawn · a1 white rook · b1 white knight · c1 white bishop · d1 white queen · f1 white rook · g1 white king | a8 black rook · d8 black queen · e8 black king · f8 black bishop · h8 black rook · b7 black bishop · c7 black pawn · d7 black pawn · f7 black pawn · g7 black pawn · h7 black pawn · a6 black pawn · c6 black knight · f6 black knight · b5 black pawn · e5 black pawn · e4 white pawn · b3 white bishop · f3 white knight · a2 white pawn · b2 white pawn · c2 white pawn · d2 white pawn · f2 white pawn · g2 white pawn · h2 white pawn · a1 white rook · b1 white knight · c1 white bishop · d1 white queen · f1 white rook · g1 white king | a8 black rook · d8 black queen · e8 black king · f8 black bishop · h8 black rook · b7 black bishop · c7 black pawn · d7 black pawn · f7 black pawn · g7 black pawn · h7 black pawn · a6 black pawn · c6 black knight · f6 black knight · b5 black pawn · e5 black pawn · e4 white pawn · b3 white bishop · f3 white knight · a2 white pawn · b2 white pawn · c2 white pawn · d2 white pawn · f2 white pawn · g2 white pawn · h2 white pawn · a1 white rook · b1 white knight · c1 white bishop · d1 white queen · f1 white rook · g1 white king | a8 black rook · d8 black queen · e8 black king · f8 black bishop · h8 black rook · b7 black bishop · c7 black pawn · d7 black pawn · f7 black pawn · g7 black pawn · h7 black pawn · a6 black pawn · c6 black knight · f6 black knight · b5 black pawn · e5 black pawn · e4 white pawn · b3 white bishop · f3 white knight · a2 white pawn · b2 white pawn · c2 white pawn · d2 white pawn · f2 white pawn · g2 white pawn · h2 white pawn · a1 white rook · b1 white knight · c1 white bishop · d1 white queen · f1 white rook · g1 white king | a8 black rook · d8 black queen · e8 black king · f8 black bishop · h8 black rook · b7 black bishop · c7 black pawn · d7 black pawn · f7 black pawn · g7 black pawn · h7 black pawn · a6 black pawn · c6 black knight · f6 black knight · b5 black pawn · e5 black pawn · e4 white pawn · b3 white bishop · f3 white knight · a2 white pawn · b2 white pawn · c2 white pawn · d2 white pawn · f2 white pawn · g2 white pawn · h2 white pawn · a1 white rook · b1 white knight · c1 white bishop · d1 white queen · f1 white rook · g1 white king | a8 black rook · d8 black queen · e8 black king · f8 black bishop · h8 black rook · b7 black bishop · c7 black pawn · d7 black pawn · f7 black pawn · g7 black pawn · h7 black pawn · a6 black pawn · c6 black knight · f6 black knight · b5 black pawn · e5 black pawn · e4 white pawn · b3 white bishop · f3 white knight · a2 white pawn · b2 white pawn · c2 white pawn · d2 white pawn · f2 white pawn · g2 white pawn · h2 white pawn · a1 white rook · b1 white knight · c1 white bishop · d1 white queen · f1 white rook · g1 white king | 3 |
| 2 | a8 black rook · d8 black queen · e8 black king · f8 black bishop · h8 black rook · b7 black bishop · c7 black pawn · d7 black pawn · f7 black pawn · g7 black pawn · h7 black pawn · a6 black pawn · c6 black knight · f6 black knight · b5 black pawn · e5 black pawn · e4 white pawn · b3 white bishop · f3 white knight · a2 white pawn · b2 white pawn · c2 white pawn · d2 white pawn · f2 white pawn · g2 white pawn · h2 white pawn · a1 white rook · b1 white knight · c1 white bishop · d1 white queen · f1 white rook · g1 white king | a8 black rook · d8 black queen · e8 black king · f8 black bishop · h8 black rook · b7 black bishop · c7 black pawn · d7 black pawn · f7 black pawn · g7 black pawn · h7 black pawn · a6 black pawn · c6 black knight · f6 black knight · b5 black pawn · e5 black pawn · e4 white pawn · b3 white bishop · f3 white knight · a2 white pawn · b2 white pawn · c2 white pawn · d2 white pawn · f2 white pawn · g2 white pawn · h2 white pawn · a1 white rook · b1 white knight · c1 white bishop · d1 white queen · f1 white rook · g1 white king | a8 black rook · d8 black queen · e8 black king · f8 black bishop · h8 black rook · b7 black bishop · c7 black pawn · d7 black pawn · f7 black pawn · g7 black pawn · h7 black pawn · a6 black pawn · c6 black knight · f6 black knight · b5 black pawn · e5 black pawn · e4 white pawn · b3 white bishop · f3 white knight · a2 white pawn · b2 white pawn · c2 white pawn · d2 white pawn · f2 white pawn · g2 white pawn · h2 white pawn · a1 white rook · b1 white knight · c1 white bishop · d1 white queen · f1 white rook · g1 white king | a8 black rook · d8 black queen · e8 black king · f8 black bishop · h8 black rook · b7 black bishop · c7 black pawn · d7 black pawn · f7 black pawn · g7 black pawn · h7 black pawn · a6 black pawn · c6 black knight · f6 black knight · b5 black pawn · e5 black pawn · e4 white pawn · b3 white bishop · f3 white knight · a2 white pawn · b2 white pawn · c2 white pawn · d2 white pawn · f2 white pawn · g2 white pawn · h2 white pawn · a1 white rook · b1 white knight · c1 white bishop · d1 white queen · f1 white rook · g1 white king | a8 black rook · d8 black queen · e8 black king · f8 black bishop · h8 black rook · b7 black bishop · c7 black pawn · d7 black pawn · f7 black pawn · g7 black pawn · h7 black pawn · a6 black pawn · c6 black knight · f6 black knight · b5 black pawn · e5 black pawn · e4 white pawn · b3 white bishop · f3 white knight · a2 white pawn · b2 white pawn · c2 white pawn · d2 white pawn · f2 white pawn · g2 white pawn · h2 white pawn · a1 white rook · b1 white knight · c1 white bishop · d1 white queen · f1 white rook · g1 white king | a8 black rook · d8 black queen · e8 black king · f8 black bishop · h8 black rook · b7 black bishop · c7 black pawn · d7 black pawn · f7 black pawn · g7 black pawn · h7 black pawn · a6 black pawn · c6 black knight · f6 black knight · b5 black pawn · e5 black pawn · e4 white pawn · b3 white bishop · f3 white knight · a2 white pawn · b2 white pawn · c2 white pawn · d2 white pawn · f2 white pawn · g2 white pawn · h2 white pawn · a1 white rook · b1 white knight · c1 white bishop · d1 white queen · f1 white rook · g1 white king | a8 black rook · d8 black queen · e8 black king · f8 black bishop · h8 black rook · b7 black bishop · c7 black pawn · d7 black pawn · f7 black pawn · g7 black pawn · h7 black pawn · a6 black pawn · c6 black knight · f6 black knight · b5 black pawn · e5 black pawn · e4 white pawn · b3 white bishop · f3 white knight · a2 white pawn · b2 white pawn · c2 white pawn · d2 white pawn · f2 white pawn · g2 white pawn · h2 white pawn · a1 white rook · b1 white knight · c1 white bishop · d1 white queen · f1 white rook · g1 white king | a8 black rook · d8 black queen · e8 black king · f8 black bishop · h8 black rook · b7 black bishop · c7 black pawn · d7 black pawn · f7 black pawn · g7 black pawn · h7 black pawn · a6 black pawn · c6 black knight · f6 black knight · b5 black pawn · e5 black pawn · e4 white pawn · b3 white bishop · f3 white knight · a2 white pawn · b2 white pawn · c2 white pawn · d2 white pawn · f2 white pawn · g2 white pawn · h2 white pawn · a1 white rook · b1 white knight · c1 white bishop · d1 white queen · f1 white rook · g1 white king | 2 |
| 1 | a8 black rook · d8 black queen · e8 black king · f8 black bishop · h8 black rook · b7 black bishop · c7 black pawn · d7 black pawn · f7 black pawn · g7 black pawn · h7 black pawn · a6 black pawn · c6 black knight · f6 black knight · b5 black pawn · e5 black pawn · e4 white pawn · b3 white bishop · f3 white knight · a2 white pawn · b2 white pawn · c2 white pawn · d2 white pawn · f2 white pawn · g2 white pawn · h2 white pawn · a1 white rook · b1 white knight · c1 white bishop · d1 white queen · f1 white rook · g1 white king | a8 black rook · d8 black queen · e8 black king · f8 black bishop · h8 black rook · b7 black bishop · c7 black pawn · d7 black pawn · f7 black pawn · g7 black pawn · h7 black pawn · a6 black pawn · c6 black knight · f6 black knight · b5 black pawn · e5 black pawn · e4 white pawn · b3 white bishop · f3 white knight · a2 white pawn · b2 white pawn · c2 white pawn · d2 white pawn · f2 white pawn · g2 white pawn · h2 white pawn · a1 white rook · b1 white knight · c1 white bishop · d1 white queen · f1 white rook · g1 white king | a8 black rook · d8 black queen · e8 black king · f8 black bishop · h8 black rook · b7 black bishop · c7 black pawn · d7 black pawn · f7 black pawn · g7 black pawn · h7 black pawn · a6 black pawn · c6 black knight · f6 black knight · b5 black pawn · e5 black pawn · e4 white pawn · b3 white bishop · f3 white knight · a2 white pawn · b2 white pawn · c2 white pawn · d2 white pawn · f2 white pawn · g2 white pawn · h2 white pawn · a1 white rook · b1 white knight · c1 white bishop · d1 white queen · f1 white rook · g1 white king | a8 black rook · d8 black queen · e8 black king · f8 black bishop · h8 black rook · b7 black bishop · c7 black pawn · d7 black pawn · f7 black pawn · g7 black pawn · h7 black pawn · a6 black pawn · c6 black knight · f6 black knight · b5 black pawn · e5 black pawn · e4 white pawn · b3 white bishop · f3 white knight · a2 white pawn · b2 white pawn · c2 white pawn · d2 white pawn · f2 white pawn · g2 white pawn · h2 white pawn · a1 white rook · b1 white knight · c1 white bishop · d1 white queen · f1 white rook · g1 white king | a8 black rook · d8 black queen · e8 black king · f8 black bishop · h8 black rook · b7 black bishop · c7 black pawn · d7 black pawn · f7 black pawn · g7 black pawn · h7 black pawn · a6 black pawn · c6 black knight · f6 black knight · b5 black pawn · e5 black pawn · e4 white pawn · b3 white bishop · f3 white knight · a2 white pawn · b2 white pawn · c2 white pawn · d2 white pawn · f2 white pawn · g2 white pawn · h2 white pawn · a1 white rook · b1 white knight · c1 white bishop · d1 white queen · f1 white rook · g1 white king | a8 black rook · d8 black queen · e8 black king · f8 black bishop · h8 black rook · b7 black bishop · c7 black pawn · d7 black pawn · f7 black pawn · g7 black pawn · h7 black pawn · a6 black pawn · c6 black knight · f6 black knight · b5 black pawn · e5 black pawn · e4 white pawn · b3 white bishop · f3 white knight · a2 white pawn · b2 white pawn · c2 white pawn · d2 white pawn · f2 white pawn · g2 white pawn · h2 white pawn · a1 white rook · b1 white knight · c1 white bishop · d1 white queen · f1 white rook · g1 white king | a8 black rook · d8 black queen · e8 black king · f8 black bishop · h8 black rook · b7 black bishop · c7 black pawn · d7 black pawn · f7 black pawn · g7 black pawn · h7 black pawn · a6 black pawn · c6 black knight · f6 black knight · b5 black pawn · e5 black pawn · e4 white pawn · b3 white bishop · f3 white knight · a2 white pawn · b2 white pawn · c2 white pawn · d2 white pawn · f2 white pawn · g2 white pawn · h2 white pawn · a1 white rook · b1 white knight · c1 white bishop · d1 white queen · f1 white rook · g1 white king | a8 black rook · d8 black queen · e8 black king · f8 black bishop · h8 black rook · b7 black bishop · c7 black pawn · d7 black pawn · f7 black pawn · g7 black pawn · h7 black pawn · a6 black pawn · c6 black knight · f6 black knight · b5 black pawn · e5 black pawn · e4 white pawn · b3 white bishop · f3 white knight · a2 white pawn · b2 white pawn · c2 white pawn · d2 white pawn · f2 white pawn · g2 white pawn · h2 white pawn · a1 white rook · b1 white knight · c1 white bishop · d1 white queen · f1 white rook · g1 white king | 1 |
|   | a | b | c | d | e | f | g | h |   |

Phòng thủ Arkhangelsk (hay Phòng thủ Archangel) (ECO C78) được phát minh bởi các nhà lý luận cờ vua Liên Xô ở thành phố Arkhangelsk. Phương án như sau: 3...a6 4.Ta4 Mf6 5.0-0 b5 6.Tb3 Tb7. Diễn biến này thường dẫn đến một thế trận sắc nét trong đó Đen sẽ đặt cược vào tầm ảnh hưởng của quân Tượng fianchetto (Tượng b7) lên trung tâm và lên cánh Vua của Trắng để bù đắp cho việc nhập thành chậm. Trắng có một vài sự lựa chọn, bao gồm xây dựng một trung tâm Tốt lý tưởng với c3 và d4, bảo vệ Tốt e với Xe1 hoặc đơn giản là phát triển lực lượng. Phòng thủ Arkhangelsk là một chiến thuật hợp lý bởi khả năng của Đen đối phó với 7.Mg5 bằng 7...d5 8.exd5 Md4! (không 8...Mxd5, khi đó Trắng sẽ có lợi thế với 9.Hh5 g6 10.Hf3)

#### Phòng thủ Nga: 4.Ta4 Mf6 5.0-0 d6
|   | a | b | c | d | e | f | g | h |   |
| 8 | a8 black rook · c8 black bishop · d8 black queen · e8 black king · f8 black bishop · h8 black rook · b7 black pawn · c7 black pawn · f7 black pawn · g7 black pawn · h7 black pawn · a6 black pawn · c6 black knight · d6 black pawn · f6 black knight · e5 black pawn · a4 white bishop · e4 white pawn · f3 white knight · a2 white pawn · b2 white pawn · c2 white pawn · d2 white pawn · f2 white pawn · g2 white pawn · h2 white pawn · a1 white rook · b1 white knight · c1 white bishop · d1 white queen · f1 white rook · g1 white king | a8 black rook · c8 black bishop · d8 black queen · e8 black king · f8 black bishop · h8 black rook · b7 black pawn · c7 black pawn · f7 black pawn · g7 black pawn · h7 black pawn · a6 black pawn · c6 black knight · d6 black pawn · f6 black knight · e5 black pawn · a4 white bishop · e4 white pawn · f3 white knight · a2 white pawn · b2 white pawn · c2 white pawn · d2 white pawn · f2 white pawn · g2 white pawn · h2 white pawn · a1 white rook · b1 white knight · c1 white bishop · d1 white queen · f1 white rook · g1 white king | a8 black rook · c8 black bishop · d8 black queen · e8 black king · f8 black bishop · h8 black rook · b7 black pawn · c7 black pawn · f7 black pawn · g7 black pawn · h7 black pawn · a6 black pawn · c6 black knight · d6 black pawn · f6 black knight · e5 black pawn · a4 white bishop · e4 white pawn · f3 white knight · a2 white pawn · b2 white pawn · c2 white pawn · d2 white pawn · f2 white pawn · g2 white pawn · h2 white pawn · a1 white rook · b1 white knight · c1 white bishop · d1 white queen · f1 white rook · g1 white king | a8 black rook · c8 black bishop · d8 black queen · e8 black king · f8 black bishop · h8 black rook · b7 black pawn · c7 black pawn · f7 black pawn · g7 black pawn · h7 black pawn · a6 black pawn · c6 black knight · d6 black pawn · f6 black knight · e5 black pawn · a4 white bishop · e4 white pawn · f3 white knight · a2 white pawn · b2 white pawn · c2 white pawn · d2 white pawn · f2 white pawn · g2 white pawn · h2 white pawn · a1 white rook · b1 white knight · c1 white bishop · d1 white queen · f1 white rook · g1 white king | a8 black rook · c8 black bishop · d8 black queen · e8 black king · f8 black bishop · h8 black rook · b7 black pawn · c7 black pawn · f7 black pawn · g7 black pawn · h7 black pawn · a6 black pawn · c6 black knight · d6 black pawn · f6 black knight · e5 black pawn · a4 white bishop · e4 white pawn · f3 white knight · a2 white pawn · b2 white pawn · c2 white pawn · d2 white pawn · f2 white pawn · g2 white pawn · h2 white pawn · a1 white rook · b1 white knight · c1 white bishop · d1 white queen · f1 white rook · g1 white king | a8 black rook · c8 black bishop · d8 black queen · e8 black king · f8 black bishop · h8 black rook · b7 black pawn · c7 black pawn · f7 black pawn · g7 black pawn · h7 black pawn · a6 black pawn · c6 black knight · d6 black pawn · f6 black knight · e5 black pawn · a4 white bishop · e4 white pawn · f3 white knight · a2 white pawn · b2 white pawn · c2 white pawn · d2 white pawn · f2 white pawn · g2 white pawn · h2 white pawn · a1 white rook · b1 white knight · c1 white bishop · d1 white queen · f1 white rook · g1 white king | a8 black rook · c8 black bishop · d8 black queen · e8 black king · f8 black bishop · h8 black rook · b7 black pawn · c7 black pawn · f7 black pawn · g7 black pawn · h7 black pawn · a6 black pawn · c6 black knight · d6 black pawn · f6 black knight · e5 black pawn · a4 white bishop · e4 white pawn · f3 white knight · a2 white pawn · b2 white pawn · c2 white pawn · d2 white pawn · f2 white pawn · g2 white pawn · h2 white pawn · a1 white rook · b1 white knight · c1 white bishop · d1 white queen · f1 white rook · g1 white king | a8 black rook · c8 black bishop · d8 black queen · e8 black king · f8 black bishop · h8 black rook · b7 black pawn · c7 black pawn · f7 black pawn · g7 black pawn · h7 black pawn · a6 black pawn · c6 black knight · d6 black pawn · f6 black knight · e5 black pawn · a4 white bishop · e4 white pawn · f3 white knight · a2 white pawn · b2 white pawn · c2 white pawn · d2 white pawn · f2 white pawn · g2 white pawn · h2 white pawn · a1 white rook · b1 white knight · c1 white bishop · d1 white queen · f1 white rook · g1 white king | 8 |
| 7 | a8 black rook · c8 black bishop · d8 black queen · e8 black king · f8 black bishop · h8 black rook · b7 black pawn · c7 black pawn · f7 black pawn · g7 black pawn · h7 black pawn · a6 black pawn · c6 black knight · d6 black pawn · f6 black knight · e5 black pawn · a4 white bishop · e4 white pawn · f3 white knight · a2 white pawn · b2 white pawn · c2 white pawn · d2 white pawn · f2 white pawn · g2 white pawn · h2 white pawn · a1 white rook · b1 white knight · c1 white bishop · d1 white queen · f1 white rook · g1 white king | a8 black rook · c8 black bishop · d8 black queen · e8 black king · f8 black bishop · h8 black rook · b7 black pawn · c7 black pawn · f7 black pawn · g7 black pawn · h7 black pawn · a6 black pawn · c6 black knight · d6 black pawn · f6 black knight · e5 black pawn · a4 white bishop · e4 white pawn · f3 white knight · a2 white pawn · b2 white pawn · c2 white pawn · d2 white pawn · f2 white pawn · g2 white pawn · h2 white pawn · a1 white rook · b1 white knight · c1 white bishop · d1 white queen · f1 white rook · g1 white king | a8 black rook · c8 black bishop · d8 black queen · e8 black king · f8 black bishop · h8 black rook · b7 black pawn · c7 black pawn · f7 black pawn · g7 black pawn · h7 black pawn · a6 black pawn · c6 black knight · d6 black pawn · f6 black knight · e5 black pawn · a4 white bishop · e4 white pawn · f3 white knight · a2 white pawn · b2 white pawn · c2 white pawn · d2 white pawn · f2 white pawn · g2 white pawn · h2 white pawn · a1 white rook · b1 white knight · c1 white bishop · d1 white queen · f1 white rook · g1 white king | a8 black rook · c8 black bishop · d8 black queen · e8 black king · f8 black bishop · h8 black rook · b7 black pawn · c7 black pawn · f7 black pawn · g7 black pawn · h7 black pawn · a6 black pawn · c6 black knight · d6 black pawn · f6 black knight · e5 black pawn · a4 white bishop · e4 white pawn · f3 white knight · a2 white pawn · b2 white pawn · c2 white pawn · d2 white pawn · f2 white pawn · g2 white pawn · h2 white pawn · a1 white rook · b1 white knight · c1 white bishop · d1 white queen · f1 white rook · g1 white king | a8 black rook · c8 black bishop · d8 black queen · e8 black king · f8 black bishop · h8 black rook · b7 black pawn · c7 black pawn · f7 black pawn · g7 black pawn · h7 black pawn · a6 black pawn · c6 black knight · d6 black pawn · f6 black knight · e5 black pawn · a4 white bishop · e4 white pawn · f3 white knight · a2 white pawn · b2 white pawn · c2 white pawn · d2 white pawn · f2 white pawn · g2 white pawn · h2 white pawn · a1 white rook · b1 white knight · c1 white bishop · d1 white queen · f1 white rook · g1 white king | a8 black rook · c8 black bishop · d8 black queen · e8 black king · f8 black bishop · h8 black rook · b7 black pawn · c7 black pawn · f7 black pawn · g7 black pawn · h7 black pawn · a6 black pawn · c6 black knight · d6 black pawn · f6 black knight · e5 black pawn · a4 white bishop · e4 white pawn · f3 white knight · a2 white pawn · b2 white pawn · c2 white pawn · d2 white pawn · f2 white pawn · g2 white pawn · h2 white pawn · a1 white rook · b1 white knight · c1 white bishop · d1 white queen · f1 white rook · g1 white king | a8 black rook · c8 black bishop · d8 black queen · e8 black king · f8 black bishop · h8 black rook · b7 black pawn · c7 black pawn · f7 black pawn · g7 black pawn · h7 black pawn · a6 black pawn · c6 black knight · d6 black pawn · f6 black knight · e5 black pawn · a4 white bishop · e4 white pawn · f3 white knight · a2 white pawn · b2 white pawn · c2 white pawn · d2 white pawn · f2 white pawn · g2 white pawn · h2 white pawn · a1 white rook · b1 white knight · c1 white bishop · d1 white queen · f1 white rook · g1 white king | a8 black rook · c8 black bishop · d8 black queen · e8 black king · f8 black bishop · h8 black rook · b7 black pawn · c7 black pawn · f7 black pawn · g7 black pawn · h7 black pawn · a6 black pawn · c6 black knight · d6 black pawn · f6 black knight · e5 black pawn · a4 white bishop · e4 white pawn · f3 white knight · a2 white pawn · b2 white pawn · c2 white pawn · d2 white pawn · f2 white pawn · g2 white pawn · h2 white pawn · a1 white rook · b1 white knight · c1 white bishop · d1 white queen · f1 white rook · g1 white king | 7 |
| 6 | a8 black rook · c8 black bishop · d8 black queen · e8 black king · f8 black bishop · h8 black rook · b7 black pawn · c7 black pawn · f7 black pawn · g7 black pawn · h7 black pawn · a6 black pawn · c6 black knight · d6 black pawn · f6 black knight · e5 black pawn · a4 white bishop · e4 white pawn · f3 white knight · a2 white pawn · b2 white pawn · c2 white pawn · d2 white pawn · f2 white pawn · g2 white pawn · h2 white pawn · a1 white rook · b1 white knight · c1 white bishop · d1 white queen · f1 white rook · g1 white king | a8 black rook · c8 black bishop · d8 black queen · e8 black king · f8 black bishop · h8 black rook · b7 black pawn · c7 black pawn · f7 black pawn · g7 black pawn · h7 black pawn · a6 black pawn · c6 black knight · d6 black pawn · f6 black knight · e5 black pawn · a4 white bishop · e4 white pawn · f3 white knight · a2 white pawn · b2 white pawn · c2 white pawn · d2 white pawn · f2 white pawn · g2 white pawn · h2 white pawn · a1 white rook · b1 white knight · c1 white bishop · d1 white queen · f1 white rook · g1 white king | a8 black rook · c8 black bishop · d8 black queen · e8 black king · f8 black bishop · h8 black rook · b7 black pawn · c7 black pawn · f7 black pawn · g7 black pawn · h7 black pawn · a6 black pawn · c6 black knight · d6 black pawn · f6 black knight · e5 black pawn · a4 white bishop · e4 white pawn · f3 white knight · a2 white pawn · b2 white pawn · c2 white pawn · d2 white pawn · f2 white pawn · g2 white pawn · h2 white pawn · a1 white rook · b1 white knight · c1 white bishop · d1 white queen · f1 white rook · g1 white king | a8 black rook · c8 black bishop · d8 black queen · e8 black king · f8 black bishop · h8 black rook · b7 black pawn · c7 black pawn · f7 black pawn · g7 black pawn · h7 black pawn · a6 black pawn · c6 black knight · d6 black pawn · f6 black knight · e5 black pawn · a4 white bishop · e4 white pawn · f3 white knight · a2 white pawn · b2 white pawn · c2 white pawn · d2 white pawn · f2 white pawn · g2 white pawn · h2 white pawn · a1 white rook · b1 white knight · c1 white bishop · d1 white queen · f1 white rook · g1 white king | a8 black rook · c8 black bishop · d8 black queen · e8 black king · f8 black bishop · h8 black rook · b7 black pawn · c7 black pawn · f7 black pawn · g7 black pawn · h7 black pawn · a6 black pawn · c6 black knight · d6 black pawn · f6 black knight · e5 black pawn · a4 white bishop · e4 white pawn · f3 white knight · a2 white pawn · b2 white pawn · c2 white pawn · d2 white pawn · f2 white pawn · g2 white pawn · h2 white pawn · a1 white rook · b1 white knight · c1 white bishop · d1 white queen · f1 white rook · g1 white king | a8 black rook · c8 black bishop · d8 black queen · e8 black king · f8 black bishop · h8 black rook · b7 black pawn · c7 black pawn · f7 black pawn · g7 black pawn · h7 black pawn · a6 black pawn · c6 black knight · d6 black pawn · f6 black knight · e5 black pawn · a4 white bishop · e4 white pawn · f3 white knight · a2 white pawn · b2 white pawn · c2 white pawn · d2 white pawn · f2 white pawn · g2 white pawn · h2 white pawn · a1 white rook · b1 white knight · c1 white bishop · d1 white queen · f1 white rook · g1 white king | a8 black rook · c8 black bishop · d8 black queen · e8 black king · f8 black bishop · h8 black rook · b7 black pawn · c7 black pawn · f7 black pawn · g7 black pawn · h7 black pawn · a6 black pawn · c6 black knight · d6 black pawn · f6 black knight · e5 black pawn · a4 white bishop · e4 white pawn · f3 white knight · a2 white pawn · b2 white pawn · c2 white pawn · d2 white pawn · f2 white pawn · g2 white pawn · h2 white pawn · a1 white rook · b1 white knight · c1 white bishop · d1 white queen · f1 white rook · g1 white king | a8 black rook · c8 black bishop · d8 black queen · e8 black king · f8 black bishop · h8 black rook · b7 black pawn · c7 black pawn · f7 black pawn · g7 black pawn · h7 black pawn · a6 black pawn · c6 black knight · d6 black pawn · f6 black knight · e5 black pawn · a4 white bishop · e4 white pawn · f3 white knight · a2 white pawn · b2 white pawn · c2 white pawn · d2 white pawn · f2 white pawn · g2 white pawn · h2 white pawn · a1 white rook · b1 white knight · c1 white bishop · d1 white queen · f1 white rook · g1 white king | 6 |
| 5 | a8 black rook · c8 black bishop · d8 black queen · e8 black king · f8 black bishop · h8 black rook · b7 black pawn · c7 black pawn · f7 black pawn · g7 black pawn · h7 black pawn · a6 black pawn · c6 black knight · d6 black pawn · f6 black knight · e5 black pawn · a4 white bishop · e4 white pawn · f3 white knight · a2 white pawn · b2 white pawn · c2 white pawn · d2 white pawn · f2 white pawn · g2 white pawn · h2 white pawn · a1 white rook · b1 white knight · c1 white bishop · d1 white queen · f1 white rook · g1 white king | a8 black rook · c8 black bishop · d8 black queen · e8 black king · f8 black bishop · h8 black rook · b7 black pawn · c7 black pawn · f7 black pawn · g7 black pawn · h7 black pawn · a6 black pawn · c6 black knight · d6 black pawn · f6 black knight · e5 black pawn · a4 white bishop · e4 white pawn · f3 white knight · a2 white pawn · b2 white pawn · c2 white pawn · d2 white pawn · f2 white pawn · g2 white pawn · h2 white pawn · a1 white rook · b1 white knight · c1 white bishop · d1 white queen · f1 white rook · g1 white king | a8 black rook · c8 black bishop · d8 black queen · e8 black king · f8 black bishop · h8 black rook · b7 black pawn · c7 black pawn · f7 black pawn · g7 black pawn · h7 black pawn · a6 black pawn · c6 black knight · d6 black pawn · f6 black knight · e5 black pawn · a4 white bishop · e4 white pawn · f3 white knight · a2 white pawn · b2 white pawn · c2 white pawn · d2 white pawn · f2 white pawn · g2 white pawn · h2 white pawn · a1 white rook · b1 white knight · c1 white bishop · d1 white queen · f1 white rook · g1 white king | a8 black rook · c8 black bishop · d8 black queen · e8 black king · f8 black bishop · h8 black rook · b7 black pawn · c7 black pawn · f7 black pawn · g7 black pawn · h7 black pawn · a6 black pawn · c6 black knight · d6 black pawn · f6 black knight · e5 black pawn · a4 white bishop · e4 white pawn · f3 white knight · a2 white pawn · b2 white pawn · c2 white pawn · d2 white pawn · f2 white pawn · g2 white pawn · h2 white pawn · a1 white rook · b1 white knight · c1 white bishop · d1 white queen · f1 white rook · g1 white king | a8 black rook · c8 black bishop · d8 black queen · e8 black king · f8 black bishop · h8 black rook · b7 black pawn · c7 black pawn · f7 black pawn · g7 black pawn · h7 black pawn · a6 black pawn · c6 black knight · d6 black pawn · f6 black knight · e5 black pawn · a4 white bishop · e4 white pawn · f3 white knight · a2 white pawn · b2 white pawn · c2 white pawn · d2 white pawn · f2 white pawn · g2 white pawn · h2 white pawn · a1 white rook · b1 white knight · c1 white bishop · d1 white queen · f1 white rook · g1 white king | a8 black rook · c8 black bishop · d8 black queen · e8 black king · f8 black bishop · h8 black rook · b7 black pawn · c7 black pawn · f7 black pawn · g7 black pawn · h7 black pawn · a6 black pawn · c6 black knight · d6 black pawn · f6 black knight · e5 black pawn · a4 white bishop · e4 white pawn · f3 white knight · a2 white pawn · b2 white pawn · c2 white pawn · d2 white pawn · f2 white pawn · g2 white pawn · h2 white pawn · a1 white rook · b1 white knight · c1 white bishop · d1 white queen · f1 white rook · g1 white king | a8 black rook · c8 black bishop · d8 black queen · e8 black king · f8 black bishop · h8 black rook · b7 black pawn · c7 black pawn · f7 black pawn · g7 black pawn · h7 black pawn · a6 black pawn · c6 black knight · d6 black pawn · f6 black knight · e5 black pawn · a4 white bishop · e4 white pawn · f3 white knight · a2 white pawn · b2 white pawn · c2 white pawn · d2 white pawn · f2 white pawn · g2 white pawn · h2 white pawn · a1 white rook · b1 white knight · c1 white bishop · d1 white queen · f1 white rook · g1 white king | a8 black rook · c8 black bishop · d8 black queen · e8 black king · f8 black bishop · h8 black rook · b7 black pawn · c7 black pawn · f7 black pawn · g7 black pawn · h7 black pawn · a6 black pawn · c6 black knight · d6 black pawn · f6 black knight · e5 black pawn · a4 white bishop · e4 white pawn · f3 white knight · a2 white pawn · b2 white pawn · c2 white pawn · d2 white pawn · f2 white pawn · g2 white pawn · h2 white pawn · a1 white rook · b1 white knight · c1 white bishop · d1 white queen · f1 white rook · g1 white king | 5 |
| 4 | a8 black rook · c8 black bishop · d8 black queen · e8 black king · f8 black bishop · h8 black rook · b7 black pawn · c7 black pawn · f7 black pawn · g7 black pawn · h7 black pawn · a6 black pawn · c6 black knight · d6 black pawn · f6 black knight · e5 black pawn · a4 white bishop · e4 white pawn · f3 white knight · a2 white pawn · b2 white pawn · c2 white pawn · d2 white pawn · f2 white pawn · g2 white pawn · h2 white pawn · a1 white rook · b1 white knight · c1 white bishop · d1 white queen · f1 white rook · g1 white king | a8 black rook · c8 black bishop · d8 black queen · e8 black king · f8 black bishop · h8 black rook · b7 black pawn · c7 black pawn · f7 black pawn · g7 black pawn · h7 black pawn · a6 black pawn · c6 black knight · d6 black pawn · f6 black knight · e5 black pawn · a4 white bishop · e4 white pawn · f3 white knight · a2 white pawn · b2 white pawn · c2 white pawn · d2 white pawn · f2 white pawn · g2 white pawn · h2 white pawn · a1 white rook · b1 white knight · c1 white bishop · d1 white queen · f1 white rook · g1 white king | a8 black rook · c8 black bishop · d8 black queen · e8 black king · f8 black bishop · h8 black rook · b7 black pawn · c7 black pawn · f7 black pawn · g7 black pawn · h7 black pawn · a6 black pawn · c6 black knight · d6 black pawn · f6 black knight · e5 black pawn · a4 white bishop · e4 white pawn · f3 white knight · a2 white pawn · b2 white pawn · c2 white pawn · d2 white pawn · f2 white pawn · g2 white pawn · h2 white pawn · a1 white rook · b1 white knight · c1 white bishop · d1 white queen · f1 white rook · g1 white king | a8 black rook · c8 black bishop · d8 black queen · e8 black king · f8 black bishop · h8 black rook · b7 black pawn · c7 black pawn · f7 black pawn · g7 black pawn · h7 black pawn · a6 black pawn · c6 black knight · d6 black pawn · f6 black knight · e5 black pawn · a4 white bishop · e4 white pawn · f3 white knight · a2 white pawn · b2 white pawn · c2 white pawn · d2 white pawn · f2 white pawn · g2 white pawn · h2 white pawn · a1 white rook · b1 white knight · c1 white bishop · d1 white queen · f1 white rook · g1 white king | a8 black rook · c8 black bishop · d8 black queen · e8 black king · f8 black bishop · h8 black rook · b7 black pawn · c7 black pawn · f7 black pawn · g7 black pawn · h7 black pawn · a6 black pawn · c6 black knight · d6 black pawn · f6 black knight · e5 black pawn · a4 white bishop · e4 white pawn · f3 white knight · a2 white pawn · b2 white pawn · c2 white pawn · d2 white pawn · f2 white pawn · g2 white pawn · h2 white pawn · a1 white rook · b1 white knight · c1 white bishop · d1 white queen · f1 white rook · g1 white king | a8 black rook · c8 black bishop · d8 black queen · e8 black king · f8 black bishop · h8 black rook · b7 black pawn · c7 black pawn · f7 black pawn · g7 black pawn · h7 black pawn · a6 black pawn · c6 black knight · d6 black pawn · f6 black knight · e5 black pawn · a4 white bishop · e4 white pawn · f3 white knight · a2 white pawn · b2 white pawn · c2 white pawn · d2 white pawn · f2 white pawn · g2 white pawn · h2 white pawn · a1 white rook · b1 white knight · c1 white bishop · d1 white queen · f1 white rook · g1 white king | a8 black rook · c8 black bishop · d8 black queen · e8 black king · f8 black bishop · h8 black rook · b7 black pawn · c7 black pawn · f7 black pawn · g7 black pawn · h7 black pawn · a6 black pawn · c6 black knight · d6 black pawn · f6 black knight · e5 black pawn · a4 white bishop · e4 white pawn · f3 white knight · a2 white pawn · b2 white pawn · c2 white pawn · d2 white pawn · f2 white pawn · g2 white pawn · h2 white pawn · a1 white rook · b1 white knight · c1 white bishop · d1 white queen · f1 white rook · g1 white king | a8 black rook · c8 black bishop · d8 black queen · e8 black king · f8 black bishop · h8 black rook · b7 black pawn · c7 black pawn · f7 black pawn · g7 black pawn · h7 black pawn · a6 black pawn · c6 black knight · d6 black pawn · f6 black knight · e5 black pawn · a4 white bishop · e4 white pawn · f3 white knight · a2 white pawn · b2 white pawn · c2 white pawn · d2 white pawn · f2 white pawn · g2 white pawn · h2 white pawn · a1 white rook · b1 white knight · c1 white bishop · d1 white queen · f1 white rook · g1 white king | 4 |
| 3 | a8 black rook · c8 black bishop · d8 black queen · e8 black king · f8 black bishop · h8 black rook · b7 black pawn · c7 black pawn · f7 black pawn · g7 black pawn · h7 black pawn · a6 black pawn · c6 black knight · d6 black pawn · f6 black knight · e5 black pawn · a4 white bishop · e4 white pawn · f3 white knight · a2 white pawn · b2 white pawn · c2 white pawn · d2 white pawn · f2 white pawn · g2 white pawn · h2 white pawn · a1 white rook · b1 white knight · c1 white bishop · d1 white queen · f1 white rook · g1 white king | a8 black rook · c8 black bishop · d8 black queen · e8 black king · f8 black bishop · h8 black rook · b7 black pawn · c7 black pawn · f7 black pawn · g7 black pawn · h7 black pawn · a6 black pawn · c6 black knight · d6 black pawn · f6 black knight · e5 black pawn · a4 white bishop · e4 white pawn · f3 white knight · a2 white pawn · b2 white pawn · c2 white pawn · d2 white pawn · f2 white pawn · g2 white pawn · h2 white pawn · a1 white rook · b1 white knight · c1 white bishop · d1 white queen · f1 white rook · g1 white king | a8 black rook · c8 black bishop · d8 black queen · e8 black king · f8 black bishop · h8 black rook · b7 black pawn · c7 black pawn · f7 black pawn · g7 black pawn · h7 black pawn · a6 black pawn · c6 black knight · d6 black pawn · f6 black knight · e5 black pawn · a4 white bishop · e4 white pawn · f3 white knight · a2 white pawn · b2 white pawn · c2 white pawn · d2 white pawn · f2 white pawn · g2 white pawn · h2 white pawn · a1 white rook · b1 white knight · c1 white bishop · d1 white queen · f1 white rook · g1 white king | a8 black rook · c8 black bishop · d8 black queen · e8 black king · f8 black bishop · h8 black rook · b7 black pawn · c7 black pawn · f7 black pawn · g7 black pawn · h7 black pawn · a6 black pawn · c6 black knight · d6 black pawn · f6 black knight · e5 black pawn · a4 white bishop · e4 white pawn · f3 white knight · a2 white pawn · b2 white pawn · c2 white pawn · d2 white pawn · f2 white pawn · g2 white pawn · h2 white pawn · a1 white rook · b1 white knight · c1 white bishop · d1 white queen · f1 white rook · g1 white king | a8 black rook · c8 black bishop · d8 black queen · e8 black king · f8 black bishop · h8 black rook · b7 black pawn · c7 black pawn · f7 black pawn · g7 black pawn · h7 black pawn · a6 black pawn · c6 black knight · d6 black pawn · f6 black knight · e5 black pawn · a4 white bishop · e4 white pawn · f3 white knight · a2 white pawn · b2 white pawn · c2 white pawn · d2 white pawn · f2 white pawn · g2 white pawn · h2 white pawn · a1 white rook · b1 white knight · c1 white bishop · d1 white queen · f1 white rook · g1 white king | a8 black rook · c8 black bishop · d8 black queen · e8 black king · f8 black bishop · h8 black rook · b7 black pawn · c7 black pawn · f7 black pawn · g7 black pawn · h7 black pawn · a6 black pawn · c6 black knight · d6 black pawn · f6 black knight · e5 black pawn · a4 white bishop · e4 white pawn · f3 white knight · a2 white pawn · b2 white pawn · c2 white pawn · d2 white pawn · f2 white pawn · g2 white pawn · h2 white pawn · a1 white rook · b1 white knight · c1 white bishop · d1 white queen · f1 white rook · g1 white king | a8 black rook · c8 black bishop · d8 black queen · e8 black king · f8 black bishop · h8 black rook · b7 black pawn · c7 black pawn · f7 black pawn · g7 black pawn · h7 black pawn · a6 black pawn · c6 black knight · d6 black pawn · f6 black knight · e5 black pawn · a4 white bishop · e4 white pawn · f3 white knight · a2 white pawn · b2 white pawn · c2 white pawn · d2 white pawn · f2 white pawn · g2 white pawn · h2 white pawn · a1 white rook · b1 white knight · c1 white bishop · d1 white queen · f1 white rook · g1 white king | a8 black rook · c8 black bishop · d8 black queen · e8 black king · f8 black bishop · h8 black rook · b7 black pawn · c7 black pawn · f7 black pawn · g7 black pawn · h7 black pawn · a6 black pawn · c6 black knight · d6 black pawn · f6 black knight · e5 black pawn · a4 white bishop · e4 white pawn · f3 white knight · a2 white pawn · b2 white pawn · c2 white pawn · d2 white pawn · f2 white pawn · g2 white pawn · h2 white pawn · a1 white rook · b1 white knight · c1 white bishop · d1 white queen · f1 white rook · g1 white king | 3 |
| 2 | a8 black rook · c8 black bishop · d8 black queen · e8 black king · f8 black bishop · h8 black rook · b7 black pawn · c7 black pawn · f7 black pawn · g7 black pawn · h7 black pawn · a6 black pawn · c6 black knight · d6 black pawn · f6 black knight · e5 black pawn · a4 white bishop · e4 white pawn · f3 white knight · a2 white pawn · b2 white pawn · c2 white pawn · d2 white pawn · f2 white pawn · g2 white pawn · h2 white pawn · a1 white rook · b1 white knight · c1 white bishop · d1 white queen · f1 white rook · g1 white king | a8 black rook · c8 black bishop · d8 black queen · e8 black king · f8 black bishop · h8 black rook · b7 black pawn · c7 black pawn · f7 black pawn · g7 black pawn · h7 black pawn · a6 black pawn · c6 black knight · d6 black pawn · f6 black knight · e5 black pawn · a4 white bishop · e4 white pawn · f3 white knight · a2 white pawn · b2 white pawn · c2 white pawn · d2 white pawn · f2 white pawn · g2 white pawn · h2 white pawn · a1 white rook · b1 white knight · c1 white bishop · d1 white queen · f1 white rook · g1 white king | a8 black rook · c8 black bishop · d8 black queen · e8 black king · f8 black bishop · h8 black rook · b7 black pawn · c7 black pawn · f7 black pawn · g7 black pawn · h7 black pawn · a6 black pawn · c6 black knight · d6 black pawn · f6 black knight · e5 black pawn · a4 white bishop · e4 white pawn · f3 white knight · a2 white pawn · b2 white pawn · c2 white pawn · d2 white pawn · f2 white pawn · g2 white pawn · h2 white pawn · a1 white rook · b1 white knight · c1 white bishop · d1 white queen · f1 white rook · g1 white king | a8 black rook · c8 black bishop · d8 black queen · e8 black king · f8 black bishop · h8 black rook · b7 black pawn · c7 black pawn · f7 black pawn · g7 black pawn · h7 black pawn · a6 black pawn · c6 black knight · d6 black pawn · f6 black knight · e5 black pawn · a4 white bishop · e4 white pawn · f3 white knight · a2 white pawn · b2 white pawn · c2 white pawn · d2 white pawn · f2 white pawn · g2 white pawn · h2 white pawn · a1 white rook · b1 white knight · c1 white bishop · d1 white queen · f1 white rook · g1 white king | a8 black rook · c8 black bishop · d8 black queen · e8 black king · f8 black bishop · h8 black rook · b7 black pawn · c7 black pawn · f7 black pawn · g7 black pawn · h7 black pawn · a6 black pawn · c6 black knight · d6 black pawn · f6 black knight · e5 black pawn · a4 white bishop · e4 white pawn · f3 white knight · a2 white pawn · b2 white pawn · c2 white pawn · d2 white pawn · f2 white pawn · g2 white pawn · h2 white pawn · a1 white rook · b1 white knight · c1 white bishop · d1 white queen · f1 white rook · g1 white king | a8 black rook · c8 black bishop · d8 black queen · e8 black king · f8 black bishop · h8 black rook · b7 black pawn · c7 black pawn · f7 black pawn · g7 black pawn · h7 black pawn · a6 black pawn · c6 black knight · d6 black pawn · f6 black knight · e5 black pawn · a4 white bishop · e4 white pawn · f3 white knight · a2 white pawn · b2 white pawn · c2 white pawn · d2 white pawn · f2 white pawn · g2 white pawn · h2 white pawn · a1 white rook · b1 white knight · c1 white bishop · d1 white queen · f1 white rook · g1 white king | a8 black rook · c8 black bishop · d8 black queen · e8 black king · f8 black bishop · h8 black rook · b7 black pawn · c7 black pawn · f7 black pawn · g7 black pawn · h7 black pawn · a6 black pawn · c6 black knight · d6 black pawn · f6 black knight · e5 black pawn · a4 white bishop · e4 white pawn · f3 white knight · a2 white pawn · b2 white pawn · c2 white pawn · d2 white pawn · f2 white pawn · g2 white pawn · h2 white pawn · a1 white rook · b1 white knight · c1 white bishop · d1 white queen · f1 white rook · g1 white king | a8 black rook · c8 black bishop · d8 black queen · e8 black king · f8 black bishop · h8 black rook · b7 black pawn · c7 black pawn · f7 black pawn · g7 black pawn · h7 black pawn · a6 black pawn · c6 black knight · d6 black pawn · f6 black knight · e5 black pawn · a4 white bishop · e4 white pawn · f3 white knight · a2 white pawn · b2 white pawn · c2 white pawn · d2 white pawn · f2 white pawn · g2 white pawn · h2 white pawn · a1 white rook · b1 white knight · c1 white bishop · d1 white queen · f1 white rook · g1 white king | 2 |
| 1 | a8 black rook · c8 black bishop · d8 black queen · e8 black king · f8 black bishop · h8 black rook · b7 black pawn · c7 black pawn · f7 black pawn · g7 black pawn · h7 black pawn · a6 black pawn · c6 black knight · d6 black pawn · f6 black knight · e5 black pawn · a4 white bishop · e4 white pawn · f3 white knight · a2 white pawn · b2 white pawn · c2 white pawn · d2 white pawn · f2 white pawn · g2 white pawn · h2 white pawn · a1 white rook · b1 white knight · c1 white bishop · d1 white queen · f1 white rook · g1 white king | a8 black rook · c8 black bishop · d8 black queen · e8 black king · f8 black bishop · h8 black rook · b7 black pawn · c7 black pawn · f7 black pawn · g7 black pawn · h7 black pawn · a6 black pawn · c6 black knight · d6 black pawn · f6 black knight · e5 black pawn · a4 white bishop · e4 white pawn · f3 white knight · a2 white pawn · b2 white pawn · c2 white pawn · d2 white pawn · f2 white pawn · g2 white pawn · h2 white pawn · a1 white rook · b1 white knight · c1 white bishop · d1 white queen · f1 white rook · g1 white king | a8 black rook · c8 black bishop · d8 black queen · e8 black king · f8 black bishop · h8 black rook · b7 black pawn · c7 black pawn · f7 black pawn · g7 black pawn · h7 black pawn · a6 black pawn · c6 black knight · d6 black pawn · f6 black knight · e5 black pawn · a4 white bishop · e4 white pawn · f3 white knight · a2 white pawn · b2 white pawn · c2 white pawn · d2 white pawn · f2 white pawn · g2 white pawn · h2 white pawn · a1 white rook · b1 white knight · c1 white bishop · d1 white queen · f1 white rook · g1 white king | a8 black rook · c8 black bishop · d8 black queen · e8 black king · f8 black bishop · h8 black rook · b7 black pawn · c7 black pawn · f7 black pawn · g7 black pawn · h7 black pawn · a6 black pawn · c6 black knight · d6 black pawn · f6 black knight · e5 black pawn · a4 white bishop · e4 white pawn · f3 white knight · a2 white pawn · b2 white pawn · c2 white pawn · d2 white pawn · f2 white pawn · g2 white pawn · h2 white pawn · a1 white rook · b1 white knight · c1 white bishop · d1 white queen · f1 white rook · g1 white king | a8 black rook · c8 black bishop · d8 black queen · e8 black king · f8 black bishop · h8 black rook · b7 black pawn · c7 black pawn · f7 black pawn · g7 black pawn · h7 black pawn · a6 black pawn · c6 black knight · d6 black pawn · f6 black knight · e5 black pawn · a4 white bishop · e4 white pawn · f3 white knight · a2 white pawn · b2 white pawn · c2 white pawn · d2 white pawn · f2 white pawn · g2 white pawn · h2 white pawn · a1 white rook · b1 white knight · c1 white bishop · d1 white queen · f1 white rook · g1 white king | a8 black rook · c8 black bishop · d8 black queen · e8 black king · f8 black bishop · h8 black rook · b7 black pawn · c7 black pawn · f7 black pawn · g7 black pawn · h7 black pawn · a6 black pawn · c6 black knight · d6 black pawn · f6 black knight · e5 black pawn · a4 white bishop · e4 white pawn · f3 white knight · a2 white pawn · b2 white pawn · c2 white pawn · d2 white pawn · f2 white pawn · g2 white pawn · h2 white pawn · a1 white rook · b1 white knight · c1 white bishop · d1 white queen · f1 white rook · g1 white king | a8 black rook · c8 black bishop · d8 black queen · e8 black king · f8 black bishop · h8 black rook · b7 black pawn · c7 black pawn · f7 black pawn · g7 black pawn · h7 black pawn · a6 black pawn · c6 black knight · d6 black pawn · f6 black knight · e5 black pawn · a4 white bishop · e4 white pawn · f3 white knight · a2 white pawn · b2 white pawn · c2 white pawn · d2 white pawn · f2 white pawn · g2 white pawn · h2 white pawn · a1 white rook · b1 white knight · c1 white bishop · d1 white queen · f1 white rook · g1 white king | a8 black rook · c8 black bishop · d8 black queen · e8 black king · f8 black bishop · h8 black rook · b7 black pawn · c7 black pawn · f7 black pawn · g7 black pawn · h7 black pawn · a6 black pawn · c6 black knight · d6 black pawn · f6 black knight · e5 black pawn · a4 white bishop · e4 white pawn · f3 white knight · a2 white pawn · b2 white pawn · c2 white pawn · d2 white pawn · f2 white pawn · g2 white pawn · h2 white pawn · a1 white rook · b1 white knight · c1 white bishop · d1 white queen · f1 white rook · g1 white king | 1 |
|   | a | b | c | d | e | f | g | h |   |

Phòng thủ Nga (ECO C79) được xem là một diễn biến chậm của Phòng thủ Neo-Steinitz. Với thứ tự các nước đi 3...a6 4.Ta4 Mf6 5.0-0 d6, Đen đợi Trắng nhập thành xong rồi mới chơi...d6. Điều này cho phép Đen tránh được một vài diễn biến của Phòng thủ Neo-Steinitz mà trong đó Trắng nhập thành dài. Ngày nay, dường như cả hai phương án đều chiếm ít tầm quan trọng, như việc chúng đã không là một sự lựa chọn phổ biến trong rất nhiều năm.
Mikhail Chigorin từng chơi Phòng thủ Nga trong những năm 1890, và sau này là cả Akiba Rubinstein và Alekhine. Những lần xuất hiện đáng chú ý cuối cùng của phương án này là vào những năm 1950 khi nó được sử dụng bởi một vài Kiện tướng người Nga (Liên Xô).

#### Phòng thủ mở: 4.Ta4 Mf6 5.0-0 Mxe4
|   | a | b | c | d | e | f | g | h |   |
| 8 | a8 black rook · d8 black queen · e8 black king · f8 black bishop · h8 black rook · c7 black pawn · f7 black pawn · g7 black pawn · h7 black pawn · a6 black pawn · c6 black knight · e6 black bishop · b5 black pawn · d5 black pawn · e5 white pawn · e4 black knight · b3 white bishop · f3 white knight · a2 white pawn · b2 white pawn · c2 white pawn · f2 white pawn · g2 white pawn · h2 white pawn · a1 white rook · b1 white knight · c1 white bishop · d1 white queen · f1 white rook · g1 white king | a8 black rook · d8 black queen · e8 black king · f8 black bishop · h8 black rook · c7 black pawn · f7 black pawn · g7 black pawn · h7 black pawn · a6 black pawn · c6 black knight · e6 black bishop · b5 black pawn · d5 black pawn · e5 white pawn · e4 black knight · b3 white bishop · f3 white knight · a2 white pawn · b2 white pawn · c2 white pawn · f2 white pawn · g2 white pawn · h2 white pawn · a1 white rook · b1 white knight · c1 white bishop · d1 white queen · f1 white rook · g1 white king | a8 black rook · d8 black queen · e8 black king · f8 black bishop · h8 black rook · c7 black pawn · f7 black pawn · g7 black pawn · h7 black pawn · a6 black pawn · c6 black knight · e6 black bishop · b5 black pawn · d5 black pawn · e5 white pawn · e4 black knight · b3 white bishop · f3 white knight · a2 white pawn · b2 white pawn · c2 white pawn · f2 white pawn · g2 white pawn · h2 white pawn · a1 white rook · b1 white knight · c1 white bishop · d1 white queen · f1 white rook · g1 white king | a8 black rook · d8 black queen · e8 black king · f8 black bishop · h8 black rook · c7 black pawn · f7 black pawn · g7 black pawn · h7 black pawn · a6 black pawn · c6 black knight · e6 black bishop · b5 black pawn · d5 black pawn · e5 white pawn · e4 black knight · b3 white bishop · f3 white knight · a2 white pawn · b2 white pawn · c2 white pawn · f2 white pawn · g2 white pawn · h2 white pawn · a1 white rook · b1 white knight · c1 white bishop · d1 white queen · f1 white rook · g1 white king | a8 black rook · d8 black queen · e8 black king · f8 black bishop · h8 black rook · c7 black pawn · f7 black pawn · g7 black pawn · h7 black pawn · a6 black pawn · c6 black knight · e6 black bishop · b5 black pawn · d5 black pawn · e5 white pawn · e4 black knight · b3 white bishop · f3 white knight · a2 white pawn · b2 white pawn · c2 white pawn · f2 white pawn · g2 white pawn · h2 white pawn · a1 white rook · b1 white knight · c1 white bishop · d1 white queen · f1 white rook · g1 white king | a8 black rook · d8 black queen · e8 black king · f8 black bishop · h8 black rook · c7 black pawn · f7 black pawn · g7 black pawn · h7 black pawn · a6 black pawn · c6 black knight · e6 black bishop · b5 black pawn · d5 black pawn · e5 white pawn · e4 black knight · b3 white bishop · f3 white knight · a2 white pawn · b2 white pawn · c2 white pawn · f2 white pawn · g2 white pawn · h2 white pawn · a1 white rook · b1 white knight · c1 white bishop · d1 white queen · f1 white rook · g1 white king | a8 black rook · d8 black queen · e8 black king · f8 black bishop · h8 black rook · c7 black pawn · f7 black pawn · g7 black pawn · h7 black pawn · a6 black pawn · c6 black knight · e6 black bishop · b5 black pawn · d5 black pawn · e5 white pawn · e4 black knight · b3 white bishop · f3 white knight · a2 white pawn · b2 white pawn · c2 white pawn · f2 white pawn · g2 white pawn · h2 white pawn · a1 white rook · b1 white knight · c1 white bishop · d1 white queen · f1 white rook · g1 white king | a8 black rook · d8 black queen · e8 black king · f8 black bishop · h8 black rook · c7 black pawn · f7 black pawn · g7 black pawn · h7 black pawn · a6 black pawn · c6 black knight · e6 black bishop · b5 black pawn · d5 black pawn · e5 white pawn · e4 black knight · b3 white bishop · f3 white knight · a2 white pawn · b2 white pawn · c2 white pawn · f2 white pawn · g2 white pawn · h2 white pawn · a1 white rook · b1 white knight · c1 white bishop · d1 white queen · f1 white rook · g1 white king | 8 |
| 7 | a8 black rook · d8 black queen · e8 black king · f8 black bishop · h8 black rook · c7 black pawn · f7 black pawn · g7 black pawn · h7 black pawn · a6 black pawn · c6 black knight · e6 black bishop · b5 black pawn · d5 black pawn · e5 white pawn · e4 black knight · b3 white bishop · f3 white knight · a2 white pawn · b2 white pawn · c2 white pawn · f2 white pawn · g2 white pawn · h2 white pawn · a1 white rook · b1 white knight · c1 white bishop · d1 white queen · f1 white rook · g1 white king | a8 black rook · d8 black queen · e8 black king · f8 black bishop · h8 black rook · c7 black pawn · f7 black pawn · g7 black pawn · h7 black pawn · a6 black pawn · c6 black knight · e6 black bishop · b5 black pawn · d5 black pawn · e5 white pawn · e4 black knight · b3 white bishop · f3 white knight · a2 white pawn · b2 white pawn · c2 white pawn · f2 white pawn · g2 white pawn · h2 white pawn · a1 white rook · b1 white knight · c1 white bishop · d1 white queen · f1 white rook · g1 white king | a8 black rook · d8 black queen · e8 black king · f8 black bishop · h8 black rook · c7 black pawn · f7 black pawn · g7 black pawn · h7 black pawn · a6 black pawn · c6 black knight · e6 black bishop · b5 black pawn · d5 black pawn · e5 white pawn · e4 black knight · b3 white bishop · f3 white knight · a2 white pawn · b2 white pawn · c2 white pawn · f2 white pawn · g2 white pawn · h2 white pawn · a1 white rook · b1 white knight · c1 white bishop · d1 white queen · f1 white rook · g1 white king | a8 black rook · d8 black queen · e8 black king · f8 black bishop · h8 black rook · c7 black pawn · f7 black pawn · g7 black pawn · h7 black pawn · a6 black pawn · c6 black knight · e6 black bishop · b5 black pawn · d5 black pawn · e5 white pawn · e4 black knight · b3 white bishop · f3 white knight · a2 white pawn · b2 white pawn · c2 white pawn · f2 white pawn · g2 white pawn · h2 white pawn · a1 white rook · b1 white knight · c1 white bishop · d1 white queen · f1 white rook · g1 white king | a8 black rook · d8 black queen · e8 black king · f8 black bishop · h8 black rook · c7 black pawn · f7 black pawn · g7 black pawn · h7 black pawn · a6 black pawn · c6 black knight · e6 black bishop · b5 black pawn · d5 black pawn · e5 white pawn · e4 black knight · b3 white bishop · f3 white knight · a2 white pawn · b2 white pawn · c2 white pawn · f2 white pawn · g2 white pawn · h2 white pawn · a1 white rook · b1 white knight · c1 white bishop · d1 white queen · f1 white rook · g1 white king | a8 black rook · d8 black queen · e8 black king · f8 black bishop · h8 black rook · c7 black pawn · f7 black pawn · g7 black pawn · h7 black pawn · a6 black pawn · c6 black knight · e6 black bishop · b5 black pawn · d5 black pawn · e5 white pawn · e4 black knight · b3 white bishop · f3 white knight · a2 white pawn · b2 white pawn · c2 white pawn · f2 white pawn · g2 white pawn · h2 white pawn · a1 white rook · b1 white knight · c1 white bishop · d1 white queen · f1 white rook · g1 white king | a8 black rook · d8 black queen · e8 black king · f8 black bishop · h8 black rook · c7 black pawn · f7 black pawn · g7 black pawn · h7 black pawn · a6 black pawn · c6 black knight · e6 black bishop · b5 black pawn · d5 black pawn · e5 white pawn · e4 black knight · b3 white bishop · f3 white knight · a2 white pawn · b2 white pawn · c2 white pawn · f2 white pawn · g2 white pawn · h2 white pawn · a1 white rook · b1 white knight · c1 white bishop · d1 white queen · f1 white rook · g1 white king | a8 black rook · d8 black queen · e8 black king · f8 black bishop · h8 black rook · c7 black pawn · f7 black pawn · g7 black pawn · h7 black pawn · a6 black pawn · c6 black knight · e6 black bishop · b5 black pawn · d5 black pawn · e5 white pawn · e4 black knight · b3 white bishop · f3 white knight · a2 white pawn · b2 white pawn · c2 white pawn · f2 white pawn · g2 white pawn · h2 white pawn · a1 white rook · b1 white knight · c1 white bishop · d1 white queen · f1 white rook · g1 white king | 7 |
| 6 | a8 black rook · d8 black queen · e8 black king · f8 black bishop · h8 black rook · c7 black pawn · f7 black pawn · g7 black pawn · h7 black pawn · a6 black pawn · c6 black knight · e6 black bishop · b5 black pawn · d5 black pawn · e5 white pawn · e4 black knight · b3 white bishop · f3 white knight · a2 white pawn · b2 white pawn · c2 white pawn · f2 white pawn · g2 white pawn · h2 white pawn · a1 white rook · b1 white knight · c1 white bishop · d1 white queen · f1 white rook · g1 white king | a8 black rook · d8 black queen · e8 black king · f8 black bishop · h8 black rook · c7 black pawn · f7 black pawn · g7 black pawn · h7 black pawn · a6 black pawn · c6 black knight · e6 black bishop · b5 black pawn · d5 black pawn · e5 white pawn · e4 black knight · b3 white bishop · f3 white knight · a2 white pawn · b2 white pawn · c2 white pawn · f2 white pawn · g2 white pawn · h2 white pawn · a1 white rook · b1 white knight · c1 white bishop · d1 white queen · f1 white rook · g1 white king | a8 black rook · d8 black queen · e8 black king · f8 black bishop · h8 black rook · c7 black pawn · f7 black pawn · g7 black pawn · h7 black pawn · a6 black pawn · c6 black knight · e6 black bishop · b5 black pawn · d5 black pawn · e5 white pawn · e4 black knight · b3 white bishop · f3 white knight · a2 white pawn · b2 white pawn · c2 white pawn · f2 white pawn · g2 white pawn · h2 white pawn · a1 white rook · b1 white knight · c1 white bishop · d1 white queen · f1 white rook · g1 white king | a8 black rook · d8 black queen · e8 black king · f8 black bishop · h8 black rook · c7 black pawn · f7 black pawn · g7 black pawn · h7 black pawn · a6 black pawn · c6 black knight · e6 black bishop · b5 black pawn · d5 black pawn · e5 white pawn · e4 black knight · b3 white bishop · f3 white knight · a2 white pawn · b2 white pawn · c2 white pawn · f2 white pawn · g2 white pawn · h2 white pawn · a1 white rook · b1 white knight · c1 white bishop · d1 white queen · f1 white rook · g1 white king | a8 black rook · d8 black queen · e8 black king · f8 black bishop · h8 black rook · c7 black pawn · f7 black pawn · g7 black pawn · h7 black pawn · a6 black pawn · c6 black knight · e6 black bishop · b5 black pawn · d5 black pawn · e5 white pawn · e4 black knight · b3 white bishop · f3 white knight · a2 white pawn · b2 white pawn · c2 white pawn · f2 white pawn · g2 white pawn · h2 white pawn · a1 white rook · b1 white knight · c1 white bishop · d1 white queen · f1 white rook · g1 white king | a8 black rook · d8 black queen · e8 black king · f8 black bishop · h8 black rook · c7 black pawn · f7 black pawn · g7 black pawn · h7 black pawn · a6 black pawn · c6 black knight · e6 black bishop · b5 black pawn · d5 black pawn · e5 white pawn · e4 black knight · b3 white bishop · f3 white knight · a2 white pawn · b2 white pawn · c2 white pawn · f2 white pawn · g2 white pawn · h2 white pawn · a1 white rook · b1 white knight · c1 white bishop · d1 white queen · f1 white rook · g1 white king | a8 black rook · d8 black queen · e8 black king · f8 black bishop · h8 black rook · c7 black pawn · f7 black pawn · g7 black pawn · h7 black pawn · a6 black pawn · c6 black knight · e6 black bishop · b5 black pawn · d5 black pawn · e5 white pawn · e4 black knight · b3 white bishop · f3 white knight · a2 white pawn · b2 white pawn · c2 white pawn · f2 white pawn · g2 white pawn · h2 white pawn · a1 white rook · b1 white knight · c1 white bishop · d1 white queen · f1 white rook · g1 white king | a8 black rook · d8 black queen · e8 black king · f8 black bishop · h8 black rook · c7 black pawn · f7 black pawn · g7 black pawn · h7 black pawn · a6 black pawn · c6 black knight · e6 black bishop · b5 black pawn · d5 black pawn · e5 white pawn · e4 black knight · b3 white bishop · f3 white knight · a2 white pawn · b2 white pawn · c2 white pawn · f2 white pawn · g2 white pawn · h2 white pawn · a1 white rook · b1 white knight · c1 white bishop · d1 white queen · f1 white rook · g1 white king | 6 |
| 5 | a8 black rook · d8 black queen · e8 black king · f8 black bishop · h8 black rook · c7 black pawn · f7 black pawn · g7 black pawn · h7 black pawn · a6 black pawn · c6 black knight · e6 black bishop · b5 black pawn · d5 black pawn · e5 white pawn · e4 black knight · b3 white bishop · f3 white knight · a2 white pawn · b2 white pawn · c2 white pawn · f2 white pawn · g2 white pawn · h2 white pawn · a1 white rook · b1 white knight · c1 white bishop · d1 white queen · f1 white rook · g1 white king | a8 black rook · d8 black queen · e8 black king · f8 black bishop · h8 black rook · c7 black pawn · f7 black pawn · g7 black pawn · h7 black pawn · a6 black pawn · c6 black knight · e6 black bishop · b5 black pawn · d5 black pawn · e5 white pawn · e4 black knight · b3 white bishop · f3 white knight · a2 white pawn · b2 white pawn · c2 white pawn · f2 white pawn · g2 white pawn · h2 white pawn · a1 white rook · b1 white knight · c1 white bishop · d1 white queen · f1 white rook · g1 white king | a8 black rook · d8 black queen · e8 black king · f8 black bishop · h8 black rook · c7 black pawn · f7 black pawn · g7 black pawn · h7 black pawn · a6 black pawn · c6 black knight · e6 black bishop · b5 black pawn · d5 black pawn · e5 white pawn · e4 black knight · b3 white bishop · f3 white knight · a2 white pawn · b2 white pawn · c2 white pawn · f2 white pawn · g2 white pawn · h2 white pawn · a1 white rook · b1 white knight · c1 white bishop · d1 white queen · f1 white rook · g1 white king | a8 black rook · d8 black queen · e8 black king · f8 black bishop · h8 black rook · c7 black pawn · f7 black pawn · g7 black pawn · h7 black pawn · a6 black pawn · c6 black knight · e6 black bishop · b5 black pawn · d5 black pawn · e5 white pawn · e4 black knight · b3 white bishop · f3 white knight · a2 white pawn · b2 white pawn · c2 white pawn · f2 white pawn · g2 white pawn · h2 white pawn · a1 white rook · b1 white knight · c1 white bishop · d1 white queen · f1 white rook · g1 white king | a8 black rook · d8 black queen · e8 black king · f8 black bishop · h8 black rook · c7 black pawn · f7 black pawn · g7 black pawn · h7 black pawn · a6 black pawn · c6 black knight · e6 black bishop · b5 black pawn · d5 black pawn · e5 white pawn · e4 black knight · b3 white bishop · f3 white knight · a2 white pawn · b2 white pawn · c2 white pawn · f2 white pawn · g2 white pawn · h2 white pawn · a1 white rook · b1 white knight · c1 white bishop · d1 white queen · f1 white rook · g1 white king | a8 black rook · d8 black queen · e8 black king · f8 black bishop · h8 black rook · c7 black pawn · f7 black pawn · g7 black pawn · h7 black pawn · a6 black pawn · c6 black knight · e6 black bishop · b5 black pawn · d5 black pawn · e5 white pawn · e4 black knight · b3 white bishop · f3 white knight · a2 white pawn · b2 white pawn · c2 white pawn · f2 white pawn · g2 white pawn · h2 white pawn · a1 white rook · b1 white knight · c1 white bishop · d1 white queen · f1 white rook · g1 white king | a8 black rook · d8 black queen · e8 black king · f8 black bishop · h8 black rook · c7 black pawn · f7 black pawn · g7 black pawn · h7 black pawn · a6 black pawn · c6 black knight · e6 black bishop · b5 black pawn · d5 black pawn · e5 white pawn · e4 black knight · b3 white bishop · f3 white knight · a2 white pawn · b2 white pawn · c2 white pawn · f2 white pawn · g2 white pawn · h2 white pawn · a1 white rook · b1 white knight · c1 white bishop · d1 white queen · f1 white rook · g1 white king | a8 black rook · d8 black queen · e8 black king · f8 black bishop · h8 black rook · c7 black pawn · f7 black pawn · g7 black pawn · h7 black pawn · a6 black pawn · c6 black knight · e6 black bishop · b5 black pawn · d5 black pawn · e5 white pawn · e4 black knight · b3 white bishop · f3 white knight · a2 white pawn · b2 white pawn · c2 white pawn · f2 white pawn · g2 white pawn · h2 white pawn · a1 white rook · b1 white knight · c1 white bishop · d1 white queen · f1 white rook · g1 white king | 5 |
| 4 | a8 black rook · d8 black queen · e8 black king · f8 black bishop · h8 black rook · c7 black pawn · f7 black pawn · g7 black pawn · h7 black pawn · a6 black pawn · c6 black knight · e6 black bishop · b5 black pawn · d5 black pawn · e5 white pawn · e4 black knight · b3 white bishop · f3 white knight · a2 white pawn · b2 white pawn · c2 white pawn · f2 white pawn · g2 white pawn · h2 white pawn · a1 white rook · b1 white knight · c1 white bishop · d1 white queen · f1 white rook · g1 white king | a8 black rook · d8 black queen · e8 black king · f8 black bishop · h8 black rook · c7 black pawn · f7 black pawn · g7 black pawn · h7 black pawn · a6 black pawn · c6 black knight · e6 black bishop · b5 black pawn · d5 black pawn · e5 white pawn · e4 black knight · b3 white bishop · f3 white knight · a2 white pawn · b2 white pawn · c2 white pawn · f2 white pawn · g2 white pawn · h2 white pawn · a1 white rook · b1 white knight · c1 white bishop · d1 white queen · f1 white rook · g1 white king | a8 black rook · d8 black queen · e8 black king · f8 black bishop · h8 black rook · c7 black pawn · f7 black pawn · g7 black pawn · h7 black pawn · a6 black pawn · c6 black knight · e6 black bishop · b5 black pawn · d5 black pawn · e5 white pawn · e4 black knight · b3 white bishop · f3 white knight · a2 white pawn · b2 white pawn · c2 white pawn · f2 white pawn · g2 white pawn · h2 white pawn · a1 white rook · b1 white knight · c1 white bishop · d1 white queen · f1 white rook · g1 white king | a8 black rook · d8 black queen · e8 black king · f8 black bishop · h8 black rook · c7 black pawn · f7 black pawn · g7 black pawn · h7 black pawn · a6 black pawn · c6 black knight · e6 black bishop · b5 black pawn · d5 black pawn · e5 white pawn · e4 black knight · b3 white bishop · f3 white knight · a2 white pawn · b2 white pawn · c2 white pawn · f2 white pawn · g2 white pawn · h2 white pawn · a1 white rook · b1 white knight · c1 white bishop · d1 white queen · f1 white rook · g1 white king | a8 black rook · d8 black queen · e8 black king · f8 black bishop · h8 black rook · c7 black pawn · f7 black pawn · g7 black pawn · h7 black pawn · a6 black pawn · c6 black knight · e6 black bishop · b5 black pawn · d5 black pawn · e5 white pawn · e4 black knight · b3 white bishop · f3 white knight · a2 white pawn · b2 white pawn · c2 white pawn · f2 white pawn · g2 white pawn · h2 white pawn · a1 white rook · b1 white knight · c1 white bishop · d1 white queen · f1 white rook · g1 white king | a8 black rook · d8 black queen · e8 black king · f8 black bishop · h8 black rook · c7 black pawn · f7 black pawn · g7 black pawn · h7 black pawn · a6 black pawn · c6 black knight · e6 black bishop · b5 black pawn · d5 black pawn · e5 white pawn · e4 black knight · b3 white bishop · f3 white knight · a2 white pawn · b2 white pawn · c2 white pawn · f2 white pawn · g2 white pawn · h2 white pawn · a1 white rook · b1 white knight · c1 white bishop · d1 white queen · f1 white rook · g1 white king | a8 black rook · d8 black queen · e8 black king · f8 black bishop · h8 black rook · c7 black pawn · f7 black pawn · g7 black pawn · h7 black pawn · a6 black pawn · c6 black knight · e6 black bishop · b5 black pawn · d5 black pawn · e5 white pawn · e4 black knight · b3 white bishop · f3 white knight · a2 white pawn · b2 white pawn · c2 white pawn · f2 white pawn · g2 white pawn · h2 white pawn · a1 white rook · b1 white knight · c1 white bishop · d1 white queen · f1 white rook · g1 white king | a8 black rook · d8 black queen · e8 black king · f8 black bishop · h8 black rook · c7 black pawn · f7 black pawn · g7 black pawn · h7 black pawn · a6 black pawn · c6 black knight · e6 black bishop · b5 black pawn · d5 black pawn · e5 white pawn · e4 black knight · b3 white bishop · f3 white knight · a2 white pawn · b2 white pawn · c2 white pawn · f2 white pawn · g2 white pawn · h2 white pawn · a1 white rook · b1 white knight · c1 white bishop · d1 white queen · f1 white rook · g1 white king | 4 |
| 3 | a8 black rook · d8 black queen · e8 black king · f8 black bishop · h8 black rook · c7 black pawn · f7 black pawn · g7 black pawn · h7 black pawn · a6 black pawn · c6 black knight · e6 black bishop · b5 black pawn · d5 black pawn · e5 white pawn · e4 black knight · b3 white bishop · f3 white knight · a2 white pawn · b2 white pawn · c2 white pawn · f2 white pawn · g2 white pawn · h2 white pawn · a1 white rook · b1 white knight · c1 white bishop · d1 white queen · f1 white rook · g1 white king | a8 black rook · d8 black queen · e8 black king · f8 black bishop · h8 black rook · c7 black pawn · f7 black pawn · g7 black pawn · h7 black pawn · a6 black pawn · c6 black knight · e6 black bishop · b5 black pawn · d5 black pawn · e5 white pawn · e4 black knight · b3 white bishop · f3 white knight · a2 white pawn · b2 white pawn · c2 white pawn · f2 white pawn · g2 white pawn · h2 white pawn · a1 white rook · b1 white knight · c1 white bishop · d1 white queen · f1 white rook · g1 white king | a8 black rook · d8 black queen · e8 black king · f8 black bishop · h8 black rook · c7 black pawn · f7 black pawn · g7 black pawn · h7 black pawn · a6 black pawn · c6 black knight · e6 black bishop · b5 black pawn · d5 black pawn · e5 white pawn · e4 black knight · b3 white bishop · f3 white knight · a2 white pawn · b2 white pawn · c2 white pawn · f2 white pawn · g2 white pawn · h2 white pawn · a1 white rook · b1 white knight · c1 white bishop · d1 white queen · f1 white rook · g1 white king | a8 black rook · d8 black queen · e8 black king · f8 black bishop · h8 black rook · c7 black pawn · f7 black pawn · g7 black pawn · h7 black pawn · a6 black pawn · c6 black knight · e6 black bishop · b5 black pawn · d5 black pawn · e5 white pawn · e4 black knight · b3 white bishop · f3 white knight · a2 white pawn · b2 white pawn · c2 white pawn · f2 white pawn · g2 white pawn · h2 white pawn · a1 white rook · b1 white knight · c1 white bishop · d1 white queen · f1 white rook · g1 white king | a8 black rook · d8 black queen · e8 black king · f8 black bishop · h8 black rook · c7 black pawn · f7 black pawn · g7 black pawn · h7 black pawn · a6 black pawn · c6 black knight · e6 black bishop · b5 black pawn · d5 black pawn · e5 white pawn · e4 black knight · b3 white bishop · f3 white knight · a2 white pawn · b2 white pawn · c2 white pawn · f2 white pawn · g2 white pawn · h2 white pawn · a1 white rook · b1 white knight · c1 white bishop · d1 white queen · f1 white rook · g1 white king | a8 black rook · d8 black queen · e8 black king · f8 black bishop · h8 black rook · c7 black pawn · f7 black pawn · g7 black pawn · h7 black pawn · a6 black pawn · c6 black knight · e6 black bishop · b5 black pawn · d5 black pawn · e5 white pawn · e4 black knight · b3 white bishop · f3 white knight · a2 white pawn · b2 white pawn · c2 white pawn · f2 white pawn · g2 white pawn · h2 white pawn · a1 white rook · b1 white knight · c1 white bishop · d1 white queen · f1 white rook · g1 white king | a8 black rook · d8 black queen · e8 black king · f8 black bishop · h8 black rook · c7 black pawn · f7 black pawn · g7 black pawn · h7 black pawn · a6 black pawn · c6 black knight · e6 black bishop · b5 black pawn · d5 black pawn · e5 white pawn · e4 black knight · b3 white bishop · f3 white knight · a2 white pawn · b2 white pawn · c2 white pawn · f2 white pawn · g2 white pawn · h2 white pawn · a1 white rook · b1 white knight · c1 white bishop · d1 white queen · f1 white rook · g1 white king | a8 black rook · d8 black queen · e8 black king · f8 black bishop · h8 black rook · c7 black pawn · f7 black pawn · g7 black pawn · h7 black pawn · a6 black pawn · c6 black knight · e6 black bishop · b5 black pawn · d5 black pawn · e5 white pawn · e4 black knight · b3 white bishop · f3 white knight · a2 white pawn · b2 white pawn · c2 white pawn · f2 white pawn · g2 white pawn · h2 white pawn · a1 white rook · b1 white knight · c1 white bishop · d1 white queen · f1 white rook · g1 white king | 3 |
| 2 | a8 black rook · d8 black queen · e8 black king · f8 black bishop · h8 black rook · c7 black pawn · f7 black pawn · g7 black pawn · h7 black pawn · a6 black pawn · c6 black knight · e6 black bishop · b5 black pawn · d5 black pawn · e5 white pawn · e4 black knight · b3 white bishop · f3 white knight · a2 white pawn · b2 white pawn · c2 white pawn · f2 white pawn · g2 white pawn · h2 white pawn · a1 white rook · b1 white knight · c1 white bishop · d1 white queen · f1 white rook · g1 white king | a8 black rook · d8 black queen · e8 black king · f8 black bishop · h8 black rook · c7 black pawn · f7 black pawn · g7 black pawn · h7 black pawn · a6 black pawn · c6 black knight · e6 black bishop · b5 black pawn · d5 black pawn · e5 white pawn · e4 black knight · b3 white bishop · f3 white knight · a2 white pawn · b2 white pawn · c2 white pawn · f2 white pawn · g2 white pawn · h2 white pawn · a1 white rook · b1 white knight · c1 white bishop · d1 white queen · f1 white rook · g1 white king | a8 black rook · d8 black queen · e8 black king · f8 black bishop · h8 black rook · c7 black pawn · f7 black pawn · g7 black pawn · h7 black pawn · a6 black pawn · c6 black knight · e6 black bishop · b5 black pawn · d5 black pawn · e5 white pawn · e4 black knight · b3 white bishop · f3 white knight · a2 white pawn · b2 white pawn · c2 white pawn · f2 white pawn · g2 white pawn · h2 white pawn · a1 white rook · b1 white knight · c1 white bishop · d1 white queen · f1 white rook · g1 white king | a8 black rook · d8 black queen · e8 black king · f8 black bishop · h8 black rook · c7 black pawn · f7 black pawn · g7 black pawn · h7 black pawn · a6 black pawn · c6 black knight · e6 black bishop · b5 black pawn · d5 black pawn · e5 white pawn · e4 black knight · b3 white bishop · f3 white knight · a2 white pawn · b2 white pawn · c2 white pawn · f2 white pawn · g2 white pawn · h2 white pawn · a1 white rook · b1 white knight · c1 white bishop · d1 white queen · f1 white rook · g1 white king | a8 black rook · d8 black queen · e8 black king · f8 black bishop · h8 black rook · c7 black pawn · f7 black pawn · g7 black pawn · h7 black pawn · a6 black pawn · c6 black knight · e6 black bishop · b5 black pawn · d5 black pawn · e5 white pawn · e4 black knight · b3 white bishop · f3 white knight · a2 white pawn · b2 white pawn · c2 white pawn · f2 white pawn · g2 white pawn · h2 white pawn · a1 white rook · b1 white knight · c1 white bishop · d1 white queen · f1 white rook · g1 white king | a8 black rook · d8 black queen · e8 black king · f8 black bishop · h8 black rook · c7 black pawn · f7 black pawn · g7 black pawn · h7 black pawn · a6 black pawn · c6 black knight · e6 black bishop · b5 black pawn · d5 black pawn · e5 white pawn · e4 black knight · b3 white bishop · f3 white knight · a2 white pawn · b2 white pawn · c2 white pawn · f2 white pawn · g2 white pawn · h2 white pawn · a1 white rook · b1 white knight · c1 white bishop · d1 white queen · f1 white rook · g1 white king | a8 black rook · d8 black queen · e8 black king · f8 black bishop · h8 black rook · c7 black pawn · f7 black pawn · g7 black pawn · h7 black pawn · a6 black pawn · c6 black knight · e6 black bishop · b5 black pawn · d5 black pawn · e5 white pawn · e4 black knight · b3 white bishop · f3 white knight · a2 white pawn · b2 white pawn · c2 white pawn · f2 white pawn · g2 white pawn · h2 white pawn · a1 white rook · b1 white knight · c1 white bishop · d1 white queen · f1 white rook · g1 white king | a8 black rook · d8 black queen · e8 black king · f8 black bishop · h8 black rook · c7 black pawn · f7 black pawn · g7 black pawn · h7 black pawn · a6 black pawn · c6 black knight · e6 black bishop · b5 black pawn · d5 black pawn · e5 white pawn · e4 black knight · b3 white bishop · f3 white knight · a2 white pawn · b2 white pawn · c2 white pawn · f2 white pawn · g2 white pawn · h2 white pawn · a1 white rook · b1 white knight · c1 white bishop · d1 white queen · f1 white rook · g1 white king | 2 |
| 1 | a8 black rook · d8 black queen · e8 black king · f8 black bishop · h8 black rook · c7 black pawn · f7 black pawn · g7 black pawn · h7 black pawn · a6 black pawn · c6 black knight · e6 black bishop · b5 black pawn · d5 black pawn · e5 white pawn · e4 black knight · b3 white bishop · f3 white knight · a2 white pawn · b2 white pawn · c2 white pawn · f2 white pawn · g2 white pawn · h2 white pawn · a1 white rook · b1 white knight · c1 white bishop · d1 white queen · f1 white rook · g1 white king | a8 black rook · d8 black queen · e8 black king · f8 black bishop · h8 black rook · c7 black pawn · f7 black pawn · g7 black pawn · h7 black pawn · a6 black pawn · c6 black knight · e6 black bishop · b5 black pawn · d5 black pawn · e5 white pawn · e4 black knight · b3 white bishop · f3 white knight · a2 white pawn · b2 white pawn · c2 white pawn · f2 white pawn · g2 white pawn · h2 white pawn · a1 white rook · b1 white knight · c1 white bishop · d1 white queen · f1 white rook · g1 white king | a8 black rook · d8 black queen · e8 black king · f8 black bishop · h8 black rook · c7 black pawn · f7 black pawn · g7 black pawn · h7 black pawn · a6 black pawn · c6 black knight · e6 black bishop · b5 black pawn · d5 black pawn · e5 white pawn · e4 black knight · b3 white bishop · f3 white knight · a2 white pawn · b2 white pawn · c2 white pawn · f2 white pawn · g2 white pawn · h2 white pawn · a1 white rook · b1 white knight · c1 white bishop · d1 white queen · f1 white rook · g1 white king | a8 black rook · d8 black queen · e8 black king · f8 black bishop · h8 black rook · c7 black pawn · f7 black pawn · g7 black pawn · h7 black pawn · a6 black pawn · c6 black knight · e6 black bishop · b5 black pawn · d5 black pawn · e5 white pawn · e4 black knight · b3 white bishop · f3 white knight · a2 white pawn · b2 white pawn · c2 white pawn · f2 white pawn · g2 white pawn · h2 white pawn · a1 white rook · b1 white knight · c1 white bishop · d1 white queen · f1 white rook · g1 white king | a8 black rook · d8 black queen · e8 black king · f8 black bishop · h8 black rook · c7 black pawn · f7 black pawn · g7 black pawn · h7 black pawn · a6 black pawn · c6 black knight · e6 black bishop · b5 black pawn · d5 black pawn · e5 white pawn · e4 black knight · b3 white bishop · f3 white knight · a2 white pawn · b2 white pawn · c2 white pawn · f2 white pawn · g2 white pawn · h2 white pawn · a1 white rook · b1 white knight · c1 white bishop · d1 white queen · f1 white rook · g1 white king | a8 black rook · d8 black queen · e8 black king · f8 black bishop · h8 black rook · c7 black pawn · f7 black pawn · g7 black pawn · h7 black pawn · a6 black pawn · c6 black knight · e6 black bishop · b5 black pawn · d5 black pawn · e5 white pawn · e4 black knight · b3 white bishop · f3 white knight · a2 white pawn · b2 white pawn · c2 white pawn · f2 white pawn · g2 white pawn · h2 white pawn · a1 white rook · b1 white knight · c1 white bishop · d1 white queen · f1 white rook · g1 white king | a8 black rook · d8 black queen · e8 black king · f8 black bishop · h8 black rook · c7 black pawn · f7 black pawn · g7 black pawn · h7 black pawn · a6 black pawn · c6 black knight · e6 black bishop · b5 black pawn · d5 black pawn · e5 white pawn · e4 black knight · b3 white bishop · f3 white knight · a2 white pawn · b2 white pawn · c2 white pawn · f2 white pawn · g2 white pawn · h2 white pawn · a1 white rook · b1 white knight · c1 white bishop · d1 white queen · f1 white rook · g1 white king | a8 black rook · d8 black queen · e8 black king · f8 black bishop · h8 black rook · c7 black pawn · f7 black pawn · g7 black pawn · h7 black pawn · a6 black pawn · c6 black knight · e6 black bishop · b5 black pawn · d5 black pawn · e5 white pawn · e4 black knight · b3 white bishop · f3 white knight · a2 white pawn · b2 white pawn · c2 white pawn · f2 white pawn · g2 white pawn · h2 white pawn · a1 white rook · b1 white knight · c1 white bishop · d1 white queen · f1 white rook · g1 white king | 1 |
|   | a | b | c | d | e | f | g | h |   |

Trong Phòng thủ mở: 3...a6 4.Ta4 Mf6 5.0-0 Mxe4, Đen cố gắng tận dụng thời gian khi Trắng ăn lại Tốt để chiếm lấy một chỗ đứng trong trung tâm, với diễn biến tiếp theo thường là 6.d4 b5 7.Tb3 d5 8.dxe5 Te6. Ở đây, 8.Mxe5, từng được chơi bởi Fischer, là nước hiếm gặp hơn nhiều, và Đen nên cân bằng cờ với 8...Mxe5 9.dxe5 c6, củng cố vững chắc ô e5. Phương án Riga: 6...exd4, được xem là yếu hơn, diễn biến chính tiếp theo sẽ là 7.Xe1 d5 8.Mxd4 Td6! 9.Mxc6 Txh2+! 10.Vh1! (hoặc 10.Vxh2 Hh4+ 11.Vg1 Hxf2+ và hòa bởi chiếu vĩnh viễn.) Hh4 11.Xxe4+! dxe4 12.Hd8+! Hxd8 13.Mxd8+ Vxd8 14.Vxh2 Te6 (14...f5?? 15.Tg5#!) và bây giờ Tàn cuộc sẽ có lợi cho Trắng sau khi 15.Te3 hoặc Md2 (không 15.Mc3 c5!, Tượng Trắng a4 sẽ rơi vào bẫy).
Sau 8...Te6, Trắng có nhiều sự lựa chọn, bao gồm 9.c3, 9.Te3, 9.He2 và 9.Mbd2.
Phương án cổ điển sẽ bắt đầu nếu Trắng chọn 9.c3, khi đó Đen có thể trả lời với 9...Ma5, 9...Te7 (diễn biến chính), hoặc là một sự lựa chọn "hung hăng" 9...Tc5.
Nếu Đen 9...Tc5 sẽ 10.Mbd2 0-0 11.Tc2, và vị trí của Mã lúc này đang bị tấn công, họ có thể lựa chọn 11...f5 hoặc 11...Tf5, cả hai cách này đều nhằm bảo vệ ô trung tâm mạnh e4, không thì bắt buộc 11...Mxf2.
Ngày nay, 9.Te3 Te7 10.c3 thường được sử dụng để chuyển đổi về phương án chính 9.c3.
Trở lại 11.Tc2, một diễn biến cũ tiếp theo là 11...f5, với 12.Mb3 Ta7 13.Mfd4 Mxd4 14.Mxd4 Txd4, Trắng sẽ có được một vài lợi thế sau khi 15.Hxd4. Thay cho nước 15.Hxd4, ta sẽ có một phương án rất sắc nét có tên La Grande Variante với: 15.cxd4 f4 16.f3 Mg3 17.hxg3 fxg3 18.Hd3 Tf5 19.Hxf5 Xxf5 20.Txf5 Hh4 21.Th3 Hxd4+ 22.Vh1 Hxe5, và lúc này kết quả chưa rõ ràng. Có lẽ ván đấu nổi tiếng nhất với phương án này là ván giữa Vasily Smyslov (Liên Xô) và Samuel Reshevsky (Mỹ) diễn ra năm 1945 qua Radio. Trước đó từng có một phân tích về diễn biến này đã được xuất bản trong một tạp chí cờ vua của Nga, và Smyslov có thể đã nhờ đó để tiến nhanh đến thế trận với ưu thế thắng rõ ràng. Reshevsky thì chưa từng xem một phân tích nào như vậy, do đó đã đấu tranh một cách vô vọng để cố gắng tìm ra lời giải trong lúc thời gian của ông đang dần trôi.
Phương án Dilworth 11...Mxf2 12.Xxf2 f6 13.exf6 Txf2+ 14.Vxf2 Hxf6 rất ổn cho Đen, với nhiều bẫy dành cho những ai cầm Trắng mà thiếu sự chuẩn bị. Diễn biến chính dẫn đến một Tàn cuộc khó chơi đối với cả hai bên, dù vậy nó dễ có xu hướng hòa. Artur Yusupov là một trong một vài Đại kiện tướng thường hay chơi phương án này.
Trong phương án Tấn công Howell (ECO 81): 9.He2, Trắng có ý định chơi Xd1. Ván đấu thường tiếp tục với 9...Te7 10.Xd1 rồi đến 10...Mc5 hoặc 10...0-0. Paul Keres đã chơi phương án này vài lần trong những năm 1940, do đó thi thoảng nó cũng mang tên ông.
Anatoly Karpov đã chơi 9.Mbd2 trong trận chung kết giải Vô địch Cờ vua Thế giới 1978 giữa ông và Viktor Korchnoi, diễn biến tiếp theo là 9.Mbd2 Mc5 10.c3 d4 (10...Te7 là một nước đi cũ và đến nay vẫn phổ biến). Lúc này Karpov giới thiệu một bất ngờ 11.Mg5!?, một nước đi được đề xuất bởi huấn luyện viên của ông, Igor Zaitsev. Nếu Đen ăn Mã bằng 11...Hxg5 Trắng sẽ lấy lại chất với 12.Hf3. Diễn biến này đã đóng một vai trò quyết định trong một trận chung kết khác diễn ra sau này giữa Garry Kasparov và Viswanathan Anand năm 1995, Anand khi đó cầm quân Đen đã không thể phòng thủ thành công.

### Phòng thủ kín 4.Ta4 Mf6 5.0-0 Te7: những sự lựa chọn thay thế cho Phương án chính
|   | a | b | c | d | e | f | g | h |   |
| 8 | a8 black rook · c8 black bishop · d8 black queen · e8 black king · h8 black rook · b7 black pawn · c7 black pawn · d7 black pawn · e7 black bishop · f7 black pawn · g7 black pawn · h7 black pawn · a6 black pawn · c6 black knight · f6 black knight · e5 black pawn · a4 white bishop · e4 white pawn · f3 white knight · a2 white pawn · b2 white pawn · c2 white pawn · d2 white pawn · f2 white pawn · g2 white pawn · h2 white pawn · a1 white rook · b1 white knight · c1 white bishop · d1 white queen · f1 white rook · g1 white king | a8 black rook · c8 black bishop · d8 black queen · e8 black king · h8 black rook · b7 black pawn · c7 black pawn · d7 black pawn · e7 black bishop · f7 black pawn · g7 black pawn · h7 black pawn · a6 black pawn · c6 black knight · f6 black knight · e5 black pawn · a4 white bishop · e4 white pawn · f3 white knight · a2 white pawn · b2 white pawn · c2 white pawn · d2 white pawn · f2 white pawn · g2 white pawn · h2 white pawn · a1 white rook · b1 white knight · c1 white bishop · d1 white queen · f1 white rook · g1 white king | a8 black rook · c8 black bishop · d8 black queen · e8 black king · h8 black rook · b7 black pawn · c7 black pawn · d7 black pawn · e7 black bishop · f7 black pawn · g7 black pawn · h7 black pawn · a6 black pawn · c6 black knight · f6 black knight · e5 black pawn · a4 white bishop · e4 white pawn · f3 white knight · a2 white pawn · b2 white pawn · c2 white pawn · d2 white pawn · f2 white pawn · g2 white pawn · h2 white pawn · a1 white rook · b1 white knight · c1 white bishop · d1 white queen · f1 white rook · g1 white king | a8 black rook · c8 black bishop · d8 black queen · e8 black king · h8 black rook · b7 black pawn · c7 black pawn · d7 black pawn · e7 black bishop · f7 black pawn · g7 black pawn · h7 black pawn · a6 black pawn · c6 black knight · f6 black knight · e5 black pawn · a4 white bishop · e4 white pawn · f3 white knight · a2 white pawn · b2 white pawn · c2 white pawn · d2 white pawn · f2 white pawn · g2 white pawn · h2 white pawn · a1 white rook · b1 white knight · c1 white bishop · d1 white queen · f1 white rook · g1 white king | a8 black rook · c8 black bishop · d8 black queen · e8 black king · h8 black rook · b7 black pawn · c7 black pawn · d7 black pawn · e7 black bishop · f7 black pawn · g7 black pawn · h7 black pawn · a6 black pawn · c6 black knight · f6 black knight · e5 black pawn · a4 white bishop · e4 white pawn · f3 white knight · a2 white pawn · b2 white pawn · c2 white pawn · d2 white pawn · f2 white pawn · g2 white pawn · h2 white pawn · a1 white rook · b1 white knight · c1 white bishop · d1 white queen · f1 white rook · g1 white king | a8 black rook · c8 black bishop · d8 black queen · e8 black king · h8 black rook · b7 black pawn · c7 black pawn · d7 black pawn · e7 black bishop · f7 black pawn · g7 black pawn · h7 black pawn · a6 black pawn · c6 black knight · f6 black knight · e5 black pawn · a4 white bishop · e4 white pawn · f3 white knight · a2 white pawn · b2 white pawn · c2 white pawn · d2 white pawn · f2 white pawn · g2 white pawn · h2 white pawn · a1 white rook · b1 white knight · c1 white bishop · d1 white queen · f1 white rook · g1 white king | a8 black rook · c8 black bishop · d8 black queen · e8 black king · h8 black rook · b7 black pawn · c7 black pawn · d7 black pawn · e7 black bishop · f7 black pawn · g7 black pawn · h7 black pawn · a6 black pawn · c6 black knight · f6 black knight · e5 black pawn · a4 white bishop · e4 white pawn · f3 white knight · a2 white pawn · b2 white pawn · c2 white pawn · d2 white pawn · f2 white pawn · g2 white pawn · h2 white pawn · a1 white rook · b1 white knight · c1 white bishop · d1 white queen · f1 white rook · g1 white king | a8 black rook · c8 black bishop · d8 black queen · e8 black king · h8 black rook · b7 black pawn · c7 black pawn · d7 black pawn · e7 black bishop · f7 black pawn · g7 black pawn · h7 black pawn · a6 black pawn · c6 black knight · f6 black knight · e5 black pawn · a4 white bishop · e4 white pawn · f3 white knight · a2 white pawn · b2 white pawn · c2 white pawn · d2 white pawn · f2 white pawn · g2 white pawn · h2 white pawn · a1 white rook · b1 white knight · c1 white bishop · d1 white queen · f1 white rook · g1 white king | 8 |
| 7 | a8 black rook · c8 black bishop · d8 black queen · e8 black king · h8 black rook · b7 black pawn · c7 black pawn · d7 black pawn · e7 black bishop · f7 black pawn · g7 black pawn · h7 black pawn · a6 black pawn · c6 black knight · f6 black knight · e5 black pawn · a4 white bishop · e4 white pawn · f3 white knight · a2 white pawn · b2 white pawn · c2 white pawn · d2 white pawn · f2 white pawn · g2 white pawn · h2 white pawn · a1 white rook · b1 white knight · c1 white bishop · d1 white queen · f1 white rook · g1 white king | a8 black rook · c8 black bishop · d8 black queen · e8 black king · h8 black rook · b7 black pawn · c7 black pawn · d7 black pawn · e7 black bishop · f7 black pawn · g7 black pawn · h7 black pawn · a6 black pawn · c6 black knight · f6 black knight · e5 black pawn · a4 white bishop · e4 white pawn · f3 white knight · a2 white pawn · b2 white pawn · c2 white pawn · d2 white pawn · f2 white pawn · g2 white pawn · h2 white pawn · a1 white rook · b1 white knight · c1 white bishop · d1 white queen · f1 white rook · g1 white king | a8 black rook · c8 black bishop · d8 black queen · e8 black king · h8 black rook · b7 black pawn · c7 black pawn · d7 black pawn · e7 black bishop · f7 black pawn · g7 black pawn · h7 black pawn · a6 black pawn · c6 black knight · f6 black knight · e5 black pawn · a4 white bishop · e4 white pawn · f3 white knight · a2 white pawn · b2 white pawn · c2 white pawn · d2 white pawn · f2 white pawn · g2 white pawn · h2 white pawn · a1 white rook · b1 white knight · c1 white bishop · d1 white queen · f1 white rook · g1 white king | a8 black rook · c8 black bishop · d8 black queen · e8 black king · h8 black rook · b7 black pawn · c7 black pawn · d7 black pawn · e7 black bishop · f7 black pawn · g7 black pawn · h7 black pawn · a6 black pawn · c6 black knight · f6 black knight · e5 black pawn · a4 white bishop · e4 white pawn · f3 white knight · a2 white pawn · b2 white pawn · c2 white pawn · d2 white pawn · f2 white pawn · g2 white pawn · h2 white pawn · a1 white rook · b1 white knight · c1 white bishop · d1 white queen · f1 white rook · g1 white king | a8 black rook · c8 black bishop · d8 black queen · e8 black king · h8 black rook · b7 black pawn · c7 black pawn · d7 black pawn · e7 black bishop · f7 black pawn · g7 black pawn · h7 black pawn · a6 black pawn · c6 black knight · f6 black knight · e5 black pawn · a4 white bishop · e4 white pawn · f3 white knight · a2 white pawn · b2 white pawn · c2 white pawn · d2 white pawn · f2 white pawn · g2 white pawn · h2 white pawn · a1 white rook · b1 white knight · c1 white bishop · d1 white queen · f1 white rook · g1 white king | a8 black rook · c8 black bishop · d8 black queen · e8 black king · h8 black rook · b7 black pawn · c7 black pawn · d7 black pawn · e7 black bishop · f7 black pawn · g7 black pawn · h7 black pawn · a6 black pawn · c6 black knight · f6 black knight · e5 black pawn · a4 white bishop · e4 white pawn · f3 white knight · a2 white pawn · b2 white pawn · c2 white pawn · d2 white pawn · f2 white pawn · g2 white pawn · h2 white pawn · a1 white rook · b1 white knight · c1 white bishop · d1 white queen · f1 white rook · g1 white king | a8 black rook · c8 black bishop · d8 black queen · e8 black king · h8 black rook · b7 black pawn · c7 black pawn · d7 black pawn · e7 black bishop · f7 black pawn · g7 black pawn · h7 black pawn · a6 black pawn · c6 black knight · f6 black knight · e5 black pawn · a4 white bishop · e4 white pawn · f3 white knight · a2 white pawn · b2 white pawn · c2 white pawn · d2 white pawn · f2 white pawn · g2 white pawn · h2 white pawn · a1 white rook · b1 white knight · c1 white bishop · d1 white queen · f1 white rook · g1 white king | a8 black rook · c8 black bishop · d8 black queen · e8 black king · h8 black rook · b7 black pawn · c7 black pawn · d7 black pawn · e7 black bishop · f7 black pawn · g7 black pawn · h7 black pawn · a6 black pawn · c6 black knight · f6 black knight · e5 black pawn · a4 white bishop · e4 white pawn · f3 white knight · a2 white pawn · b2 white pawn · c2 white pawn · d2 white pawn · f2 white pawn · g2 white pawn · h2 white pawn · a1 white rook · b1 white knight · c1 white bishop · d1 white queen · f1 white rook · g1 white king | 7 |
| 6 | a8 black rook · c8 black bishop · d8 black queen · e8 black king · h8 black rook · b7 black pawn · c7 black pawn · d7 black pawn · e7 black bishop · f7 black pawn · g7 black pawn · h7 black pawn · a6 black pawn · c6 black knight · f6 black knight · e5 black pawn · a4 white bishop · e4 white pawn · f3 white knight · a2 white pawn · b2 white pawn · c2 white pawn · d2 white pawn · f2 white pawn · g2 white pawn · h2 white pawn · a1 white rook · b1 white knight · c1 white bishop · d1 white queen · f1 white rook · g1 white king | a8 black rook · c8 black bishop · d8 black queen · e8 black king · h8 black rook · b7 black pawn · c7 black pawn · d7 black pawn · e7 black bishop · f7 black pawn · g7 black pawn · h7 black pawn · a6 black pawn · c6 black knight · f6 black knight · e5 black pawn · a4 white bishop · e4 white pawn · f3 white knight · a2 white pawn · b2 white pawn · c2 white pawn · d2 white pawn · f2 white pawn · g2 white pawn · h2 white pawn · a1 white rook · b1 white knight · c1 white bishop · d1 white queen · f1 white rook · g1 white king | a8 black rook · c8 black bishop · d8 black queen · e8 black king · h8 black rook · b7 black pawn · c7 black pawn · d7 black pawn · e7 black bishop · f7 black pawn · g7 black pawn · h7 black pawn · a6 black pawn · c6 black knight · f6 black knight · e5 black pawn · a4 white bishop · e4 white pawn · f3 white knight · a2 white pawn · b2 white pawn · c2 white pawn · d2 white pawn · f2 white pawn · g2 white pawn · h2 white pawn · a1 white rook · b1 white knight · c1 white bishop · d1 white queen · f1 white rook · g1 white king | a8 black rook · c8 black bishop · d8 black queen · e8 black king · h8 black rook · b7 black pawn · c7 black pawn · d7 black pawn · e7 black bishop · f7 black pawn · g7 black pawn · h7 black pawn · a6 black pawn · c6 black knight · f6 black knight · e5 black pawn · a4 white bishop · e4 white pawn · f3 white knight · a2 white pawn · b2 white pawn · c2 white pawn · d2 white pawn · f2 white pawn · g2 white pawn · h2 white pawn · a1 white rook · b1 white knight · c1 white bishop · d1 white queen · f1 white rook · g1 white king | a8 black rook · c8 black bishop · d8 black queen · e8 black king · h8 black rook · b7 black pawn · c7 black pawn · d7 black pawn · e7 black bishop · f7 black pawn · g7 black pawn · h7 black pawn · a6 black pawn · c6 black knight · f6 black knight · e5 black pawn · a4 white bishop · e4 white pawn · f3 white knight · a2 white pawn · b2 white pawn · c2 white pawn · d2 white pawn · f2 white pawn · g2 white pawn · h2 white pawn · a1 white rook · b1 white knight · c1 white bishop · d1 white queen · f1 white rook · g1 white king | a8 black rook · c8 black bishop · d8 black queen · e8 black king · h8 black rook · b7 black pawn · c7 black pawn · d7 black pawn · e7 black bishop · f7 black pawn · g7 black pawn · h7 black pawn · a6 black pawn · c6 black knight · f6 black knight · e5 black pawn · a4 white bishop · e4 white pawn · f3 white knight · a2 white pawn · b2 white pawn · c2 white pawn · d2 white pawn · f2 white pawn · g2 white pawn · h2 white pawn · a1 white rook · b1 white knight · c1 white bishop · d1 white queen · f1 white rook · g1 white king | a8 black rook · c8 black bishop · d8 black queen · e8 black king · h8 black rook · b7 black pawn · c7 black pawn · d7 black pawn · e7 black bishop · f7 black pawn · g7 black pawn · h7 black pawn · a6 black pawn · c6 black knight · f6 black knight · e5 black pawn · a4 white bishop · e4 white pawn · f3 white knight · a2 white pawn · b2 white pawn · c2 white pawn · d2 white pawn · f2 white pawn · g2 white pawn · h2 white pawn · a1 white rook · b1 white knight · c1 white bishop · d1 white queen · f1 white rook · g1 white king | a8 black rook · c8 black bishop · d8 black queen · e8 black king · h8 black rook · b7 black pawn · c7 black pawn · d7 black pawn · e7 black bishop · f7 black pawn · g7 black pawn · h7 black pawn · a6 black pawn · c6 black knight · f6 black knight · e5 black pawn · a4 white bishop · e4 white pawn · f3 white knight · a2 white pawn · b2 white pawn · c2 white pawn · d2 white pawn · f2 white pawn · g2 white pawn · h2 white pawn · a1 white rook · b1 white knight · c1 white bishop · d1 white queen · f1 white rook · g1 white king | 6 |
| 5 | a8 black rook · c8 black bishop · d8 black queen · e8 black king · h8 black rook · b7 black pawn · c7 black pawn · d7 black pawn · e7 black bishop · f7 black pawn · g7 black pawn · h7 black pawn · a6 black pawn · c6 black knight · f6 black knight · e5 black pawn · a4 white bishop · e4 white pawn · f3 white knight · a2 white pawn · b2 white pawn · c2 white pawn · d2 white pawn · f2 white pawn · g2 white pawn · h2 white pawn · a1 white rook · b1 white knight · c1 white bishop · d1 white queen · f1 white rook · g1 white king | a8 black rook · c8 black bishop · d8 black queen · e8 black king · h8 black rook · b7 black pawn · c7 black pawn · d7 black pawn · e7 black bishop · f7 black pawn · g7 black pawn · h7 black pawn · a6 black pawn · c6 black knight · f6 black knight · e5 black pawn · a4 white bishop · e4 white pawn · f3 white knight · a2 white pawn · b2 white pawn · c2 white pawn · d2 white pawn · f2 white pawn · g2 white pawn · h2 white pawn · a1 white rook · b1 white knight · c1 white bishop · d1 white queen · f1 white rook · g1 white king | a8 black rook · c8 black bishop · d8 black queen · e8 black king · h8 black rook · b7 black pawn · c7 black pawn · d7 black pawn · e7 black bishop · f7 black pawn · g7 black pawn · h7 black pawn · a6 black pawn · c6 black knight · f6 black knight · e5 black pawn · a4 white bishop · e4 white pawn · f3 white knight · a2 white pawn · b2 white pawn · c2 white pawn · d2 white pawn · f2 white pawn · g2 white pawn · h2 white pawn · a1 white rook · b1 white knight · c1 white bishop · d1 white queen · f1 white rook · g1 white king | a8 black rook · c8 black bishop · d8 black queen · e8 black king · h8 black rook · b7 black pawn · c7 black pawn · d7 black pawn · e7 black bishop · f7 black pawn · g7 black pawn · h7 black pawn · a6 black pawn · c6 black knight · f6 black knight · e5 black pawn · a4 white bishop · e4 white pawn · f3 white knight · a2 white pawn · b2 white pawn · c2 white pawn · d2 white pawn · f2 white pawn · g2 white pawn · h2 white pawn · a1 white rook · b1 white knight · c1 white bishop · d1 white queen · f1 white rook · g1 white king | a8 black rook · c8 black bishop · d8 black queen · e8 black king · h8 black rook · b7 black pawn · c7 black pawn · d7 black pawn · e7 black bishop · f7 black pawn · g7 black pawn · h7 black pawn · a6 black pawn · c6 black knight · f6 black knight · e5 black pawn · a4 white bishop · e4 white pawn · f3 white knight · a2 white pawn · b2 white pawn · c2 white pawn · d2 white pawn · f2 white pawn · g2 white pawn · h2 white pawn · a1 white rook · b1 white knight · c1 white bishop · d1 white queen · f1 white rook · g1 white king | a8 black rook · c8 black bishop · d8 black queen · e8 black king · h8 black rook · b7 black pawn · c7 black pawn · d7 black pawn · e7 black bishop · f7 black pawn · g7 black pawn · h7 black pawn · a6 black pawn · c6 black knight · f6 black knight · e5 black pawn · a4 white bishop · e4 white pawn · f3 white knight · a2 white pawn · b2 white pawn · c2 white pawn · d2 white pawn · f2 white pawn · g2 white pawn · h2 white pawn · a1 white rook · b1 white knight · c1 white bishop · d1 white queen · f1 white rook · g1 white king | a8 black rook · c8 black bishop · d8 black queen · e8 black king · h8 black rook · b7 black pawn · c7 black pawn · d7 black pawn · e7 black bishop · f7 black pawn · g7 black pawn · h7 black pawn · a6 black pawn · c6 black knight · f6 black knight · e5 black pawn · a4 white bishop · e4 white pawn · f3 white knight · a2 white pawn · b2 white pawn · c2 white pawn · d2 white pawn · f2 white pawn · g2 white pawn · h2 white pawn · a1 white rook · b1 white knight · c1 white bishop · d1 white queen · f1 white rook · g1 white king | a8 black rook · c8 black bishop · d8 black queen · e8 black king · h8 black rook · b7 black pawn · c7 black pawn · d7 black pawn · e7 black bishop · f7 black pawn · g7 black pawn · h7 black pawn · a6 black pawn · c6 black knight · f6 black knight · e5 black pawn · a4 white bishop · e4 white pawn · f3 white knight · a2 white pawn · b2 white pawn · c2 white pawn · d2 white pawn · f2 white pawn · g2 white pawn · h2 white pawn · a1 white rook · b1 white knight · c1 white bishop · d1 white queen · f1 white rook · g1 white king | 5 |
| 4 | a8 black rook · c8 black bishop · d8 black queen · e8 black king · h8 black rook · b7 black pawn · c7 black pawn · d7 black pawn · e7 black bishop · f7 black pawn · g7 black pawn · h7 black pawn · a6 black pawn · c6 black knight · f6 black knight · e5 black pawn · a4 white bishop · e4 white pawn · f3 white knight · a2 white pawn · b2 white pawn · c2 white pawn · d2 white pawn · f2 white pawn · g2 white pawn · h2 white pawn · a1 white rook · b1 white knight · c1 white bishop · d1 white queen · f1 white rook · g1 white king | a8 black rook · c8 black bishop · d8 black queen · e8 black king · h8 black rook · b7 black pawn · c7 black pawn · d7 black pawn · e7 black bishop · f7 black pawn · g7 black pawn · h7 black pawn · a6 black pawn · c6 black knight · f6 black knight · e5 black pawn · a4 white bishop · e4 white pawn · f3 white knight · a2 white pawn · b2 white pawn · c2 white pawn · d2 white pawn · f2 white pawn · g2 white pawn · h2 white pawn · a1 white rook · b1 white knight · c1 white bishop · d1 white queen · f1 white rook · g1 white king | a8 black rook · c8 black bishop · d8 black queen · e8 black king · h8 black rook · b7 black pawn · c7 black pawn · d7 black pawn · e7 black bishop · f7 black pawn · g7 black pawn · h7 black pawn · a6 black pawn · c6 black knight · f6 black knight · e5 black pawn · a4 white bishop · e4 white pawn · f3 white knight · a2 white pawn · b2 white pawn · c2 white pawn · d2 white pawn · f2 white pawn · g2 white pawn · h2 white pawn · a1 white rook · b1 white knight · c1 white bishop · d1 white queen · f1 white rook · g1 white king | a8 black rook · c8 black bishop · d8 black queen · e8 black king · h8 black rook · b7 black pawn · c7 black pawn · d7 black pawn · e7 black bishop · f7 black pawn · g7 black pawn · h7 black pawn · a6 black pawn · c6 black knight · f6 black knight · e5 black pawn · a4 white bishop · e4 white pawn · f3 white knight · a2 white pawn · b2 white pawn · c2 white pawn · d2 white pawn · f2 white pawn · g2 white pawn · h2 white pawn · a1 white rook · b1 white knight · c1 white bishop · d1 white queen · f1 white rook · g1 white king | a8 black rook · c8 black bishop · d8 black queen · e8 black king · h8 black rook · b7 black pawn · c7 black pawn · d7 black pawn · e7 black bishop · f7 black pawn · g7 black pawn · h7 black pawn · a6 black pawn · c6 black knight · f6 black knight · e5 black pawn · a4 white bishop · e4 white pawn · f3 white knight · a2 white pawn · b2 white pawn · c2 white pawn · d2 white pawn · f2 white pawn · g2 white pawn · h2 white pawn · a1 white rook · b1 white knight · c1 white bishop · d1 white queen · f1 white rook · g1 white king | a8 black rook · c8 black bishop · d8 black queen · e8 black king · h8 black rook · b7 black pawn · c7 black pawn · d7 black pawn · e7 black bishop · f7 black pawn · g7 black pawn · h7 black pawn · a6 black pawn · c6 black knight · f6 black knight · e5 black pawn · a4 white bishop · e4 white pawn · f3 white knight · a2 white pawn · b2 white pawn · c2 white pawn · d2 white pawn · f2 white pawn · g2 white pawn · h2 white pawn · a1 white rook · b1 white knight · c1 white bishop · d1 white queen · f1 white rook · g1 white king | a8 black rook · c8 black bishop · d8 black queen · e8 black king · h8 black rook · b7 black pawn · c7 black pawn · d7 black pawn · e7 black bishop · f7 black pawn · g7 black pawn · h7 black pawn · a6 black pawn · c6 black knight · f6 black knight · e5 black pawn · a4 white bishop · e4 white pawn · f3 white knight · a2 white pawn · b2 white pawn · c2 white pawn · d2 white pawn · f2 white pawn · g2 white pawn · h2 white pawn · a1 white rook · b1 white knight · c1 white bishop · d1 white queen · f1 white rook · g1 white king | a8 black rook · c8 black bishop · d8 black queen · e8 black king · h8 black rook · b7 black pawn · c7 black pawn · d7 black pawn · e7 black bishop · f7 black pawn · g7 black pawn · h7 black pawn · a6 black pawn · c6 black knight · f6 black knight · e5 black pawn · a4 white bishop · e4 white pawn · f3 white knight · a2 white pawn · b2 white pawn · c2 white pawn · d2 white pawn · f2 white pawn · g2 white pawn · h2 white pawn · a1 white rook · b1 white knight · c1 white bishop · d1 white queen · f1 white rook · g1 white king | 4 |
| 3 | a8 black rook · c8 black bishop · d8 black queen · e8 black king · h8 black rook · b7 black pawn · c7 black pawn · d7 black pawn · e7 black bishop · f7 black pawn · g7 black pawn · h7 black pawn · a6 black pawn · c6 black knight · f6 black knight · e5 black pawn · a4 white bishop · e4 white pawn · f3 white knight · a2 white pawn · b2 white pawn · c2 white pawn · d2 white pawn · f2 white pawn · g2 white pawn · h2 white pawn · a1 white rook · b1 white knight · c1 white bishop · d1 white queen · f1 white rook · g1 white king | a8 black rook · c8 black bishop · d8 black queen · e8 black king · h8 black rook · b7 black pawn · c7 black pawn · d7 black pawn · e7 black bishop · f7 black pawn · g7 black pawn · h7 black pawn · a6 black pawn · c6 black knight · f6 black knight · e5 black pawn · a4 white bishop · e4 white pawn · f3 white knight · a2 white pawn · b2 white pawn · c2 white pawn · d2 white pawn · f2 white pawn · g2 white pawn · h2 white pawn · a1 white rook · b1 white knight · c1 white bishop · d1 white queen · f1 white rook · g1 white king | a8 black rook · c8 black bishop · d8 black queen · e8 black king · h8 black rook · b7 black pawn · c7 black pawn · d7 black pawn · e7 black bishop · f7 black pawn · g7 black pawn · h7 black pawn · a6 black pawn · c6 black knight · f6 black knight · e5 black pawn · a4 white bishop · e4 white pawn · f3 white knight · a2 white pawn · b2 white pawn · c2 white pawn · d2 white pawn · f2 white pawn · g2 white pawn · h2 white pawn · a1 white rook · b1 white knight · c1 white bishop · d1 white queen · f1 white rook · g1 white king | a8 black rook · c8 black bishop · d8 black queen · e8 black king · h8 black rook · b7 black pawn · c7 black pawn · d7 black pawn · e7 black bishop · f7 black pawn · g7 black pawn · h7 black pawn · a6 black pawn · c6 black knight · f6 black knight · e5 black pawn · a4 white bishop · e4 white pawn · f3 white knight · a2 white pawn · b2 white pawn · c2 white pawn · d2 white pawn · f2 white pawn · g2 white pawn · h2 white pawn · a1 white rook · b1 white knight · c1 white bishop · d1 white queen · f1 white rook · g1 white king | a8 black rook · c8 black bishop · d8 black queen · e8 black king · h8 black rook · b7 black pawn · c7 black pawn · d7 black pawn · e7 black bishop · f7 black pawn · g7 black pawn · h7 black pawn · a6 black pawn · c6 black knight · f6 black knight · e5 black pawn · a4 white bishop · e4 white pawn · f3 white knight · a2 white pawn · b2 white pawn · c2 white pawn · d2 white pawn · f2 white pawn · g2 white pawn · h2 white pawn · a1 white rook · b1 white knight · c1 white bishop · d1 white queen · f1 white rook · g1 white king | a8 black rook · c8 black bishop · d8 black queen · e8 black king · h8 black rook · b7 black pawn · c7 black pawn · d7 black pawn · e7 black bishop · f7 black pawn · g7 black pawn · h7 black pawn · a6 black pawn · c6 black knight · f6 black knight · e5 black pawn · a4 white bishop · e4 white pawn · f3 white knight · a2 white pawn · b2 white pawn · c2 white pawn · d2 white pawn · f2 white pawn · g2 white pawn · h2 white pawn · a1 white rook · b1 white knight · c1 white bishop · d1 white queen · f1 white rook · g1 white king | a8 black rook · c8 black bishop · d8 black queen · e8 black king · h8 black rook · b7 black pawn · c7 black pawn · d7 black pawn · e7 black bishop · f7 black pawn · g7 black pawn · h7 black pawn · a6 black pawn · c6 black knight · f6 black knight · e5 black pawn · a4 white bishop · e4 white pawn · f3 white knight · a2 white pawn · b2 white pawn · c2 white pawn · d2 white pawn · f2 white pawn · g2 white pawn · h2 white pawn · a1 white rook · b1 white knight · c1 white bishop · d1 white queen · f1 white rook · g1 white king | a8 black rook · c8 black bishop · d8 black queen · e8 black king · h8 black rook · b7 black pawn · c7 black pawn · d7 black pawn · e7 black bishop · f7 black pawn · g7 black pawn · h7 black pawn · a6 black pawn · c6 black knight · f6 black knight · e5 black pawn · a4 white bishop · e4 white pawn · f3 white knight · a2 white pawn · b2 white pawn · c2 white pawn · d2 white pawn · f2 white pawn · g2 white pawn · h2 white pawn · a1 white rook · b1 white knight · c1 white bishop · d1 white queen · f1 white rook · g1 white king | 3 |
| 2 | a8 black rook · c8 black bishop · d8 black queen · e8 black king · h8 black rook · b7 black pawn · c7 black pawn · d7 black pawn · e7 black bishop · f7 black pawn · g7 black pawn · h7 black pawn · a6 black pawn · c6 black knight · f6 black knight · e5 black pawn · a4 white bishop · e4 white pawn · f3 white knight · a2 white pawn · b2 white pawn · c2 white pawn · d2 white pawn · f2 white pawn · g2 white pawn · h2 white pawn · a1 white rook · b1 white knight · c1 white bishop · d1 white queen · f1 white rook · g1 white king | a8 black rook · c8 black bishop · d8 black queen · e8 black king · h8 black rook · b7 black pawn · c7 black pawn · d7 black pawn · e7 black bishop · f7 black pawn · g7 black pawn · h7 black pawn · a6 black pawn · c6 black knight · f6 black knight · e5 black pawn · a4 white bishop · e4 white pawn · f3 white knight · a2 white pawn · b2 white pawn · c2 white pawn · d2 white pawn · f2 white pawn · g2 white pawn · h2 white pawn · a1 white rook · b1 white knight · c1 white bishop · d1 white queen · f1 white rook · g1 white king | a8 black rook · c8 black bishop · d8 black queen · e8 black king · h8 black rook · b7 black pawn · c7 black pawn · d7 black pawn · e7 black bishop · f7 black pawn · g7 black pawn · h7 black pawn · a6 black pawn · c6 black knight · f6 black knight · e5 black pawn · a4 white bishop · e4 white pawn · f3 white knight · a2 white pawn · b2 white pawn · c2 white pawn · d2 white pawn · f2 white pawn · g2 white pawn · h2 white pawn · a1 white rook · b1 white knight · c1 white bishop · d1 white queen · f1 white rook · g1 white king | a8 black rook · c8 black bishop · d8 black queen · e8 black king · h8 black rook · b7 black pawn · c7 black pawn · d7 black pawn · e7 black bishop · f7 black pawn · g7 black pawn · h7 black pawn · a6 black pawn · c6 black knight · f6 black knight · e5 black pawn · a4 white bishop · e4 white pawn · f3 white knight · a2 white pawn · b2 white pawn · c2 white pawn · d2 white pawn · f2 white pawn · g2 white pawn · h2 white pawn · a1 white rook · b1 white knight · c1 white bishop · d1 white queen · f1 white rook · g1 white king | a8 black rook · c8 black bishop · d8 black queen · e8 black king · h8 black rook · b7 black pawn · c7 black pawn · d7 black pawn · e7 black bishop · f7 black pawn · g7 black pawn · h7 black pawn · a6 black pawn · c6 black knight · f6 black knight · e5 black pawn · a4 white bishop · e4 white pawn · f3 white knight · a2 white pawn · b2 white pawn · c2 white pawn · d2 white pawn · f2 white pawn · g2 white pawn · h2 white pawn · a1 white rook · b1 white knight · c1 white bishop · d1 white queen · f1 white rook · g1 white king | a8 black rook · c8 black bishop · d8 black queen · e8 black king · h8 black rook · b7 black pawn · c7 black pawn · d7 black pawn · e7 black bishop · f7 black pawn · g7 black pawn · h7 black pawn · a6 black pawn · c6 black knight · f6 black knight · e5 black pawn · a4 white bishop · e4 white pawn · f3 white knight · a2 white pawn · b2 white pawn · c2 white pawn · d2 white pawn · f2 white pawn · g2 white pawn · h2 white pawn · a1 white rook · b1 white knight · c1 white bishop · d1 white queen · f1 white rook · g1 white king | a8 black rook · c8 black bishop · d8 black queen · e8 black king · h8 black rook · b7 black pawn · c7 black pawn · d7 black pawn · e7 black bishop · f7 black pawn · g7 black pawn · h7 black pawn · a6 black pawn · c6 black knight · f6 black knight · e5 black pawn · a4 white bishop · e4 white pawn · f3 white knight · a2 white pawn · b2 white pawn · c2 white pawn · d2 white pawn · f2 white pawn · g2 white pawn · h2 white pawn · a1 white rook · b1 white knight · c1 white bishop · d1 white queen · f1 white rook · g1 white king | a8 black rook · c8 black bishop · d8 black queen · e8 black king · h8 black rook · b7 black pawn · c7 black pawn · d7 black pawn · e7 black bishop · f7 black pawn · g7 black pawn · h7 black pawn · a6 black pawn · c6 black knight · f6 black knight · e5 black pawn · a4 white bishop · e4 white pawn · f3 white knight · a2 white pawn · b2 white pawn · c2 white pawn · d2 white pawn · f2 white pawn · g2 white pawn · h2 white pawn · a1 white rook · b1 white knight · c1 white bishop · d1 white queen · f1 white rook · g1 white king | 2 |
| 1 | a8 black rook · c8 black bishop · d8 black queen · e8 black king · h8 black rook · b7 black pawn · c7 black pawn · d7 black pawn · e7 black bishop · f7 black pawn · g7 black pawn · h7 black pawn · a6 black pawn · c6 black knight · f6 black knight · e5 black pawn · a4 white bishop · e4 white pawn · f3 white knight · a2 white pawn · b2 white pawn · c2 white pawn · d2 white pawn · f2 white pawn · g2 white pawn · h2 white pawn · a1 white rook · b1 white knight · c1 white bishop · d1 white queen · f1 white rook · g1 white king | a8 black rook · c8 black bishop · d8 black queen · e8 black king · h8 black rook · b7 black pawn · c7 black pawn · d7 black pawn · e7 black bishop · f7 black pawn · g7 black pawn · h7 black pawn · a6 black pawn · c6 black knight · f6 black knight · e5 black pawn · a4 white bishop · e4 white pawn · f3 white knight · a2 white pawn · b2 white pawn · c2 white pawn · d2 white pawn · f2 white pawn · g2 white pawn · h2 white pawn · a1 white rook · b1 white knight · c1 white bishop · d1 white queen · f1 white rook · g1 white king | a8 black rook · c8 black bishop · d8 black queen · e8 black king · h8 black rook · b7 black pawn · c7 black pawn · d7 black pawn · e7 black bishop · f7 black pawn · g7 black pawn · h7 black pawn · a6 black pawn · c6 black knight · f6 black knight · e5 black pawn · a4 white bishop · e4 white pawn · f3 white knight · a2 white pawn · b2 white pawn · c2 white pawn · d2 white pawn · f2 white pawn · g2 white pawn · h2 white pawn · a1 white rook · b1 white knight · c1 white bishop · d1 white queen · f1 white rook · g1 white king | a8 black rook · c8 black bishop · d8 black queen · e8 black king · h8 black rook · b7 black pawn · c7 black pawn · d7 black pawn · e7 black bishop · f7 black pawn · g7 black pawn · h7 black pawn · a6 black pawn · c6 black knight · f6 black knight · e5 black pawn · a4 white bishop · e4 white pawn · f3 white knight · a2 white pawn · b2 white pawn · c2 white pawn · d2 white pawn · f2 white pawn · g2 white pawn · h2 white pawn · a1 white rook · b1 white knight · c1 white bishop · d1 white queen · f1 white rook · g1 white king | a8 black rook · c8 black bishop · d8 black queen · e8 black king · h8 black rook · b7 black pawn · c7 black pawn · d7 black pawn · e7 black bishop · f7 black pawn · g7 black pawn · h7 black pawn · a6 black pawn · c6 black knight · f6 black knight · e5 black pawn · a4 white bishop · e4 white pawn · f3 white knight · a2 white pawn · b2 white pawn · c2 white pawn · d2 white pawn · f2 white pawn · g2 white pawn · h2 white pawn · a1 white rook · b1 white knight · c1 white bishop · d1 white queen · f1 white rook · g1 white king | a8 black rook · c8 black bishop · d8 black queen · e8 black king · h8 black rook · b7 black pawn · c7 black pawn · d7 black pawn · e7 black bishop · f7 black pawn · g7 black pawn · h7 black pawn · a6 black pawn · c6 black knight · f6 black knight · e5 black pawn · a4 white bishop · e4 white pawn · f3 white knight · a2 white pawn · b2 white pawn · c2 white pawn · d2 white pawn · f2 white pawn · g2 white pawn · h2 white pawn · a1 white rook · b1 white knight · c1 white bishop · d1 white queen · f1 white rook · g1 white king | a8 black rook · c8 black bishop · d8 black queen · e8 black king · h8 black rook · b7 black pawn · c7 black pawn · d7 black pawn · e7 black bishop · f7 black pawn · g7 black pawn · h7 black pawn · a6 black pawn · c6 black knight · f6 black knight · e5 black pawn · a4 white bishop · e4 white pawn · f3 white knight · a2 white pawn · b2 white pawn · c2 white pawn · d2 white pawn · f2 white pawn · g2 white pawn · h2 white pawn · a1 white rook · b1 white knight · c1 white bishop · d1 white queen · f1 white rook · g1 white king | a8 black rook · c8 black bishop · d8 black queen · e8 black king · h8 black rook · b7 black pawn · c7 black pawn · d7 black pawn · e7 black bishop · f7 black pawn · g7 black pawn · h7 black pawn · a6 black pawn · c6 black knight · f6 black knight · e5 black pawn · a4 white bishop · e4 white pawn · f3 white knight · a2 white pawn · b2 white pawn · c2 white pawn · d2 white pawn · f2 white pawn · g2 white pawn · h2 white pawn · a1 white rook · b1 white knight · c1 white bishop · d1 white queen · f1 white rook · g1 white king | 1 |
|   | a | b | c | d | e | f | g | h |   |

Trong phương án chính, Trắng thường lui Tượng về a4, và diễn biến bình thường tiếp theo là 4...Mf6 5.0-0 Te7. Lúc này Đen đe dọa ăn hơn Tốt với 6...b5 rồi 7...Mxe4, do đó Trắng cần phải có biện pháp. 
Trắng thường chơi nước 6.Xe1 để bảo vệ Tốt e, và đe dọa ăn hơn Tốt lại với 7.Bxc6 và 8.Mxe5. Cách ngăn chặn phổ biến nhất cho Đen là buộc Tượng Trắng rời đường chéo a4-d8 với 6...b5 7.Tb3, mặc dù Đen cũng có thể lựa chọn bảo vệ Tốt với 6...d6.
Sau khi 4...Mf6 5.0-0 Te7, kịch bản thường gặp nhất sẽ là 6.Xe1 b5 7.Tb3 d6 8.c3 0-0, sẽ được thảo luận trong phần sau.
Trong phần này, ta sẽ xem xét những sự lựa chọn thay thế cho Phương án chính:
- 6.Txc6 (Delayed Exchange Variation Deferred) (Phương án đổi chậm)
- 6.d4 (Tấn công trung tâm)
- 6.He2 (Phương án Tấn công Worrall)
- 6.Xe1 d6 (Phương án Averbakh)
- 6.Xe1 b5 7.Tb3
  - 7...Tb7 (Phương án Trajković)
  - 7...0-0 8.c3 d5 (Phương án Tấn công Marshall)

#### Delayed Exchange Variation Deferred: 6.Txc6
Sự lựa chọn Delayed Exchange Variation Deferred (hay Exchange Variation Doubly Deferred) (ECO C85), 6.Txc6, sẽ mất một "temp" nếu so với Phương án đổi, mặc dù so sánh, Mã Đen ở f6 và Tượng ở e7 đều là những vị trí không thật tốt. Trong khi Mã ở f6 ngăn cản Đen hỗ trợ Tốt e bằng Tốt f, thì vị trí e7 của Tượng có phần thụ động.

#### Tấn công trung tâm: 6.d4
Phương án Tấn công trung tâm (hay Phương án trung tâm) (ECO 84), 6.d4, dẫn đến thế trận sắc nét. Đen có thể giữ được thế cân bằng, tuy nhiên cũng dễ để họ mắc sai lầm.

#### Tấn công Worrall: 6.He2
|   | a | b | c | d | e | f | g | h |   |
| 8 | a8 black rook · c8 black bishop · d8 black queen · e8 black king · h8 black rook · b7 black pawn · c7 black pawn · d7 black pawn · e7 black bishop · f7 black pawn · g7 black pawn · h7 black pawn · a6 black pawn · c6 black knight · f6 black knight · e5 black pawn · a4 white bishop · e4 white pawn · f3 white knight · a2 white pawn · b2 white pawn · c2 white pawn · d2 white pawn · e2 white queen · f2 white pawn · g2 white pawn · h2 white pawn · a1 white rook · b1 white knight · c1 white bishop · f1 white rook · g1 white king | a8 black rook · c8 black bishop · d8 black queen · e8 black king · h8 black rook · b7 black pawn · c7 black pawn · d7 black pawn · e7 black bishop · f7 black pawn · g7 black pawn · h7 black pawn · a6 black pawn · c6 black knight · f6 black knight · e5 black pawn · a4 white bishop · e4 white pawn · f3 white knight · a2 white pawn · b2 white pawn · c2 white pawn · d2 white pawn · e2 white queen · f2 white pawn · g2 white pawn · h2 white pawn · a1 white rook · b1 white knight · c1 white bishop · f1 white rook · g1 white king | a8 black rook · c8 black bishop · d8 black queen · e8 black king · h8 black rook · b7 black pawn · c7 black pawn · d7 black pawn · e7 black bishop · f7 black pawn · g7 black pawn · h7 black pawn · a6 black pawn · c6 black knight · f6 black knight · e5 black pawn · a4 white bishop · e4 white pawn · f3 white knight · a2 white pawn · b2 white pawn · c2 white pawn · d2 white pawn · e2 white queen · f2 white pawn · g2 white pawn · h2 white pawn · a1 white rook · b1 white knight · c1 white bishop · f1 white rook · g1 white king | a8 black rook · c8 black bishop · d8 black queen · e8 black king · h8 black rook · b7 black pawn · c7 black pawn · d7 black pawn · e7 black bishop · f7 black pawn · g7 black pawn · h7 black pawn · a6 black pawn · c6 black knight · f6 black knight · e5 black pawn · a4 white bishop · e4 white pawn · f3 white knight · a2 white pawn · b2 white pawn · c2 white pawn · d2 white pawn · e2 white queen · f2 white pawn · g2 white pawn · h2 white pawn · a1 white rook · b1 white knight · c1 white bishop · f1 white rook · g1 white king | a8 black rook · c8 black bishop · d8 black queen · e8 black king · h8 black rook · b7 black pawn · c7 black pawn · d7 black pawn · e7 black bishop · f7 black pawn · g7 black pawn · h7 black pawn · a6 black pawn · c6 black knight · f6 black knight · e5 black pawn · a4 white bishop · e4 white pawn · f3 white knight · a2 white pawn · b2 white pawn · c2 white pawn · d2 white pawn · e2 white queen · f2 white pawn · g2 white pawn · h2 white pawn · a1 white rook · b1 white knight · c1 white bishop · f1 white rook · g1 white king | a8 black rook · c8 black bishop · d8 black queen · e8 black king · h8 black rook · b7 black pawn · c7 black pawn · d7 black pawn · e7 black bishop · f7 black pawn · g7 black pawn · h7 black pawn · a6 black pawn · c6 black knight · f6 black knight · e5 black pawn · a4 white bishop · e4 white pawn · f3 white knight · a2 white pawn · b2 white pawn · c2 white pawn · d2 white pawn · e2 white queen · f2 white pawn · g2 white pawn · h2 white pawn · a1 white rook · b1 white knight · c1 white bishop · f1 white rook · g1 white king | a8 black rook · c8 black bishop · d8 black queen · e8 black king · h8 black rook · b7 black pawn · c7 black pawn · d7 black pawn · e7 black bishop · f7 black pawn · g7 black pawn · h7 black pawn · a6 black pawn · c6 black knight · f6 black knight · e5 black pawn · a4 white bishop · e4 white pawn · f3 white knight · a2 white pawn · b2 white pawn · c2 white pawn · d2 white pawn · e2 white queen · f2 white pawn · g2 white pawn · h2 white pawn · a1 white rook · b1 white knight · c1 white bishop · f1 white rook · g1 white king | a8 black rook · c8 black bishop · d8 black queen · e8 black king · h8 black rook · b7 black pawn · c7 black pawn · d7 black pawn · e7 black bishop · f7 black pawn · g7 black pawn · h7 black pawn · a6 black pawn · c6 black knight · f6 black knight · e5 black pawn · a4 white bishop · e4 white pawn · f3 white knight · a2 white pawn · b2 white pawn · c2 white pawn · d2 white pawn · e2 white queen · f2 white pawn · g2 white pawn · h2 white pawn · a1 white rook · b1 white knight · c1 white bishop · f1 white rook · g1 white king | 8 |
| 7 | a8 black rook · c8 black bishop · d8 black queen · e8 black king · h8 black rook · b7 black pawn · c7 black pawn · d7 black pawn · e7 black bishop · f7 black pawn · g7 black pawn · h7 black pawn · a6 black pawn · c6 black knight · f6 black knight · e5 black pawn · a4 white bishop · e4 white pawn · f3 white knight · a2 white pawn · b2 white pawn · c2 white pawn · d2 white pawn · e2 white queen · f2 white pawn · g2 white pawn · h2 white pawn · a1 white rook · b1 white knight · c1 white bishop · f1 white rook · g1 white king | a8 black rook · c8 black bishop · d8 black queen · e8 black king · h8 black rook · b7 black pawn · c7 black pawn · d7 black pawn · e7 black bishop · f7 black pawn · g7 black pawn · h7 black pawn · a6 black pawn · c6 black knight · f6 black knight · e5 black pawn · a4 white bishop · e4 white pawn · f3 white knight · a2 white pawn · b2 white pawn · c2 white pawn · d2 white pawn · e2 white queen · f2 white pawn · g2 white pawn · h2 white pawn · a1 white rook · b1 white knight · c1 white bishop · f1 white rook · g1 white king | a8 black rook · c8 black bishop · d8 black queen · e8 black king · h8 black rook · b7 black pawn · c7 black pawn · d7 black pawn · e7 black bishop · f7 black pawn · g7 black pawn · h7 black pawn · a6 black pawn · c6 black knight · f6 black knight · e5 black pawn · a4 white bishop · e4 white pawn · f3 white knight · a2 white pawn · b2 white pawn · c2 white pawn · d2 white pawn · e2 white queen · f2 white pawn · g2 white pawn · h2 white pawn · a1 white rook · b1 white knight · c1 white bishop · f1 white rook · g1 white king | a8 black rook · c8 black bishop · d8 black queen · e8 black king · h8 black rook · b7 black pawn · c7 black pawn · d7 black pawn · e7 black bishop · f7 black pawn · g7 black pawn · h7 black pawn · a6 black pawn · c6 black knight · f6 black knight · e5 black pawn · a4 white bishop · e4 white pawn · f3 white knight · a2 white pawn · b2 white pawn · c2 white pawn · d2 white pawn · e2 white queen · f2 white pawn · g2 white pawn · h2 white pawn · a1 white rook · b1 white knight · c1 white bishop · f1 white rook · g1 white king | a8 black rook · c8 black bishop · d8 black queen · e8 black king · h8 black rook · b7 black pawn · c7 black pawn · d7 black pawn · e7 black bishop · f7 black pawn · g7 black pawn · h7 black pawn · a6 black pawn · c6 black knight · f6 black knight · e5 black pawn · a4 white bishop · e4 white pawn · f3 white knight · a2 white pawn · b2 white pawn · c2 white pawn · d2 white pawn · e2 white queen · f2 white pawn · g2 white pawn · h2 white pawn · a1 white rook · b1 white knight · c1 white bishop · f1 white rook · g1 white king | a8 black rook · c8 black bishop · d8 black queen · e8 black king · h8 black rook · b7 black pawn · c7 black pawn · d7 black pawn · e7 black bishop · f7 black pawn · g7 black pawn · h7 black pawn · a6 black pawn · c6 black knight · f6 black knight · e5 black pawn · a4 white bishop · e4 white pawn · f3 white knight · a2 white pawn · b2 white pawn · c2 white pawn · d2 white pawn · e2 white queen · f2 white pawn · g2 white pawn · h2 white pawn · a1 white rook · b1 white knight · c1 white bishop · f1 white rook · g1 white king | a8 black rook · c8 black bishop · d8 black queen · e8 black king · h8 black rook · b7 black pawn · c7 black pawn · d7 black pawn · e7 black bishop · f7 black pawn · g7 black pawn · h7 black pawn · a6 black pawn · c6 black knight · f6 black knight · e5 black pawn · a4 white bishop · e4 white pawn · f3 white knight · a2 white pawn · b2 white pawn · c2 white pawn · d2 white pawn · e2 white queen · f2 white pawn · g2 white pawn · h2 white pawn · a1 white rook · b1 white knight · c1 white bishop · f1 white rook · g1 white king | a8 black rook · c8 black bishop · d8 black queen · e8 black king · h8 black rook · b7 black pawn · c7 black pawn · d7 black pawn · e7 black bishop · f7 black pawn · g7 black pawn · h7 black pawn · a6 black pawn · c6 black knight · f6 black knight · e5 black pawn · a4 white bishop · e4 white pawn · f3 white knight · a2 white pawn · b2 white pawn · c2 white pawn · d2 white pawn · e2 white queen · f2 white pawn · g2 white pawn · h2 white pawn · a1 white rook · b1 white knight · c1 white bishop · f1 white rook · g1 white king | 7 |
| 6 | a8 black rook · c8 black bishop · d8 black queen · e8 black king · h8 black rook · b7 black pawn · c7 black pawn · d7 black pawn · e7 black bishop · f7 black pawn · g7 black pawn · h7 black pawn · a6 black pawn · c6 black knight · f6 black knight · e5 black pawn · a4 white bishop · e4 white pawn · f3 white knight · a2 white pawn · b2 white pawn · c2 white pawn · d2 white pawn · e2 white queen · f2 white pawn · g2 white pawn · h2 white pawn · a1 white rook · b1 white knight · c1 white bishop · f1 white rook · g1 white king | a8 black rook · c8 black bishop · d8 black queen · e8 black king · h8 black rook · b7 black pawn · c7 black pawn · d7 black pawn · e7 black bishop · f7 black pawn · g7 black pawn · h7 black pawn · a6 black pawn · c6 black knight · f6 black knight · e5 black pawn · a4 white bishop · e4 white pawn · f3 white knight · a2 white pawn · b2 white pawn · c2 white pawn · d2 white pawn · e2 white queen · f2 white pawn · g2 white pawn · h2 white pawn · a1 white rook · b1 white knight · c1 white bishop · f1 white rook · g1 white king | a8 black rook · c8 black bishop · d8 black queen · e8 black king · h8 black rook · b7 black pawn · c7 black pawn · d7 black pawn · e7 black bishop · f7 black pawn · g7 black pawn · h7 black pawn · a6 black pawn · c6 black knight · f6 black knight · e5 black pawn · a4 white bishop · e4 white pawn · f3 white knight · a2 white pawn · b2 white pawn · c2 white pawn · d2 white pawn · e2 white queen · f2 white pawn · g2 white pawn · h2 white pawn · a1 white rook · b1 white knight · c1 white bishop · f1 white rook · g1 white king | a8 black rook · c8 black bishop · d8 black queen · e8 black king · h8 black rook · b7 black pawn · c7 black pawn · d7 black pawn · e7 black bishop · f7 black pawn · g7 black pawn · h7 black pawn · a6 black pawn · c6 black knight · f6 black knight · e5 black pawn · a4 white bishop · e4 white pawn · f3 white knight · a2 white pawn · b2 white pawn · c2 white pawn · d2 white pawn · e2 white queen · f2 white pawn · g2 white pawn · h2 white pawn · a1 white rook · b1 white knight · c1 white bishop · f1 white rook · g1 white king | a8 black rook · c8 black bishop · d8 black queen · e8 black king · h8 black rook · b7 black pawn · c7 black pawn · d7 black pawn · e7 black bishop · f7 black pawn · g7 black pawn · h7 black pawn · a6 black pawn · c6 black knight · f6 black knight · e5 black pawn · a4 white bishop · e4 white pawn · f3 white knight · a2 white pawn · b2 white pawn · c2 white pawn · d2 white pawn · e2 white queen · f2 white pawn · g2 white pawn · h2 white pawn · a1 white rook · b1 white knight · c1 white bishop · f1 white rook · g1 white king | a8 black rook · c8 black bishop · d8 black queen · e8 black king · h8 black rook · b7 black pawn · c7 black pawn · d7 black pawn · e7 black bishop · f7 black pawn · g7 black pawn · h7 black pawn · a6 black pawn · c6 black knight · f6 black knight · e5 black pawn · a4 white bishop · e4 white pawn · f3 white knight · a2 white pawn · b2 white pawn · c2 white pawn · d2 white pawn · e2 white queen · f2 white pawn · g2 white pawn · h2 white pawn · a1 white rook · b1 white knight · c1 white bishop · f1 white rook · g1 white king | a8 black rook · c8 black bishop · d8 black queen · e8 black king · h8 black rook · b7 black pawn · c7 black pawn · d7 black pawn · e7 black bishop · f7 black pawn · g7 black pawn · h7 black pawn · a6 black pawn · c6 black knight · f6 black knight · e5 black pawn · a4 white bishop · e4 white pawn · f3 white knight · a2 white pawn · b2 white pawn · c2 white pawn · d2 white pawn · e2 white queen · f2 white pawn · g2 white pawn · h2 white pawn · a1 white rook · b1 white knight · c1 white bishop · f1 white rook · g1 white king | a8 black rook · c8 black bishop · d8 black queen · e8 black king · h8 black rook · b7 black pawn · c7 black pawn · d7 black pawn · e7 black bishop · f7 black pawn · g7 black pawn · h7 black pawn · a6 black pawn · c6 black knight · f6 black knight · e5 black pawn · a4 white bishop · e4 white pawn · f3 white knight · a2 white pawn · b2 white pawn · c2 white pawn · d2 white pawn · e2 white queen · f2 white pawn · g2 white pawn · h2 white pawn · a1 white rook · b1 white knight · c1 white bishop · f1 white rook · g1 white king | 6 |
| 5 | a8 black rook · c8 black bishop · d8 black queen · e8 black king · h8 black rook · b7 black pawn · c7 black pawn · d7 black pawn · e7 black bishop · f7 black pawn · g7 black pawn · h7 black pawn · a6 black pawn · c6 black knight · f6 black knight · e5 black pawn · a4 white bishop · e4 white pawn · f3 white knight · a2 white pawn · b2 white pawn · c2 white pawn · d2 white pawn · e2 white queen · f2 white pawn · g2 white pawn · h2 white pawn · a1 white rook · b1 white knight · c1 white bishop · f1 white rook · g1 white king | a8 black rook · c8 black bishop · d8 black queen · e8 black king · h8 black rook · b7 black pawn · c7 black pawn · d7 black pawn · e7 black bishop · f7 black pawn · g7 black pawn · h7 black pawn · a6 black pawn · c6 black knight · f6 black knight · e5 black pawn · a4 white bishop · e4 white pawn · f3 white knight · a2 white pawn · b2 white pawn · c2 white pawn · d2 white pawn · e2 white queen · f2 white pawn · g2 white pawn · h2 white pawn · a1 white rook · b1 white knight · c1 white bishop · f1 white rook · g1 white king | a8 black rook · c8 black bishop · d8 black queen · e8 black king · h8 black rook · b7 black pawn · c7 black pawn · d7 black pawn · e7 black bishop · f7 black pawn · g7 black pawn · h7 black pawn · a6 black pawn · c6 black knight · f6 black knight · e5 black pawn · a4 white bishop · e4 white pawn · f3 white knight · a2 white pawn · b2 white pawn · c2 white pawn · d2 white pawn · e2 white queen · f2 white pawn · g2 white pawn · h2 white pawn · a1 white rook · b1 white knight · c1 white bishop · f1 white rook · g1 white king | a8 black rook · c8 black bishop · d8 black queen · e8 black king · h8 black rook · b7 black pawn · c7 black pawn · d7 black pawn · e7 black bishop · f7 black pawn · g7 black pawn · h7 black pawn · a6 black pawn · c6 black knight · f6 black knight · e5 black pawn · a4 white bishop · e4 white pawn · f3 white knight · a2 white pawn · b2 white pawn · c2 white pawn · d2 white pawn · e2 white queen · f2 white pawn · g2 white pawn · h2 white pawn · a1 white rook · b1 white knight · c1 white bishop · f1 white rook · g1 white king | a8 black rook · c8 black bishop · d8 black queen · e8 black king · h8 black rook · b7 black pawn · c7 black pawn · d7 black pawn · e7 black bishop · f7 black pawn · g7 black pawn · h7 black pawn · a6 black pawn · c6 black knight · f6 black knight · e5 black pawn · a4 white bishop · e4 white pawn · f3 white knight · a2 white pawn · b2 white pawn · c2 white pawn · d2 white pawn · e2 white queen · f2 white pawn · g2 white pawn · h2 white pawn · a1 white rook · b1 white knight · c1 white bishop · f1 white rook · g1 white king | a8 black rook · c8 black bishop · d8 black queen · e8 black king · h8 black rook · b7 black pawn · c7 black pawn · d7 black pawn · e7 black bishop · f7 black pawn · g7 black pawn · h7 black pawn · a6 black pawn · c6 black knight · f6 black knight · e5 black pawn · a4 white bishop · e4 white pawn · f3 white knight · a2 white pawn · b2 white pawn · c2 white pawn · d2 white pawn · e2 white queen · f2 white pawn · g2 white pawn · h2 white pawn · a1 white rook · b1 white knight · c1 white bishop · f1 white rook · g1 white king | a8 black rook · c8 black bishop · d8 black queen · e8 black king · h8 black rook · b7 black pawn · c7 black pawn · d7 black pawn · e7 black bishop · f7 black pawn · g7 black pawn · h7 black pawn · a6 black pawn · c6 black knight · f6 black knight · e5 black pawn · a4 white bishop · e4 white pawn · f3 white knight · a2 white pawn · b2 white pawn · c2 white pawn · d2 white pawn · e2 white queen · f2 white pawn · g2 white pawn · h2 white pawn · a1 white rook · b1 white knight · c1 white bishop · f1 white rook · g1 white king | a8 black rook · c8 black bishop · d8 black queen · e8 black king · h8 black rook · b7 black pawn · c7 black pawn · d7 black pawn · e7 black bishop · f7 black pawn · g7 black pawn · h7 black pawn · a6 black pawn · c6 black knight · f6 black knight · e5 black pawn · a4 white bishop · e4 white pawn · f3 white knight · a2 white pawn · b2 white pawn · c2 white pawn · d2 white pawn · e2 white queen · f2 white pawn · g2 white pawn · h2 white pawn · a1 white rook · b1 white knight · c1 white bishop · f1 white rook · g1 white king | 5 |
| 4 | a8 black rook · c8 black bishop · d8 black queen · e8 black king · h8 black rook · b7 black pawn · c7 black pawn · d7 black pawn · e7 black bishop · f7 black pawn · g7 black pawn · h7 black pawn · a6 black pawn · c6 black knight · f6 black knight · e5 black pawn · a4 white bishop · e4 white pawn · f3 white knight · a2 white pawn · b2 white pawn · c2 white pawn · d2 white pawn · e2 white queen · f2 white pawn · g2 white pawn · h2 white pawn · a1 white rook · b1 white knight · c1 white bishop · f1 white rook · g1 white king | a8 black rook · c8 black bishop · d8 black queen · e8 black king · h8 black rook · b7 black pawn · c7 black pawn · d7 black pawn · e7 black bishop · f7 black pawn · g7 black pawn · h7 black pawn · a6 black pawn · c6 black knight · f6 black knight · e5 black pawn · a4 white bishop · e4 white pawn · f3 white knight · a2 white pawn · b2 white pawn · c2 white pawn · d2 white pawn · e2 white queen · f2 white pawn · g2 white pawn · h2 white pawn · a1 white rook · b1 white knight · c1 white bishop · f1 white rook · g1 white king | a8 black rook · c8 black bishop · d8 black queen · e8 black king · h8 black rook · b7 black pawn · c7 black pawn · d7 black pawn · e7 black bishop · f7 black pawn · g7 black pawn · h7 black pawn · a6 black pawn · c6 black knight · f6 black knight · e5 black pawn · a4 white bishop · e4 white pawn · f3 white knight · a2 white pawn · b2 white pawn · c2 white pawn · d2 white pawn · e2 white queen · f2 white pawn · g2 white pawn · h2 white pawn · a1 white rook · b1 white knight · c1 white bishop · f1 white rook · g1 white king | a8 black rook · c8 black bishop · d8 black queen · e8 black king · h8 black rook · b7 black pawn · c7 black pawn · d7 black pawn · e7 black bishop · f7 black pawn · g7 black pawn · h7 black pawn · a6 black pawn · c6 black knight · f6 black knight · e5 black pawn · a4 white bishop · e4 white pawn · f3 white knight · a2 white pawn · b2 white pawn · c2 white pawn · d2 white pawn · e2 white queen · f2 white pawn · g2 white pawn · h2 white pawn · a1 white rook · b1 white knight · c1 white bishop · f1 white rook · g1 white king | a8 black rook · c8 black bishop · d8 black queen · e8 black king · h8 black rook · b7 black pawn · c7 black pawn · d7 black pawn · e7 black bishop · f7 black pawn · g7 black pawn · h7 black pawn · a6 black pawn · c6 black knight · f6 black knight · e5 black pawn · a4 white bishop · e4 white pawn · f3 white knight · a2 white pawn · b2 white pawn · c2 white pawn · d2 white pawn · e2 white queen · f2 white pawn · g2 white pawn · h2 white pawn · a1 white rook · b1 white knight · c1 white bishop · f1 white rook · g1 white king | a8 black rook · c8 black bishop · d8 black queen · e8 black king · h8 black rook · b7 black pawn · c7 black pawn · d7 black pawn · e7 black bishop · f7 black pawn · g7 black pawn · h7 black pawn · a6 black pawn · c6 black knight · f6 black knight · e5 black pawn · a4 white bishop · e4 white pawn · f3 white knight · a2 white pawn · b2 white pawn · c2 white pawn · d2 white pawn · e2 white queen · f2 white pawn · g2 white pawn · h2 white pawn · a1 white rook · b1 white knight · c1 white bishop · f1 white rook · g1 white king | a8 black rook · c8 black bishop · d8 black queen · e8 black king · h8 black rook · b7 black pawn · c7 black pawn · d7 black pawn · e7 black bishop · f7 black pawn · g7 black pawn · h7 black pawn · a6 black pawn · c6 black knight · f6 black knight · e5 black pawn · a4 white bishop · e4 white pawn · f3 white knight · a2 white pawn · b2 white pawn · c2 white pawn · d2 white pawn · e2 white queen · f2 white pawn · g2 white pawn · h2 white pawn · a1 white rook · b1 white knight · c1 white bishop · f1 white rook · g1 white king | a8 black rook · c8 black bishop · d8 black queen · e8 black king · h8 black rook · b7 black pawn · c7 black pawn · d7 black pawn · e7 black bishop · f7 black pawn · g7 black pawn · h7 black pawn · a6 black pawn · c6 black knight · f6 black knight · e5 black pawn · a4 white bishop · e4 white pawn · f3 white knight · a2 white pawn · b2 white pawn · c2 white pawn · d2 white pawn · e2 white queen · f2 white pawn · g2 white pawn · h2 white pawn · a1 white rook · b1 white knight · c1 white bishop · f1 white rook · g1 white king | 4 |
| 3 | a8 black rook · c8 black bishop · d8 black queen · e8 black king · h8 black rook · b7 black pawn · c7 black pawn · d7 black pawn · e7 black bishop · f7 black pawn · g7 black pawn · h7 black pawn · a6 black pawn · c6 black knight · f6 black knight · e5 black pawn · a4 white bishop · e4 white pawn · f3 white knight · a2 white pawn · b2 white pawn · c2 white pawn · d2 white pawn · e2 white queen · f2 white pawn · g2 white pawn · h2 white pawn · a1 white rook · b1 white knight · c1 white bishop · f1 white rook · g1 white king | a8 black rook · c8 black bishop · d8 black queen · e8 black king · h8 black rook · b7 black pawn · c7 black pawn · d7 black pawn · e7 black bishop · f7 black pawn · g7 black pawn · h7 black pawn · a6 black pawn · c6 black knight · f6 black knight · e5 black pawn · a4 white bishop · e4 white pawn · f3 white knight · a2 white pawn · b2 white pawn · c2 white pawn · d2 white pawn · e2 white queen · f2 white pawn · g2 white pawn · h2 white pawn · a1 white rook · b1 white knight · c1 white bishop · f1 white rook · g1 white king | a8 black rook · c8 black bishop · d8 black queen · e8 black king · h8 black rook · b7 black pawn · c7 black pawn · d7 black pawn · e7 black bishop · f7 black pawn · g7 black pawn · h7 black pawn · a6 black pawn · c6 black knight · f6 black knight · e5 black pawn · a4 white bishop · e4 white pawn · f3 white knight · a2 white pawn · b2 white pawn · c2 white pawn · d2 white pawn · e2 white queen · f2 white pawn · g2 white pawn · h2 white pawn · a1 white rook · b1 white knight · c1 white bishop · f1 white rook · g1 white king | a8 black rook · c8 black bishop · d8 black queen · e8 black king · h8 black rook · b7 black pawn · c7 black pawn · d7 black pawn · e7 black bishop · f7 black pawn · g7 black pawn · h7 black pawn · a6 black pawn · c6 black knight · f6 black knight · e5 black pawn · a4 white bishop · e4 white pawn · f3 white knight · a2 white pawn · b2 white pawn · c2 white pawn · d2 white pawn · e2 white queen · f2 white pawn · g2 white pawn · h2 white pawn · a1 white rook · b1 white knight · c1 white bishop · f1 white rook · g1 white king | a8 black rook · c8 black bishop · d8 black queen · e8 black king · h8 black rook · b7 black pawn · c7 black pawn · d7 black pawn · e7 black bishop · f7 black pawn · g7 black pawn · h7 black pawn · a6 black pawn · c6 black knight · f6 black knight · e5 black pawn · a4 white bishop · e4 white pawn · f3 white knight · a2 white pawn · b2 white pawn · c2 white pawn · d2 white pawn · e2 white queen · f2 white pawn · g2 white pawn · h2 white pawn · a1 white rook · b1 white knight · c1 white bishop · f1 white rook · g1 white king | a8 black rook · c8 black bishop · d8 black queen · e8 black king · h8 black rook · b7 black pawn · c7 black pawn · d7 black pawn · e7 black bishop · f7 black pawn · g7 black pawn · h7 black pawn · a6 black pawn · c6 black knight · f6 black knight · e5 black pawn · a4 white bishop · e4 white pawn · f3 white knight · a2 white pawn · b2 white pawn · c2 white pawn · d2 white pawn · e2 white queen · f2 white pawn · g2 white pawn · h2 white pawn · a1 white rook · b1 white knight · c1 white bishop · f1 white rook · g1 white king | a8 black rook · c8 black bishop · d8 black queen · e8 black king · h8 black rook · b7 black pawn · c7 black pawn · d7 black pawn · e7 black bishop · f7 black pawn · g7 black pawn · h7 black pawn · a6 black pawn · c6 black knight · f6 black knight · e5 black pawn · a4 white bishop · e4 white pawn · f3 white knight · a2 white pawn · b2 white pawn · c2 white pawn · d2 white pawn · e2 white queen · f2 white pawn · g2 white pawn · h2 white pawn · a1 white rook · b1 white knight · c1 white bishop · f1 white rook · g1 white king | a8 black rook · c8 black bishop · d8 black queen · e8 black king · h8 black rook · b7 black pawn · c7 black pawn · d7 black pawn · e7 black bishop · f7 black pawn · g7 black pawn · h7 black pawn · a6 black pawn · c6 black knight · f6 black knight · e5 black pawn · a4 white bishop · e4 white pawn · f3 white knight · a2 white pawn · b2 white pawn · c2 white pawn · d2 white pawn · e2 white queen · f2 white pawn · g2 white pawn · h2 white pawn · a1 white rook · b1 white knight · c1 white bishop · f1 white rook · g1 white king | 3 |
| 2 | a8 black rook · c8 black bishop · d8 black queen · e8 black king · h8 black rook · b7 black pawn · c7 black pawn · d7 black pawn · e7 black bishop · f7 black pawn · g7 black pawn · h7 black pawn · a6 black pawn · c6 black knight · f6 black knight · e5 black pawn · a4 white bishop · e4 white pawn · f3 white knight · a2 white pawn · b2 white pawn · c2 white pawn · d2 white pawn · e2 white queen · f2 white pawn · g2 white pawn · h2 white pawn · a1 white rook · b1 white knight · c1 white bishop · f1 white rook · g1 white king | a8 black rook · c8 black bishop · d8 black queen · e8 black king · h8 black rook · b7 black pawn · c7 black pawn · d7 black pawn · e7 black bishop · f7 black pawn · g7 black pawn · h7 black pawn · a6 black pawn · c6 black knight · f6 black knight · e5 black pawn · a4 white bishop · e4 white pawn · f3 white knight · a2 white pawn · b2 white pawn · c2 white pawn · d2 white pawn · e2 white queen · f2 white pawn · g2 white pawn · h2 white pawn · a1 white rook · b1 white knight · c1 white bishop · f1 white rook · g1 white king | a8 black rook · c8 black bishop · d8 black queen · e8 black king · h8 black rook · b7 black pawn · c7 black pawn · d7 black pawn · e7 black bishop · f7 black pawn · g7 black pawn · h7 black pawn · a6 black pawn · c6 black knight · f6 black knight · e5 black pawn · a4 white bishop · e4 white pawn · f3 white knight · a2 white pawn · b2 white pawn · c2 white pawn · d2 white pawn · e2 white queen · f2 white pawn · g2 white pawn · h2 white pawn · a1 white rook · b1 white knight · c1 white bishop · f1 white rook · g1 white king | a8 black rook · c8 black bishop · d8 black queen · e8 black king · h8 black rook · b7 black pawn · c7 black pawn · d7 black pawn · e7 black bishop · f7 black pawn · g7 black pawn · h7 black pawn · a6 black pawn · c6 black knight · f6 black knight · e5 black pawn · a4 white bishop · e4 white pawn · f3 white knight · a2 white pawn · b2 white pawn · c2 white pawn · d2 white pawn · e2 white queen · f2 white pawn · g2 white pawn · h2 white pawn · a1 white rook · b1 white knight · c1 white bishop · f1 white rook · g1 white king | a8 black rook · c8 black bishop · d8 black queen · e8 black king · h8 black rook · b7 black pawn · c7 black pawn · d7 black pawn · e7 black bishop · f7 black pawn · g7 black pawn · h7 black pawn · a6 black pawn · c6 black knight · f6 black knight · e5 black pawn · a4 white bishop · e4 white pawn · f3 white knight · a2 white pawn · b2 white pawn · c2 white pawn · d2 white pawn · e2 white queen · f2 white pawn · g2 white pawn · h2 white pawn · a1 white rook · b1 white knight · c1 white bishop · f1 white rook · g1 white king | a8 black rook · c8 black bishop · d8 black queen · e8 black king · h8 black rook · b7 black pawn · c7 black pawn · d7 black pawn · e7 black bishop · f7 black pawn · g7 black pawn · h7 black pawn · a6 black pawn · c6 black knight · f6 black knight · e5 black pawn · a4 white bishop · e4 white pawn · f3 white knight · a2 white pawn · b2 white pawn · c2 white pawn · d2 white pawn · e2 white queen · f2 white pawn · g2 white pawn · h2 white pawn · a1 white rook · b1 white knight · c1 white bishop · f1 white rook · g1 white king | a8 black rook · c8 black bishop · d8 black queen · e8 black king · h8 black rook · b7 black pawn · c7 black pawn · d7 black pawn · e7 black bishop · f7 black pawn · g7 black pawn · h7 black pawn · a6 black pawn · c6 black knight · f6 black knight · e5 black pawn · a4 white bishop · e4 white pawn · f3 white knight · a2 white pawn · b2 white pawn · c2 white pawn · d2 white pawn · e2 white queen · f2 white pawn · g2 white pawn · h2 white pawn · a1 white rook · b1 white knight · c1 white bishop · f1 white rook · g1 white king | a8 black rook · c8 black bishop · d8 black queen · e8 black king · h8 black rook · b7 black pawn · c7 black pawn · d7 black pawn · e7 black bishop · f7 black pawn · g7 black pawn · h7 black pawn · a6 black pawn · c6 black knight · f6 black knight · e5 black pawn · a4 white bishop · e4 white pawn · f3 white knight · a2 white pawn · b2 white pawn · c2 white pawn · d2 white pawn · e2 white queen · f2 white pawn · g2 white pawn · h2 white pawn · a1 white rook · b1 white knight · c1 white bishop · f1 white rook · g1 white king | 2 |
| 1 | a8 black rook · c8 black bishop · d8 black queen · e8 black king · h8 black rook · b7 black pawn · c7 black pawn · d7 black pawn · e7 black bishop · f7 black pawn · g7 black pawn · h7 black pawn · a6 black pawn · c6 black knight · f6 black knight · e5 black pawn · a4 white bishop · e4 white pawn · f3 white knight · a2 white pawn · b2 white pawn · c2 white pawn · d2 white pawn · e2 white queen · f2 white pawn · g2 white pawn · h2 white pawn · a1 white rook · b1 white knight · c1 white bishop · f1 white rook · g1 white king | a8 black rook · c8 black bishop · d8 black queen · e8 black king · h8 black rook · b7 black pawn · c7 black pawn · d7 black pawn · e7 black bishop · f7 black pawn · g7 black pawn · h7 black pawn · a6 black pawn · c6 black knight · f6 black knight · e5 black pawn · a4 white bishop · e4 white pawn · f3 white knight · a2 white pawn · b2 white pawn · c2 white pawn · d2 white pawn · e2 white queen · f2 white pawn · g2 white pawn · h2 white pawn · a1 white rook · b1 white knight · c1 white bishop · f1 white rook · g1 white king | a8 black rook · c8 black bishop · d8 black queen · e8 black king · h8 black rook · b7 black pawn · c7 black pawn · d7 black pawn · e7 black bishop · f7 black pawn · g7 black pawn · h7 black pawn · a6 black pawn · c6 black knight · f6 black knight · e5 black pawn · a4 white bishop · e4 white pawn · f3 white knight · a2 white pawn · b2 white pawn · c2 white pawn · d2 white pawn · e2 white queen · f2 white pawn · g2 white pawn · h2 white pawn · a1 white rook · b1 white knight · c1 white bishop · f1 white rook · g1 white king | a8 black rook · c8 black bishop · d8 black queen · e8 black king · h8 black rook · b7 black pawn · c7 black pawn · d7 black pawn · e7 black bishop · f7 black pawn · g7 black pawn · h7 black pawn · a6 black pawn · c6 black knight · f6 black knight · e5 black pawn · a4 white bishop · e4 white pawn · f3 white knight · a2 white pawn · b2 white pawn · c2 white pawn · d2 white pawn · e2 white queen · f2 white pawn · g2 white pawn · h2 white pawn · a1 white rook · b1 white knight · c1 white bishop · f1 white rook · g1 white king | a8 black rook · c8 black bishop · d8 black queen · e8 black king · h8 black rook · b7 black pawn · c7 black pawn · d7 black pawn · e7 black bishop · f7 black pawn · g7 black pawn · h7 black pawn · a6 black pawn · c6 black knight · f6 black knight · e5 black pawn · a4 white bishop · e4 white pawn · f3 white knight · a2 white pawn · b2 white pawn · c2 white pawn · d2 white pawn · e2 white queen · f2 white pawn · g2 white pawn · h2 white pawn · a1 white rook · b1 white knight · c1 white bishop · f1 white rook · g1 white king | a8 black rook · c8 black bishop · d8 black queen · e8 black king · h8 black rook · b7 black pawn · c7 black pawn · d7 black pawn · e7 black bishop · f7 black pawn · g7 black pawn · h7 black pawn · a6 black pawn · c6 black knight · f6 black knight · e5 black pawn · a4 white bishop · e4 white pawn · f3 white knight · a2 white pawn · b2 white pawn · c2 white pawn · d2 white pawn · e2 white queen · f2 white pawn · g2 white pawn · h2 white pawn · a1 white rook · b1 white knight · c1 white bishop · f1 white rook · g1 white king | a8 black rook · c8 black bishop · d8 black queen · e8 black king · h8 black rook · b7 black pawn · c7 black pawn · d7 black pawn · e7 black bishop · f7 black pawn · g7 black pawn · h7 black pawn · a6 black pawn · c6 black knight · f6 black knight · e5 black pawn · a4 white bishop · e4 white pawn · f3 white knight · a2 white pawn · b2 white pawn · c2 white pawn · d2 white pawn · e2 white queen · f2 white pawn · g2 white pawn · h2 white pawn · a1 white rook · b1 white knight · c1 white bishop · f1 white rook · g1 white king | a8 black rook · c8 black bishop · d8 black queen · e8 black king · h8 black rook · b7 black pawn · c7 black pawn · d7 black pawn · e7 black bishop · f7 black pawn · g7 black pawn · h7 black pawn · a6 black pawn · c6 black knight · f6 black knight · e5 black pawn · a4 white bishop · e4 white pawn · f3 white knight · a2 white pawn · b2 white pawn · c2 white pawn · d2 white pawn · e2 white queen · f2 white pawn · g2 white pawn · h2 white pawn · a1 white rook · b1 white knight · c1 white bishop · f1 white rook · g1 white king | 1 |
|   | a | b | c | d | e | f | g | h |   |

Trong phương án Tấn công Worrall (ECO C86), Trắng chơi 6.He2 thay vì 6.Xe1. Ý tưởng ở đây là Hậu sẽ hỗ trợ Tốt e còn Xe sẽ di chuyển sang d1 tấn công trung tâm bằng việc đẩy Tốt, dù vậy không phải bao giờ đây cũng là thời điểm để chơi như vậy. Diễn biến thường tiếp tục 6...b5 7.Tb3 7...0-0 8.c3 và 8...d5 hoặc 8...d6.
Paul Keres từng chơi phương án này vài lần. Gần đây hơn, Sergei Tiviakov đã chơi nó, và Nigel Short, người cũng đã từng áp dụng phương án này để thắng cả hai ván trong trận đấu năm 1992 với Anatoly Karpov.

#### Phương án Averbakh: 6.Xe1 d6
|   | a | b | c | d | e | f | g | h |   |
| 8 | a8 black rook · c8 black bishop · d8 black queen · e8 black king · h8 black rook · b7 black pawn · c7 black pawn · e7 black bishop · f7 black pawn · g7 black pawn · h7 black pawn · a6 black pawn · c6 black knight · d6 black pawn · f6 black knight · e5 black pawn · a4 white bishop · e4 white pawn · f3 white knight · a2 white pawn · b2 white pawn · c2 white pawn · d2 white pawn · f2 white pawn · g2 white pawn · h2 white pawn · a1 white rook · b1 white knight · c1 white bishop · d1 white queen · e1 white rook · g1 white king | a8 black rook · c8 black bishop · d8 black queen · e8 black king · h8 black rook · b7 black pawn · c7 black pawn · e7 black bishop · f7 black pawn · g7 black pawn · h7 black pawn · a6 black pawn · c6 black knight · d6 black pawn · f6 black knight · e5 black pawn · a4 white bishop · e4 white pawn · f3 white knight · a2 white pawn · b2 white pawn · c2 white pawn · d2 white pawn · f2 white pawn · g2 white pawn · h2 white pawn · a1 white rook · b1 white knight · c1 white bishop · d1 white queen · e1 white rook · g1 white king | a8 black rook · c8 black bishop · d8 black queen · e8 black king · h8 black rook · b7 black pawn · c7 black pawn · e7 black bishop · f7 black pawn · g7 black pawn · h7 black pawn · a6 black pawn · c6 black knight · d6 black pawn · f6 black knight · e5 black pawn · a4 white bishop · e4 white pawn · f3 white knight · a2 white pawn · b2 white pawn · c2 white pawn · d2 white pawn · f2 white pawn · g2 white pawn · h2 white pawn · a1 white rook · b1 white knight · c1 white bishop · d1 white queen · e1 white rook · g1 white king | a8 black rook · c8 black bishop · d8 black queen · e8 black king · h8 black rook · b7 black pawn · c7 black pawn · e7 black bishop · f7 black pawn · g7 black pawn · h7 black pawn · a6 black pawn · c6 black knight · d6 black pawn · f6 black knight · e5 black pawn · a4 white bishop · e4 white pawn · f3 white knight · a2 white pawn · b2 white pawn · c2 white pawn · d2 white pawn · f2 white pawn · g2 white pawn · h2 white pawn · a1 white rook · b1 white knight · c1 white bishop · d1 white queen · e1 white rook · g1 white king | a8 black rook · c8 black bishop · d8 black queen · e8 black king · h8 black rook · b7 black pawn · c7 black pawn · e7 black bishop · f7 black pawn · g7 black pawn · h7 black pawn · a6 black pawn · c6 black knight · d6 black pawn · f6 black knight · e5 black pawn · a4 white bishop · e4 white pawn · f3 white knight · a2 white pawn · b2 white pawn · c2 white pawn · d2 white pawn · f2 white pawn · g2 white pawn · h2 white pawn · a1 white rook · b1 white knight · c1 white bishop · d1 white queen · e1 white rook · g1 white king | a8 black rook · c8 black bishop · d8 black queen · e8 black king · h8 black rook · b7 black pawn · c7 black pawn · e7 black bishop · f7 black pawn · g7 black pawn · h7 black pawn · a6 black pawn · c6 black knight · d6 black pawn · f6 black knight · e5 black pawn · a4 white bishop · e4 white pawn · f3 white knight · a2 white pawn · b2 white pawn · c2 white pawn · d2 white pawn · f2 white pawn · g2 white pawn · h2 white pawn · a1 white rook · b1 white knight · c1 white bishop · d1 white queen · e1 white rook · g1 white king | a8 black rook · c8 black bishop · d8 black queen · e8 black king · h8 black rook · b7 black pawn · c7 black pawn · e7 black bishop · f7 black pawn · g7 black pawn · h7 black pawn · a6 black pawn · c6 black knight · d6 black pawn · f6 black knight · e5 black pawn · a4 white bishop · e4 white pawn · f3 white knight · a2 white pawn · b2 white pawn · c2 white pawn · d2 white pawn · f2 white pawn · g2 white pawn · h2 white pawn · a1 white rook · b1 white knight · c1 white bishop · d1 white queen · e1 white rook · g1 white king | a8 black rook · c8 black bishop · d8 black queen · e8 black king · h8 black rook · b7 black pawn · c7 black pawn · e7 black bishop · f7 black pawn · g7 black pawn · h7 black pawn · a6 black pawn · c6 black knight · d6 black pawn · f6 black knight · e5 black pawn · a4 white bishop · e4 white pawn · f3 white knight · a2 white pawn · b2 white pawn · c2 white pawn · d2 white pawn · f2 white pawn · g2 white pawn · h2 white pawn · a1 white rook · b1 white knight · c1 white bishop · d1 white queen · e1 white rook · g1 white king | 8 |
| 7 | a8 black rook · c8 black bishop · d8 black queen · e8 black king · h8 black rook · b7 black pawn · c7 black pawn · e7 black bishop · f7 black pawn · g7 black pawn · h7 black pawn · a6 black pawn · c6 black knight · d6 black pawn · f6 black knight · e5 black pawn · a4 white bishop · e4 white pawn · f3 white knight · a2 white pawn · b2 white pawn · c2 white pawn · d2 white pawn · f2 white pawn · g2 white pawn · h2 white pawn · a1 white rook · b1 white knight · c1 white bishop · d1 white queen · e1 white rook · g1 white king | a8 black rook · c8 black bishop · d8 black queen · e8 black king · h8 black rook · b7 black pawn · c7 black pawn · e7 black bishop · f7 black pawn · g7 black pawn · h7 black pawn · a6 black pawn · c6 black knight · d6 black pawn · f6 black knight · e5 black pawn · a4 white bishop · e4 white pawn · f3 white knight · a2 white pawn · b2 white pawn · c2 white pawn · d2 white pawn · f2 white pawn · g2 white pawn · h2 white pawn · a1 white rook · b1 white knight · c1 white bishop · d1 white queen · e1 white rook · g1 white king | a8 black rook · c8 black bishop · d8 black queen · e8 black king · h8 black rook · b7 black pawn · c7 black pawn · e7 black bishop · f7 black pawn · g7 black pawn · h7 black pawn · a6 black pawn · c6 black knight · d6 black pawn · f6 black knight · e5 black pawn · a4 white bishop · e4 white pawn · f3 white knight · a2 white pawn · b2 white pawn · c2 white pawn · d2 white pawn · f2 white pawn · g2 white pawn · h2 white pawn · a1 white rook · b1 white knight · c1 white bishop · d1 white queen · e1 white rook · g1 white king | a8 black rook · c8 black bishop · d8 black queen · e8 black king · h8 black rook · b7 black pawn · c7 black pawn · e7 black bishop · f7 black pawn · g7 black pawn · h7 black pawn · a6 black pawn · c6 black knight · d6 black pawn · f6 black knight · e5 black pawn · a4 white bishop · e4 white pawn · f3 white knight · a2 white pawn · b2 white pawn · c2 white pawn · d2 white pawn · f2 white pawn · g2 white pawn · h2 white pawn · a1 white rook · b1 white knight · c1 white bishop · d1 white queen · e1 white rook · g1 white king | a8 black rook · c8 black bishop · d8 black queen · e8 black king · h8 black rook · b7 black pawn · c7 black pawn · e7 black bishop · f7 black pawn · g7 black pawn · h7 black pawn · a6 black pawn · c6 black knight · d6 black pawn · f6 black knight · e5 black pawn · a4 white bishop · e4 white pawn · f3 white knight · a2 white pawn · b2 white pawn · c2 white pawn · d2 white pawn · f2 white pawn · g2 white pawn · h2 white pawn · a1 white rook · b1 white knight · c1 white bishop · d1 white queen · e1 white rook · g1 white king | a8 black rook · c8 black bishop · d8 black queen · e8 black king · h8 black rook · b7 black pawn · c7 black pawn · e7 black bishop · f7 black pawn · g7 black pawn · h7 black pawn · a6 black pawn · c6 black knight · d6 black pawn · f6 black knight · e5 black pawn · a4 white bishop · e4 white pawn · f3 white knight · a2 white pawn · b2 white pawn · c2 white pawn · d2 white pawn · f2 white pawn · g2 white pawn · h2 white pawn · a1 white rook · b1 white knight · c1 white bishop · d1 white queen · e1 white rook · g1 white king | a8 black rook · c8 black bishop · d8 black queen · e8 black king · h8 black rook · b7 black pawn · c7 black pawn · e7 black bishop · f7 black pawn · g7 black pawn · h7 black pawn · a6 black pawn · c6 black knight · d6 black pawn · f6 black knight · e5 black pawn · a4 white bishop · e4 white pawn · f3 white knight · a2 white pawn · b2 white pawn · c2 white pawn · d2 white pawn · f2 white pawn · g2 white pawn · h2 white pawn · a1 white rook · b1 white knight · c1 white bishop · d1 white queen · e1 white rook · g1 white king | a8 black rook · c8 black bishop · d8 black queen · e8 black king · h8 black rook · b7 black pawn · c7 black pawn · e7 black bishop · f7 black pawn · g7 black pawn · h7 black pawn · a6 black pawn · c6 black knight · d6 black pawn · f6 black knight · e5 black pawn · a4 white bishop · e4 white pawn · f3 white knight · a2 white pawn · b2 white pawn · c2 white pawn · d2 white pawn · f2 white pawn · g2 white pawn · h2 white pawn · a1 white rook · b1 white knight · c1 white bishop · d1 white queen · e1 white rook · g1 white king | 7 |
| 6 | a8 black rook · c8 black bishop · d8 black queen · e8 black king · h8 black rook · b7 black pawn · c7 black pawn · e7 black bishop · f7 black pawn · g7 black pawn · h7 black pawn · a6 black pawn · c6 black knight · d6 black pawn · f6 black knight · e5 black pawn · a4 white bishop · e4 white pawn · f3 white knight · a2 white pawn · b2 white pawn · c2 white pawn · d2 white pawn · f2 white pawn · g2 white pawn · h2 white pawn · a1 white rook · b1 white knight · c1 white bishop · d1 white queen · e1 white rook · g1 white king | a8 black rook · c8 black bishop · d8 black queen · e8 black king · h8 black rook · b7 black pawn · c7 black pawn · e7 black bishop · f7 black pawn · g7 black pawn · h7 black pawn · a6 black pawn · c6 black knight · d6 black pawn · f6 black knight · e5 black pawn · a4 white bishop · e4 white pawn · f3 white knight · a2 white pawn · b2 white pawn · c2 white pawn · d2 white pawn · f2 white pawn · g2 white pawn · h2 white pawn · a1 white rook · b1 white knight · c1 white bishop · d1 white queen · e1 white rook · g1 white king | a8 black rook · c8 black bishop · d8 black queen · e8 black king · h8 black rook · b7 black pawn · c7 black pawn · e7 black bishop · f7 black pawn · g7 black pawn · h7 black pawn · a6 black pawn · c6 black knight · d6 black pawn · f6 black knight · e5 black pawn · a4 white bishop · e4 white pawn · f3 white knight · a2 white pawn · b2 white pawn · c2 white pawn · d2 white pawn · f2 white pawn · g2 white pawn · h2 white pawn · a1 white rook · b1 white knight · c1 white bishop · d1 white queen · e1 white rook · g1 white king | a8 black rook · c8 black bishop · d8 black queen · e8 black king · h8 black rook · b7 black pawn · c7 black pawn · e7 black bishop · f7 black pawn · g7 black pawn · h7 black pawn · a6 black pawn · c6 black knight · d6 black pawn · f6 black knight · e5 black pawn · a4 white bishop · e4 white pawn · f3 white knight · a2 white pawn · b2 white pawn · c2 white pawn · d2 white pawn · f2 white pawn · g2 white pawn · h2 white pawn · a1 white rook · b1 white knight · c1 white bishop · d1 white queen · e1 white rook · g1 white king | a8 black rook · c8 black bishop · d8 black queen · e8 black king · h8 black rook · b7 black pawn · c7 black pawn · e7 black bishop · f7 black pawn · g7 black pawn · h7 black pawn · a6 black pawn · c6 black knight · d6 black pawn · f6 black knight · e5 black pawn · a4 white bishop · e4 white pawn · f3 white knight · a2 white pawn · b2 white pawn · c2 white pawn · d2 white pawn · f2 white pawn · g2 white pawn · h2 white pawn · a1 white rook · b1 white knight · c1 white bishop · d1 white queen · e1 white rook · g1 white king | a8 black rook · c8 black bishop · d8 black queen · e8 black king · h8 black rook · b7 black pawn · c7 black pawn · e7 black bishop · f7 black pawn · g7 black pawn · h7 black pawn · a6 black pawn · c6 black knight · d6 black pawn · f6 black knight · e5 black pawn · a4 white bishop · e4 white pawn · f3 white knight · a2 white pawn · b2 white pawn · c2 white pawn · d2 white pawn · f2 white pawn · g2 white pawn · h2 white pawn · a1 white rook · b1 white knight · c1 white bishop · d1 white queen · e1 white rook · g1 white king | a8 black rook · c8 black bishop · d8 black queen · e8 black king · h8 black rook · b7 black pawn · c7 black pawn · e7 black bishop · f7 black pawn · g7 black pawn · h7 black pawn · a6 black pawn · c6 black knight · d6 black pawn · f6 black knight · e5 black pawn · a4 white bishop · e4 white pawn · f3 white knight · a2 white pawn · b2 white pawn · c2 white pawn · d2 white pawn · f2 white pawn · g2 white pawn · h2 white pawn · a1 white rook · b1 white knight · c1 white bishop · d1 white queen · e1 white rook · g1 white king | a8 black rook · c8 black bishop · d8 black queen · e8 black king · h8 black rook · b7 black pawn · c7 black pawn · e7 black bishop · f7 black pawn · g7 black pawn · h7 black pawn · a6 black pawn · c6 black knight · d6 black pawn · f6 black knight · e5 black pawn · a4 white bishop · e4 white pawn · f3 white knight · a2 white pawn · b2 white pawn · c2 white pawn · d2 white pawn · f2 white pawn · g2 white pawn · h2 white pawn · a1 white rook · b1 white knight · c1 white bishop · d1 white queen · e1 white rook · g1 white king | 6 |
| 5 | a8 black rook · c8 black bishop · d8 black queen · e8 black king · h8 black rook · b7 black pawn · c7 black pawn · e7 black bishop · f7 black pawn · g7 black pawn · h7 black pawn · a6 black pawn · c6 black knight · d6 black pawn · f6 black knight · e5 black pawn · a4 white bishop · e4 white pawn · f3 white knight · a2 white pawn · b2 white pawn · c2 white pawn · d2 white pawn · f2 white pawn · g2 white pawn · h2 white pawn · a1 white rook · b1 white knight · c1 white bishop · d1 white queen · e1 white rook · g1 white king | a8 black rook · c8 black bishop · d8 black queen · e8 black king · h8 black rook · b7 black pawn · c7 black pawn · e7 black bishop · f7 black pawn · g7 black pawn · h7 black pawn · a6 black pawn · c6 black knight · d6 black pawn · f6 black knight · e5 black pawn · a4 white bishop · e4 white pawn · f3 white knight · a2 white pawn · b2 white pawn · c2 white pawn · d2 white pawn · f2 white pawn · g2 white pawn · h2 white pawn · a1 white rook · b1 white knight · c1 white bishop · d1 white queen · e1 white rook · g1 white king | a8 black rook · c8 black bishop · d8 black queen · e8 black king · h8 black rook · b7 black pawn · c7 black pawn · e7 black bishop · f7 black pawn · g7 black pawn · h7 black pawn · a6 black pawn · c6 black knight · d6 black pawn · f6 black knight · e5 black pawn · a4 white bishop · e4 white pawn · f3 white knight · a2 white pawn · b2 white pawn · c2 white pawn · d2 white pawn · f2 white pawn · g2 white pawn · h2 white pawn · a1 white rook · b1 white knight · c1 white bishop · d1 white queen · e1 white rook · g1 white king | a8 black rook · c8 black bishop · d8 black queen · e8 black king · h8 black rook · b7 black pawn · c7 black pawn · e7 black bishop · f7 black pawn · g7 black pawn · h7 black pawn · a6 black pawn · c6 black knight · d6 black pawn · f6 black knight · e5 black pawn · a4 white bishop · e4 white pawn · f3 white knight · a2 white pawn · b2 white pawn · c2 white pawn · d2 white pawn · f2 white pawn · g2 white pawn · h2 white pawn · a1 white rook · b1 white knight · c1 white bishop · d1 white queen · e1 white rook · g1 white king | a8 black rook · c8 black bishop · d8 black queen · e8 black king · h8 black rook · b7 black pawn · c7 black pawn · e7 black bishop · f7 black pawn · g7 black pawn · h7 black pawn · a6 black pawn · c6 black knight · d6 black pawn · f6 black knight · e5 black pawn · a4 white bishop · e4 white pawn · f3 white knight · a2 white pawn · b2 white pawn · c2 white pawn · d2 white pawn · f2 white pawn · g2 white pawn · h2 white pawn · a1 white rook · b1 white knight · c1 white bishop · d1 white queen · e1 white rook · g1 white king | a8 black rook · c8 black bishop · d8 black queen · e8 black king · h8 black rook · b7 black pawn · c7 black pawn · e7 black bishop · f7 black pawn · g7 black pawn · h7 black pawn · a6 black pawn · c6 black knight · d6 black pawn · f6 black knight · e5 black pawn · a4 white bishop · e4 white pawn · f3 white knight · a2 white pawn · b2 white pawn · c2 white pawn · d2 white pawn · f2 white pawn · g2 white pawn · h2 white pawn · a1 white rook · b1 white knight · c1 white bishop · d1 white queen · e1 white rook · g1 white king | a8 black rook · c8 black bishop · d8 black queen · e8 black king · h8 black rook · b7 black pawn · c7 black pawn · e7 black bishop · f7 black pawn · g7 black pawn · h7 black pawn · a6 black pawn · c6 black knight · d6 black pawn · f6 black knight · e5 black pawn · a4 white bishop · e4 white pawn · f3 white knight · a2 white pawn · b2 white pawn · c2 white pawn · d2 white pawn · f2 white pawn · g2 white pawn · h2 white pawn · a1 white rook · b1 white knight · c1 white bishop · d1 white queen · e1 white rook · g1 white king | a8 black rook · c8 black bishop · d8 black queen · e8 black king · h8 black rook · b7 black pawn · c7 black pawn · e7 black bishop · f7 black pawn · g7 black pawn · h7 black pawn · a6 black pawn · c6 black knight · d6 black pawn · f6 black knight · e5 black pawn · a4 white bishop · e4 white pawn · f3 white knight · a2 white pawn · b2 white pawn · c2 white pawn · d2 white pawn · f2 white pawn · g2 white pawn · h2 white pawn · a1 white rook · b1 white knight · c1 white bishop · d1 white queen · e1 white rook · g1 white king | 5 |
| 4 | a8 black rook · c8 black bishop · d8 black queen · e8 black king · h8 black rook · b7 black pawn · c7 black pawn · e7 black bishop · f7 black pawn · g7 black pawn · h7 black pawn · a6 black pawn · c6 black knight · d6 black pawn · f6 black knight · e5 black pawn · a4 white bishop · e4 white pawn · f3 white knight · a2 white pawn · b2 white pawn · c2 white pawn · d2 white pawn · f2 white pawn · g2 white pawn · h2 white pawn · a1 white rook · b1 white knight · c1 white bishop · d1 white queen · e1 white rook · g1 white king | a8 black rook · c8 black bishop · d8 black queen · e8 black king · h8 black rook · b7 black pawn · c7 black pawn · e7 black bishop · f7 black pawn · g7 black pawn · h7 black pawn · a6 black pawn · c6 black knight · d6 black pawn · f6 black knight · e5 black pawn · a4 white bishop · e4 white pawn · f3 white knight · a2 white pawn · b2 white pawn · c2 white pawn · d2 white pawn · f2 white pawn · g2 white pawn · h2 white pawn · a1 white rook · b1 white knight · c1 white bishop · d1 white queen · e1 white rook · g1 white king | a8 black rook · c8 black bishop · d8 black queen · e8 black king · h8 black rook · b7 black pawn · c7 black pawn · e7 black bishop · f7 black pawn · g7 black pawn · h7 black pawn · a6 black pawn · c6 black knight · d6 black pawn · f6 black knight · e5 black pawn · a4 white bishop · e4 white pawn · f3 white knight · a2 white pawn · b2 white pawn · c2 white pawn · d2 white pawn · f2 white pawn · g2 white pawn · h2 white pawn · a1 white rook · b1 white knight · c1 white bishop · d1 white queen · e1 white rook · g1 white king | a8 black rook · c8 black bishop · d8 black queen · e8 black king · h8 black rook · b7 black pawn · c7 black pawn · e7 black bishop · f7 black pawn · g7 black pawn · h7 black pawn · a6 black pawn · c6 black knight · d6 black pawn · f6 black knight · e5 black pawn · a4 white bishop · e4 white pawn · f3 white knight · a2 white pawn · b2 white pawn · c2 white pawn · d2 white pawn · f2 white pawn · g2 white pawn · h2 white pawn · a1 white rook · b1 white knight · c1 white bishop · d1 white queen · e1 white rook · g1 white king | a8 black rook · c8 black bishop · d8 black queen · e8 black king · h8 black rook · b7 black pawn · c7 black pawn · e7 black bishop · f7 black pawn · g7 black pawn · h7 black pawn · a6 black pawn · c6 black knight · d6 black pawn · f6 black knight · e5 black pawn · a4 white bishop · e4 white pawn · f3 white knight · a2 white pawn · b2 white pawn · c2 white pawn · d2 white pawn · f2 white pawn · g2 white pawn · h2 white pawn · a1 white rook · b1 white knight · c1 white bishop · d1 white queen · e1 white rook · g1 white king | a8 black rook · c8 black bishop · d8 black queen · e8 black king · h8 black rook · b7 black pawn · c7 black pawn · e7 black bishop · f7 black pawn · g7 black pawn · h7 black pawn · a6 black pawn · c6 black knight · d6 black pawn · f6 black knight · e5 black pawn · a4 white bishop · e4 white pawn · f3 white knight · a2 white pawn · b2 white pawn · c2 white pawn · d2 white pawn · f2 white pawn · g2 white pawn · h2 white pawn · a1 white rook · b1 white knight · c1 white bishop · d1 white queen · e1 white rook · g1 white king | a8 black rook · c8 black bishop · d8 black queen · e8 black king · h8 black rook · b7 black pawn · c7 black pawn · e7 black bishop · f7 black pawn · g7 black pawn · h7 black pawn · a6 black pawn · c6 black knight · d6 black pawn · f6 black knight · e5 black pawn · a4 white bishop · e4 white pawn · f3 white knight · a2 white pawn · b2 white pawn · c2 white pawn · d2 white pawn · f2 white pawn · g2 white pawn · h2 white pawn · a1 white rook · b1 white knight · c1 white bishop · d1 white queen · e1 white rook · g1 white king | a8 black rook · c8 black bishop · d8 black queen · e8 black king · h8 black rook · b7 black pawn · c7 black pawn · e7 black bishop · f7 black pawn · g7 black pawn · h7 black pawn · a6 black pawn · c6 black knight · d6 black pawn · f6 black knight · e5 black pawn · a4 white bishop · e4 white pawn · f3 white knight · a2 white pawn · b2 white pawn · c2 white pawn · d2 white pawn · f2 white pawn · g2 white pawn · h2 white pawn · a1 white rook · b1 white knight · c1 white bishop · d1 white queen · e1 white rook · g1 white king | 4 |
| 3 | a8 black rook · c8 black bishop · d8 black queen · e8 black king · h8 black rook · b7 black pawn · c7 black pawn · e7 black bishop · f7 black pawn · g7 black pawn · h7 black pawn · a6 black pawn · c6 black knight · d6 black pawn · f6 black knight · e5 black pawn · a4 white bishop · e4 white pawn · f3 white knight · a2 white pawn · b2 white pawn · c2 white pawn · d2 white pawn · f2 white pawn · g2 white pawn · h2 white pawn · a1 white rook · b1 white knight · c1 white bishop · d1 white queen · e1 white rook · g1 white king | a8 black rook · c8 black bishop · d8 black queen · e8 black king · h8 black rook · b7 black pawn · c7 black pawn · e7 black bishop · f7 black pawn · g7 black pawn · h7 black pawn · a6 black pawn · c6 black knight · d6 black pawn · f6 black knight · e5 black pawn · a4 white bishop · e4 white pawn · f3 white knight · a2 white pawn · b2 white pawn · c2 white pawn · d2 white pawn · f2 white pawn · g2 white pawn · h2 white pawn · a1 white rook · b1 white knight · c1 white bishop · d1 white queen · e1 white rook · g1 white king | a8 black rook · c8 black bishop · d8 black queen · e8 black king · h8 black rook · b7 black pawn · c7 black pawn · e7 black bishop · f7 black pawn · g7 black pawn · h7 black pawn · a6 black pawn · c6 black knight · d6 black pawn · f6 black knight · e5 black pawn · a4 white bishop · e4 white pawn · f3 white knight · a2 white pawn · b2 white pawn · c2 white pawn · d2 white pawn · f2 white pawn · g2 white pawn · h2 white pawn · a1 white rook · b1 white knight · c1 white bishop · d1 white queen · e1 white rook · g1 white king | a8 black rook · c8 black bishop · d8 black queen · e8 black king · h8 black rook · b7 black pawn · c7 black pawn · e7 black bishop · f7 black pawn · g7 black pawn · h7 black pawn · a6 black pawn · c6 black knight · d6 black pawn · f6 black knight · e5 black pawn · a4 white bishop · e4 white pawn · f3 white knight · a2 white pawn · b2 white pawn · c2 white pawn · d2 white pawn · f2 white pawn · g2 white pawn · h2 white pawn · a1 white rook · b1 white knight · c1 white bishop · d1 white queen · e1 white rook · g1 white king | a8 black rook · c8 black bishop · d8 black queen · e8 black king · h8 black rook · b7 black pawn · c7 black pawn · e7 black bishop · f7 black pawn · g7 black pawn · h7 black pawn · a6 black pawn · c6 black knight · d6 black pawn · f6 black knight · e5 black pawn · a4 white bishop · e4 white pawn · f3 white knight · a2 white pawn · b2 white pawn · c2 white pawn · d2 white pawn · f2 white pawn · g2 white pawn · h2 white pawn · a1 white rook · b1 white knight · c1 white bishop · d1 white queen · e1 white rook · g1 white king | a8 black rook · c8 black bishop · d8 black queen · e8 black king · h8 black rook · b7 black pawn · c7 black pawn · e7 black bishop · f7 black pawn · g7 black pawn · h7 black pawn · a6 black pawn · c6 black knight · d6 black pawn · f6 black knight · e5 black pawn · a4 white bishop · e4 white pawn · f3 white knight · a2 white pawn · b2 white pawn · c2 white pawn · d2 white pawn · f2 white pawn · g2 white pawn · h2 white pawn · a1 white rook · b1 white knight · c1 white bishop · d1 white queen · e1 white rook · g1 white king | a8 black rook · c8 black bishop · d8 black queen · e8 black king · h8 black rook · b7 black pawn · c7 black pawn · e7 black bishop · f7 black pawn · g7 black pawn · h7 black pawn · a6 black pawn · c6 black knight · d6 black pawn · f6 black knight · e5 black pawn · a4 white bishop · e4 white pawn · f3 white knight · a2 white pawn · b2 white pawn · c2 white pawn · d2 white pawn · f2 white pawn · g2 white pawn · h2 white pawn · a1 white rook · b1 white knight · c1 white bishop · d1 white queen · e1 white rook · g1 white king | a8 black rook · c8 black bishop · d8 black queen · e8 black king · h8 black rook · b7 black pawn · c7 black pawn · e7 black bishop · f7 black pawn · g7 black pawn · h7 black pawn · a6 black pawn · c6 black knight · d6 black pawn · f6 black knight · e5 black pawn · a4 white bishop · e4 white pawn · f3 white knight · a2 white pawn · b2 white pawn · c2 white pawn · d2 white pawn · f2 white pawn · g2 white pawn · h2 white pawn · a1 white rook · b1 white knight · c1 white bishop · d1 white queen · e1 white rook · g1 white king | 3 |
| 2 | a8 black rook · c8 black bishop · d8 black queen · e8 black king · h8 black rook · b7 black pawn · c7 black pawn · e7 black bishop · f7 black pawn · g7 black pawn · h7 black pawn · a6 black pawn · c6 black knight · d6 black pawn · f6 black knight · e5 black pawn · a4 white bishop · e4 white pawn · f3 white knight · a2 white pawn · b2 white pawn · c2 white pawn · d2 white pawn · f2 white pawn · g2 white pawn · h2 white pawn · a1 white rook · b1 white knight · c1 white bishop · d1 white queen · e1 white rook · g1 white king | a8 black rook · c8 black bishop · d8 black queen · e8 black king · h8 black rook · b7 black pawn · c7 black pawn · e7 black bishop · f7 black pawn · g7 black pawn · h7 black pawn · a6 black pawn · c6 black knight · d6 black pawn · f6 black knight · e5 black pawn · a4 white bishop · e4 white pawn · f3 white knight · a2 white pawn · b2 white pawn · c2 white pawn · d2 white pawn · f2 white pawn · g2 white pawn · h2 white pawn · a1 white rook · b1 white knight · c1 white bishop · d1 white queen · e1 white rook · g1 white king | a8 black rook · c8 black bishop · d8 black queen · e8 black king · h8 black rook · b7 black pawn · c7 black pawn · e7 black bishop · f7 black pawn · g7 black pawn · h7 black pawn · a6 black pawn · c6 black knight · d6 black pawn · f6 black knight · e5 black pawn · a4 white bishop · e4 white pawn · f3 white knight · a2 white pawn · b2 white pawn · c2 white pawn · d2 white pawn · f2 white pawn · g2 white pawn · h2 white pawn · a1 white rook · b1 white knight · c1 white bishop · d1 white queen · e1 white rook · g1 white king | a8 black rook · c8 black bishop · d8 black queen · e8 black king · h8 black rook · b7 black pawn · c7 black pawn · e7 black bishop · f7 black pawn · g7 black pawn · h7 black pawn · a6 black pawn · c6 black knight · d6 black pawn · f6 black knight · e5 black pawn · a4 white bishop · e4 white pawn · f3 white knight · a2 white pawn · b2 white pawn · c2 white pawn · d2 white pawn · f2 white pawn · g2 white pawn · h2 white pawn · a1 white rook · b1 white knight · c1 white bishop · d1 white queen · e1 white rook · g1 white king | a8 black rook · c8 black bishop · d8 black queen · e8 black king · h8 black rook · b7 black pawn · c7 black pawn · e7 black bishop · f7 black pawn · g7 black pawn · h7 black pawn · a6 black pawn · c6 black knight · d6 black pawn · f6 black knight · e5 black pawn · a4 white bishop · e4 white pawn · f3 white knight · a2 white pawn · b2 white pawn · c2 white pawn · d2 white pawn · f2 white pawn · g2 white pawn · h2 white pawn · a1 white rook · b1 white knight · c1 white bishop · d1 white queen · e1 white rook · g1 white king | a8 black rook · c8 black bishop · d8 black queen · e8 black king · h8 black rook · b7 black pawn · c7 black pawn · e7 black bishop · f7 black pawn · g7 black pawn · h7 black pawn · a6 black pawn · c6 black knight · d6 black pawn · f6 black knight · e5 black pawn · a4 white bishop · e4 white pawn · f3 white knight · a2 white pawn · b2 white pawn · c2 white pawn · d2 white pawn · f2 white pawn · g2 white pawn · h2 white pawn · a1 white rook · b1 white knight · c1 white bishop · d1 white queen · e1 white rook · g1 white king | a8 black rook · c8 black bishop · d8 black queen · e8 black king · h8 black rook · b7 black pawn · c7 black pawn · e7 black bishop · f7 black pawn · g7 black pawn · h7 black pawn · a6 black pawn · c6 black knight · d6 black pawn · f6 black knight · e5 black pawn · a4 white bishop · e4 white pawn · f3 white knight · a2 white pawn · b2 white pawn · c2 white pawn · d2 white pawn · f2 white pawn · g2 white pawn · h2 white pawn · a1 white rook · b1 white knight · c1 white bishop · d1 white queen · e1 white rook · g1 white king | a8 black rook · c8 black bishop · d8 black queen · e8 black king · h8 black rook · b7 black pawn · c7 black pawn · e7 black bishop · f7 black pawn · g7 black pawn · h7 black pawn · a6 black pawn · c6 black knight · d6 black pawn · f6 black knight · e5 black pawn · a4 white bishop · e4 white pawn · f3 white knight · a2 white pawn · b2 white pawn · c2 white pawn · d2 white pawn · f2 white pawn · g2 white pawn · h2 white pawn · a1 white rook · b1 white knight · c1 white bishop · d1 white queen · e1 white rook · g1 white king | 2 |
| 1 | a8 black rook · c8 black bishop · d8 black queen · e8 black king · h8 black rook · b7 black pawn · c7 black pawn · e7 black bishop · f7 black pawn · g7 black pawn · h7 black pawn · a6 black pawn · c6 black knight · d6 black pawn · f6 black knight · e5 black pawn · a4 white bishop · e4 white pawn · f3 white knight · a2 white pawn · b2 white pawn · c2 white pawn · d2 white pawn · f2 white pawn · g2 white pawn · h2 white pawn · a1 white rook · b1 white knight · c1 white bishop · d1 white queen · e1 white rook · g1 white king | a8 black rook · c8 black bishop · d8 black queen · e8 black king · h8 black rook · b7 black pawn · c7 black pawn · e7 black bishop · f7 black pawn · g7 black pawn · h7 black pawn · a6 black pawn · c6 black knight · d6 black pawn · f6 black knight · e5 black pawn · a4 white bishop · e4 white pawn · f3 white knight · a2 white pawn · b2 white pawn · c2 white pawn · d2 white pawn · f2 white pawn · g2 white pawn · h2 white pawn · a1 white rook · b1 white knight · c1 white bishop · d1 white queen · e1 white rook · g1 white king | a8 black rook · c8 black bishop · d8 black queen · e8 black king · h8 black rook · b7 black pawn · c7 black pawn · e7 black bishop · f7 black pawn · g7 black pawn · h7 black pawn · a6 black pawn · c6 black knight · d6 black pawn · f6 black knight · e5 black pawn · a4 white bishop · e4 white pawn · f3 white knight · a2 white pawn · b2 white pawn · c2 white pawn · d2 white pawn · f2 white pawn · g2 white pawn · h2 white pawn · a1 white rook · b1 white knight · c1 white bishop · d1 white queen · e1 white rook · g1 white king | a8 black rook · c8 black bishop · d8 black queen · e8 black king · h8 black rook · b7 black pawn · c7 black pawn · e7 black bishop · f7 black pawn · g7 black pawn · h7 black pawn · a6 black pawn · c6 black knight · d6 black pawn · f6 black knight · e5 black pawn · a4 white bishop · e4 white pawn · f3 white knight · a2 white pawn · b2 white pawn · c2 white pawn · d2 white pawn · f2 white pawn · g2 white pawn · h2 white pawn · a1 white rook · b1 white knight · c1 white bishop · d1 white queen · e1 white rook · g1 white king | a8 black rook · c8 black bishop · d8 black queen · e8 black king · h8 black rook · b7 black pawn · c7 black pawn · e7 black bishop · f7 black pawn · g7 black pawn · h7 black pawn · a6 black pawn · c6 black knight · d6 black pawn · f6 black knight · e5 black pawn · a4 white bishop · e4 white pawn · f3 white knight · a2 white pawn · b2 white pawn · c2 white pawn · d2 white pawn · f2 white pawn · g2 white pawn · h2 white pawn · a1 white rook · b1 white knight · c1 white bishop · d1 white queen · e1 white rook · g1 white king | a8 black rook · c8 black bishop · d8 black queen · e8 black king · h8 black rook · b7 black pawn · c7 black pawn · e7 black bishop · f7 black pawn · g7 black pawn · h7 black pawn · a6 black pawn · c6 black knight · d6 black pawn · f6 black knight · e5 black pawn · a4 white bishop · e4 white pawn · f3 white knight · a2 white pawn · b2 white pawn · c2 white pawn · d2 white pawn · f2 white pawn · g2 white pawn · h2 white pawn · a1 white rook · b1 white knight · c1 white bishop · d1 white queen · e1 white rook · g1 white king | a8 black rook · c8 black bishop · d8 black queen · e8 black king · h8 black rook · b7 black pawn · c7 black pawn · e7 black bishop · f7 black pawn · g7 black pawn · h7 black pawn · a6 black pawn · c6 black knight · d6 black pawn · f6 black knight · e5 black pawn · a4 white bishop · e4 white pawn · f3 white knight · a2 white pawn · b2 white pawn · c2 white pawn · d2 white pawn · f2 white pawn · g2 white pawn · h2 white pawn · a1 white rook · b1 white knight · c1 white bishop · d1 white queen · e1 white rook · g1 white king | a8 black rook · c8 black bishop · d8 black queen · e8 black king · h8 black rook · b7 black pawn · c7 black pawn · e7 black bishop · f7 black pawn · g7 black pawn · h7 black pawn · a6 black pawn · c6 black knight · d6 black pawn · f6 black knight · e5 black pawn · a4 white bishop · e4 white pawn · f3 white knight · a2 white pawn · b2 white pawn · c2 white pawn · d2 white pawn · f2 white pawn · g2 white pawn · h2 white pawn · a1 white rook · b1 white knight · c1 white bishop · d1 white queen · e1 white rook · g1 white king | 1 |
|   | a | b | c | d | e | f | g | h |   |

Trong Phương án Averbakh (C87), được đặt theo tên của Yuri Averbakh, Đen bảo vệ Tốt e bằng 6...d6 thay vì cách chơi phổ biến hơn là "đuổi" Tượng Trắng với...b5. Phương án này cũng có vài điểm tương đồng với Phòng thủ Neo-Steinitz và Phòng thủ Nga khi mà Đen đều tránh nước...b5, nước đi làm suy yếu cánh Hậu. Trắng có thể trả lời với 7.Txc6 bxc6 8.d4 hoặc 7.c3 Tg4 (giờ đã muộn cho Đen để chuyển đổi về Phương án chính của Phòng thủ kín, vì 7...b5 Trắng có thể 8.Tc2, lợi một "temp" so với trình tự hai nước đi Tb3–c2 thấy được ở một vài phương án khác). Với 7...Tg4, Mã f3 của Trắng đã bị giằng (ghim) giúp Đen ngăn chặn nước d2-d4. Trắng có thể chơi d4 với 8.h3 Th5 9.Txc6 bxc6 10.d4, hoặc hoãn nước d4 một lúc và chơi d3, sau đó là tích cực hóa Mã cánh Hậu sang cánh Vua với Mbd2–f1–g3.

#### Phương án Trajković: 6.Xe1 b5 7.Tb3 Tb7
Một phương án thay thế cho 7...d6 là 7...Tb7, được biết đến với cái tên Phương án Trajković. Đen có thể thí một Tốt với 8.c3 d5 9.exd5 Mxd5 10.Mxe5 Mxe5 11.Xxe5 Mf4.

#### 7...0-0
Sau khi 6.Xe1 b5 7.Tb3, Đen cũng thường chơi 7...0-0. Lúc này Trắng có thể chơi 8.c3, nhưng họ có những sự lựa chọn khác, đó là 8.a4, 8.h3, 8.d4, và 8.d3. Trắng cũng có thể 8.Mc3 với ý tưởng 9.Md5 sau đó.
Trong trường hợp Trắng chơi 8.c3, Đen thường trả lời 8...d6, nhưng họ cũng có thể chơi 8...d5, dẫn đến phương án Tấn công Marshall.

#### Tấn công Marshall: 7...0-0 8.c3 d5
|   | a | b | c | d | e | f | g | h |   |
| 8 | a8 black rook · c8 black bishop · d8 black queen · f8 black rook · g8 black king · e7 black bishop · f7 black pawn · g7 black pawn · h7 black pawn · a6 black pawn · c6 black pawn · b5 black pawn · d5 black knight · e5 white rook · b3 white bishop · c3 white pawn · a2 white pawn · b2 white pawn · d2 white pawn · f2 white pawn · g2 white pawn · h2 white pawn · a1 white rook · b1 white knight · c1 white bishop · d1 white queen · g1 white king | a8 black rook · c8 black bishop · d8 black queen · f8 black rook · g8 black king · e7 black bishop · f7 black pawn · g7 black pawn · h7 black pawn · a6 black pawn · c6 black pawn · b5 black pawn · d5 black knight · e5 white rook · b3 white bishop · c3 white pawn · a2 white pawn · b2 white pawn · d2 white pawn · f2 white pawn · g2 white pawn · h2 white pawn · a1 white rook · b1 white knight · c1 white bishop · d1 white queen · g1 white king | a8 black rook · c8 black bishop · d8 black queen · f8 black rook · g8 black king · e7 black bishop · f7 black pawn · g7 black pawn · h7 black pawn · a6 black pawn · c6 black pawn · b5 black pawn · d5 black knight · e5 white rook · b3 white bishop · c3 white pawn · a2 white pawn · b2 white pawn · d2 white pawn · f2 white pawn · g2 white pawn · h2 white pawn · a1 white rook · b1 white knight · c1 white bishop · d1 white queen · g1 white king | a8 black rook · c8 black bishop · d8 black queen · f8 black rook · g8 black king · e7 black bishop · f7 black pawn · g7 black pawn · h7 black pawn · a6 black pawn · c6 black pawn · b5 black pawn · d5 black knight · e5 white rook · b3 white bishop · c3 white pawn · a2 white pawn · b2 white pawn · d2 white pawn · f2 white pawn · g2 white pawn · h2 white pawn · a1 white rook · b1 white knight · c1 white bishop · d1 white queen · g1 white king | a8 black rook · c8 black bishop · d8 black queen · f8 black rook · g8 black king · e7 black bishop · f7 black pawn · g7 black pawn · h7 black pawn · a6 black pawn · c6 black pawn · b5 black pawn · d5 black knight · e5 white rook · b3 white bishop · c3 white pawn · a2 white pawn · b2 white pawn · d2 white pawn · f2 white pawn · g2 white pawn · h2 white pawn · a1 white rook · b1 white knight · c1 white bishop · d1 white queen · g1 white king | a8 black rook · c8 black bishop · d8 black queen · f8 black rook · g8 black king · e7 black bishop · f7 black pawn · g7 black pawn · h7 black pawn · a6 black pawn · c6 black pawn · b5 black pawn · d5 black knight · e5 white rook · b3 white bishop · c3 white pawn · a2 white pawn · b2 white pawn · d2 white pawn · f2 white pawn · g2 white pawn · h2 white pawn · a1 white rook · b1 white knight · c1 white bishop · d1 white queen · g1 white king | a8 black rook · c8 black bishop · d8 black queen · f8 black rook · g8 black king · e7 black bishop · f7 black pawn · g7 black pawn · h7 black pawn · a6 black pawn · c6 black pawn · b5 black pawn · d5 black knight · e5 white rook · b3 white bishop · c3 white pawn · a2 white pawn · b2 white pawn · d2 white pawn · f2 white pawn · g2 white pawn · h2 white pawn · a1 white rook · b1 white knight · c1 white bishop · d1 white queen · g1 white king | a8 black rook · c8 black bishop · d8 black queen · f8 black rook · g8 black king · e7 black bishop · f7 black pawn · g7 black pawn · h7 black pawn · a6 black pawn · c6 black pawn · b5 black pawn · d5 black knight · e5 white rook · b3 white bishop · c3 white pawn · a2 white pawn · b2 white pawn · d2 white pawn · f2 white pawn · g2 white pawn · h2 white pawn · a1 white rook · b1 white knight · c1 white bishop · d1 white queen · g1 white king | 8 |
| 7 | a8 black rook · c8 black bishop · d8 black queen · f8 black rook · g8 black king · e7 black bishop · f7 black pawn · g7 black pawn · h7 black pawn · a6 black pawn · c6 black pawn · b5 black pawn · d5 black knight · e5 white rook · b3 white bishop · c3 white pawn · a2 white pawn · b2 white pawn · d2 white pawn · f2 white pawn · g2 white pawn · h2 white pawn · a1 white rook · b1 white knight · c1 white bishop · d1 white queen · g1 white king | a8 black rook · c8 black bishop · d8 black queen · f8 black rook · g8 black king · e7 black bishop · f7 black pawn · g7 black pawn · h7 black pawn · a6 black pawn · c6 black pawn · b5 black pawn · d5 black knight · e5 white rook · b3 white bishop · c3 white pawn · a2 white pawn · b2 white pawn · d2 white pawn · f2 white pawn · g2 white pawn · h2 white pawn · a1 white rook · b1 white knight · c1 white bishop · d1 white queen · g1 white king | a8 black rook · c8 black bishop · d8 black queen · f8 black rook · g8 black king · e7 black bishop · f7 black pawn · g7 black pawn · h7 black pawn · a6 black pawn · c6 black pawn · b5 black pawn · d5 black knight · e5 white rook · b3 white bishop · c3 white pawn · a2 white pawn · b2 white pawn · d2 white pawn · f2 white pawn · g2 white pawn · h2 white pawn · a1 white rook · b1 white knight · c1 white bishop · d1 white queen · g1 white king | a8 black rook · c8 black bishop · d8 black queen · f8 black rook · g8 black king · e7 black bishop · f7 black pawn · g7 black pawn · h7 black pawn · a6 black pawn · c6 black pawn · b5 black pawn · d5 black knight · e5 white rook · b3 white bishop · c3 white pawn · a2 white pawn · b2 white pawn · d2 white pawn · f2 white pawn · g2 white pawn · h2 white pawn · a1 white rook · b1 white knight · c1 white bishop · d1 white queen · g1 white king | a8 black rook · c8 black bishop · d8 black queen · f8 black rook · g8 black king · e7 black bishop · f7 black pawn · g7 black pawn · h7 black pawn · a6 black pawn · c6 black pawn · b5 black pawn · d5 black knight · e5 white rook · b3 white bishop · c3 white pawn · a2 white pawn · b2 white pawn · d2 white pawn · f2 white pawn · g2 white pawn · h2 white pawn · a1 white rook · b1 white knight · c1 white bishop · d1 white queen · g1 white king | a8 black rook · c8 black bishop · d8 black queen · f8 black rook · g8 black king · e7 black bishop · f7 black pawn · g7 black pawn · h7 black pawn · a6 black pawn · c6 black pawn · b5 black pawn · d5 black knight · e5 white rook · b3 white bishop · c3 white pawn · a2 white pawn · b2 white pawn · d2 white pawn · f2 white pawn · g2 white pawn · h2 white pawn · a1 white rook · b1 white knight · c1 white bishop · d1 white queen · g1 white king | a8 black rook · c8 black bishop · d8 black queen · f8 black rook · g8 black king · e7 black bishop · f7 black pawn · g7 black pawn · h7 black pawn · a6 black pawn · c6 black pawn · b5 black pawn · d5 black knight · e5 white rook · b3 white bishop · c3 white pawn · a2 white pawn · b2 white pawn · d2 white pawn · f2 white pawn · g2 white pawn · h2 white pawn · a1 white rook · b1 white knight · c1 white bishop · d1 white queen · g1 white king | a8 black rook · c8 black bishop · d8 black queen · f8 black rook · g8 black king · e7 black bishop · f7 black pawn · g7 black pawn · h7 black pawn · a6 black pawn · c6 black pawn · b5 black pawn · d5 black knight · e5 white rook · b3 white bishop · c3 white pawn · a2 white pawn · b2 white pawn · d2 white pawn · f2 white pawn · g2 white pawn · h2 white pawn · a1 white rook · b1 white knight · c1 white bishop · d1 white queen · g1 white king | 7 |
| 6 | a8 black rook · c8 black bishop · d8 black queen · f8 black rook · g8 black king · e7 black bishop · f7 black pawn · g7 black pawn · h7 black pawn · a6 black pawn · c6 black pawn · b5 black pawn · d5 black knight · e5 white rook · b3 white bishop · c3 white pawn · a2 white pawn · b2 white pawn · d2 white pawn · f2 white pawn · g2 white pawn · h2 white pawn · a1 white rook · b1 white knight · c1 white bishop · d1 white queen · g1 white king | a8 black rook · c8 black bishop · d8 black queen · f8 black rook · g8 black king · e7 black bishop · f7 black pawn · g7 black pawn · h7 black pawn · a6 black pawn · c6 black pawn · b5 black pawn · d5 black knight · e5 white rook · b3 white bishop · c3 white pawn · a2 white pawn · b2 white pawn · d2 white pawn · f2 white pawn · g2 white pawn · h2 white pawn · a1 white rook · b1 white knight · c1 white bishop · d1 white queen · g1 white king | a8 black rook · c8 black bishop · d8 black queen · f8 black rook · g8 black king · e7 black bishop · f7 black pawn · g7 black pawn · h7 black pawn · a6 black pawn · c6 black pawn · b5 black pawn · d5 black knight · e5 white rook · b3 white bishop · c3 white pawn · a2 white pawn · b2 white pawn · d2 white pawn · f2 white pawn · g2 white pawn · h2 white pawn · a1 white rook · b1 white knight · c1 white bishop · d1 white queen · g1 white king | a8 black rook · c8 black bishop · d8 black queen · f8 black rook · g8 black king · e7 black bishop · f7 black pawn · g7 black pawn · h7 black pawn · a6 black pawn · c6 black pawn · b5 black pawn · d5 black knight · e5 white rook · b3 white bishop · c3 white pawn · a2 white pawn · b2 white pawn · d2 white pawn · f2 white pawn · g2 white pawn · h2 white pawn · a1 white rook · b1 white knight · c1 white bishop · d1 white queen · g1 white king | a8 black rook · c8 black bishop · d8 black queen · f8 black rook · g8 black king · e7 black bishop · f7 black pawn · g7 black pawn · h7 black pawn · a6 black pawn · c6 black pawn · b5 black pawn · d5 black knight · e5 white rook · b3 white bishop · c3 white pawn · a2 white pawn · b2 white pawn · d2 white pawn · f2 white pawn · g2 white pawn · h2 white pawn · a1 white rook · b1 white knight · c1 white bishop · d1 white queen · g1 white king | a8 black rook · c8 black bishop · d8 black queen · f8 black rook · g8 black king · e7 black bishop · f7 black pawn · g7 black pawn · h7 black pawn · a6 black pawn · c6 black pawn · b5 black pawn · d5 black knight · e5 white rook · b3 white bishop · c3 white pawn · a2 white pawn · b2 white pawn · d2 white pawn · f2 white pawn · g2 white pawn · h2 white pawn · a1 white rook · b1 white knight · c1 white bishop · d1 white queen · g1 white king | a8 black rook · c8 black bishop · d8 black queen · f8 black rook · g8 black king · e7 black bishop · f7 black pawn · g7 black pawn · h7 black pawn · a6 black pawn · c6 black pawn · b5 black pawn · d5 black knight · e5 white rook · b3 white bishop · c3 white pawn · a2 white pawn · b2 white pawn · d2 white pawn · f2 white pawn · g2 white pawn · h2 white pawn · a1 white rook · b1 white knight · c1 white bishop · d1 white queen · g1 white king | a8 black rook · c8 black bishop · d8 black queen · f8 black rook · g8 black king · e7 black bishop · f7 black pawn · g7 black pawn · h7 black pawn · a6 black pawn · c6 black pawn · b5 black pawn · d5 black knight · e5 white rook · b3 white bishop · c3 white pawn · a2 white pawn · b2 white pawn · d2 white pawn · f2 white pawn · g2 white pawn · h2 white pawn · a1 white rook · b1 white knight · c1 white bishop · d1 white queen · g1 white king | 6 |
| 5 | a8 black rook · c8 black bishop · d8 black queen · f8 black rook · g8 black king · e7 black bishop · f7 black pawn · g7 black pawn · h7 black pawn · a6 black pawn · c6 black pawn · b5 black pawn · d5 black knight · e5 white rook · b3 white bishop · c3 white pawn · a2 white pawn · b2 white pawn · d2 white pawn · f2 white pawn · g2 white pawn · h2 white pawn · a1 white rook · b1 white knight · c1 white bishop · d1 white queen · g1 white king | a8 black rook · c8 black bishop · d8 black queen · f8 black rook · g8 black king · e7 black bishop · f7 black pawn · g7 black pawn · h7 black pawn · a6 black pawn · c6 black pawn · b5 black pawn · d5 black knight · e5 white rook · b3 white bishop · c3 white pawn · a2 white pawn · b2 white pawn · d2 white pawn · f2 white pawn · g2 white pawn · h2 white pawn · a1 white rook · b1 white knight · c1 white bishop · d1 white queen · g1 white king | a8 black rook · c8 black bishop · d8 black queen · f8 black rook · g8 black king · e7 black bishop · f7 black pawn · g7 black pawn · h7 black pawn · a6 black pawn · c6 black pawn · b5 black pawn · d5 black knight · e5 white rook · b3 white bishop · c3 white pawn · a2 white pawn · b2 white pawn · d2 white pawn · f2 white pawn · g2 white pawn · h2 white pawn · a1 white rook · b1 white knight · c1 white bishop · d1 white queen · g1 white king | a8 black rook · c8 black bishop · d8 black queen · f8 black rook · g8 black king · e7 black bishop · f7 black pawn · g7 black pawn · h7 black pawn · a6 black pawn · c6 black pawn · b5 black pawn · d5 black knight · e5 white rook · b3 white bishop · c3 white pawn · a2 white pawn · b2 white pawn · d2 white pawn · f2 white pawn · g2 white pawn · h2 white pawn · a1 white rook · b1 white knight · c1 white bishop · d1 white queen · g1 white king | a8 black rook · c8 black bishop · d8 black queen · f8 black rook · g8 black king · e7 black bishop · f7 black pawn · g7 black pawn · h7 black pawn · a6 black pawn · c6 black pawn · b5 black pawn · d5 black knight · e5 white rook · b3 white bishop · c3 white pawn · a2 white pawn · b2 white pawn · d2 white pawn · f2 white pawn · g2 white pawn · h2 white pawn · a1 white rook · b1 white knight · c1 white bishop · d1 white queen · g1 white king | a8 black rook · c8 black bishop · d8 black queen · f8 black rook · g8 black king · e7 black bishop · f7 black pawn · g7 black pawn · h7 black pawn · a6 black pawn · c6 black pawn · b5 black pawn · d5 black knight · e5 white rook · b3 white bishop · c3 white pawn · a2 white pawn · b2 white pawn · d2 white pawn · f2 white pawn · g2 white pawn · h2 white pawn · a1 white rook · b1 white knight · c1 white bishop · d1 white queen · g1 white king | a8 black rook · c8 black bishop · d8 black queen · f8 black rook · g8 black king · e7 black bishop · f7 black pawn · g7 black pawn · h7 black pawn · a6 black pawn · c6 black pawn · b5 black pawn · d5 black knight · e5 white rook · b3 white bishop · c3 white pawn · a2 white pawn · b2 white pawn · d2 white pawn · f2 white pawn · g2 white pawn · h2 white pawn · a1 white rook · b1 white knight · c1 white bishop · d1 white queen · g1 white king | a8 black rook · c8 black bishop · d8 black queen · f8 black rook · g8 black king · e7 black bishop · f7 black pawn · g7 black pawn · h7 black pawn · a6 black pawn · c6 black pawn · b5 black pawn · d5 black knight · e5 white rook · b3 white bishop · c3 white pawn · a2 white pawn · b2 white pawn · d2 white pawn · f2 white pawn · g2 white pawn · h2 white pawn · a1 white rook · b1 white knight · c1 white bishop · d1 white queen · g1 white king | 5 |
| 4 | a8 black rook · c8 black bishop · d8 black queen · f8 black rook · g8 black king · e7 black bishop · f7 black pawn · g7 black pawn · h7 black pawn · a6 black pawn · c6 black pawn · b5 black pawn · d5 black knight · e5 white rook · b3 white bishop · c3 white pawn · a2 white pawn · b2 white pawn · d2 white pawn · f2 white pawn · g2 white pawn · h2 white pawn · a1 white rook · b1 white knight · c1 white bishop · d1 white queen · g1 white king | a8 black rook · c8 black bishop · d8 black queen · f8 black rook · g8 black king · e7 black bishop · f7 black pawn · g7 black pawn · h7 black pawn · a6 black pawn · c6 black pawn · b5 black pawn · d5 black knight · e5 white rook · b3 white bishop · c3 white pawn · a2 white pawn · b2 white pawn · d2 white pawn · f2 white pawn · g2 white pawn · h2 white pawn · a1 white rook · b1 white knight · c1 white bishop · d1 white queen · g1 white king | a8 black rook · c8 black bishop · d8 black queen · f8 black rook · g8 black king · e7 black bishop · f7 black pawn · g7 black pawn · h7 black pawn · a6 black pawn · c6 black pawn · b5 black pawn · d5 black knight · e5 white rook · b3 white bishop · c3 white pawn · a2 white pawn · b2 white pawn · d2 white pawn · f2 white pawn · g2 white pawn · h2 white pawn · a1 white rook · b1 white knight · c1 white bishop · d1 white queen · g1 white king | a8 black rook · c8 black bishop · d8 black queen · f8 black rook · g8 black king · e7 black bishop · f7 black pawn · g7 black pawn · h7 black pawn · a6 black pawn · c6 black pawn · b5 black pawn · d5 black knight · e5 white rook · b3 white bishop · c3 white pawn · a2 white pawn · b2 white pawn · d2 white pawn · f2 white pawn · g2 white pawn · h2 white pawn · a1 white rook · b1 white knight · c1 white bishop · d1 white queen · g1 white king | a8 black rook · c8 black bishop · d8 black queen · f8 black rook · g8 black king · e7 black bishop · f7 black pawn · g7 black pawn · h7 black pawn · a6 black pawn · c6 black pawn · b5 black pawn · d5 black knight · e5 white rook · b3 white bishop · c3 white pawn · a2 white pawn · b2 white pawn · d2 white pawn · f2 white pawn · g2 white pawn · h2 white pawn · a1 white rook · b1 white knight · c1 white bishop · d1 white queen · g1 white king | a8 black rook · c8 black bishop · d8 black queen · f8 black rook · g8 black king · e7 black bishop · f7 black pawn · g7 black pawn · h7 black pawn · a6 black pawn · c6 black pawn · b5 black pawn · d5 black knight · e5 white rook · b3 white bishop · c3 white pawn · a2 white pawn · b2 white pawn · d2 white pawn · f2 white pawn · g2 white pawn · h2 white pawn · a1 white rook · b1 white knight · c1 white bishop · d1 white queen · g1 white king | a8 black rook · c8 black bishop · d8 black queen · f8 black rook · g8 black king · e7 black bishop · f7 black pawn · g7 black pawn · h7 black pawn · a6 black pawn · c6 black pawn · b5 black pawn · d5 black knight · e5 white rook · b3 white bishop · c3 white pawn · a2 white pawn · b2 white pawn · d2 white pawn · f2 white pawn · g2 white pawn · h2 white pawn · a1 white rook · b1 white knight · c1 white bishop · d1 white queen · g1 white king | a8 black rook · c8 black bishop · d8 black queen · f8 black rook · g8 black king · e7 black bishop · f7 black pawn · g7 black pawn · h7 black pawn · a6 black pawn · c6 black pawn · b5 black pawn · d5 black knight · e5 white rook · b3 white bishop · c3 white pawn · a2 white pawn · b2 white pawn · d2 white pawn · f2 white pawn · g2 white pawn · h2 white pawn · a1 white rook · b1 white knight · c1 white bishop · d1 white queen · g1 white king | 4 |
| 3 | a8 black rook · c8 black bishop · d8 black queen · f8 black rook · g8 black king · e7 black bishop · f7 black pawn · g7 black pawn · h7 black pawn · a6 black pawn · c6 black pawn · b5 black pawn · d5 black knight · e5 white rook · b3 white bishop · c3 white pawn · a2 white pawn · b2 white pawn · d2 white pawn · f2 white pawn · g2 white pawn · h2 white pawn · a1 white rook · b1 white knight · c1 white bishop · d1 white queen · g1 white king | a8 black rook · c8 black bishop · d8 black queen · f8 black rook · g8 black king · e7 black bishop · f7 black pawn · g7 black pawn · h7 black pawn · a6 black pawn · c6 black pawn · b5 black pawn · d5 black knight · e5 white rook · b3 white bishop · c3 white pawn · a2 white pawn · b2 white pawn · d2 white pawn · f2 white pawn · g2 white pawn · h2 white pawn · a1 white rook · b1 white knight · c1 white bishop · d1 white queen · g1 white king | a8 black rook · c8 black bishop · d8 black queen · f8 black rook · g8 black king · e7 black bishop · f7 black pawn · g7 black pawn · h7 black pawn · a6 black pawn · c6 black pawn · b5 black pawn · d5 black knight · e5 white rook · b3 white bishop · c3 white pawn · a2 white pawn · b2 white pawn · d2 white pawn · f2 white pawn · g2 white pawn · h2 white pawn · a1 white rook · b1 white knight · c1 white bishop · d1 white queen · g1 white king | a8 black rook · c8 black bishop · d8 black queen · f8 black rook · g8 black king · e7 black bishop · f7 black pawn · g7 black pawn · h7 black pawn · a6 black pawn · c6 black pawn · b5 black pawn · d5 black knight · e5 white rook · b3 white bishop · c3 white pawn · a2 white pawn · b2 white pawn · d2 white pawn · f2 white pawn · g2 white pawn · h2 white pawn · a1 white rook · b1 white knight · c1 white bishop · d1 white queen · g1 white king | a8 black rook · c8 black bishop · d8 black queen · f8 black rook · g8 black king · e7 black bishop · f7 black pawn · g7 black pawn · h7 black pawn · a6 black pawn · c6 black pawn · b5 black pawn · d5 black knight · e5 white rook · b3 white bishop · c3 white pawn · a2 white pawn · b2 white pawn · d2 white pawn · f2 white pawn · g2 white pawn · h2 white pawn · a1 white rook · b1 white knight · c1 white bishop · d1 white queen · g1 white king | a8 black rook · c8 black bishop · d8 black queen · f8 black rook · g8 black king · e7 black bishop · f7 black pawn · g7 black pawn · h7 black pawn · a6 black pawn · c6 black pawn · b5 black pawn · d5 black knight · e5 white rook · b3 white bishop · c3 white pawn · a2 white pawn · b2 white pawn · d2 white pawn · f2 white pawn · g2 white pawn · h2 white pawn · a1 white rook · b1 white knight · c1 white bishop · d1 white queen · g1 white king | a8 black rook · c8 black bishop · d8 black queen · f8 black rook · g8 black king · e7 black bishop · f7 black pawn · g7 black pawn · h7 black pawn · a6 black pawn · c6 black pawn · b5 black pawn · d5 black knight · e5 white rook · b3 white bishop · c3 white pawn · a2 white pawn · b2 white pawn · d2 white pawn · f2 white pawn · g2 white pawn · h2 white pawn · a1 white rook · b1 white knight · c1 white bishop · d1 white queen · g1 white king | a8 black rook · c8 black bishop · d8 black queen · f8 black rook · g8 black king · e7 black bishop · f7 black pawn · g7 black pawn · h7 black pawn · a6 black pawn · c6 black pawn · b5 black pawn · d5 black knight · e5 white rook · b3 white bishop · c3 white pawn · a2 white pawn · b2 white pawn · d2 white pawn · f2 white pawn · g2 white pawn · h2 white pawn · a1 white rook · b1 white knight · c1 white bishop · d1 white queen · g1 white king | 3 |
| 2 | a8 black rook · c8 black bishop · d8 black queen · f8 black rook · g8 black king · e7 black bishop · f7 black pawn · g7 black pawn · h7 black pawn · a6 black pawn · c6 black pawn · b5 black pawn · d5 black knight · e5 white rook · b3 white bishop · c3 white pawn · a2 white pawn · b2 white pawn · d2 white pawn · f2 white pawn · g2 white pawn · h2 white pawn · a1 white rook · b1 white knight · c1 white bishop · d1 white queen · g1 white king | a8 black rook · c8 black bishop · d8 black queen · f8 black rook · g8 black king · e7 black bishop · f7 black pawn · g7 black pawn · h7 black pawn · a6 black pawn · c6 black pawn · b5 black pawn · d5 black knight · e5 white rook · b3 white bishop · c3 white pawn · a2 white pawn · b2 white pawn · d2 white pawn · f2 white pawn · g2 white pawn · h2 white pawn · a1 white rook · b1 white knight · c1 white bishop · d1 white queen · g1 white king | a8 black rook · c8 black bishop · d8 black queen · f8 black rook · g8 black king · e7 black bishop · f7 black pawn · g7 black pawn · h7 black pawn · a6 black pawn · c6 black pawn · b5 black pawn · d5 black knight · e5 white rook · b3 white bishop · c3 white pawn · a2 white pawn · b2 white pawn · d2 white pawn · f2 white pawn · g2 white pawn · h2 white pawn · a1 white rook · b1 white knight · c1 white bishop · d1 white queen · g1 white king | a8 black rook · c8 black bishop · d8 black queen · f8 black rook · g8 black king · e7 black bishop · f7 black pawn · g7 black pawn · h7 black pawn · a6 black pawn · c6 black pawn · b5 black pawn · d5 black knight · e5 white rook · b3 white bishop · c3 white pawn · a2 white pawn · b2 white pawn · d2 white pawn · f2 white pawn · g2 white pawn · h2 white pawn · a1 white rook · b1 white knight · c1 white bishop · d1 white queen · g1 white king | a8 black rook · c8 black bishop · d8 black queen · f8 black rook · g8 black king · e7 black bishop · f7 black pawn · g7 black pawn · h7 black pawn · a6 black pawn · c6 black pawn · b5 black pawn · d5 black knight · e5 white rook · b3 white bishop · c3 white pawn · a2 white pawn · b2 white pawn · d2 white pawn · f2 white pawn · g2 white pawn · h2 white pawn · a1 white rook · b1 white knight · c1 white bishop · d1 white queen · g1 white king | a8 black rook · c8 black bishop · d8 black queen · f8 black rook · g8 black king · e7 black bishop · f7 black pawn · g7 black pawn · h7 black pawn · a6 black pawn · c6 black pawn · b5 black pawn · d5 black knight · e5 white rook · b3 white bishop · c3 white pawn · a2 white pawn · b2 white pawn · d2 white pawn · f2 white pawn · g2 white pawn · h2 white pawn · a1 white rook · b1 white knight · c1 white bishop · d1 white queen · g1 white king | a8 black rook · c8 black bishop · d8 black queen · f8 black rook · g8 black king · e7 black bishop · f7 black pawn · g7 black pawn · h7 black pawn · a6 black pawn · c6 black pawn · b5 black pawn · d5 black knight · e5 white rook · b3 white bishop · c3 white pawn · a2 white pawn · b2 white pawn · d2 white pawn · f2 white pawn · g2 white pawn · h2 white pawn · a1 white rook · b1 white knight · c1 white bishop · d1 white queen · g1 white king | a8 black rook · c8 black bishop · d8 black queen · f8 black rook · g8 black king · e7 black bishop · f7 black pawn · g7 black pawn · h7 black pawn · a6 black pawn · c6 black pawn · b5 black pawn · d5 black knight · e5 white rook · b3 white bishop · c3 white pawn · a2 white pawn · b2 white pawn · d2 white pawn · f2 white pawn · g2 white pawn · h2 white pawn · a1 white rook · b1 white knight · c1 white bishop · d1 white queen · g1 white king | 2 |
| 1 | a8 black rook · c8 black bishop · d8 black queen · f8 black rook · g8 black king · e7 black bishop · f7 black pawn · g7 black pawn · h7 black pawn · a6 black pawn · c6 black pawn · b5 black pawn · d5 black knight · e5 white rook · b3 white bishop · c3 white pawn · a2 white pawn · b2 white pawn · d2 white pawn · f2 white pawn · g2 white pawn · h2 white pawn · a1 white rook · b1 white knight · c1 white bishop · d1 white queen · g1 white king | a8 black rook · c8 black bishop · d8 black queen · f8 black rook · g8 black king · e7 black bishop · f7 black pawn · g7 black pawn · h7 black pawn · a6 black pawn · c6 black pawn · b5 black pawn · d5 black knight · e5 white rook · b3 white bishop · c3 white pawn · a2 white pawn · b2 white pawn · d2 white pawn · f2 white pawn · g2 white pawn · h2 white pawn · a1 white rook · b1 white knight · c1 white bishop · d1 white queen · g1 white king | a8 black rook · c8 black bishop · d8 black queen · f8 black rook · g8 black king · e7 black bishop · f7 black pawn · g7 black pawn · h7 black pawn · a6 black pawn · c6 black pawn · b5 black pawn · d5 black knight · e5 white rook · b3 white bishop · c3 white pawn · a2 white pawn · b2 white pawn · d2 white pawn · f2 white pawn · g2 white pawn · h2 white pawn · a1 white rook · b1 white knight · c1 white bishop · d1 white queen · g1 white king | a8 black rook · c8 black bishop · d8 black queen · f8 black rook · g8 black king · e7 black bishop · f7 black pawn · g7 black pawn · h7 black pawn · a6 black pawn · c6 black pawn · b5 black pawn · d5 black knight · e5 white rook · b3 white bishop · c3 white pawn · a2 white pawn · b2 white pawn · d2 white pawn · f2 white pawn · g2 white pawn · h2 white pawn · a1 white rook · b1 white knight · c1 white bishop · d1 white queen · g1 white king | a8 black rook · c8 black bishop · d8 black queen · f8 black rook · g8 black king · e7 black bishop · f7 black pawn · g7 black pawn · h7 black pawn · a6 black pawn · c6 black pawn · b5 black pawn · d5 black knight · e5 white rook · b3 white bishop · c3 white pawn · a2 white pawn · b2 white pawn · d2 white pawn · f2 white pawn · g2 white pawn · h2 white pawn · a1 white rook · b1 white knight · c1 white bishop · d1 white queen · g1 white king | a8 black rook · c8 black bishop · d8 black queen · f8 black rook · g8 black king · e7 black bishop · f7 black pawn · g7 black pawn · h7 black pawn · a6 black pawn · c6 black pawn · b5 black pawn · d5 black knight · e5 white rook · b3 white bishop · c3 white pawn · a2 white pawn · b2 white pawn · d2 white pawn · f2 white pawn · g2 white pawn · h2 white pawn · a1 white rook · b1 white knight · c1 white bishop · d1 white queen · g1 white king | a8 black rook · c8 black bishop · d8 black queen · f8 black rook · g8 black king · e7 black bishop · f7 black pawn · g7 black pawn · h7 black pawn · a6 black pawn · c6 black pawn · b5 black pawn · d5 black knight · e5 white rook · b3 white bishop · c3 white pawn · a2 white pawn · b2 white pawn · d2 white pawn · f2 white pawn · g2 white pawn · h2 white pawn · a1 white rook · b1 white knight · c1 white bishop · d1 white queen · g1 white king | a8 black rook · c8 black bishop · d8 black queen · f8 black rook · g8 black king · e7 black bishop · f7 black pawn · g7 black pawn · h7 black pawn · a6 black pawn · c6 black pawn · b5 black pawn · d5 black knight · e5 white rook · b3 white bishop · c3 white pawn · a2 white pawn · b2 white pawn · d2 white pawn · f2 white pawn · g2 white pawn · h2 white pawn · a1 white rook · b1 white knight · c1 white bishop · d1 white queen · g1 white king | 1 |
|   | a | b | c | d | e | f | g | h |   |

Một trong những phương án thay thế mạnh mẽ đó là Tấn công Marshall: sau khi 3...a6 4.Ta4 Mf6 5.0-0 Te7 6.Xe1 b5 7.Tb3 0-0 8.c3 Đen chơi nước gambit 8...d5, thí một quân Tốt. Diễn biến chính của phương án bắt đầu với 9.exd5 Mxd5 (9...e4?!, biến Herman Steiner, được xem là yếu hơn) 10.Mxe5 Mxe5 11.Rxe5 c6 (nước đi ban đầu của Marshall 11...Mf6, và nước 11...Tb7 được xem là yếu hơn, nhưng cũng đem lại kết quả tốt cho Đen trong những ván đấu ở trình độ hàng đầu. Đại kiện tướng Joel Benjamin cho rằng 11...Tb7 yếu hơn do 12.Hf3). Đen sẽ tấn công và buộc cho cánh Vua, lúc này không có quân phòng thủ, của Trắng suy yếu. Quyết định đầu tiên của Trắng là sẽ xem xét chơi 12.d3 hoặc 12.d4. Trong cả hai trường hợp đều cho thấy rõ ràng nước 8.c3 không còn đem lại lợi ích cho Trắng. Cuộc tấn công của Đen có thể sẽ khá nguy hiểm. Sự bù đắp cho Tốt thí của Đen là lợi thế về thế trận với vị trí các quân tốt hơn, rất khó và có lẽ không thể tìm ra một lý do phản bác phương án này. Tấn công Marshall là phương án được phân tích rất kỹ (đôi khi đến qua nước thứ 30) mà không cần đến một sự xác định về tính đúng đắn của việc thí quân của Đen. Đây là một hệ thống khai cuộc cực kỳ sắc nét trong đó sự hiểu biết về một số lượng lớn các kiến thức lý thuyết là rất quan trọng, và rất nhiều người chơi cầm quân Trắng, kể cả Garry Kasparov, đã tránh nó bằng cách sử dụng một trong các phương án "anti-Marshall" như 8.d4, 8.a4 hay 8.h3 thay vì chơi 8.c3.
Nước 8...d5 trở nên nổi tiếng khi Frank James Marshall đã dùng nó như là một phương án được chuẩn bị từ trước để đối đầu với José Raúl Capablanca trong ván đấu vào năm 1918; tuy nhiên Capablanca đã tìm ra cách để vượt qua biến phức tạp này và chiến thắng. Người ta thường nói rằng Marshall đã giấu kín nước đi này như là một vũ khí bí mật dành để chống lại Capablanca kể từ thất bại của ông trong trận đấu giữa hai người năm 1909, tuy nhiên không phải ai cũng tin vào điều này. Ý kiến phản biện phổ biến nhất cho rằng Marshall đã từng chơi một diễn biến tương tự vào năm 1917 trong ván đấu với Walter Frere, tuy nhiên nhà sử học về cờ vua Edward Winter đã tìm ra: không có một bằng chứng rõ ràng về thời điểm xảy ra ván đấu giữa Frere và Marshall; trong giai đoạn 1910-1918 đã có một vài ván đấu mà Marshall đã bỏ qua phương án này khi đối đầu với Capablanca; và đã có một ván đấu năm 1893 từng áp dụng diễn biến tương tự như ván giữa Frere và Marshall.
Những cải tiến cho Đen đã được phát hiện (Marshall chơi 11...Nf6!? - phiên bản gốc, nhưng sau đó nước mạnh hơn 11...c6! đã được khám phá) và phương án Tấn công Marshall trở thành sự lựa chọn ưa thích của một số kỳ thủ hàng đầu bao gồm Boris Spassky, John Nunn hay gần đây hơn như Michael Adams. Hiện nay, Đại kiện tướng Levon Aronian là một trong những người ủng hộ chính cho phương án này.

### Phương án chính: 4.Ta4 Mf6 5.0-0 Te7 6.Xe1 b5 7.Tb3 d6 8.c3 0-0
|   | a | b | c | d | e | f | g | h |   |
| 8 | a8 black rook · c8 black bishop · d8 black queen · f8 black rook · g8 black king · c7 black pawn · e7 black bishop · f7 black pawn · g7 black pawn · h7 black pawn · a6 black pawn · c6 black knight · d6 black pawn · f6 black knight · b5 black pawn · e5 black pawn · e4 white pawn · b3 white bishop · c3 white pawn · f3 white knight · a2 white pawn · b2 white pawn · d2 white pawn · f2 white pawn · g2 white pawn · h2 white pawn · a1 white rook · b1 white knight · c1 white bishop · d1 white queen · e1 white rook · g1 white king | a8 black rook · c8 black bishop · d8 black queen · f8 black rook · g8 black king · c7 black pawn · e7 black bishop · f7 black pawn · g7 black pawn · h7 black pawn · a6 black pawn · c6 black knight · d6 black pawn · f6 black knight · b5 black pawn · e5 black pawn · e4 white pawn · b3 white bishop · c3 white pawn · f3 white knight · a2 white pawn · b2 white pawn · d2 white pawn · f2 white pawn · g2 white pawn · h2 white pawn · a1 white rook · b1 white knight · c1 white bishop · d1 white queen · e1 white rook · g1 white king | a8 black rook · c8 black bishop · d8 black queen · f8 black rook · g8 black king · c7 black pawn · e7 black bishop · f7 black pawn · g7 black pawn · h7 black pawn · a6 black pawn · c6 black knight · d6 black pawn · f6 black knight · b5 black pawn · e5 black pawn · e4 white pawn · b3 white bishop · c3 white pawn · f3 white knight · a2 white pawn · b2 white pawn · d2 white pawn · f2 white pawn · g2 white pawn · h2 white pawn · a1 white rook · b1 white knight · c1 white bishop · d1 white queen · e1 white rook · g1 white king | a8 black rook · c8 black bishop · d8 black queen · f8 black rook · g8 black king · c7 black pawn · e7 black bishop · f7 black pawn · g7 black pawn · h7 black pawn · a6 black pawn · c6 black knight · d6 black pawn · f6 black knight · b5 black pawn · e5 black pawn · e4 white pawn · b3 white bishop · c3 white pawn · f3 white knight · a2 white pawn · b2 white pawn · d2 white pawn · f2 white pawn · g2 white pawn · h2 white pawn · a1 white rook · b1 white knight · c1 white bishop · d1 white queen · e1 white rook · g1 white king | a8 black rook · c8 black bishop · d8 black queen · f8 black rook · g8 black king · c7 black pawn · e7 black bishop · f7 black pawn · g7 black pawn · h7 black pawn · a6 black pawn · c6 black knight · d6 black pawn · f6 black knight · b5 black pawn · e5 black pawn · e4 white pawn · b3 white bishop · c3 white pawn · f3 white knight · a2 white pawn · b2 white pawn · d2 white pawn · f2 white pawn · g2 white pawn · h2 white pawn · a1 white rook · b1 white knight · c1 white bishop · d1 white queen · e1 white rook · g1 white king | a8 black rook · c8 black bishop · d8 black queen · f8 black rook · g8 black king · c7 black pawn · e7 black bishop · f7 black pawn · g7 black pawn · h7 black pawn · a6 black pawn · c6 black knight · d6 black pawn · f6 black knight · b5 black pawn · e5 black pawn · e4 white pawn · b3 white bishop · c3 white pawn · f3 white knight · a2 white pawn · b2 white pawn · d2 white pawn · f2 white pawn · g2 white pawn · h2 white pawn · a1 white rook · b1 white knight · c1 white bishop · d1 white queen · e1 white rook · g1 white king | a8 black rook · c8 black bishop · d8 black queen · f8 black rook · g8 black king · c7 black pawn · e7 black bishop · f7 black pawn · g7 black pawn · h7 black pawn · a6 black pawn · c6 black knight · d6 black pawn · f6 black knight · b5 black pawn · e5 black pawn · e4 white pawn · b3 white bishop · c3 white pawn · f3 white knight · a2 white pawn · b2 white pawn · d2 white pawn · f2 white pawn · g2 white pawn · h2 white pawn · a1 white rook · b1 white knight · c1 white bishop · d1 white queen · e1 white rook · g1 white king | a8 black rook · c8 black bishop · d8 black queen · f8 black rook · g8 black king · c7 black pawn · e7 black bishop · f7 black pawn · g7 black pawn · h7 black pawn · a6 black pawn · c6 black knight · d6 black pawn · f6 black knight · b5 black pawn · e5 black pawn · e4 white pawn · b3 white bishop · c3 white pawn · f3 white knight · a2 white pawn · b2 white pawn · d2 white pawn · f2 white pawn · g2 white pawn · h2 white pawn · a1 white rook · b1 white knight · c1 white bishop · d1 white queen · e1 white rook · g1 white king | 8 |
| 7 | a8 black rook · c8 black bishop · d8 black queen · f8 black rook · g8 black king · c7 black pawn · e7 black bishop · f7 black pawn · g7 black pawn · h7 black pawn · a6 black pawn · c6 black knight · d6 black pawn · f6 black knight · b5 black pawn · e5 black pawn · e4 white pawn · b3 white bishop · c3 white pawn · f3 white knight · a2 white pawn · b2 white pawn · d2 white pawn · f2 white pawn · g2 white pawn · h2 white pawn · a1 white rook · b1 white knight · c1 white bishop · d1 white queen · e1 white rook · g1 white king | a8 black rook · c8 black bishop · d8 black queen · f8 black rook · g8 black king · c7 black pawn · e7 black bishop · f7 black pawn · g7 black pawn · h7 black pawn · a6 black pawn · c6 black knight · d6 black pawn · f6 black knight · b5 black pawn · e5 black pawn · e4 white pawn · b3 white bishop · c3 white pawn · f3 white knight · a2 white pawn · b2 white pawn · d2 white pawn · f2 white pawn · g2 white pawn · h2 white pawn · a1 white rook · b1 white knight · c1 white bishop · d1 white queen · e1 white rook · g1 white king | a8 black rook · c8 black bishop · d8 black queen · f8 black rook · g8 black king · c7 black pawn · e7 black bishop · f7 black pawn · g7 black pawn · h7 black pawn · a6 black pawn · c6 black knight · d6 black pawn · f6 black knight · b5 black pawn · e5 black pawn · e4 white pawn · b3 white bishop · c3 white pawn · f3 white knight · a2 white pawn · b2 white pawn · d2 white pawn · f2 white pawn · g2 white pawn · h2 white pawn · a1 white rook · b1 white knight · c1 white bishop · d1 white queen · e1 white rook · g1 white king | a8 black rook · c8 black bishop · d8 black queen · f8 black rook · g8 black king · c7 black pawn · e7 black bishop · f7 black pawn · g7 black pawn · h7 black pawn · a6 black pawn · c6 black knight · d6 black pawn · f6 black knight · b5 black pawn · e5 black pawn · e4 white pawn · b3 white bishop · c3 white pawn · f3 white knight · a2 white pawn · b2 white pawn · d2 white pawn · f2 white pawn · g2 white pawn · h2 white pawn · a1 white rook · b1 white knight · c1 white bishop · d1 white queen · e1 white rook · g1 white king | a8 black rook · c8 black bishop · d8 black queen · f8 black rook · g8 black king · c7 black pawn · e7 black bishop · f7 black pawn · g7 black pawn · h7 black pawn · a6 black pawn · c6 black knight · d6 black pawn · f6 black knight · b5 black pawn · e5 black pawn · e4 white pawn · b3 white bishop · c3 white pawn · f3 white knight · a2 white pawn · b2 white pawn · d2 white pawn · f2 white pawn · g2 white pawn · h2 white pawn · a1 white rook · b1 white knight · c1 white bishop · d1 white queen · e1 white rook · g1 white king | a8 black rook · c8 black bishop · d8 black queen · f8 black rook · g8 black king · c7 black pawn · e7 black bishop · f7 black pawn · g7 black pawn · h7 black pawn · a6 black pawn · c6 black knight · d6 black pawn · f6 black knight · b5 black pawn · e5 black pawn · e4 white pawn · b3 white bishop · c3 white pawn · f3 white knight · a2 white pawn · b2 white pawn · d2 white pawn · f2 white pawn · g2 white pawn · h2 white pawn · a1 white rook · b1 white knight · c1 white bishop · d1 white queen · e1 white rook · g1 white king | a8 black rook · c8 black bishop · d8 black queen · f8 black rook · g8 black king · c7 black pawn · e7 black bishop · f7 black pawn · g7 black pawn · h7 black pawn · a6 black pawn · c6 black knight · d6 black pawn · f6 black knight · b5 black pawn · e5 black pawn · e4 white pawn · b3 white bishop · c3 white pawn · f3 white knight · a2 white pawn · b2 white pawn · d2 white pawn · f2 white pawn · g2 white pawn · h2 white pawn · a1 white rook · b1 white knight · c1 white bishop · d1 white queen · e1 white rook · g1 white king | a8 black rook · c8 black bishop · d8 black queen · f8 black rook · g8 black king · c7 black pawn · e7 black bishop · f7 black pawn · g7 black pawn · h7 black pawn · a6 black pawn · c6 black knight · d6 black pawn · f6 black knight · b5 black pawn · e5 black pawn · e4 white pawn · b3 white bishop · c3 white pawn · f3 white knight · a2 white pawn · b2 white pawn · d2 white pawn · f2 white pawn · g2 white pawn · h2 white pawn · a1 white rook · b1 white knight · c1 white bishop · d1 white queen · e1 white rook · g1 white king | 7 |
| 6 | a8 black rook · c8 black bishop · d8 black queen · f8 black rook · g8 black king · c7 black pawn · e7 black bishop · f7 black pawn · g7 black pawn · h7 black pawn · a6 black pawn · c6 black knight · d6 black pawn · f6 black knight · b5 black pawn · e5 black pawn · e4 white pawn · b3 white bishop · c3 white pawn · f3 white knight · a2 white pawn · b2 white pawn · d2 white pawn · f2 white pawn · g2 white pawn · h2 white pawn · a1 white rook · b1 white knight · c1 white bishop · d1 white queen · e1 white rook · g1 white king | a8 black rook · c8 black bishop · d8 black queen · f8 black rook · g8 black king · c7 black pawn · e7 black bishop · f7 black pawn · g7 black pawn · h7 black pawn · a6 black pawn · c6 black knight · d6 black pawn · f6 black knight · b5 black pawn · e5 black pawn · e4 white pawn · b3 white bishop · c3 white pawn · f3 white knight · a2 white pawn · b2 white pawn · d2 white pawn · f2 white pawn · g2 white pawn · h2 white pawn · a1 white rook · b1 white knight · c1 white bishop · d1 white queen · e1 white rook · g1 white king | a8 black rook · c8 black bishop · d8 black queen · f8 black rook · g8 black king · c7 black pawn · e7 black bishop · f7 black pawn · g7 black pawn · h7 black pawn · a6 black pawn · c6 black knight · d6 black pawn · f6 black knight · b5 black pawn · e5 black pawn · e4 white pawn · b3 white bishop · c3 white pawn · f3 white knight · a2 white pawn · b2 white pawn · d2 white pawn · f2 white pawn · g2 white pawn · h2 white pawn · a1 white rook · b1 white knight · c1 white bishop · d1 white queen · e1 white rook · g1 white king | a8 black rook · c8 black bishop · d8 black queen · f8 black rook · g8 black king · c7 black pawn · e7 black bishop · f7 black pawn · g7 black pawn · h7 black pawn · a6 black pawn · c6 black knight · d6 black pawn · f6 black knight · b5 black pawn · e5 black pawn · e4 white pawn · b3 white bishop · c3 white pawn · f3 white knight · a2 white pawn · b2 white pawn · d2 white pawn · f2 white pawn · g2 white pawn · h2 white pawn · a1 white rook · b1 white knight · c1 white bishop · d1 white queen · e1 white rook · g1 white king | a8 black rook · c8 black bishop · d8 black queen · f8 black rook · g8 black king · c7 black pawn · e7 black bishop · f7 black pawn · g7 black pawn · h7 black pawn · a6 black pawn · c6 black knight · d6 black pawn · f6 black knight · b5 black pawn · e5 black pawn · e4 white pawn · b3 white bishop · c3 white pawn · f3 white knight · a2 white pawn · b2 white pawn · d2 white pawn · f2 white pawn · g2 white pawn · h2 white pawn · a1 white rook · b1 white knight · c1 white bishop · d1 white queen · e1 white rook · g1 white king | a8 black rook · c8 black bishop · d8 black queen · f8 black rook · g8 black king · c7 black pawn · e7 black bishop · f7 black pawn · g7 black pawn · h7 black pawn · a6 black pawn · c6 black knight · d6 black pawn · f6 black knight · b5 black pawn · e5 black pawn · e4 white pawn · b3 white bishop · c3 white pawn · f3 white knight · a2 white pawn · b2 white pawn · d2 white pawn · f2 white pawn · g2 white pawn · h2 white pawn · a1 white rook · b1 white knight · c1 white bishop · d1 white queen · e1 white rook · g1 white king | a8 black rook · c8 black bishop · d8 black queen · f8 black rook · g8 black king · c7 black pawn · e7 black bishop · f7 black pawn · g7 black pawn · h7 black pawn · a6 black pawn · c6 black knight · d6 black pawn · f6 black knight · b5 black pawn · e5 black pawn · e4 white pawn · b3 white bishop · c3 white pawn · f3 white knight · a2 white pawn · b2 white pawn · d2 white pawn · f2 white pawn · g2 white pawn · h2 white pawn · a1 white rook · b1 white knight · c1 white bishop · d1 white queen · e1 white rook · g1 white king | a8 black rook · c8 black bishop · d8 black queen · f8 black rook · g8 black king · c7 black pawn · e7 black bishop · f7 black pawn · g7 black pawn · h7 black pawn · a6 black pawn · c6 black knight · d6 black pawn · f6 black knight · b5 black pawn · e5 black pawn · e4 white pawn · b3 white bishop · c3 white pawn · f3 white knight · a2 white pawn · b2 white pawn · d2 white pawn · f2 white pawn · g2 white pawn · h2 white pawn · a1 white rook · b1 white knight · c1 white bishop · d1 white queen · e1 white rook · g1 white king | 6 |
| 5 | a8 black rook · c8 black bishop · d8 black queen · f8 black rook · g8 black king · c7 black pawn · e7 black bishop · f7 black pawn · g7 black pawn · h7 black pawn · a6 black pawn · c6 black knight · d6 black pawn · f6 black knight · b5 black pawn · e5 black pawn · e4 white pawn · b3 white bishop · c3 white pawn · f3 white knight · a2 white pawn · b2 white pawn · d2 white pawn · f2 white pawn · g2 white pawn · h2 white pawn · a1 white rook · b1 white knight · c1 white bishop · d1 white queen · e1 white rook · g1 white king | a8 black rook · c8 black bishop · d8 black queen · f8 black rook · g8 black king · c7 black pawn · e7 black bishop · f7 black pawn · g7 black pawn · h7 black pawn · a6 black pawn · c6 black knight · d6 black pawn · f6 black knight · b5 black pawn · e5 black pawn · e4 white pawn · b3 white bishop · c3 white pawn · f3 white knight · a2 white pawn · b2 white pawn · d2 white pawn · f2 white pawn · g2 white pawn · h2 white pawn · a1 white rook · b1 white knight · c1 white bishop · d1 white queen · e1 white rook · g1 white king | a8 black rook · c8 black bishop · d8 black queen · f8 black rook · g8 black king · c7 black pawn · e7 black bishop · f7 black pawn · g7 black pawn · h7 black pawn · a6 black pawn · c6 black knight · d6 black pawn · f6 black knight · b5 black pawn · e5 black pawn · e4 white pawn · b3 white bishop · c3 white pawn · f3 white knight · a2 white pawn · b2 white pawn · d2 white pawn · f2 white pawn · g2 white pawn · h2 white pawn · a1 white rook · b1 white knight · c1 white bishop · d1 white queen · e1 white rook · g1 white king | a8 black rook · c8 black bishop · d8 black queen · f8 black rook · g8 black king · c7 black pawn · e7 black bishop · f7 black pawn · g7 black pawn · h7 black pawn · a6 black pawn · c6 black knight · d6 black pawn · f6 black knight · b5 black pawn · e5 black pawn · e4 white pawn · b3 white bishop · c3 white pawn · f3 white knight · a2 white pawn · b2 white pawn · d2 white pawn · f2 white pawn · g2 white pawn · h2 white pawn · a1 white rook · b1 white knight · c1 white bishop · d1 white queen · e1 white rook · g1 white king | a8 black rook · c8 black bishop · d8 black queen · f8 black rook · g8 black king · c7 black pawn · e7 black bishop · f7 black pawn · g7 black pawn · h7 black pawn · a6 black pawn · c6 black knight · d6 black pawn · f6 black knight · b5 black pawn · e5 black pawn · e4 white pawn · b3 white bishop · c3 white pawn · f3 white knight · a2 white pawn · b2 white pawn · d2 white pawn · f2 white pawn · g2 white pawn · h2 white pawn · a1 white rook · b1 white knight · c1 white bishop · d1 white queen · e1 white rook · g1 white king | a8 black rook · c8 black bishop · d8 black queen · f8 black rook · g8 black king · c7 black pawn · e7 black bishop · f7 black pawn · g7 black pawn · h7 black pawn · a6 black pawn · c6 black knight · d6 black pawn · f6 black knight · b5 black pawn · e5 black pawn · e4 white pawn · b3 white bishop · c3 white pawn · f3 white knight · a2 white pawn · b2 white pawn · d2 white pawn · f2 white pawn · g2 white pawn · h2 white pawn · a1 white rook · b1 white knight · c1 white bishop · d1 white queen · e1 white rook · g1 white king | a8 black rook · c8 black bishop · d8 black queen · f8 black rook · g8 black king · c7 black pawn · e7 black bishop · f7 black pawn · g7 black pawn · h7 black pawn · a6 black pawn · c6 black knight · d6 black pawn · f6 black knight · b5 black pawn · e5 black pawn · e4 white pawn · b3 white bishop · c3 white pawn · f3 white knight · a2 white pawn · b2 white pawn · d2 white pawn · f2 white pawn · g2 white pawn · h2 white pawn · a1 white rook · b1 white knight · c1 white bishop · d1 white queen · e1 white rook · g1 white king | a8 black rook · c8 black bishop · d8 black queen · f8 black rook · g8 black king · c7 black pawn · e7 black bishop · f7 black pawn · g7 black pawn · h7 black pawn · a6 black pawn · c6 black knight · d6 black pawn · f6 black knight · b5 black pawn · e5 black pawn · e4 white pawn · b3 white bishop · c3 white pawn · f3 white knight · a2 white pawn · b2 white pawn · d2 white pawn · f2 white pawn · g2 white pawn · h2 white pawn · a1 white rook · b1 white knight · c1 white bishop · d1 white queen · e1 white rook · g1 white king | 5 |
| 4 | a8 black rook · c8 black bishop · d8 black queen · f8 black rook · g8 black king · c7 black pawn · e7 black bishop · f7 black pawn · g7 black pawn · h7 black pawn · a6 black pawn · c6 black knight · d6 black pawn · f6 black knight · b5 black pawn · e5 black pawn · e4 white pawn · b3 white bishop · c3 white pawn · f3 white knight · a2 white pawn · b2 white pawn · d2 white pawn · f2 white pawn · g2 white pawn · h2 white pawn · a1 white rook · b1 white knight · c1 white bishop · d1 white queen · e1 white rook · g1 white king | a8 black rook · c8 black bishop · d8 black queen · f8 black rook · g8 black king · c7 black pawn · e7 black bishop · f7 black pawn · g7 black pawn · h7 black pawn · a6 black pawn · c6 black knight · d6 black pawn · f6 black knight · b5 black pawn · e5 black pawn · e4 white pawn · b3 white bishop · c3 white pawn · f3 white knight · a2 white pawn · b2 white pawn · d2 white pawn · f2 white pawn · g2 white pawn · h2 white pawn · a1 white rook · b1 white knight · c1 white bishop · d1 white queen · e1 white rook · g1 white king | a8 black rook · c8 black bishop · d8 black queen · f8 black rook · g8 black king · c7 black pawn · e7 black bishop · f7 black pawn · g7 black pawn · h7 black pawn · a6 black pawn · c6 black knight · d6 black pawn · f6 black knight · b5 black pawn · e5 black pawn · e4 white pawn · b3 white bishop · c3 white pawn · f3 white knight · a2 white pawn · b2 white pawn · d2 white pawn · f2 white pawn · g2 white pawn · h2 white pawn · a1 white rook · b1 white knight · c1 white bishop · d1 white queen · e1 white rook · g1 white king | a8 black rook · c8 black bishop · d8 black queen · f8 black rook · g8 black king · c7 black pawn · e7 black bishop · f7 black pawn · g7 black pawn · h7 black pawn · a6 black pawn · c6 black knight · d6 black pawn · f6 black knight · b5 black pawn · e5 black pawn · e4 white pawn · b3 white bishop · c3 white pawn · f3 white knight · a2 white pawn · b2 white pawn · d2 white pawn · f2 white pawn · g2 white pawn · h2 white pawn · a1 white rook · b1 white knight · c1 white bishop · d1 white queen · e1 white rook · g1 white king | a8 black rook · c8 black bishop · d8 black queen · f8 black rook · g8 black king · c7 black pawn · e7 black bishop · f7 black pawn · g7 black pawn · h7 black pawn · a6 black pawn · c6 black knight · d6 black pawn · f6 black knight · b5 black pawn · e5 black pawn · e4 white pawn · b3 white bishop · c3 white pawn · f3 white knight · a2 white pawn · b2 white pawn · d2 white pawn · f2 white pawn · g2 white pawn · h2 white pawn · a1 white rook · b1 white knight · c1 white bishop · d1 white queen · e1 white rook · g1 white king | a8 black rook · c8 black bishop · d8 black queen · f8 black rook · g8 black king · c7 black pawn · e7 black bishop · f7 black pawn · g7 black pawn · h7 black pawn · a6 black pawn · c6 black knight · d6 black pawn · f6 black knight · b5 black pawn · e5 black pawn · e4 white pawn · b3 white bishop · c3 white pawn · f3 white knight · a2 white pawn · b2 white pawn · d2 white pawn · f2 white pawn · g2 white pawn · h2 white pawn · a1 white rook · b1 white knight · c1 white bishop · d1 white queen · e1 white rook · g1 white king | a8 black rook · c8 black bishop · d8 black queen · f8 black rook · g8 black king · c7 black pawn · e7 black bishop · f7 black pawn · g7 black pawn · h7 black pawn · a6 black pawn · c6 black knight · d6 black pawn · f6 black knight · b5 black pawn · e5 black pawn · e4 white pawn · b3 white bishop · c3 white pawn · f3 white knight · a2 white pawn · b2 white pawn · d2 white pawn · f2 white pawn · g2 white pawn · h2 white pawn · a1 white rook · b1 white knight · c1 white bishop · d1 white queen · e1 white rook · g1 white king | a8 black rook · c8 black bishop · d8 black queen · f8 black rook · g8 black king · c7 black pawn · e7 black bishop · f7 black pawn · g7 black pawn · h7 black pawn · a6 black pawn · c6 black knight · d6 black pawn · f6 black knight · b5 black pawn · e5 black pawn · e4 white pawn · b3 white bishop · c3 white pawn · f3 white knight · a2 white pawn · b2 white pawn · d2 white pawn · f2 white pawn · g2 white pawn · h2 white pawn · a1 white rook · b1 white knight · c1 white bishop · d1 white queen · e1 white rook · g1 white king | 4 |
| 3 | a8 black rook · c8 black bishop · d8 black queen · f8 black rook · g8 black king · c7 black pawn · e7 black bishop · f7 black pawn · g7 black pawn · h7 black pawn · a6 black pawn · c6 black knight · d6 black pawn · f6 black knight · b5 black pawn · e5 black pawn · e4 white pawn · b3 white bishop · c3 white pawn · f3 white knight · a2 white pawn · b2 white pawn · d2 white pawn · f2 white pawn · g2 white pawn · h2 white pawn · a1 white rook · b1 white knight · c1 white bishop · d1 white queen · e1 white rook · g1 white king | a8 black rook · c8 black bishop · d8 black queen · f8 black rook · g8 black king · c7 black pawn · e7 black bishop · f7 black pawn · g7 black pawn · h7 black pawn · a6 black pawn · c6 black knight · d6 black pawn · f6 black knight · b5 black pawn · e5 black pawn · e4 white pawn · b3 white bishop · c3 white pawn · f3 white knight · a2 white pawn · b2 white pawn · d2 white pawn · f2 white pawn · g2 white pawn · h2 white pawn · a1 white rook · b1 white knight · c1 white bishop · d1 white queen · e1 white rook · g1 white king | a8 black rook · c8 black bishop · d8 black queen · f8 black rook · g8 black king · c7 black pawn · e7 black bishop · f7 black pawn · g7 black pawn · h7 black pawn · a6 black pawn · c6 black knight · d6 black pawn · f6 black knight · b5 black pawn · e5 black pawn · e4 white pawn · b3 white bishop · c3 white pawn · f3 white knight · a2 white pawn · b2 white pawn · d2 white pawn · f2 white pawn · g2 white pawn · h2 white pawn · a1 white rook · b1 white knight · c1 white bishop · d1 white queen · e1 white rook · g1 white king | a8 black rook · c8 black bishop · d8 black queen · f8 black rook · g8 black king · c7 black pawn · e7 black bishop · f7 black pawn · g7 black pawn · h7 black pawn · a6 black pawn · c6 black knight · d6 black pawn · f6 black knight · b5 black pawn · e5 black pawn · e4 white pawn · b3 white bishop · c3 white pawn · f3 white knight · a2 white pawn · b2 white pawn · d2 white pawn · f2 white pawn · g2 white pawn · h2 white pawn · a1 white rook · b1 white knight · c1 white bishop · d1 white queen · e1 white rook · g1 white king | a8 black rook · c8 black bishop · d8 black queen · f8 black rook · g8 black king · c7 black pawn · e7 black bishop · f7 black pawn · g7 black pawn · h7 black pawn · a6 black pawn · c6 black knight · d6 black pawn · f6 black knight · b5 black pawn · e5 black pawn · e4 white pawn · b3 white bishop · c3 white pawn · f3 white knight · a2 white pawn · b2 white pawn · d2 white pawn · f2 white pawn · g2 white pawn · h2 white pawn · a1 white rook · b1 white knight · c1 white bishop · d1 white queen · e1 white rook · g1 white king | a8 black rook · c8 black bishop · d8 black queen · f8 black rook · g8 black king · c7 black pawn · e7 black bishop · f7 black pawn · g7 black pawn · h7 black pawn · a6 black pawn · c6 black knight · d6 black pawn · f6 black knight · b5 black pawn · e5 black pawn · e4 white pawn · b3 white bishop · c3 white pawn · f3 white knight · a2 white pawn · b2 white pawn · d2 white pawn · f2 white pawn · g2 white pawn · h2 white pawn · a1 white rook · b1 white knight · c1 white bishop · d1 white queen · e1 white rook · g1 white king | a8 black rook · c8 black bishop · d8 black queen · f8 black rook · g8 black king · c7 black pawn · e7 black bishop · f7 black pawn · g7 black pawn · h7 black pawn · a6 black pawn · c6 black knight · d6 black pawn · f6 black knight · b5 black pawn · e5 black pawn · e4 white pawn · b3 white bishop · c3 white pawn · f3 white knight · a2 white pawn · b2 white pawn · d2 white pawn · f2 white pawn · g2 white pawn · h2 white pawn · a1 white rook · b1 white knight · c1 white bishop · d1 white queen · e1 white rook · g1 white king | a8 black rook · c8 black bishop · d8 black queen · f8 black rook · g8 black king · c7 black pawn · e7 black bishop · f7 black pawn · g7 black pawn · h7 black pawn · a6 black pawn · c6 black knight · d6 black pawn · f6 black knight · b5 black pawn · e5 black pawn · e4 white pawn · b3 white bishop · c3 white pawn · f3 white knight · a2 white pawn · b2 white pawn · d2 white pawn · f2 white pawn · g2 white pawn · h2 white pawn · a1 white rook · b1 white knight · c1 white bishop · d1 white queen · e1 white rook · g1 white king | 3 |
| 2 | a8 black rook · c8 black bishop · d8 black queen · f8 black rook · g8 black king · c7 black pawn · e7 black bishop · f7 black pawn · g7 black pawn · h7 black pawn · a6 black pawn · c6 black knight · d6 black pawn · f6 black knight · b5 black pawn · e5 black pawn · e4 white pawn · b3 white bishop · c3 white pawn · f3 white knight · a2 white pawn · b2 white pawn · d2 white pawn · f2 white pawn · g2 white pawn · h2 white pawn · a1 white rook · b1 white knight · c1 white bishop · d1 white queen · e1 white rook · g1 white king | a8 black rook · c8 black bishop · d8 black queen · f8 black rook · g8 black king · c7 black pawn · e7 black bishop · f7 black pawn · g7 black pawn · h7 black pawn · a6 black pawn · c6 black knight · d6 black pawn · f6 black knight · b5 black pawn · e5 black pawn · e4 white pawn · b3 white bishop · c3 white pawn · f3 white knight · a2 white pawn · b2 white pawn · d2 white pawn · f2 white pawn · g2 white pawn · h2 white pawn · a1 white rook · b1 white knight · c1 white bishop · d1 white queen · e1 white rook · g1 white king | a8 black rook · c8 black bishop · d8 black queen · f8 black rook · g8 black king · c7 black pawn · e7 black bishop · f7 black pawn · g7 black pawn · h7 black pawn · a6 black pawn · c6 black knight · d6 black pawn · f6 black knight · b5 black pawn · e5 black pawn · e4 white pawn · b3 white bishop · c3 white pawn · f3 white knight · a2 white pawn · b2 white pawn · d2 white pawn · f2 white pawn · g2 white pawn · h2 white pawn · a1 white rook · b1 white knight · c1 white bishop · d1 white queen · e1 white rook · g1 white king | a8 black rook · c8 black bishop · d8 black queen · f8 black rook · g8 black king · c7 black pawn · e7 black bishop · f7 black pawn · g7 black pawn · h7 black pawn · a6 black pawn · c6 black knight · d6 black pawn · f6 black knight · b5 black pawn · e5 black pawn · e4 white pawn · b3 white bishop · c3 white pawn · f3 white knight · a2 white pawn · b2 white pawn · d2 white pawn · f2 white pawn · g2 white pawn · h2 white pawn · a1 white rook · b1 white knight · c1 white bishop · d1 white queen · e1 white rook · g1 white king | a8 black rook · c8 black bishop · d8 black queen · f8 black rook · g8 black king · c7 black pawn · e7 black bishop · f7 black pawn · g7 black pawn · h7 black pawn · a6 black pawn · c6 black knight · d6 black pawn · f6 black knight · b5 black pawn · e5 black pawn · e4 white pawn · b3 white bishop · c3 white pawn · f3 white knight · a2 white pawn · b2 white pawn · d2 white pawn · f2 white pawn · g2 white pawn · h2 white pawn · a1 white rook · b1 white knight · c1 white bishop · d1 white queen · e1 white rook · g1 white king | a8 black rook · c8 black bishop · d8 black queen · f8 black rook · g8 black king · c7 black pawn · e7 black bishop · f7 black pawn · g7 black pawn · h7 black pawn · a6 black pawn · c6 black knight · d6 black pawn · f6 black knight · b5 black pawn · e5 black pawn · e4 white pawn · b3 white bishop · c3 white pawn · f3 white knight · a2 white pawn · b2 white pawn · d2 white pawn · f2 white pawn · g2 white pawn · h2 white pawn · a1 white rook · b1 white knight · c1 white bishop · d1 white queen · e1 white rook · g1 white king | a8 black rook · c8 black bishop · d8 black queen · f8 black rook · g8 black king · c7 black pawn · e7 black bishop · f7 black pawn · g7 black pawn · h7 black pawn · a6 black pawn · c6 black knight · d6 black pawn · f6 black knight · b5 black pawn · e5 black pawn · e4 white pawn · b3 white bishop · c3 white pawn · f3 white knight · a2 white pawn · b2 white pawn · d2 white pawn · f2 white pawn · g2 white pawn · h2 white pawn · a1 white rook · b1 white knight · c1 white bishop · d1 white queen · e1 white rook · g1 white king | a8 black rook · c8 black bishop · d8 black queen · f8 black rook · g8 black king · c7 black pawn · e7 black bishop · f7 black pawn · g7 black pawn · h7 black pawn · a6 black pawn · c6 black knight · d6 black pawn · f6 black knight · b5 black pawn · e5 black pawn · e4 white pawn · b3 white bishop · c3 white pawn · f3 white knight · a2 white pawn · b2 white pawn · d2 white pawn · f2 white pawn · g2 white pawn · h2 white pawn · a1 white rook · b1 white knight · c1 white bishop · d1 white queen · e1 white rook · g1 white king | 2 |
| 1 | a8 black rook · c8 black bishop · d8 black queen · f8 black rook · g8 black king · c7 black pawn · e7 black bishop · f7 black pawn · g7 black pawn · h7 black pawn · a6 black pawn · c6 black knight · d6 black pawn · f6 black knight · b5 black pawn · e5 black pawn · e4 white pawn · b3 white bishop · c3 white pawn · f3 white knight · a2 white pawn · b2 white pawn · d2 white pawn · f2 white pawn · g2 white pawn · h2 white pawn · a1 white rook · b1 white knight · c1 white bishop · d1 white queen · e1 white rook · g1 white king | a8 black rook · c8 black bishop · d8 black queen · f8 black rook · g8 black king · c7 black pawn · e7 black bishop · f7 black pawn · g7 black pawn · h7 black pawn · a6 black pawn · c6 black knight · d6 black pawn · f6 black knight · b5 black pawn · e5 black pawn · e4 white pawn · b3 white bishop · c3 white pawn · f3 white knight · a2 white pawn · b2 white pawn · d2 white pawn · f2 white pawn · g2 white pawn · h2 white pawn · a1 white rook · b1 white knight · c1 white bishop · d1 white queen · e1 white rook · g1 white king | a8 black rook · c8 black bishop · d8 black queen · f8 black rook · g8 black king · c7 black pawn · e7 black bishop · f7 black pawn · g7 black pawn · h7 black pawn · a6 black pawn · c6 black knight · d6 black pawn · f6 black knight · b5 black pawn · e5 black pawn · e4 white pawn · b3 white bishop · c3 white pawn · f3 white knight · a2 white pawn · b2 white pawn · d2 white pawn · f2 white pawn · g2 white pawn · h2 white pawn · a1 white rook · b1 white knight · c1 white bishop · d1 white queen · e1 white rook · g1 white king | a8 black rook · c8 black bishop · d8 black queen · f8 black rook · g8 black king · c7 black pawn · e7 black bishop · f7 black pawn · g7 black pawn · h7 black pawn · a6 black pawn · c6 black knight · d6 black pawn · f6 black knight · b5 black pawn · e5 black pawn · e4 white pawn · b3 white bishop · c3 white pawn · f3 white knight · a2 white pawn · b2 white pawn · d2 white pawn · f2 white pawn · g2 white pawn · h2 white pawn · a1 white rook · b1 white knight · c1 white bishop · d1 white queen · e1 white rook · g1 white king | a8 black rook · c8 black bishop · d8 black queen · f8 black rook · g8 black king · c7 black pawn · e7 black bishop · f7 black pawn · g7 black pawn · h7 black pawn · a6 black pawn · c6 black knight · d6 black pawn · f6 black knight · b5 black pawn · e5 black pawn · e4 white pawn · b3 white bishop · c3 white pawn · f3 white knight · a2 white pawn · b2 white pawn · d2 white pawn · f2 white pawn · g2 white pawn · h2 white pawn · a1 white rook · b1 white knight · c1 white bishop · d1 white queen · e1 white rook · g1 white king | a8 black rook · c8 black bishop · d8 black queen · f8 black rook · g8 black king · c7 black pawn · e7 black bishop · f7 black pawn · g7 black pawn · h7 black pawn · a6 black pawn · c6 black knight · d6 black pawn · f6 black knight · b5 black pawn · e5 black pawn · e4 white pawn · b3 white bishop · c3 white pawn · f3 white knight · a2 white pawn · b2 white pawn · d2 white pawn · f2 white pawn · g2 white pawn · h2 white pawn · a1 white rook · b1 white knight · c1 white bishop · d1 white queen · e1 white rook · g1 white king | a8 black rook · c8 black bishop · d8 black queen · f8 black rook · g8 black king · c7 black pawn · e7 black bishop · f7 black pawn · g7 black pawn · h7 black pawn · a6 black pawn · c6 black knight · d6 black pawn · f6 black knight · b5 black pawn · e5 black pawn · e4 white pawn · b3 white bishop · c3 white pawn · f3 white knight · a2 white pawn · b2 white pawn · d2 white pawn · f2 white pawn · g2 white pawn · h2 white pawn · a1 white rook · b1 white knight · c1 white bishop · d1 white queen · e1 white rook · g1 white king | a8 black rook · c8 black bishop · d8 black queen · f8 black rook · g8 black king · c7 black pawn · e7 black bishop · f7 black pawn · g7 black pawn · h7 black pawn · a6 black pawn · c6 black knight · d6 black pawn · f6 black knight · b5 black pawn · e5 black pawn · e4 white pawn · b3 white bishop · c3 white pawn · f3 white knight · a2 white pawn · b2 white pawn · d2 white pawn · f2 white pawn · g2 white pawn · h2 white pawn · a1 white rook · b1 white knight · c1 white bishop · d1 white queen · e1 white rook · g1 white king | 1 |
|   | a | b | c | d | e | f | g | h |   |

Phương án chính của Phòng thủ kín là 6.Xe1 b5 7.Tb3 d6 8.c3 0-0. Lúc này Trắng có thể chơi 9.d3 hoặc 9.d4, nhưng đến nay nước phổ biến nhất là 9.h3 để đề phòng...Tg4. Phương án này được xem là diễn biến chính tổng thể của Ruy Lopez và hàng ngàn ván đấu giữa những kỳ thủ ở cấp độ cao nhất đã đạt tới thế trận này. Trắng có ý đồ chơi d4 và sau đó là Mbd2–f1–g3, vừa giữ chắc Tốt e4, đồng thời có hai Mã đe dọa cánh Vua của Đen. Trong tình thế đó, Đen sẽ cố gắng ngăn cản quân Mã cơ động bằng cách mở rộng không gian bên cánh Hậu, thực hiện hành động nào đó trong trung tâm, hay tăng cường áp lực lên ô e4.
Sau 6.Xe1 b5 7.Tb3 d6 8.c3 0-0, ta có:
- 9.d3 (Phương án Pilnik)
- 9.d4 Tg4 (Phương án Bogoljubow)
- 9.h3
  - 9...Ma5 (Phương án Chigorin)
  - 9...Mb8 (Phương án Breyer)
  - 9...Tb7 (Phương án Zaitsev)
  - 9...Md7 (Phương án Karpov)
  - 9...Te6 (Phương án Kholmov)
  - 9...h6 (Phương án Smyslov)
  - 9...Hd7 (Phương án Smyslov)

#### Phương án Pilnik: 9.d3
Phương án này được đặt theo tên của Herman Pilnik, nó cũng được biết đến với cái tên Phương án Teichmann sau ván đấu giữa Richard Teichmann và Carl Schlechter diễn ra năm 1911. Trắng chơi 9.d3 với ý định chơi d4 sau, khi có cơ hội thuận lợi hơn, mặc dù diễn biến d2-d3-d4 sẽ mất một "temp" so với d2-d4. Trắng có thể đã bỏ lỡ cơ hội để không mất temp với h3, đặc biệt nếu Đen chơi...Tb7.

#### Phương án Yates và Phương án Bogoljubow: 9.d4
Trắng thường sẽ chơi 9.h3 thay vì 9.d4 (Phương án Yates) vì sau đó Đen sẽ ghim (giằng) Mã f3 bằng 9...Tg4 (Phương án Bogoljubow), và đường giằng sẽ gây phiền phức cho Trắng. Tên của phương án này được lấy từ ván đấu José Raúl Capablanca–Efim Bogoljubow diễn ra ở Luân Đôn năm 1922.

#### Phương án Chigorin: 9.h3 Ma5
|   | a | b | c | d | e | f | g | h |   |
| 8 | a8 black rook · c8 black bishop · f8 black rook · g8 black king · c7 black queen · e7 black bishop · f7 black pawn · g7 black pawn · h7 black pawn · a6 black pawn · d6 black pawn · f6 black knight · a5 black knight · b5 black pawn · c5 black pawn · e5 black pawn · d4 white pawn · e4 white pawn · c3 white pawn · f3 white knight · h3 white pawn · a2 white pawn · b2 white pawn · c2 white bishop · f2 white pawn · g2 white pawn · a1 white rook · b1 white knight · c1 white bishop · d1 white queen · e1 white rook · g1 white king | a8 black rook · c8 black bishop · f8 black rook · g8 black king · c7 black queen · e7 black bishop · f7 black pawn · g7 black pawn · h7 black pawn · a6 black pawn · d6 black pawn · f6 black knight · a5 black knight · b5 black pawn · c5 black pawn · e5 black pawn · d4 white pawn · e4 white pawn · c3 white pawn · f3 white knight · h3 white pawn · a2 white pawn · b2 white pawn · c2 white bishop · f2 white pawn · g2 white pawn · a1 white rook · b1 white knight · c1 white bishop · d1 white queen · e1 white rook · g1 white king | a8 black rook · c8 black bishop · f8 black rook · g8 black king · c7 black queen · e7 black bishop · f7 black pawn · g7 black pawn · h7 black pawn · a6 black pawn · d6 black pawn · f6 black knight · a5 black knight · b5 black pawn · c5 black pawn · e5 black pawn · d4 white pawn · e4 white pawn · c3 white pawn · f3 white knight · h3 white pawn · a2 white pawn · b2 white pawn · c2 white bishop · f2 white pawn · g2 white pawn · a1 white rook · b1 white knight · c1 white bishop · d1 white queen · e1 white rook · g1 white king | a8 black rook · c8 black bishop · f8 black rook · g8 black king · c7 black queen · e7 black bishop · f7 black pawn · g7 black pawn · h7 black pawn · a6 black pawn · d6 black pawn · f6 black knight · a5 black knight · b5 black pawn · c5 black pawn · e5 black pawn · d4 white pawn · e4 white pawn · c3 white pawn · f3 white knight · h3 white pawn · a2 white pawn · b2 white pawn · c2 white bishop · f2 white pawn · g2 white pawn · a1 white rook · b1 white knight · c1 white bishop · d1 white queen · e1 white rook · g1 white king | a8 black rook · c8 black bishop · f8 black rook · g8 black king · c7 black queen · e7 black bishop · f7 black pawn · g7 black pawn · h7 black pawn · a6 black pawn · d6 black pawn · f6 black knight · a5 black knight · b5 black pawn · c5 black pawn · e5 black pawn · d4 white pawn · e4 white pawn · c3 white pawn · f3 white knight · h3 white pawn · a2 white pawn · b2 white pawn · c2 white bishop · f2 white pawn · g2 white pawn · a1 white rook · b1 white knight · c1 white bishop · d1 white queen · e1 white rook · g1 white king | a8 black rook · c8 black bishop · f8 black rook · g8 black king · c7 black queen · e7 black bishop · f7 black pawn · g7 black pawn · h7 black pawn · a6 black pawn · d6 black pawn · f6 black knight · a5 black knight · b5 black pawn · c5 black pawn · e5 black pawn · d4 white pawn · e4 white pawn · c3 white pawn · f3 white knight · h3 white pawn · a2 white pawn · b2 white pawn · c2 white bishop · f2 white pawn · g2 white pawn · a1 white rook · b1 white knight · c1 white bishop · d1 white queen · e1 white rook · g1 white king | a8 black rook · c8 black bishop · f8 black rook · g8 black king · c7 black queen · e7 black bishop · f7 black pawn · g7 black pawn · h7 black pawn · a6 black pawn · d6 black pawn · f6 black knight · a5 black knight · b5 black pawn · c5 black pawn · e5 black pawn · d4 white pawn · e4 white pawn · c3 white pawn · f3 white knight · h3 white pawn · a2 white pawn · b2 white pawn · c2 white bishop · f2 white pawn · g2 white pawn · a1 white rook · b1 white knight · c1 white bishop · d1 white queen · e1 white rook · g1 white king | a8 black rook · c8 black bishop · f8 black rook · g8 black king · c7 black queen · e7 black bishop · f7 black pawn · g7 black pawn · h7 black pawn · a6 black pawn · d6 black pawn · f6 black knight · a5 black knight · b5 black pawn · c5 black pawn · e5 black pawn · d4 white pawn · e4 white pawn · c3 white pawn · f3 white knight · h3 white pawn · a2 white pawn · b2 white pawn · c2 white bishop · f2 white pawn · g2 white pawn · a1 white rook · b1 white knight · c1 white bishop · d1 white queen · e1 white rook · g1 white king | 8 |
| 7 | a8 black rook · c8 black bishop · f8 black rook · g8 black king · c7 black queen · e7 black bishop · f7 black pawn · g7 black pawn · h7 black pawn · a6 black pawn · d6 black pawn · f6 black knight · a5 black knight · b5 black pawn · c5 black pawn · e5 black pawn · d4 white pawn · e4 white pawn · c3 white pawn · f3 white knight · h3 white pawn · a2 white pawn · b2 white pawn · c2 white bishop · f2 white pawn · g2 white pawn · a1 white rook · b1 white knight · c1 white bishop · d1 white queen · e1 white rook · g1 white king | a8 black rook · c8 black bishop · f8 black rook · g8 black king · c7 black queen · e7 black bishop · f7 black pawn · g7 black pawn · h7 black pawn · a6 black pawn · d6 black pawn · f6 black knight · a5 black knight · b5 black pawn · c5 black pawn · e5 black pawn · d4 white pawn · e4 white pawn · c3 white pawn · f3 white knight · h3 white pawn · a2 white pawn · b2 white pawn · c2 white bishop · f2 white pawn · g2 white pawn · a1 white rook · b1 white knight · c1 white bishop · d1 white queen · e1 white rook · g1 white king | a8 black rook · c8 black bishop · f8 black rook · g8 black king · c7 black queen · e7 black bishop · f7 black pawn · g7 black pawn · h7 black pawn · a6 black pawn · d6 black pawn · f6 black knight · a5 black knight · b5 black pawn · c5 black pawn · e5 black pawn · d4 white pawn · e4 white pawn · c3 white pawn · f3 white knight · h3 white pawn · a2 white pawn · b2 white pawn · c2 white bishop · f2 white pawn · g2 white pawn · a1 white rook · b1 white knight · c1 white bishop · d1 white queen · e1 white rook · g1 white king | a8 black rook · c8 black bishop · f8 black rook · g8 black king · c7 black queen · e7 black bishop · f7 black pawn · g7 black pawn · h7 black pawn · a6 black pawn · d6 black pawn · f6 black knight · a5 black knight · b5 black pawn · c5 black pawn · e5 black pawn · d4 white pawn · e4 white pawn · c3 white pawn · f3 white knight · h3 white pawn · a2 white pawn · b2 white pawn · c2 white bishop · f2 white pawn · g2 white pawn · a1 white rook · b1 white knight · c1 white bishop · d1 white queen · e1 white rook · g1 white king | a8 black rook · c8 black bishop · f8 black rook · g8 black king · c7 black queen · e7 black bishop · f7 black pawn · g7 black pawn · h7 black pawn · a6 black pawn · d6 black pawn · f6 black knight · a5 black knight · b5 black pawn · c5 black pawn · e5 black pawn · d4 white pawn · e4 white pawn · c3 white pawn · f3 white knight · h3 white pawn · a2 white pawn · b2 white pawn · c2 white bishop · f2 white pawn · g2 white pawn · a1 white rook · b1 white knight · c1 white bishop · d1 white queen · e1 white rook · g1 white king | a8 black rook · c8 black bishop · f8 black rook · g8 black king · c7 black queen · e7 black bishop · f7 black pawn · g7 black pawn · h7 black pawn · a6 black pawn · d6 black pawn · f6 black knight · a5 black knight · b5 black pawn · c5 black pawn · e5 black pawn · d4 white pawn · e4 white pawn · c3 white pawn · f3 white knight · h3 white pawn · a2 white pawn · b2 white pawn · c2 white bishop · f2 white pawn · g2 white pawn · a1 white rook · b1 white knight · c1 white bishop · d1 white queen · e1 white rook · g1 white king | a8 black rook · c8 black bishop · f8 black rook · g8 black king · c7 black queen · e7 black bishop · f7 black pawn · g7 black pawn · h7 black pawn · a6 black pawn · d6 black pawn · f6 black knight · a5 black knight · b5 black pawn · c5 black pawn · e5 black pawn · d4 white pawn · e4 white pawn · c3 white pawn · f3 white knight · h3 white pawn · a2 white pawn · b2 white pawn · c2 white bishop · f2 white pawn · g2 white pawn · a1 white rook · b1 white knight · c1 white bishop · d1 white queen · e1 white rook · g1 white king | a8 black rook · c8 black bishop · f8 black rook · g8 black king · c7 black queen · e7 black bishop · f7 black pawn · g7 black pawn · h7 black pawn · a6 black pawn · d6 black pawn · f6 black knight · a5 black knight · b5 black pawn · c5 black pawn · e5 black pawn · d4 white pawn · e4 white pawn · c3 white pawn · f3 white knight · h3 white pawn · a2 white pawn · b2 white pawn · c2 white bishop · f2 white pawn · g2 white pawn · a1 white rook · b1 white knight · c1 white bishop · d1 white queen · e1 white rook · g1 white king | 7 |
| 6 | a8 black rook · c8 black bishop · f8 black rook · g8 black king · c7 black queen · e7 black bishop · f7 black pawn · g7 black pawn · h7 black pawn · a6 black pawn · d6 black pawn · f6 black knight · a5 black knight · b5 black pawn · c5 black pawn · e5 black pawn · d4 white pawn · e4 white pawn · c3 white pawn · f3 white knight · h3 white pawn · a2 white pawn · b2 white pawn · c2 white bishop · f2 white pawn · g2 white pawn · a1 white rook · b1 white knight · c1 white bishop · d1 white queen · e1 white rook · g1 white king | a8 black rook · c8 black bishop · f8 black rook · g8 black king · c7 black queen · e7 black bishop · f7 black pawn · g7 black pawn · h7 black pawn · a6 black pawn · d6 black pawn · f6 black knight · a5 black knight · b5 black pawn · c5 black pawn · e5 black pawn · d4 white pawn · e4 white pawn · c3 white pawn · f3 white knight · h3 white pawn · a2 white pawn · b2 white pawn · c2 white bishop · f2 white pawn · g2 white pawn · a1 white rook · b1 white knight · c1 white bishop · d1 white queen · e1 white rook · g1 white king | a8 black rook · c8 black bishop · f8 black rook · g8 black king · c7 black queen · e7 black bishop · f7 black pawn · g7 black pawn · h7 black pawn · a6 black pawn · d6 black pawn · f6 black knight · a5 black knight · b5 black pawn · c5 black pawn · e5 black pawn · d4 white pawn · e4 white pawn · c3 white pawn · f3 white knight · h3 white pawn · a2 white pawn · b2 white pawn · c2 white bishop · f2 white pawn · g2 white pawn · a1 white rook · b1 white knight · c1 white bishop · d1 white queen · e1 white rook · g1 white king | a8 black rook · c8 black bishop · f8 black rook · g8 black king · c7 black queen · e7 black bishop · f7 black pawn · g7 black pawn · h7 black pawn · a6 black pawn · d6 black pawn · f6 black knight · a5 black knight · b5 black pawn · c5 black pawn · e5 black pawn · d4 white pawn · e4 white pawn · c3 white pawn · f3 white knight · h3 white pawn · a2 white pawn · b2 white pawn · c2 white bishop · f2 white pawn · g2 white pawn · a1 white rook · b1 white knight · c1 white bishop · d1 white queen · e1 white rook · g1 white king | a8 black rook · c8 black bishop · f8 black rook · g8 black king · c7 black queen · e7 black bishop · f7 black pawn · g7 black pawn · h7 black pawn · a6 black pawn · d6 black pawn · f6 black knight · a5 black knight · b5 black pawn · c5 black pawn · e5 black pawn · d4 white pawn · e4 white pawn · c3 white pawn · f3 white knight · h3 white pawn · a2 white pawn · b2 white pawn · c2 white bishop · f2 white pawn · g2 white pawn · a1 white rook · b1 white knight · c1 white bishop · d1 white queen · e1 white rook · g1 white king | a8 black rook · c8 black bishop · f8 black rook · g8 black king · c7 black queen · e7 black bishop · f7 black pawn · g7 black pawn · h7 black pawn · a6 black pawn · d6 black pawn · f6 black knight · a5 black knight · b5 black pawn · c5 black pawn · e5 black pawn · d4 white pawn · e4 white pawn · c3 white pawn · f3 white knight · h3 white pawn · a2 white pawn · b2 white pawn · c2 white bishop · f2 white pawn · g2 white pawn · a1 white rook · b1 white knight · c1 white bishop · d1 white queen · e1 white rook · g1 white king | a8 black rook · c8 black bishop · f8 black rook · g8 black king · c7 black queen · e7 black bishop · f7 black pawn · g7 black pawn · h7 black pawn · a6 black pawn · d6 black pawn · f6 black knight · a5 black knight · b5 black pawn · c5 black pawn · e5 black pawn · d4 white pawn · e4 white pawn · c3 white pawn · f3 white knight · h3 white pawn · a2 white pawn · b2 white pawn · c2 white bishop · f2 white pawn · g2 white pawn · a1 white rook · b1 white knight · c1 white bishop · d1 white queen · e1 white rook · g1 white king | a8 black rook · c8 black bishop · f8 black rook · g8 black king · c7 black queen · e7 black bishop · f7 black pawn · g7 black pawn · h7 black pawn · a6 black pawn · d6 black pawn · f6 black knight · a5 black knight · b5 black pawn · c5 black pawn · e5 black pawn · d4 white pawn · e4 white pawn · c3 white pawn · f3 white knight · h3 white pawn · a2 white pawn · b2 white pawn · c2 white bishop · f2 white pawn · g2 white pawn · a1 white rook · b1 white knight · c1 white bishop · d1 white queen · e1 white rook · g1 white king | 6 |
| 5 | a8 black rook · c8 black bishop · f8 black rook · g8 black king · c7 black queen · e7 black bishop · f7 black pawn · g7 black pawn · h7 black pawn · a6 black pawn · d6 black pawn · f6 black knight · a5 black knight · b5 black pawn · c5 black pawn · e5 black pawn · d4 white pawn · e4 white pawn · c3 white pawn · f3 white knight · h3 white pawn · a2 white pawn · b2 white pawn · c2 white bishop · f2 white pawn · g2 white pawn · a1 white rook · b1 white knight · c1 white bishop · d1 white queen · e1 white rook · g1 white king | a8 black rook · c8 black bishop · f8 black rook · g8 black king · c7 black queen · e7 black bishop · f7 black pawn · g7 black pawn · h7 black pawn · a6 black pawn · d6 black pawn · f6 black knight · a5 black knight · b5 black pawn · c5 black pawn · e5 black pawn · d4 white pawn · e4 white pawn · c3 white pawn · f3 white knight · h3 white pawn · a2 white pawn · b2 white pawn · c2 white bishop · f2 white pawn · g2 white pawn · a1 white rook · b1 white knight · c1 white bishop · d1 white queen · e1 white rook · g1 white king | a8 black rook · c8 black bishop · f8 black rook · g8 black king · c7 black queen · e7 black bishop · f7 black pawn · g7 black pawn · h7 black pawn · a6 black pawn · d6 black pawn · f6 black knight · a5 black knight · b5 black pawn · c5 black pawn · e5 black pawn · d4 white pawn · e4 white pawn · c3 white pawn · f3 white knight · h3 white pawn · a2 white pawn · b2 white pawn · c2 white bishop · f2 white pawn · g2 white pawn · a1 white rook · b1 white knight · c1 white bishop · d1 white queen · e1 white rook · g1 white king | a8 black rook · c8 black bishop · f8 black rook · g8 black king · c7 black queen · e7 black bishop · f7 black pawn · g7 black pawn · h7 black pawn · a6 black pawn · d6 black pawn · f6 black knight · a5 black knight · b5 black pawn · c5 black pawn · e5 black pawn · d4 white pawn · e4 white pawn · c3 white pawn · f3 white knight · h3 white pawn · a2 white pawn · b2 white pawn · c2 white bishop · f2 white pawn · g2 white pawn · a1 white rook · b1 white knight · c1 white bishop · d1 white queen · e1 white rook · g1 white king | a8 black rook · c8 black bishop · f8 black rook · g8 black king · c7 black queen · e7 black bishop · f7 black pawn · g7 black pawn · h7 black pawn · a6 black pawn · d6 black pawn · f6 black knight · a5 black knight · b5 black pawn · c5 black pawn · e5 black pawn · d4 white pawn · e4 white pawn · c3 white pawn · f3 white knight · h3 white pawn · a2 white pawn · b2 white pawn · c2 white bishop · f2 white pawn · g2 white pawn · a1 white rook · b1 white knight · c1 white bishop · d1 white queen · e1 white rook · g1 white king | a8 black rook · c8 black bishop · f8 black rook · g8 black king · c7 black queen · e7 black bishop · f7 black pawn · g7 black pawn · h7 black pawn · a6 black pawn · d6 black pawn · f6 black knight · a5 black knight · b5 black pawn · c5 black pawn · e5 black pawn · d4 white pawn · e4 white pawn · c3 white pawn · f3 white knight · h3 white pawn · a2 white pawn · b2 white pawn · c2 white bishop · f2 white pawn · g2 white pawn · a1 white rook · b1 white knight · c1 white bishop · d1 white queen · e1 white rook · g1 white king | a8 black rook · c8 black bishop · f8 black rook · g8 black king · c7 black queen · e7 black bishop · f7 black pawn · g7 black pawn · h7 black pawn · a6 black pawn · d6 black pawn · f6 black knight · a5 black knight · b5 black pawn · c5 black pawn · e5 black pawn · d4 white pawn · e4 white pawn · c3 white pawn · f3 white knight · h3 white pawn · a2 white pawn · b2 white pawn · c2 white bishop · f2 white pawn · g2 white pawn · a1 white rook · b1 white knight · c1 white bishop · d1 white queen · e1 white rook · g1 white king | a8 black rook · c8 black bishop · f8 black rook · g8 black king · c7 black queen · e7 black bishop · f7 black pawn · g7 black pawn · h7 black pawn · a6 black pawn · d6 black pawn · f6 black knight · a5 black knight · b5 black pawn · c5 black pawn · e5 black pawn · d4 white pawn · e4 white pawn · c3 white pawn · f3 white knight · h3 white pawn · a2 white pawn · b2 white pawn · c2 white bishop · f2 white pawn · g2 white pawn · a1 white rook · b1 white knight · c1 white bishop · d1 white queen · e1 white rook · g1 white king | 5 |
| 4 | a8 black rook · c8 black bishop · f8 black rook · g8 black king · c7 black queen · e7 black bishop · f7 black pawn · g7 black pawn · h7 black pawn · a6 black pawn · d6 black pawn · f6 black knight · a5 black knight · b5 black pawn · c5 black pawn · e5 black pawn · d4 white pawn · e4 white pawn · c3 white pawn · f3 white knight · h3 white pawn · a2 white pawn · b2 white pawn · c2 white bishop · f2 white pawn · g2 white pawn · a1 white rook · b1 white knight · c1 white bishop · d1 white queen · e1 white rook · g1 white king | a8 black rook · c8 black bishop · f8 black rook · g8 black king · c7 black queen · e7 black bishop · f7 black pawn · g7 black pawn · h7 black pawn · a6 black pawn · d6 black pawn · f6 black knight · a5 black knight · b5 black pawn · c5 black pawn · e5 black pawn · d4 white pawn · e4 white pawn · c3 white pawn · f3 white knight · h3 white pawn · a2 white pawn · b2 white pawn · c2 white bishop · f2 white pawn · g2 white pawn · a1 white rook · b1 white knight · c1 white bishop · d1 white queen · e1 white rook · g1 white king | a8 black rook · c8 black bishop · f8 black rook · g8 black king · c7 black queen · e7 black bishop · f7 black pawn · g7 black pawn · h7 black pawn · a6 black pawn · d6 black pawn · f6 black knight · a5 black knight · b5 black pawn · c5 black pawn · e5 black pawn · d4 white pawn · e4 white pawn · c3 white pawn · f3 white knight · h3 white pawn · a2 white pawn · b2 white pawn · c2 white bishop · f2 white pawn · g2 white pawn · a1 white rook · b1 white knight · c1 white bishop · d1 white queen · e1 white rook · g1 white king | a8 black rook · c8 black bishop · f8 black rook · g8 black king · c7 black queen · e7 black bishop · f7 black pawn · g7 black pawn · h7 black pawn · a6 black pawn · d6 black pawn · f6 black knight · a5 black knight · b5 black pawn · c5 black pawn · e5 black pawn · d4 white pawn · e4 white pawn · c3 white pawn · f3 white knight · h3 white pawn · a2 white pawn · b2 white pawn · c2 white bishop · f2 white pawn · g2 white pawn · a1 white rook · b1 white knight · c1 white bishop · d1 white queen · e1 white rook · g1 white king | a8 black rook · c8 black bishop · f8 black rook · g8 black king · c7 black queen · e7 black bishop · f7 black pawn · g7 black pawn · h7 black pawn · a6 black pawn · d6 black pawn · f6 black knight · a5 black knight · b5 black pawn · c5 black pawn · e5 black pawn · d4 white pawn · e4 white pawn · c3 white pawn · f3 white knight · h3 white pawn · a2 white pawn · b2 white pawn · c2 white bishop · f2 white pawn · g2 white pawn · a1 white rook · b1 white knight · c1 white bishop · d1 white queen · e1 white rook · g1 white king | a8 black rook · c8 black bishop · f8 black rook · g8 black king · c7 black queen · e7 black bishop · f7 black pawn · g7 black pawn · h7 black pawn · a6 black pawn · d6 black pawn · f6 black knight · a5 black knight · b5 black pawn · c5 black pawn · e5 black pawn · d4 white pawn · e4 white pawn · c3 white pawn · f3 white knight · h3 white pawn · a2 white pawn · b2 white pawn · c2 white bishop · f2 white pawn · g2 white pawn · a1 white rook · b1 white knight · c1 white bishop · d1 white queen · e1 white rook · g1 white king | a8 black rook · c8 black bishop · f8 black rook · g8 black king · c7 black queen · e7 black bishop · f7 black pawn · g7 black pawn · h7 black pawn · a6 black pawn · d6 black pawn · f6 black knight · a5 black knight · b5 black pawn · c5 black pawn · e5 black pawn · d4 white pawn · e4 white pawn · c3 white pawn · f3 white knight · h3 white pawn · a2 white pawn · b2 white pawn · c2 white bishop · f2 white pawn · g2 white pawn · a1 white rook · b1 white knight · c1 white bishop · d1 white queen · e1 white rook · g1 white king | a8 black rook · c8 black bishop · f8 black rook · g8 black king · c7 black queen · e7 black bishop · f7 black pawn · g7 black pawn · h7 black pawn · a6 black pawn · d6 black pawn · f6 black knight · a5 black knight · b5 black pawn · c5 black pawn · e5 black pawn · d4 white pawn · e4 white pawn · c3 white pawn · f3 white knight · h3 white pawn · a2 white pawn · b2 white pawn · c2 white bishop · f2 white pawn · g2 white pawn · a1 white rook · b1 white knight · c1 white bishop · d1 white queen · e1 white rook · g1 white king | 4 |
| 3 | a8 black rook · c8 black bishop · f8 black rook · g8 black king · c7 black queen · e7 black bishop · f7 black pawn · g7 black pawn · h7 black pawn · a6 black pawn · d6 black pawn · f6 black knight · a5 black knight · b5 black pawn · c5 black pawn · e5 black pawn · d4 white pawn · e4 white pawn · c3 white pawn · f3 white knight · h3 white pawn · a2 white pawn · b2 white pawn · c2 white bishop · f2 white pawn · g2 white pawn · a1 white rook · b1 white knight · c1 white bishop · d1 white queen · e1 white rook · g1 white king | a8 black rook · c8 black bishop · f8 black rook · g8 black king · c7 black queen · e7 black bishop · f7 black pawn · g7 black pawn · h7 black pawn · a6 black pawn · d6 black pawn · f6 black knight · a5 black knight · b5 black pawn · c5 black pawn · e5 black pawn · d4 white pawn · e4 white pawn · c3 white pawn · f3 white knight · h3 white pawn · a2 white pawn · b2 white pawn · c2 white bishop · f2 white pawn · g2 white pawn · a1 white rook · b1 white knight · c1 white bishop · d1 white queen · e1 white rook · g1 white king | a8 black rook · c8 black bishop · f8 black rook · g8 black king · c7 black queen · e7 black bishop · f7 black pawn · g7 black pawn · h7 black pawn · a6 black pawn · d6 black pawn · f6 black knight · a5 black knight · b5 black pawn · c5 black pawn · e5 black pawn · d4 white pawn · e4 white pawn · c3 white pawn · f3 white knight · h3 white pawn · a2 white pawn · b2 white pawn · c2 white bishop · f2 white pawn · g2 white pawn · a1 white rook · b1 white knight · c1 white bishop · d1 white queen · e1 white rook · g1 white king | a8 black rook · c8 black bishop · f8 black rook · g8 black king · c7 black queen · e7 black bishop · f7 black pawn · g7 black pawn · h7 black pawn · a6 black pawn · d6 black pawn · f6 black knight · a5 black knight · b5 black pawn · c5 black pawn · e5 black pawn · d4 white pawn · e4 white pawn · c3 white pawn · f3 white knight · h3 white pawn · a2 white pawn · b2 white pawn · c2 white bishop · f2 white pawn · g2 white pawn · a1 white rook · b1 white knight · c1 white bishop · d1 white queen · e1 white rook · g1 white king | a8 black rook · c8 black bishop · f8 black rook · g8 black king · c7 black queen · e7 black bishop · f7 black pawn · g7 black pawn · h7 black pawn · a6 black pawn · d6 black pawn · f6 black knight · a5 black knight · b5 black pawn · c5 black pawn · e5 black pawn · d4 white pawn · e4 white pawn · c3 white pawn · f3 white knight · h3 white pawn · a2 white pawn · b2 white pawn · c2 white bishop · f2 white pawn · g2 white pawn · a1 white rook · b1 white knight · c1 white bishop · d1 white queen · e1 white rook · g1 white king | a8 black rook · c8 black bishop · f8 black rook · g8 black king · c7 black queen · e7 black bishop · f7 black pawn · g7 black pawn · h7 black pawn · a6 black pawn · d6 black pawn · f6 black knight · a5 black knight · b5 black pawn · c5 black pawn · e5 black pawn · d4 white pawn · e4 white pawn · c3 white pawn · f3 white knight · h3 white pawn · a2 white pawn · b2 white pawn · c2 white bishop · f2 white pawn · g2 white pawn · a1 white rook · b1 white knight · c1 white bishop · d1 white queen · e1 white rook · g1 white king | a8 black rook · c8 black bishop · f8 black rook · g8 black king · c7 black queen · e7 black bishop · f7 black pawn · g7 black pawn · h7 black pawn · a6 black pawn · d6 black pawn · f6 black knight · a5 black knight · b5 black pawn · c5 black pawn · e5 black pawn · d4 white pawn · e4 white pawn · c3 white pawn · f3 white knight · h3 white pawn · a2 white pawn · b2 white pawn · c2 white bishop · f2 white pawn · g2 white pawn · a1 white rook · b1 white knight · c1 white bishop · d1 white queen · e1 white rook · g1 white king | a8 black rook · c8 black bishop · f8 black rook · g8 black king · c7 black queen · e7 black bishop · f7 black pawn · g7 black pawn · h7 black pawn · a6 black pawn · d6 black pawn · f6 black knight · a5 black knight · b5 black pawn · c5 black pawn · e5 black pawn · d4 white pawn · e4 white pawn · c3 white pawn · f3 white knight · h3 white pawn · a2 white pawn · b2 white pawn · c2 white bishop · f2 white pawn · g2 white pawn · a1 white rook · b1 white knight · c1 white bishop · d1 white queen · e1 white rook · g1 white king | 3 |
| 2 | a8 black rook · c8 black bishop · f8 black rook · g8 black king · c7 black queen · e7 black bishop · f7 black pawn · g7 black pawn · h7 black pawn · a6 black pawn · d6 black pawn · f6 black knight · a5 black knight · b5 black pawn · c5 black pawn · e5 black pawn · d4 white pawn · e4 white pawn · c3 white pawn · f3 white knight · h3 white pawn · a2 white pawn · b2 white pawn · c2 white bishop · f2 white pawn · g2 white pawn · a1 white rook · b1 white knight · c1 white bishop · d1 white queen · e1 white rook · g1 white king | a8 black rook · c8 black bishop · f8 black rook · g8 black king · c7 black queen · e7 black bishop · f7 black pawn · g7 black pawn · h7 black pawn · a6 black pawn · d6 black pawn · f6 black knight · a5 black knight · b5 black pawn · c5 black pawn · e5 black pawn · d4 white pawn · e4 white pawn · c3 white pawn · f3 white knight · h3 white pawn · a2 white pawn · b2 white pawn · c2 white bishop · f2 white pawn · g2 white pawn · a1 white rook · b1 white knight · c1 white bishop · d1 white queen · e1 white rook · g1 white king | a8 black rook · c8 black bishop · f8 black rook · g8 black king · c7 black queen · e7 black bishop · f7 black pawn · g7 black pawn · h7 black pawn · a6 black pawn · d6 black pawn · f6 black knight · a5 black knight · b5 black pawn · c5 black pawn · e5 black pawn · d4 white pawn · e4 white pawn · c3 white pawn · f3 white knight · h3 white pawn · a2 white pawn · b2 white pawn · c2 white bishop · f2 white pawn · g2 white pawn · a1 white rook · b1 white knight · c1 white bishop · d1 white queen · e1 white rook · g1 white king | a8 black rook · c8 black bishop · f8 black rook · g8 black king · c7 black queen · e7 black bishop · f7 black pawn · g7 black pawn · h7 black pawn · a6 black pawn · d6 black pawn · f6 black knight · a5 black knight · b5 black pawn · c5 black pawn · e5 black pawn · d4 white pawn · e4 white pawn · c3 white pawn · f3 white knight · h3 white pawn · a2 white pawn · b2 white pawn · c2 white bishop · f2 white pawn · g2 white pawn · a1 white rook · b1 white knight · c1 white bishop · d1 white queen · e1 white rook · g1 white king | a8 black rook · c8 black bishop · f8 black rook · g8 black king · c7 black queen · e7 black bishop · f7 black pawn · g7 black pawn · h7 black pawn · a6 black pawn · d6 black pawn · f6 black knight · a5 black knight · b5 black pawn · c5 black pawn · e5 black pawn · d4 white pawn · e4 white pawn · c3 white pawn · f3 white knight · h3 white pawn · a2 white pawn · b2 white pawn · c2 white bishop · f2 white pawn · g2 white pawn · a1 white rook · b1 white knight · c1 white bishop · d1 white queen · e1 white rook · g1 white king | a8 black rook · c8 black bishop · f8 black rook · g8 black king · c7 black queen · e7 black bishop · f7 black pawn · g7 black pawn · h7 black pawn · a6 black pawn · d6 black pawn · f6 black knight · a5 black knight · b5 black pawn · c5 black pawn · e5 black pawn · d4 white pawn · e4 white pawn · c3 white pawn · f3 white knight · h3 white pawn · a2 white pawn · b2 white pawn · c2 white bishop · f2 white pawn · g2 white pawn · a1 white rook · b1 white knight · c1 white bishop · d1 white queen · e1 white rook · g1 white king | a8 black rook · c8 black bishop · f8 black rook · g8 black king · c7 black queen · e7 black bishop · f7 black pawn · g7 black pawn · h7 black pawn · a6 black pawn · d6 black pawn · f6 black knight · a5 black knight · b5 black pawn · c5 black pawn · e5 black pawn · d4 white pawn · e4 white pawn · c3 white pawn · f3 white knight · h3 white pawn · a2 white pawn · b2 white pawn · c2 white bishop · f2 white pawn · g2 white pawn · a1 white rook · b1 white knight · c1 white bishop · d1 white queen · e1 white rook · g1 white king | a8 black rook · c8 black bishop · f8 black rook · g8 black king · c7 black queen · e7 black bishop · f7 black pawn · g7 black pawn · h7 black pawn · a6 black pawn · d6 black pawn · f6 black knight · a5 black knight · b5 black pawn · c5 black pawn · e5 black pawn · d4 white pawn · e4 white pawn · c3 white pawn · f3 white knight · h3 white pawn · a2 white pawn · b2 white pawn · c2 white bishop · f2 white pawn · g2 white pawn · a1 white rook · b1 white knight · c1 white bishop · d1 white queen · e1 white rook · g1 white king | 2 |
| 1 | a8 black rook · c8 black bishop · f8 black rook · g8 black king · c7 black queen · e7 black bishop · f7 black pawn · g7 black pawn · h7 black pawn · a6 black pawn · d6 black pawn · f6 black knight · a5 black knight · b5 black pawn · c5 black pawn · e5 black pawn · d4 white pawn · e4 white pawn · c3 white pawn · f3 white knight · h3 white pawn · a2 white pawn · b2 white pawn · c2 white bishop · f2 white pawn · g2 white pawn · a1 white rook · b1 white knight · c1 white bishop · d1 white queen · e1 white rook · g1 white king | a8 black rook · c8 black bishop · f8 black rook · g8 black king · c7 black queen · e7 black bishop · f7 black pawn · g7 black pawn · h7 black pawn · a6 black pawn · d6 black pawn · f6 black knight · a5 black knight · b5 black pawn · c5 black pawn · e5 black pawn · d4 white pawn · e4 white pawn · c3 white pawn · f3 white knight · h3 white pawn · a2 white pawn · b2 white pawn · c2 white bishop · f2 white pawn · g2 white pawn · a1 white rook · b1 white knight · c1 white bishop · d1 white queen · e1 white rook · g1 white king | a8 black rook · c8 black bishop · f8 black rook · g8 black king · c7 black queen · e7 black bishop · f7 black pawn · g7 black pawn · h7 black pawn · a6 black pawn · d6 black pawn · f6 black knight · a5 black knight · b5 black pawn · c5 black pawn · e5 black pawn · d4 white pawn · e4 white pawn · c3 white pawn · f3 white knight · h3 white pawn · a2 white pawn · b2 white pawn · c2 white bishop · f2 white pawn · g2 white pawn · a1 white rook · b1 white knight · c1 white bishop · d1 white queen · e1 white rook · g1 white king | a8 black rook · c8 black bishop · f8 black rook · g8 black king · c7 black queen · e7 black bishop · f7 black pawn · g7 black pawn · h7 black pawn · a6 black pawn · d6 black pawn · f6 black knight · a5 black knight · b5 black pawn · c5 black pawn · e5 black pawn · d4 white pawn · e4 white pawn · c3 white pawn · f3 white knight · h3 white pawn · a2 white pawn · b2 white pawn · c2 white bishop · f2 white pawn · g2 white pawn · a1 white rook · b1 white knight · c1 white bishop · d1 white queen · e1 white rook · g1 white king | a8 black rook · c8 black bishop · f8 black rook · g8 black king · c7 black queen · e7 black bishop · f7 black pawn · g7 black pawn · h7 black pawn · a6 black pawn · d6 black pawn · f6 black knight · a5 black knight · b5 black pawn · c5 black pawn · e5 black pawn · d4 white pawn · e4 white pawn · c3 white pawn · f3 white knight · h3 white pawn · a2 white pawn · b2 white pawn · c2 white bishop · f2 white pawn · g2 white pawn · a1 white rook · b1 white knight · c1 white bishop · d1 white queen · e1 white rook · g1 white king | a8 black rook · c8 black bishop · f8 black rook · g8 black king · c7 black queen · e7 black bishop · f7 black pawn · g7 black pawn · h7 black pawn · a6 black pawn · d6 black pawn · f6 black knight · a5 black knight · b5 black pawn · c5 black pawn · e5 black pawn · d4 white pawn · e4 white pawn · c3 white pawn · f3 white knight · h3 white pawn · a2 white pawn · b2 white pawn · c2 white bishop · f2 white pawn · g2 white pawn · a1 white rook · b1 white knight · c1 white bishop · d1 white queen · e1 white rook · g1 white king | a8 black rook · c8 black bishop · f8 black rook · g8 black king · c7 black queen · e7 black bishop · f7 black pawn · g7 black pawn · h7 black pawn · a6 black pawn · d6 black pawn · f6 black knight · a5 black knight · b5 black pawn · c5 black pawn · e5 black pawn · d4 white pawn · e4 white pawn · c3 white pawn · f3 white knight · h3 white pawn · a2 white pawn · b2 white pawn · c2 white bishop · f2 white pawn · g2 white pawn · a1 white rook · b1 white knight · c1 white bishop · d1 white queen · e1 white rook · g1 white king | a8 black rook · c8 black bishop · f8 black rook · g8 black king · c7 black queen · e7 black bishop · f7 black pawn · g7 black pawn · h7 black pawn · a6 black pawn · d6 black pawn · f6 black knight · a5 black knight · b5 black pawn · c5 black pawn · e5 black pawn · d4 white pawn · e4 white pawn · c3 white pawn · f3 white knight · h3 white pawn · a2 white pawn · b2 white pawn · c2 white bishop · f2 white pawn · g2 white pawn · a1 white rook · b1 white knight · c1 white bishop · d1 white queen · e1 white rook · g1 white king | 1 |
|   | a | b | c | d | e | f | g | h |   |

Phương án Chigorin được chắt lọc bởi Mikhail Chigorin trong khoảng giai đoạn chuyển giao cuối thế kỷ 19 đầu thế kỷ 20 và đã trở thành sự lựa chọn ưu tiên của Đen (trong Ruy Lopez) trong khoảng hơn 50 năm sau. Với 9...Ma5 Đen "đuổi" không cho Tượng Trắng kiểm soát đường chéo a2-g8 đồng thời mở đường tiến Tốt c giúp mở rộng không gian kiểm soát bên cánh Hậu. Sau khi 10.Tc2 c5 11.d4 Đen có sự lựa chọn cổ điển là 11...Hc7, củng cố ô e5 đồng thời đặt Hậu vào cột c, cột mà sau đó có thể mở với...cxd4. Những nước đi khác là 11...Tb7 và 11...Md7. Lý do mà Phương án Chigorin đã đánh mất sự phổ biến của nó là Đen sẽ phải tốn thời gian để chuyển Mã đang ở vị trí không tích cực a5 trở lại ván đấu.
Phương án Chigorin được phân loại thành bốn nhóm nhỏ khác nhau trong Bách khoa toàn thư về khai cuộc ECO, có mã ký hiệu từ C96 đến C99. Với C96 là những diễn biến sau nước 10.Tc2 khác với phương án cổ điển. Trong C97: 10.Tc2 c5 11.d4 Hc7 (xem hình bên) và Trắng tiến hành 12.a4, 12.d5, 12.b4 hoặc diễn biến chính 12.Mbd2, Đen sẽ trả lời với...Te6,...Xd8,...Xe8,...Tb7 hoặc...Td7. Sau 12.Mbd2, nếu Đen trả lời với 12...Mc6 ta có diễn biến thuộc C98. C99 sẽ là 12.Mbd2 cxd4 13.cxd4.

#### Phương án Breyer: 9.h3 Mb8
|   | a | b | c | d | e | f | g | h |   |
| 8 | a8 black rook · b8 black knight · c8 black bishop · d8 black queen · f8 black rook · g8 black king · c7 black pawn · e7 black bishop · f7 black pawn · g7 black pawn · h7 black pawn · a6 black pawn · d6 black pawn · f6 black knight · b5 black pawn · e5 black pawn · e4 white pawn · b3 white bishop · c3 white pawn · f3 white knight · h3 white pawn · a2 white pawn · b2 white pawn · d2 white pawn · f2 white pawn · g2 white pawn · a1 white rook · b1 white knight · c1 white bishop · d1 white queen · e1 white rook · g1 white king | a8 black rook · b8 black knight · c8 black bishop · d8 black queen · f8 black rook · g8 black king · c7 black pawn · e7 black bishop · f7 black pawn · g7 black pawn · h7 black pawn · a6 black pawn · d6 black pawn · f6 black knight · b5 black pawn · e5 black pawn · e4 white pawn · b3 white bishop · c3 white pawn · f3 white knight · h3 white pawn · a2 white pawn · b2 white pawn · d2 white pawn · f2 white pawn · g2 white pawn · a1 white rook · b1 white knight · c1 white bishop · d1 white queen · e1 white rook · g1 white king | a8 black rook · b8 black knight · c8 black bishop · d8 black queen · f8 black rook · g8 black king · c7 black pawn · e7 black bishop · f7 black pawn · g7 black pawn · h7 black pawn · a6 black pawn · d6 black pawn · f6 black knight · b5 black pawn · e5 black pawn · e4 white pawn · b3 white bishop · c3 white pawn · f3 white knight · h3 white pawn · a2 white pawn · b2 white pawn · d2 white pawn · f2 white pawn · g2 white pawn · a1 white rook · b1 white knight · c1 white bishop · d1 white queen · e1 white rook · g1 white king | a8 black rook · b8 black knight · c8 black bishop · d8 black queen · f8 black rook · g8 black king · c7 black pawn · e7 black bishop · f7 black pawn · g7 black pawn · h7 black pawn · a6 black pawn · d6 black pawn · f6 black knight · b5 black pawn · e5 black pawn · e4 white pawn · b3 white bishop · c3 white pawn · f3 white knight · h3 white pawn · a2 white pawn · b2 white pawn · d2 white pawn · f2 white pawn · g2 white pawn · a1 white rook · b1 white knight · c1 white bishop · d1 white queen · e1 white rook · g1 white king | a8 black rook · b8 black knight · c8 black bishop · d8 black queen · f8 black rook · g8 black king · c7 black pawn · e7 black bishop · f7 black pawn · g7 black pawn · h7 black pawn · a6 black pawn · d6 black pawn · f6 black knight · b5 black pawn · e5 black pawn · e4 white pawn · b3 white bishop · c3 white pawn · f3 white knight · h3 white pawn · a2 white pawn · b2 white pawn · d2 white pawn · f2 white pawn · g2 white pawn · a1 white rook · b1 white knight · c1 white bishop · d1 white queen · e1 white rook · g1 white king | a8 black rook · b8 black knight · c8 black bishop · d8 black queen · f8 black rook · g8 black king · c7 black pawn · e7 black bishop · f7 black pawn · g7 black pawn · h7 black pawn · a6 black pawn · d6 black pawn · f6 black knight · b5 black pawn · e5 black pawn · e4 white pawn · b3 white bishop · c3 white pawn · f3 white knight · h3 white pawn · a2 white pawn · b2 white pawn · d2 white pawn · f2 white pawn · g2 white pawn · a1 white rook · b1 white knight · c1 white bishop · d1 white queen · e1 white rook · g1 white king | a8 black rook · b8 black knight · c8 black bishop · d8 black queen · f8 black rook · g8 black king · c7 black pawn · e7 black bishop · f7 black pawn · g7 black pawn · h7 black pawn · a6 black pawn · d6 black pawn · f6 black knight · b5 black pawn · e5 black pawn · e4 white pawn · b3 white bishop · c3 white pawn · f3 white knight · h3 white pawn · a2 white pawn · b2 white pawn · d2 white pawn · f2 white pawn · g2 white pawn · a1 white rook · b1 white knight · c1 white bishop · d1 white queen · e1 white rook · g1 white king | a8 black rook · b8 black knight · c8 black bishop · d8 black queen · f8 black rook · g8 black king · c7 black pawn · e7 black bishop · f7 black pawn · g7 black pawn · h7 black pawn · a6 black pawn · d6 black pawn · f6 black knight · b5 black pawn · e5 black pawn · e4 white pawn · b3 white bishop · c3 white pawn · f3 white knight · h3 white pawn · a2 white pawn · b2 white pawn · d2 white pawn · f2 white pawn · g2 white pawn · a1 white rook · b1 white knight · c1 white bishop · d1 white queen · e1 white rook · g1 white king | 8 |
| 7 | a8 black rook · b8 black knight · c8 black bishop · d8 black queen · f8 black rook · g8 black king · c7 black pawn · e7 black bishop · f7 black pawn · g7 black pawn · h7 black pawn · a6 black pawn · d6 black pawn · f6 black knight · b5 black pawn · e5 black pawn · e4 white pawn · b3 white bishop · c3 white pawn · f3 white knight · h3 white pawn · a2 white pawn · b2 white pawn · d2 white pawn · f2 white pawn · g2 white pawn · a1 white rook · b1 white knight · c1 white bishop · d1 white queen · e1 white rook · g1 white king | a8 black rook · b8 black knight · c8 black bishop · d8 black queen · f8 black rook · g8 black king · c7 black pawn · e7 black bishop · f7 black pawn · g7 black pawn · h7 black pawn · a6 black pawn · d6 black pawn · f6 black knight · b5 black pawn · e5 black pawn · e4 white pawn · b3 white bishop · c3 white pawn · f3 white knight · h3 white pawn · a2 white pawn · b2 white pawn · d2 white pawn · f2 white pawn · g2 white pawn · a1 white rook · b1 white knight · c1 white bishop · d1 white queen · e1 white rook · g1 white king | a8 black rook · b8 black knight · c8 black bishop · d8 black queen · f8 black rook · g8 black king · c7 black pawn · e7 black bishop · f7 black pawn · g7 black pawn · h7 black pawn · a6 black pawn · d6 black pawn · f6 black knight · b5 black pawn · e5 black pawn · e4 white pawn · b3 white bishop · c3 white pawn · f3 white knight · h3 white pawn · a2 white pawn · b2 white pawn · d2 white pawn · f2 white pawn · g2 white pawn · a1 white rook · b1 white knight · c1 white bishop · d1 white queen · e1 white rook · g1 white king | a8 black rook · b8 black knight · c8 black bishop · d8 black queen · f8 black rook · g8 black king · c7 black pawn · e7 black bishop · f7 black pawn · g7 black pawn · h7 black pawn · a6 black pawn · d6 black pawn · f6 black knight · b5 black pawn · e5 black pawn · e4 white pawn · b3 white bishop · c3 white pawn · f3 white knight · h3 white pawn · a2 white pawn · b2 white pawn · d2 white pawn · f2 white pawn · g2 white pawn · a1 white rook · b1 white knight · c1 white bishop · d1 white queen · e1 white rook · g1 white king | a8 black rook · b8 black knight · c8 black bishop · d8 black queen · f8 black rook · g8 black king · c7 black pawn · e7 black bishop · f7 black pawn · g7 black pawn · h7 black pawn · a6 black pawn · d6 black pawn · f6 black knight · b5 black pawn · e5 black pawn · e4 white pawn · b3 white bishop · c3 white pawn · f3 white knight · h3 white pawn · a2 white pawn · b2 white pawn · d2 white pawn · f2 white pawn · g2 white pawn · a1 white rook · b1 white knight · c1 white bishop · d1 white queen · e1 white rook · g1 white king | a8 black rook · b8 black knight · c8 black bishop · d8 black queen · f8 black rook · g8 black king · c7 black pawn · e7 black bishop · f7 black pawn · g7 black pawn · h7 black pawn · a6 black pawn · d6 black pawn · f6 black knight · b5 black pawn · e5 black pawn · e4 white pawn · b3 white bishop · c3 white pawn · f3 white knight · h3 white pawn · a2 white pawn · b2 white pawn · d2 white pawn · f2 white pawn · g2 white pawn · a1 white rook · b1 white knight · c1 white bishop · d1 white queen · e1 white rook · g1 white king | a8 black rook · b8 black knight · c8 black bishop · d8 black queen · f8 black rook · g8 black king · c7 black pawn · e7 black bishop · f7 black pawn · g7 black pawn · h7 black pawn · a6 black pawn · d6 black pawn · f6 black knight · b5 black pawn · e5 black pawn · e4 white pawn · b3 white bishop · c3 white pawn · f3 white knight · h3 white pawn · a2 white pawn · b2 white pawn · d2 white pawn · f2 white pawn · g2 white pawn · a1 white rook · b1 white knight · c1 white bishop · d1 white queen · e1 white rook · g1 white king | a8 black rook · b8 black knight · c8 black bishop · d8 black queen · f8 black rook · g8 black king · c7 black pawn · e7 black bishop · f7 black pawn · g7 black pawn · h7 black pawn · a6 black pawn · d6 black pawn · f6 black knight · b5 black pawn · e5 black pawn · e4 white pawn · b3 white bishop · c3 white pawn · f3 white knight · h3 white pawn · a2 white pawn · b2 white pawn · d2 white pawn · f2 white pawn · g2 white pawn · a1 white rook · b1 white knight · c1 white bishop · d1 white queen · e1 white rook · g1 white king | 7 |
| 6 | a8 black rook · b8 black knight · c8 black bishop · d8 black queen · f8 black rook · g8 black king · c7 black pawn · e7 black bishop · f7 black pawn · g7 black pawn · h7 black pawn · a6 black pawn · d6 black pawn · f6 black knight · b5 black pawn · e5 black pawn · e4 white pawn · b3 white bishop · c3 white pawn · f3 white knight · h3 white pawn · a2 white pawn · b2 white pawn · d2 white pawn · f2 white pawn · g2 white pawn · a1 white rook · b1 white knight · c1 white bishop · d1 white queen · e1 white rook · g1 white king | a8 black rook · b8 black knight · c8 black bishop · d8 black queen · f8 black rook · g8 black king · c7 black pawn · e7 black bishop · f7 black pawn · g7 black pawn · h7 black pawn · a6 black pawn · d6 black pawn · f6 black knight · b5 black pawn · e5 black pawn · e4 white pawn · b3 white bishop · c3 white pawn · f3 white knight · h3 white pawn · a2 white pawn · b2 white pawn · d2 white pawn · f2 white pawn · g2 white pawn · a1 white rook · b1 white knight · c1 white bishop · d1 white queen · e1 white rook · g1 white king | a8 black rook · b8 black knight · c8 black bishop · d8 black queen · f8 black rook · g8 black king · c7 black pawn · e7 black bishop · f7 black pawn · g7 black pawn · h7 black pawn · a6 black pawn · d6 black pawn · f6 black knight · b5 black pawn · e5 black pawn · e4 white pawn · b3 white bishop · c3 white pawn · f3 white knight · h3 white pawn · a2 white pawn · b2 white pawn · d2 white pawn · f2 white pawn · g2 white pawn · a1 white rook · b1 white knight · c1 white bishop · d1 white queen · e1 white rook · g1 white king | a8 black rook · b8 black knight · c8 black bishop · d8 black queen · f8 black rook · g8 black king · c7 black pawn · e7 black bishop · f7 black pawn · g7 black pawn · h7 black pawn · a6 black pawn · d6 black pawn · f6 black knight · b5 black pawn · e5 black pawn · e4 white pawn · b3 white bishop · c3 white pawn · f3 white knight · h3 white pawn · a2 white pawn · b2 white pawn · d2 white pawn · f2 white pawn · g2 white pawn · a1 white rook · b1 white knight · c1 white bishop · d1 white queen · e1 white rook · g1 white king | a8 black rook · b8 black knight · c8 black bishop · d8 black queen · f8 black rook · g8 black king · c7 black pawn · e7 black bishop · f7 black pawn · g7 black pawn · h7 black pawn · a6 black pawn · d6 black pawn · f6 black knight · b5 black pawn · e5 black pawn · e4 white pawn · b3 white bishop · c3 white pawn · f3 white knight · h3 white pawn · a2 white pawn · b2 white pawn · d2 white pawn · f2 white pawn · g2 white pawn · a1 white rook · b1 white knight · c1 white bishop · d1 white queen · e1 white rook · g1 white king | a8 black rook · b8 black knight · c8 black bishop · d8 black queen · f8 black rook · g8 black king · c7 black pawn · e7 black bishop · f7 black pawn · g7 black pawn · h7 black pawn · a6 black pawn · d6 black pawn · f6 black knight · b5 black pawn · e5 black pawn · e4 white pawn · b3 white bishop · c3 white pawn · f3 white knight · h3 white pawn · a2 white pawn · b2 white pawn · d2 white pawn · f2 white pawn · g2 white pawn · a1 white rook · b1 white knight · c1 white bishop · d1 white queen · e1 white rook · g1 white king | a8 black rook · b8 black knight · c8 black bishop · d8 black queen · f8 black rook · g8 black king · c7 black pawn · e7 black bishop · f7 black pawn · g7 black pawn · h7 black pawn · a6 black pawn · d6 black pawn · f6 black knight · b5 black pawn · e5 black pawn · e4 white pawn · b3 white bishop · c3 white pawn · f3 white knight · h3 white pawn · a2 white pawn · b2 white pawn · d2 white pawn · f2 white pawn · g2 white pawn · a1 white rook · b1 white knight · c1 white bishop · d1 white queen · e1 white rook · g1 white king | a8 black rook · b8 black knight · c8 black bishop · d8 black queen · f8 black rook · g8 black king · c7 black pawn · e7 black bishop · f7 black pawn · g7 black pawn · h7 black pawn · a6 black pawn · d6 black pawn · f6 black knight · b5 black pawn · e5 black pawn · e4 white pawn · b3 white bishop · c3 white pawn · f3 white knight · h3 white pawn · a2 white pawn · b2 white pawn · d2 white pawn · f2 white pawn · g2 white pawn · a1 white rook · b1 white knight · c1 white bishop · d1 white queen · e1 white rook · g1 white king | 6 |
| 5 | a8 black rook · b8 black knight · c8 black bishop · d8 black queen · f8 black rook · g8 black king · c7 black pawn · e7 black bishop · f7 black pawn · g7 black pawn · h7 black pawn · a6 black pawn · d6 black pawn · f6 black knight · b5 black pawn · e5 black pawn · e4 white pawn · b3 white bishop · c3 white pawn · f3 white knight · h3 white pawn · a2 white pawn · b2 white pawn · d2 white pawn · f2 white pawn · g2 white pawn · a1 white rook · b1 white knight · c1 white bishop · d1 white queen · e1 white rook · g1 white king | a8 black rook · b8 black knight · c8 black bishop · d8 black queen · f8 black rook · g8 black king · c7 black pawn · e7 black bishop · f7 black pawn · g7 black pawn · h7 black pawn · a6 black pawn · d6 black pawn · f6 black knight · b5 black pawn · e5 black pawn · e4 white pawn · b3 white bishop · c3 white pawn · f3 white knight · h3 white pawn · a2 white pawn · b2 white pawn · d2 white pawn · f2 white pawn · g2 white pawn · a1 white rook · b1 white knight · c1 white bishop · d1 white queen · e1 white rook · g1 white king | a8 black rook · b8 black knight · c8 black bishop · d8 black queen · f8 black rook · g8 black king · c7 black pawn · e7 black bishop · f7 black pawn · g7 black pawn · h7 black pawn · a6 black pawn · d6 black pawn · f6 black knight · b5 black pawn · e5 black pawn · e4 white pawn · b3 white bishop · c3 white pawn · f3 white knight · h3 white pawn · a2 white pawn · b2 white pawn · d2 white pawn · f2 white pawn · g2 white pawn · a1 white rook · b1 white knight · c1 white bishop · d1 white queen · e1 white rook · g1 white king | a8 black rook · b8 black knight · c8 black bishop · d8 black queen · f8 black rook · g8 black king · c7 black pawn · e7 black bishop · f7 black pawn · g7 black pawn · h7 black pawn · a6 black pawn · d6 black pawn · f6 black knight · b5 black pawn · e5 black pawn · e4 white pawn · b3 white bishop · c3 white pawn · f3 white knight · h3 white pawn · a2 white pawn · b2 white pawn · d2 white pawn · f2 white pawn · g2 white pawn · a1 white rook · b1 white knight · c1 white bishop · d1 white queen · e1 white rook · g1 white king | a8 black rook · b8 black knight · c8 black bishop · d8 black queen · f8 black rook · g8 black king · c7 black pawn · e7 black bishop · f7 black pawn · g7 black pawn · h7 black pawn · a6 black pawn · d6 black pawn · f6 black knight · b5 black pawn · e5 black pawn · e4 white pawn · b3 white bishop · c3 white pawn · f3 white knight · h3 white pawn · a2 white pawn · b2 white pawn · d2 white pawn · f2 white pawn · g2 white pawn · a1 white rook · b1 white knight · c1 white bishop · d1 white queen · e1 white rook · g1 white king | a8 black rook · b8 black knight · c8 black bishop · d8 black queen · f8 black rook · g8 black king · c7 black pawn · e7 black bishop · f7 black pawn · g7 black pawn · h7 black pawn · a6 black pawn · d6 black pawn · f6 black knight · b5 black pawn · e5 black pawn · e4 white pawn · b3 white bishop · c3 white pawn · f3 white knight · h3 white pawn · a2 white pawn · b2 white pawn · d2 white pawn · f2 white pawn · g2 white pawn · a1 white rook · b1 white knight · c1 white bishop · d1 white queen · e1 white rook · g1 white king | a8 black rook · b8 black knight · c8 black bishop · d8 black queen · f8 black rook · g8 black king · c7 black pawn · e7 black bishop · f7 black pawn · g7 black pawn · h7 black pawn · a6 black pawn · d6 black pawn · f6 black knight · b5 black pawn · e5 black pawn · e4 white pawn · b3 white bishop · c3 white pawn · f3 white knight · h3 white pawn · a2 white pawn · b2 white pawn · d2 white pawn · f2 white pawn · g2 white pawn · a1 white rook · b1 white knight · c1 white bishop · d1 white queen · e1 white rook · g1 white king | a8 black rook · b8 black knight · c8 black bishop · d8 black queen · f8 black rook · g8 black king · c7 black pawn · e7 black bishop · f7 black pawn · g7 black pawn · h7 black pawn · a6 black pawn · d6 black pawn · f6 black knight · b5 black pawn · e5 black pawn · e4 white pawn · b3 white bishop · c3 white pawn · f3 white knight · h3 white pawn · a2 white pawn · b2 white pawn · d2 white pawn · f2 white pawn · g2 white pawn · a1 white rook · b1 white knight · c1 white bishop · d1 white queen · e1 white rook · g1 white king | 5 |
| 4 | a8 black rook · b8 black knight · c8 black bishop · d8 black queen · f8 black rook · g8 black king · c7 black pawn · e7 black bishop · f7 black pawn · g7 black pawn · h7 black pawn · a6 black pawn · d6 black pawn · f6 black knight · b5 black pawn · e5 black pawn · e4 white pawn · b3 white bishop · c3 white pawn · f3 white knight · h3 white pawn · a2 white pawn · b2 white pawn · d2 white pawn · f2 white pawn · g2 white pawn · a1 white rook · b1 white knight · c1 white bishop · d1 white queen · e1 white rook · g1 white king | a8 black rook · b8 black knight · c8 black bishop · d8 black queen · f8 black rook · g8 black king · c7 black pawn · e7 black bishop · f7 black pawn · g7 black pawn · h7 black pawn · a6 black pawn · d6 black pawn · f6 black knight · b5 black pawn · e5 black pawn · e4 white pawn · b3 white bishop · c3 white pawn · f3 white knight · h3 white pawn · a2 white pawn · b2 white pawn · d2 white pawn · f2 white pawn · g2 white pawn · a1 white rook · b1 white knight · c1 white bishop · d1 white queen · e1 white rook · g1 white king | a8 black rook · b8 black knight · c8 black bishop · d8 black queen · f8 black rook · g8 black king · c7 black pawn · e7 black bishop · f7 black pawn · g7 black pawn · h7 black pawn · a6 black pawn · d6 black pawn · f6 black knight · b5 black pawn · e5 black pawn · e4 white pawn · b3 white bishop · c3 white pawn · f3 white knight · h3 white pawn · a2 white pawn · b2 white pawn · d2 white pawn · f2 white pawn · g2 white pawn · a1 white rook · b1 white knight · c1 white bishop · d1 white queen · e1 white rook · g1 white king | a8 black rook · b8 black knight · c8 black bishop · d8 black queen · f8 black rook · g8 black king · c7 black pawn · e7 black bishop · f7 black pawn · g7 black pawn · h7 black pawn · a6 black pawn · d6 black pawn · f6 black knight · b5 black pawn · e5 black pawn · e4 white pawn · b3 white bishop · c3 white pawn · f3 white knight · h3 white pawn · a2 white pawn · b2 white pawn · d2 white pawn · f2 white pawn · g2 white pawn · a1 white rook · b1 white knight · c1 white bishop · d1 white queen · e1 white rook · g1 white king | a8 black rook · b8 black knight · c8 black bishop · d8 black queen · f8 black rook · g8 black king · c7 black pawn · e7 black bishop · f7 black pawn · g7 black pawn · h7 black pawn · a6 black pawn · d6 black pawn · f6 black knight · b5 black pawn · e5 black pawn · e4 white pawn · b3 white bishop · c3 white pawn · f3 white knight · h3 white pawn · a2 white pawn · b2 white pawn · d2 white pawn · f2 white pawn · g2 white pawn · a1 white rook · b1 white knight · c1 white bishop · d1 white queen · e1 white rook · g1 white king | a8 black rook · b8 black knight · c8 black bishop · d8 black queen · f8 black rook · g8 black king · c7 black pawn · e7 black bishop · f7 black pawn · g7 black pawn · h7 black pawn · a6 black pawn · d6 black pawn · f6 black knight · b5 black pawn · e5 black pawn · e4 white pawn · b3 white bishop · c3 white pawn · f3 white knight · h3 white pawn · a2 white pawn · b2 white pawn · d2 white pawn · f2 white pawn · g2 white pawn · a1 white rook · b1 white knight · c1 white bishop · d1 white queen · e1 white rook · g1 white king | a8 black rook · b8 black knight · c8 black bishop · d8 black queen · f8 black rook · g8 black king · c7 black pawn · e7 black bishop · f7 black pawn · g7 black pawn · h7 black pawn · a6 black pawn · d6 black pawn · f6 black knight · b5 black pawn · e5 black pawn · e4 white pawn · b3 white bishop · c3 white pawn · f3 white knight · h3 white pawn · a2 white pawn · b2 white pawn · d2 white pawn · f2 white pawn · g2 white pawn · a1 white rook · b1 white knight · c1 white bishop · d1 white queen · e1 white rook · g1 white king | a8 black rook · b8 black knight · c8 black bishop · d8 black queen · f8 black rook · g8 black king · c7 black pawn · e7 black bishop · f7 black pawn · g7 black pawn · h7 black pawn · a6 black pawn · d6 black pawn · f6 black knight · b5 black pawn · e5 black pawn · e4 white pawn · b3 white bishop · c3 white pawn · f3 white knight · h3 white pawn · a2 white pawn · b2 white pawn · d2 white pawn · f2 white pawn · g2 white pawn · a1 white rook · b1 white knight · c1 white bishop · d1 white queen · e1 white rook · g1 white king | 4 |
| 3 | a8 black rook · b8 black knight · c8 black bishop · d8 black queen · f8 black rook · g8 black king · c7 black pawn · e7 black bishop · f7 black pawn · g7 black pawn · h7 black pawn · a6 black pawn · d6 black pawn · f6 black knight · b5 black pawn · e5 black pawn · e4 white pawn · b3 white bishop · c3 white pawn · f3 white knight · h3 white pawn · a2 white pawn · b2 white pawn · d2 white pawn · f2 white pawn · g2 white pawn · a1 white rook · b1 white knight · c1 white bishop · d1 white queen · e1 white rook · g1 white king | a8 black rook · b8 black knight · c8 black bishop · d8 black queen · f8 black rook · g8 black king · c7 black pawn · e7 black bishop · f7 black pawn · g7 black pawn · h7 black pawn · a6 black pawn · d6 black pawn · f6 black knight · b5 black pawn · e5 black pawn · e4 white pawn · b3 white bishop · c3 white pawn · f3 white knight · h3 white pawn · a2 white pawn · b2 white pawn · d2 white pawn · f2 white pawn · g2 white pawn · a1 white rook · b1 white knight · c1 white bishop · d1 white queen · e1 white rook · g1 white king | a8 black rook · b8 black knight · c8 black bishop · d8 black queen · f8 black rook · g8 black king · c7 black pawn · e7 black bishop · f7 black pawn · g7 black pawn · h7 black pawn · a6 black pawn · d6 black pawn · f6 black knight · b5 black pawn · e5 black pawn · e4 white pawn · b3 white bishop · c3 white pawn · f3 white knight · h3 white pawn · a2 white pawn · b2 white pawn · d2 white pawn · f2 white pawn · g2 white pawn · a1 white rook · b1 white knight · c1 white bishop · d1 white queen · e1 white rook · g1 white king | a8 black rook · b8 black knight · c8 black bishop · d8 black queen · f8 black rook · g8 black king · c7 black pawn · e7 black bishop · f7 black pawn · g7 black pawn · h7 black pawn · a6 black pawn · d6 black pawn · f6 black knight · b5 black pawn · e5 black pawn · e4 white pawn · b3 white bishop · c3 white pawn · f3 white knight · h3 white pawn · a2 white pawn · b2 white pawn · d2 white pawn · f2 white pawn · g2 white pawn · a1 white rook · b1 white knight · c1 white bishop · d1 white queen · e1 white rook · g1 white king | a8 black rook · b8 black knight · c8 black bishop · d8 black queen · f8 black rook · g8 black king · c7 black pawn · e7 black bishop · f7 black pawn · g7 black pawn · h7 black pawn · a6 black pawn · d6 black pawn · f6 black knight · b5 black pawn · e5 black pawn · e4 white pawn · b3 white bishop · c3 white pawn · f3 white knight · h3 white pawn · a2 white pawn · b2 white pawn · d2 white pawn · f2 white pawn · g2 white pawn · a1 white rook · b1 white knight · c1 white bishop · d1 white queen · e1 white rook · g1 white king | a8 black rook · b8 black knight · c8 black bishop · d8 black queen · f8 black rook · g8 black king · c7 black pawn · e7 black bishop · f7 black pawn · g7 black pawn · h7 black pawn · a6 black pawn · d6 black pawn · f6 black knight · b5 black pawn · e5 black pawn · e4 white pawn · b3 white bishop · c3 white pawn · f3 white knight · h3 white pawn · a2 white pawn · b2 white pawn · d2 white pawn · f2 white pawn · g2 white pawn · a1 white rook · b1 white knight · c1 white bishop · d1 white queen · e1 white rook · g1 white king | a8 black rook · b8 black knight · c8 black bishop · d8 black queen · f8 black rook · g8 black king · c7 black pawn · e7 black bishop · f7 black pawn · g7 black pawn · h7 black pawn · a6 black pawn · d6 black pawn · f6 black knight · b5 black pawn · e5 black pawn · e4 white pawn · b3 white bishop · c3 white pawn · f3 white knight · h3 white pawn · a2 white pawn · b2 white pawn · d2 white pawn · f2 white pawn · g2 white pawn · a1 white rook · b1 white knight · c1 white bishop · d1 white queen · e1 white rook · g1 white king | a8 black rook · b8 black knight · c8 black bishop · d8 black queen · f8 black rook · g8 black king · c7 black pawn · e7 black bishop · f7 black pawn · g7 black pawn · h7 black pawn · a6 black pawn · d6 black pawn · f6 black knight · b5 black pawn · e5 black pawn · e4 white pawn · b3 white bishop · c3 white pawn · f3 white knight · h3 white pawn · a2 white pawn · b2 white pawn · d2 white pawn · f2 white pawn · g2 white pawn · a1 white rook · b1 white knight · c1 white bishop · d1 white queen · e1 white rook · g1 white king | 3 |
| 2 | a8 black rook · b8 black knight · c8 black bishop · d8 black queen · f8 black rook · g8 black king · c7 black pawn · e7 black bishop · f7 black pawn · g7 black pawn · h7 black pawn · a6 black pawn · d6 black pawn · f6 black knight · b5 black pawn · e5 black pawn · e4 white pawn · b3 white bishop · c3 white pawn · f3 white knight · h3 white pawn · a2 white pawn · b2 white pawn · d2 white pawn · f2 white pawn · g2 white pawn · a1 white rook · b1 white knight · c1 white bishop · d1 white queen · e1 white rook · g1 white king | a8 black rook · b8 black knight · c8 black bishop · d8 black queen · f8 black rook · g8 black king · c7 black pawn · e7 black bishop · f7 black pawn · g7 black pawn · h7 black pawn · a6 black pawn · d6 black pawn · f6 black knight · b5 black pawn · e5 black pawn · e4 white pawn · b3 white bishop · c3 white pawn · f3 white knight · h3 white pawn · a2 white pawn · b2 white pawn · d2 white pawn · f2 white pawn · g2 white pawn · a1 white rook · b1 white knight · c1 white bishop · d1 white queen · e1 white rook · g1 white king | a8 black rook · b8 black knight · c8 black bishop · d8 black queen · f8 black rook · g8 black king · c7 black pawn · e7 black bishop · f7 black pawn · g7 black pawn · h7 black pawn · a6 black pawn · d6 black pawn · f6 black knight · b5 black pawn · e5 black pawn · e4 white pawn · b3 white bishop · c3 white pawn · f3 white knight · h3 white pawn · a2 white pawn · b2 white pawn · d2 white pawn · f2 white pawn · g2 white pawn · a1 white rook · b1 white knight · c1 white bishop · d1 white queen · e1 white rook · g1 white king | a8 black rook · b8 black knight · c8 black bishop · d8 black queen · f8 black rook · g8 black king · c7 black pawn · e7 black bishop · f7 black pawn · g7 black pawn · h7 black pawn · a6 black pawn · d6 black pawn · f6 black knight · b5 black pawn · e5 black pawn · e4 white pawn · b3 white bishop · c3 white pawn · f3 white knight · h3 white pawn · a2 white pawn · b2 white pawn · d2 white pawn · f2 white pawn · g2 white pawn · a1 white rook · b1 white knight · c1 white bishop · d1 white queen · e1 white rook · g1 white king | a8 black rook · b8 black knight · c8 black bishop · d8 black queen · f8 black rook · g8 black king · c7 black pawn · e7 black bishop · f7 black pawn · g7 black pawn · h7 black pawn · a6 black pawn · d6 black pawn · f6 black knight · b5 black pawn · e5 black pawn · e4 white pawn · b3 white bishop · c3 white pawn · f3 white knight · h3 white pawn · a2 white pawn · b2 white pawn · d2 white pawn · f2 white pawn · g2 white pawn · a1 white rook · b1 white knight · c1 white bishop · d1 white queen · e1 white rook · g1 white king | a8 black rook · b8 black knight · c8 black bishop · d8 black queen · f8 black rook · g8 black king · c7 black pawn · e7 black bishop · f7 black pawn · g7 black pawn · h7 black pawn · a6 black pawn · d6 black pawn · f6 black knight · b5 black pawn · e5 black pawn · e4 white pawn · b3 white bishop · c3 white pawn · f3 white knight · h3 white pawn · a2 white pawn · b2 white pawn · d2 white pawn · f2 white pawn · g2 white pawn · a1 white rook · b1 white knight · c1 white bishop · d1 white queen · e1 white rook · g1 white king | a8 black rook · b8 black knight · c8 black bishop · d8 black queen · f8 black rook · g8 black king · c7 black pawn · e7 black bishop · f7 black pawn · g7 black pawn · h7 black pawn · a6 black pawn · d6 black pawn · f6 black knight · b5 black pawn · e5 black pawn · e4 white pawn · b3 white bishop · c3 white pawn · f3 white knight · h3 white pawn · a2 white pawn · b2 white pawn · d2 white pawn · f2 white pawn · g2 white pawn · a1 white rook · b1 white knight · c1 white bishop · d1 white queen · e1 white rook · g1 white king | a8 black rook · b8 black knight · c8 black bishop · d8 black queen · f8 black rook · g8 black king · c7 black pawn · e7 black bishop · f7 black pawn · g7 black pawn · h7 black pawn · a6 black pawn · d6 black pawn · f6 black knight · b5 black pawn · e5 black pawn · e4 white pawn · b3 white bishop · c3 white pawn · f3 white knight · h3 white pawn · a2 white pawn · b2 white pawn · d2 white pawn · f2 white pawn · g2 white pawn · a1 white rook · b1 white knight · c1 white bishop · d1 white queen · e1 white rook · g1 white king | 2 |
| 1 | a8 black rook · b8 black knight · c8 black bishop · d8 black queen · f8 black rook · g8 black king · c7 black pawn · e7 black bishop · f7 black pawn · g7 black pawn · h7 black pawn · a6 black pawn · d6 black pawn · f6 black knight · b5 black pawn · e5 black pawn · e4 white pawn · b3 white bishop · c3 white pawn · f3 white knight · h3 white pawn · a2 white pawn · b2 white pawn · d2 white pawn · f2 white pawn · g2 white pawn · a1 white rook · b1 white knight · c1 white bishop · d1 white queen · e1 white rook · g1 white king | a8 black rook · b8 black knight · c8 black bishop · d8 black queen · f8 black rook · g8 black king · c7 black pawn · e7 black bishop · f7 black pawn · g7 black pawn · h7 black pawn · a6 black pawn · d6 black pawn · f6 black knight · b5 black pawn · e5 black pawn · e4 white pawn · b3 white bishop · c3 white pawn · f3 white knight · h3 white pawn · a2 white pawn · b2 white pawn · d2 white pawn · f2 white pawn · g2 white pawn · a1 white rook · b1 white knight · c1 white bishop · d1 white queen · e1 white rook · g1 white king | a8 black rook · b8 black knight · c8 black bishop · d8 black queen · f8 black rook · g8 black king · c7 black pawn · e7 black bishop · f7 black pawn · g7 black pawn · h7 black pawn · a6 black pawn · d6 black pawn · f6 black knight · b5 black pawn · e5 black pawn · e4 white pawn · b3 white bishop · c3 white pawn · f3 white knight · h3 white pawn · a2 white pawn · b2 white pawn · d2 white pawn · f2 white pawn · g2 white pawn · a1 white rook · b1 white knight · c1 white bishop · d1 white queen · e1 white rook · g1 white king | a8 black rook · b8 black knight · c8 black bishop · d8 black queen · f8 black rook · g8 black king · c7 black pawn · e7 black bishop · f7 black pawn · g7 black pawn · h7 black pawn · a6 black pawn · d6 black pawn · f6 black knight · b5 black pawn · e5 black pawn · e4 white pawn · b3 white bishop · c3 white pawn · f3 white knight · h3 white pawn · a2 white pawn · b2 white pawn · d2 white pawn · f2 white pawn · g2 white pawn · a1 white rook · b1 white knight · c1 white bishop · d1 white queen · e1 white rook · g1 white king | a8 black rook · b8 black knight · c8 black bishop · d8 black queen · f8 black rook · g8 black king · c7 black pawn · e7 black bishop · f7 black pawn · g7 black pawn · h7 black pawn · a6 black pawn · d6 black pawn · f6 black knight · b5 black pawn · e5 black pawn · e4 white pawn · b3 white bishop · c3 white pawn · f3 white knight · h3 white pawn · a2 white pawn · b2 white pawn · d2 white pawn · f2 white pawn · g2 white pawn · a1 white rook · b1 white knight · c1 white bishop · d1 white queen · e1 white rook · g1 white king | a8 black rook · b8 black knight · c8 black bishop · d8 black queen · f8 black rook · g8 black king · c7 black pawn · e7 black bishop · f7 black pawn · g7 black pawn · h7 black pawn · a6 black pawn · d6 black pawn · f6 black knight · b5 black pawn · e5 black pawn · e4 white pawn · b3 white bishop · c3 white pawn · f3 white knight · h3 white pawn · a2 white pawn · b2 white pawn · d2 white pawn · f2 white pawn · g2 white pawn · a1 white rook · b1 white knight · c1 white bishop · d1 white queen · e1 white rook · g1 white king | a8 black rook · b8 black knight · c8 black bishop · d8 black queen · f8 black rook · g8 black king · c7 black pawn · e7 black bishop · f7 black pawn · g7 black pawn · h7 black pawn · a6 black pawn · d6 black pawn · f6 black knight · b5 black pawn · e5 black pawn · e4 white pawn · b3 white bishop · c3 white pawn · f3 white knight · h3 white pawn · a2 white pawn · b2 white pawn · d2 white pawn · f2 white pawn · g2 white pawn · a1 white rook · b1 white knight · c1 white bishop · d1 white queen · e1 white rook · g1 white king | a8 black rook · b8 black knight · c8 black bishop · d8 black queen · f8 black rook · g8 black king · c7 black pawn · e7 black bishop · f7 black pawn · g7 black pawn · h7 black pawn · a6 black pawn · d6 black pawn · f6 black knight · b5 black pawn · e5 black pawn · e4 white pawn · b3 white bishop · c3 white pawn · f3 white knight · h3 white pawn · a2 white pawn · b2 white pawn · d2 white pawn · f2 white pawn · g2 white pawn · a1 white rook · b1 white knight · c1 white bishop · d1 white queen · e1 white rook · g1 white king | 1 |
|   | a | b | c | d | e | f | g | h |   |

Đây là phương án mà đã được Gyula Breyer đề xuất ngay từ năm 1911, tuy nhiên người ta đã không biết đến một ván đấu nào được ghi chép lại mà trong đó Breyer có áp dụng diễn biến này. Phương án Breyer đã không trở nên phổ biến cho đến những năm 1960 khi nó được sử dụng bởi Boris Spassky và một số kỳ thủ khác. Đặc biệt, Spassky đã thắng liên tiếp hai ván trước Mikhail Tal ở Tbilisi trong năm 1965, qua đó nâng cao đáng kể danh tiếng của mình. Ngày nay, phương án này là sự lựa chọn của nhiều kỳ thủ hàng đầu, khi Trắng sẽ không dễ để có thể chứng tỏ được lợi thế của mình.
Với 9...Mb8 Đen mở đường tiến cho Tốt c đồng thời có ý định chuyển Mã đến d7 để hỗ trợ ô e5. Nếu Trắng muốn củng cố trung tâm với 10.d3, ta có diễn biến được phân loại là C94 trong ECO. Phương án phổ biến hơn: 10.d4, là C95. Trong đó, diễn biến chính tiếp tục: 10.d4 Mbd7 11.Mbd2 Tb7 12.Tc2 Xe8 13.Mf1 Tf8. Lúc này Đen đe dọa ăn Tốt e4 qua...exd4 mở đường cho Xe hỗ trợ tấn công, do đó Trắng sẽ 14.Mg3. Đen nói chung thường 14...g6 để ngăn không cho Mã Trắng tiến đến ô f5. Sau đó Trắng cố gắng đổi hướng tấn công bên cánh Hậu với 15.a4, và Đen tìm cách phản công trong trung tâm qua nước 15...c5. Trắng có thể tấn công cả hai bên cánh Hậu hoặc Vua, lúc này họ giữ trung tâm với 16.d5. Đen thì có thể khai thác những vị trí yếu bên cánh Hậu qua việc chơi 16...c4. Trắng đổi lại thử cố gắng tấn công bên cánh bên kia qua 17.Tg5, chuyển thêm lực lượng sang cánh Vua. Đen sẽ đuổi Tượng với 17...h6, và 18.Te3 là nước chạy hợp lý, và Tượng sẽ gặp Mã Đen với 18...Mc5. Trắng chơi 19.Hd2, buộc 19...h5. Những sự điều động của Trắng đem lại kết quả là cánh Vua của Đen suy yếu.

#### Phương án Zaitsev: 9.h3 Tb7
|   | a | b | c | d | e | f | g | h |   |
| 8 | a8 black rook · d8 black queen · f8 black rook · g8 black king · b7 black bishop · c7 black pawn · e7 black bishop · f7 black pawn · g7 black pawn · h7 black pawn · a6 black pawn · c6 black knight · d6 black pawn · f6 black knight · b5 black pawn · e5 black pawn · e4 white pawn · b3 white bishop · c3 white pawn · f3 white knight · h3 white pawn · a2 white pawn · b2 white pawn · d2 white pawn · f2 white pawn · g2 white pawn · a1 white rook · b1 white knight · c1 white bishop · d1 white queen · e1 white rook · g1 white king | a8 black rook · d8 black queen · f8 black rook · g8 black king · b7 black bishop · c7 black pawn · e7 black bishop · f7 black pawn · g7 black pawn · h7 black pawn · a6 black pawn · c6 black knight · d6 black pawn · f6 black knight · b5 black pawn · e5 black pawn · e4 white pawn · b3 white bishop · c3 white pawn · f3 white knight · h3 white pawn · a2 white pawn · b2 white pawn · d2 white pawn · f2 white pawn · g2 white pawn · a1 white rook · b1 white knight · c1 white bishop · d1 white queen · e1 white rook · g1 white king | a8 black rook · d8 black queen · f8 black rook · g8 black king · b7 black bishop · c7 black pawn · e7 black bishop · f7 black pawn · g7 black pawn · h7 black pawn · a6 black pawn · c6 black knight · d6 black pawn · f6 black knight · b5 black pawn · e5 black pawn · e4 white pawn · b3 white bishop · c3 white pawn · f3 white knight · h3 white pawn · a2 white pawn · b2 white pawn · d2 white pawn · f2 white pawn · g2 white pawn · a1 white rook · b1 white knight · c1 white bishop · d1 white queen · e1 white rook · g1 white king | a8 black rook · d8 black queen · f8 black rook · g8 black king · b7 black bishop · c7 black pawn · e7 black bishop · f7 black pawn · g7 black pawn · h7 black pawn · a6 black pawn · c6 black knight · d6 black pawn · f6 black knight · b5 black pawn · e5 black pawn · e4 white pawn · b3 white bishop · c3 white pawn · f3 white knight · h3 white pawn · a2 white pawn · b2 white pawn · d2 white pawn · f2 white pawn · g2 white pawn · a1 white rook · b1 white knight · c1 white bishop · d1 white queen · e1 white rook · g1 white king | a8 black rook · d8 black queen · f8 black rook · g8 black king · b7 black bishop · c7 black pawn · e7 black bishop · f7 black pawn · g7 black pawn · h7 black pawn · a6 black pawn · c6 black knight · d6 black pawn · f6 black knight · b5 black pawn · e5 black pawn · e4 white pawn · b3 white bishop · c3 white pawn · f3 white knight · h3 white pawn · a2 white pawn · b2 white pawn · d2 white pawn · f2 white pawn · g2 white pawn · a1 white rook · b1 white knight · c1 white bishop · d1 white queen · e1 white rook · g1 white king | a8 black rook · d8 black queen · f8 black rook · g8 black king · b7 black bishop · c7 black pawn · e7 black bishop · f7 black pawn · g7 black pawn · h7 black pawn · a6 black pawn · c6 black knight · d6 black pawn · f6 black knight · b5 black pawn · e5 black pawn · e4 white pawn · b3 white bishop · c3 white pawn · f3 white knight · h3 white pawn · a2 white pawn · b2 white pawn · d2 white pawn · f2 white pawn · g2 white pawn · a1 white rook · b1 white knight · c1 white bishop · d1 white queen · e1 white rook · g1 white king | a8 black rook · d8 black queen · f8 black rook · g8 black king · b7 black bishop · c7 black pawn · e7 black bishop · f7 black pawn · g7 black pawn · h7 black pawn · a6 black pawn · c6 black knight · d6 black pawn · f6 black knight · b5 black pawn · e5 black pawn · e4 white pawn · b3 white bishop · c3 white pawn · f3 white knight · h3 white pawn · a2 white pawn · b2 white pawn · d2 white pawn · f2 white pawn · g2 white pawn · a1 white rook · b1 white knight · c1 white bishop · d1 white queen · e1 white rook · g1 white king | a8 black rook · d8 black queen · f8 black rook · g8 black king · b7 black bishop · c7 black pawn · e7 black bishop · f7 black pawn · g7 black pawn · h7 black pawn · a6 black pawn · c6 black knight · d6 black pawn · f6 black knight · b5 black pawn · e5 black pawn · e4 white pawn · b3 white bishop · c3 white pawn · f3 white knight · h3 white pawn · a2 white pawn · b2 white pawn · d2 white pawn · f2 white pawn · g2 white pawn · a1 white rook · b1 white knight · c1 white bishop · d1 white queen · e1 white rook · g1 white king | 8 |
| 7 | a8 black rook · d8 black queen · f8 black rook · g8 black king · b7 black bishop · c7 black pawn · e7 black bishop · f7 black pawn · g7 black pawn · h7 black pawn · a6 black pawn · c6 black knight · d6 black pawn · f6 black knight · b5 black pawn · e5 black pawn · e4 white pawn · b3 white bishop · c3 white pawn · f3 white knight · h3 white pawn · a2 white pawn · b2 white pawn · d2 white pawn · f2 white pawn · g2 white pawn · a1 white rook · b1 white knight · c1 white bishop · d1 white queen · e1 white rook · g1 white king | a8 black rook · d8 black queen · f8 black rook · g8 black king · b7 black bishop · c7 black pawn · e7 black bishop · f7 black pawn · g7 black pawn · h7 black pawn · a6 black pawn · c6 black knight · d6 black pawn · f6 black knight · b5 black pawn · e5 black pawn · e4 white pawn · b3 white bishop · c3 white pawn · f3 white knight · h3 white pawn · a2 white pawn · b2 white pawn · d2 white pawn · f2 white pawn · g2 white pawn · a1 white rook · b1 white knight · c1 white bishop · d1 white queen · e1 white rook · g1 white king | a8 black rook · d8 black queen · f8 black rook · g8 black king · b7 black bishop · c7 black pawn · e7 black bishop · f7 black pawn · g7 black pawn · h7 black pawn · a6 black pawn · c6 black knight · d6 black pawn · f6 black knight · b5 black pawn · e5 black pawn · e4 white pawn · b3 white bishop · c3 white pawn · f3 white knight · h3 white pawn · a2 white pawn · b2 white pawn · d2 white pawn · f2 white pawn · g2 white pawn · a1 white rook · b1 white knight · c1 white bishop · d1 white queen · e1 white rook · g1 white king | a8 black rook · d8 black queen · f8 black rook · g8 black king · b7 black bishop · c7 black pawn · e7 black bishop · f7 black pawn · g7 black pawn · h7 black pawn · a6 black pawn · c6 black knight · d6 black pawn · f6 black knight · b5 black pawn · e5 black pawn · e4 white pawn · b3 white bishop · c3 white pawn · f3 white knight · h3 white pawn · a2 white pawn · b2 white pawn · d2 white pawn · f2 white pawn · g2 white pawn · a1 white rook · b1 white knight · c1 white bishop · d1 white queen · e1 white rook · g1 white king | a8 black rook · d8 black queen · f8 black rook · g8 black king · b7 black bishop · c7 black pawn · e7 black bishop · f7 black pawn · g7 black pawn · h7 black pawn · a6 black pawn · c6 black knight · d6 black pawn · f6 black knight · b5 black pawn · e5 black pawn · e4 white pawn · b3 white bishop · c3 white pawn · f3 white knight · h3 white pawn · a2 white pawn · b2 white pawn · d2 white pawn · f2 white pawn · g2 white pawn · a1 white rook · b1 white knight · c1 white bishop · d1 white queen · e1 white rook · g1 white king | a8 black rook · d8 black queen · f8 black rook · g8 black king · b7 black bishop · c7 black pawn · e7 black bishop · f7 black pawn · g7 black pawn · h7 black pawn · a6 black pawn · c6 black knight · d6 black pawn · f6 black knight · b5 black pawn · e5 black pawn · e4 white pawn · b3 white bishop · c3 white pawn · f3 white knight · h3 white pawn · a2 white pawn · b2 white pawn · d2 white pawn · f2 white pawn · g2 white pawn · a1 white rook · b1 white knight · c1 white bishop · d1 white queen · e1 white rook · g1 white king | a8 black rook · d8 black queen · f8 black rook · g8 black king · b7 black bishop · c7 black pawn · e7 black bishop · f7 black pawn · g7 black pawn · h7 black pawn · a6 black pawn · c6 black knight · d6 black pawn · f6 black knight · b5 black pawn · e5 black pawn · e4 white pawn · b3 white bishop · c3 white pawn · f3 white knight · h3 white pawn · a2 white pawn · b2 white pawn · d2 white pawn · f2 white pawn · g2 white pawn · a1 white rook · b1 white knight · c1 white bishop · d1 white queen · e1 white rook · g1 white king | a8 black rook · d8 black queen · f8 black rook · g8 black king · b7 black bishop · c7 black pawn · e7 black bishop · f7 black pawn · g7 black pawn · h7 black pawn · a6 black pawn · c6 black knight · d6 black pawn · f6 black knight · b5 black pawn · e5 black pawn · e4 white pawn · b3 white bishop · c3 white pawn · f3 white knight · h3 white pawn · a2 white pawn · b2 white pawn · d2 white pawn · f2 white pawn · g2 white pawn · a1 white rook · b1 white knight · c1 white bishop · d1 white queen · e1 white rook · g1 white king | 7 |
| 6 | a8 black rook · d8 black queen · f8 black rook · g8 black king · b7 black bishop · c7 black pawn · e7 black bishop · f7 black pawn · g7 black pawn · h7 black pawn · a6 black pawn · c6 black knight · d6 black pawn · f6 black knight · b5 black pawn · e5 black pawn · e4 white pawn · b3 white bishop · c3 white pawn · f3 white knight · h3 white pawn · a2 white pawn · b2 white pawn · d2 white pawn · f2 white pawn · g2 white pawn · a1 white rook · b1 white knight · c1 white bishop · d1 white queen · e1 white rook · g1 white king | a8 black rook · d8 black queen · f8 black rook · g8 black king · b7 black bishop · c7 black pawn · e7 black bishop · f7 black pawn · g7 black pawn · h7 black pawn · a6 black pawn · c6 black knight · d6 black pawn · f6 black knight · b5 black pawn · e5 black pawn · e4 white pawn · b3 white bishop · c3 white pawn · f3 white knight · h3 white pawn · a2 white pawn · b2 white pawn · d2 white pawn · f2 white pawn · g2 white pawn · a1 white rook · b1 white knight · c1 white bishop · d1 white queen · e1 white rook · g1 white king | a8 black rook · d8 black queen · f8 black rook · g8 black king · b7 black bishop · c7 black pawn · e7 black bishop · f7 black pawn · g7 black pawn · h7 black pawn · a6 black pawn · c6 black knight · d6 black pawn · f6 black knight · b5 black pawn · e5 black pawn · e4 white pawn · b3 white bishop · c3 white pawn · f3 white knight · h3 white pawn · a2 white pawn · b2 white pawn · d2 white pawn · f2 white pawn · g2 white pawn · a1 white rook · b1 white knight · c1 white bishop · d1 white queen · e1 white rook · g1 white king | a8 black rook · d8 black queen · f8 black rook · g8 black king · b7 black bishop · c7 black pawn · e7 black bishop · f7 black pawn · g7 black pawn · h7 black pawn · a6 black pawn · c6 black knight · d6 black pawn · f6 black knight · b5 black pawn · e5 black pawn · e4 white pawn · b3 white bishop · c3 white pawn · f3 white knight · h3 white pawn · a2 white pawn · b2 white pawn · d2 white pawn · f2 white pawn · g2 white pawn · a1 white rook · b1 white knight · c1 white bishop · d1 white queen · e1 white rook · g1 white king | a8 black rook · d8 black queen · f8 black rook · g8 black king · b7 black bishop · c7 black pawn · e7 black bishop · f7 black pawn · g7 black pawn · h7 black pawn · a6 black pawn · c6 black knight · d6 black pawn · f6 black knight · b5 black pawn · e5 black pawn · e4 white pawn · b3 white bishop · c3 white pawn · f3 white knight · h3 white pawn · a2 white pawn · b2 white pawn · d2 white pawn · f2 white pawn · g2 white pawn · a1 white rook · b1 white knight · c1 white bishop · d1 white queen · e1 white rook · g1 white king | a8 black rook · d8 black queen · f8 black rook · g8 black king · b7 black bishop · c7 black pawn · e7 black bishop · f7 black pawn · g7 black pawn · h7 black pawn · a6 black pawn · c6 black knight · d6 black pawn · f6 black knight · b5 black pawn · e5 black pawn · e4 white pawn · b3 white bishop · c3 white pawn · f3 white knight · h3 white pawn · a2 white pawn · b2 white pawn · d2 white pawn · f2 white pawn · g2 white pawn · a1 white rook · b1 white knight · c1 white bishop · d1 white queen · e1 white rook · g1 white king | a8 black rook · d8 black queen · f8 black rook · g8 black king · b7 black bishop · c7 black pawn · e7 black bishop · f7 black pawn · g7 black pawn · h7 black pawn · a6 black pawn · c6 black knight · d6 black pawn · f6 black knight · b5 black pawn · e5 black pawn · e4 white pawn · b3 white bishop · c3 white pawn · f3 white knight · h3 white pawn · a2 white pawn · b2 white pawn · d2 white pawn · f2 white pawn · g2 white pawn · a1 white rook · b1 white knight · c1 white bishop · d1 white queen · e1 white rook · g1 white king | a8 black rook · d8 black queen · f8 black rook · g8 black king · b7 black bishop · c7 black pawn · e7 black bishop · f7 black pawn · g7 black pawn · h7 black pawn · a6 black pawn · c6 black knight · d6 black pawn · f6 black knight · b5 black pawn · e5 black pawn · e4 white pawn · b3 white bishop · c3 white pawn · f3 white knight · h3 white pawn · a2 white pawn · b2 white pawn · d2 white pawn · f2 white pawn · g2 white pawn · a1 white rook · b1 white knight · c1 white bishop · d1 white queen · e1 white rook · g1 white king | 6 |
| 5 | a8 black rook · d8 black queen · f8 black rook · g8 black king · b7 black bishop · c7 black pawn · e7 black bishop · f7 black pawn · g7 black pawn · h7 black pawn · a6 black pawn · c6 black knight · d6 black pawn · f6 black knight · b5 black pawn · e5 black pawn · e4 white pawn · b3 white bishop · c3 white pawn · f3 white knight · h3 white pawn · a2 white pawn · b2 white pawn · d2 white pawn · f2 white pawn · g2 white pawn · a1 white rook · b1 white knight · c1 white bishop · d1 white queen · e1 white rook · g1 white king | a8 black rook · d8 black queen · f8 black rook · g8 black king · b7 black bishop · c7 black pawn · e7 black bishop · f7 black pawn · g7 black pawn · h7 black pawn · a6 black pawn · c6 black knight · d6 black pawn · f6 black knight · b5 black pawn · e5 black pawn · e4 white pawn · b3 white bishop · c3 white pawn · f3 white knight · h3 white pawn · a2 white pawn · b2 white pawn · d2 white pawn · f2 white pawn · g2 white pawn · a1 white rook · b1 white knight · c1 white bishop · d1 white queen · e1 white rook · g1 white king | a8 black rook · d8 black queen · f8 black rook · g8 black king · b7 black bishop · c7 black pawn · e7 black bishop · f7 black pawn · g7 black pawn · h7 black pawn · a6 black pawn · c6 black knight · d6 black pawn · f6 black knight · b5 black pawn · e5 black pawn · e4 white pawn · b3 white bishop · c3 white pawn · f3 white knight · h3 white pawn · a2 white pawn · b2 white pawn · d2 white pawn · f2 white pawn · g2 white pawn · a1 white rook · b1 white knight · c1 white bishop · d1 white queen · e1 white rook · g1 white king | a8 black rook · d8 black queen · f8 black rook · g8 black king · b7 black bishop · c7 black pawn · e7 black bishop · f7 black pawn · g7 black pawn · h7 black pawn · a6 black pawn · c6 black knight · d6 black pawn · f6 black knight · b5 black pawn · e5 black pawn · e4 white pawn · b3 white bishop · c3 white pawn · f3 white knight · h3 white pawn · a2 white pawn · b2 white pawn · d2 white pawn · f2 white pawn · g2 white pawn · a1 white rook · b1 white knight · c1 white bishop · d1 white queen · e1 white rook · g1 white king | a8 black rook · d8 black queen · f8 black rook · g8 black king · b7 black bishop · c7 black pawn · e7 black bishop · f7 black pawn · g7 black pawn · h7 black pawn · a6 black pawn · c6 black knight · d6 black pawn · f6 black knight · b5 black pawn · e5 black pawn · e4 white pawn · b3 white bishop · c3 white pawn · f3 white knight · h3 white pawn · a2 white pawn · b2 white pawn · d2 white pawn · f2 white pawn · g2 white pawn · a1 white rook · b1 white knight · c1 white bishop · d1 white queen · e1 white rook · g1 white king | a8 black rook · d8 black queen · f8 black rook · g8 black king · b7 black bishop · c7 black pawn · e7 black bishop · f7 black pawn · g7 black pawn · h7 black pawn · a6 black pawn · c6 black knight · d6 black pawn · f6 black knight · b5 black pawn · e5 black pawn · e4 white pawn · b3 white bishop · c3 white pawn · f3 white knight · h3 white pawn · a2 white pawn · b2 white pawn · d2 white pawn · f2 white pawn · g2 white pawn · a1 white rook · b1 white knight · c1 white bishop · d1 white queen · e1 white rook · g1 white king | a8 black rook · d8 black queen · f8 black rook · g8 black king · b7 black bishop · c7 black pawn · e7 black bishop · f7 black pawn · g7 black pawn · h7 black pawn · a6 black pawn · c6 black knight · d6 black pawn · f6 black knight · b5 black pawn · e5 black pawn · e4 white pawn · b3 white bishop · c3 white pawn · f3 white knight · h3 white pawn · a2 white pawn · b2 white pawn · d2 white pawn · f2 white pawn · g2 white pawn · a1 white rook · b1 white knight · c1 white bishop · d1 white queen · e1 white rook · g1 white king | a8 black rook · d8 black queen · f8 black rook · g8 black king · b7 black bishop · c7 black pawn · e7 black bishop · f7 black pawn · g7 black pawn · h7 black pawn · a6 black pawn · c6 black knight · d6 black pawn · f6 black knight · b5 black pawn · e5 black pawn · e4 white pawn · b3 white bishop · c3 white pawn · f3 white knight · h3 white pawn · a2 white pawn · b2 white pawn · d2 white pawn · f2 white pawn · g2 white pawn · a1 white rook · b1 white knight · c1 white bishop · d1 white queen · e1 white rook · g1 white king | 5 |
| 4 | a8 black rook · d8 black queen · f8 black rook · g8 black king · b7 black bishop · c7 black pawn · e7 black bishop · f7 black pawn · g7 black pawn · h7 black pawn · a6 black pawn · c6 black knight · d6 black pawn · f6 black knight · b5 black pawn · e5 black pawn · e4 white pawn · b3 white bishop · c3 white pawn · f3 white knight · h3 white pawn · a2 white pawn · b2 white pawn · d2 white pawn · f2 white pawn · g2 white pawn · a1 white rook · b1 white knight · c1 white bishop · d1 white queen · e1 white rook · g1 white king | a8 black rook · d8 black queen · f8 black rook · g8 black king · b7 black bishop · c7 black pawn · e7 black bishop · f7 black pawn · g7 black pawn · h7 black pawn · a6 black pawn · c6 black knight · d6 black pawn · f6 black knight · b5 black pawn · e5 black pawn · e4 white pawn · b3 white bishop · c3 white pawn · f3 white knight · h3 white pawn · a2 white pawn · b2 white pawn · d2 white pawn · f2 white pawn · g2 white pawn · a1 white rook · b1 white knight · c1 white bishop · d1 white queen · e1 white rook · g1 white king | a8 black rook · d8 black queen · f8 black rook · g8 black king · b7 black bishop · c7 black pawn · e7 black bishop · f7 black pawn · g7 black pawn · h7 black pawn · a6 black pawn · c6 black knight · d6 black pawn · f6 black knight · b5 black pawn · e5 black pawn · e4 white pawn · b3 white bishop · c3 white pawn · f3 white knight · h3 white pawn · a2 white pawn · b2 white pawn · d2 white pawn · f2 white pawn · g2 white pawn · a1 white rook · b1 white knight · c1 white bishop · d1 white queen · e1 white rook · g1 white king | a8 black rook · d8 black queen · f8 black rook · g8 black king · b7 black bishop · c7 black pawn · e7 black bishop · f7 black pawn · g7 black pawn · h7 black pawn · a6 black pawn · c6 black knight · d6 black pawn · f6 black knight · b5 black pawn · e5 black pawn · e4 white pawn · b3 white bishop · c3 white pawn · f3 white knight · h3 white pawn · a2 white pawn · b2 white pawn · d2 white pawn · f2 white pawn · g2 white pawn · a1 white rook · b1 white knight · c1 white bishop · d1 white queen · e1 white rook · g1 white king | a8 black rook · d8 black queen · f8 black rook · g8 black king · b7 black bishop · c7 black pawn · e7 black bishop · f7 black pawn · g7 black pawn · h7 black pawn · a6 black pawn · c6 black knight · d6 black pawn · f6 black knight · b5 black pawn · e5 black pawn · e4 white pawn · b3 white bishop · c3 white pawn · f3 white knight · h3 white pawn · a2 white pawn · b2 white pawn · d2 white pawn · f2 white pawn · g2 white pawn · a1 white rook · b1 white knight · c1 white bishop · d1 white queen · e1 white rook · g1 white king | a8 black rook · d8 black queen · f8 black rook · g8 black king · b7 black bishop · c7 black pawn · e7 black bishop · f7 black pawn · g7 black pawn · h7 black pawn · a6 black pawn · c6 black knight · d6 black pawn · f6 black knight · b5 black pawn · e5 black pawn · e4 white pawn · b3 white bishop · c3 white pawn · f3 white knight · h3 white pawn · a2 white pawn · b2 white pawn · d2 white pawn · f2 white pawn · g2 white pawn · a1 white rook · b1 white knight · c1 white bishop · d1 white queen · e1 white rook · g1 white king | a8 black rook · d8 black queen · f8 black rook · g8 black king · b7 black bishop · c7 black pawn · e7 black bishop · f7 black pawn · g7 black pawn · h7 black pawn · a6 black pawn · c6 black knight · d6 black pawn · f6 black knight · b5 black pawn · e5 black pawn · e4 white pawn · b3 white bishop · c3 white pawn · f3 white knight · h3 white pawn · a2 white pawn · b2 white pawn · d2 white pawn · f2 white pawn · g2 white pawn · a1 white rook · b1 white knight · c1 white bishop · d1 white queen · e1 white rook · g1 white king | a8 black rook · d8 black queen · f8 black rook · g8 black king · b7 black bishop · c7 black pawn · e7 black bishop · f7 black pawn · g7 black pawn · h7 black pawn · a6 black pawn · c6 black knight · d6 black pawn · f6 black knight · b5 black pawn · e5 black pawn · e4 white pawn · b3 white bishop · c3 white pawn · f3 white knight · h3 white pawn · a2 white pawn · b2 white pawn · d2 white pawn · f2 white pawn · g2 white pawn · a1 white rook · b1 white knight · c1 white bishop · d1 white queen · e1 white rook · g1 white king | 4 |
| 3 | a8 black rook · d8 black queen · f8 black rook · g8 black king · b7 black bishop · c7 black pawn · e7 black bishop · f7 black pawn · g7 black pawn · h7 black pawn · a6 black pawn · c6 black knight · d6 black pawn · f6 black knight · b5 black pawn · e5 black pawn · e4 white pawn · b3 white bishop · c3 white pawn · f3 white knight · h3 white pawn · a2 white pawn · b2 white pawn · d2 white pawn · f2 white pawn · g2 white pawn · a1 white rook · b1 white knight · c1 white bishop · d1 white queen · e1 white rook · g1 white king | a8 black rook · d8 black queen · f8 black rook · g8 black king · b7 black bishop · c7 black pawn · e7 black bishop · f7 black pawn · g7 black pawn · h7 black pawn · a6 black pawn · c6 black knight · d6 black pawn · f6 black knight · b5 black pawn · e5 black pawn · e4 white pawn · b3 white bishop · c3 white pawn · f3 white knight · h3 white pawn · a2 white pawn · b2 white pawn · d2 white pawn · f2 white pawn · g2 white pawn · a1 white rook · b1 white knight · c1 white bishop · d1 white queen · e1 white rook · g1 white king | a8 black rook · d8 black queen · f8 black rook · g8 black king · b7 black bishop · c7 black pawn · e7 black bishop · f7 black pawn · g7 black pawn · h7 black pawn · a6 black pawn · c6 black knight · d6 black pawn · f6 black knight · b5 black pawn · e5 black pawn · e4 white pawn · b3 white bishop · c3 white pawn · f3 white knight · h3 white pawn · a2 white pawn · b2 white pawn · d2 white pawn · f2 white pawn · g2 white pawn · a1 white rook · b1 white knight · c1 white bishop · d1 white queen · e1 white rook · g1 white king | a8 black rook · d8 black queen · f8 black rook · g8 black king · b7 black bishop · c7 black pawn · e7 black bishop · f7 black pawn · g7 black pawn · h7 black pawn · a6 black pawn · c6 black knight · d6 black pawn · f6 black knight · b5 black pawn · e5 black pawn · e4 white pawn · b3 white bishop · c3 white pawn · f3 white knight · h3 white pawn · a2 white pawn · b2 white pawn · d2 white pawn · f2 white pawn · g2 white pawn · a1 white rook · b1 white knight · c1 white bishop · d1 white queen · e1 white rook · g1 white king | a8 black rook · d8 black queen · f8 black rook · g8 black king · b7 black bishop · c7 black pawn · e7 black bishop · f7 black pawn · g7 black pawn · h7 black pawn · a6 black pawn · c6 black knight · d6 black pawn · f6 black knight · b5 black pawn · e5 black pawn · e4 white pawn · b3 white bishop · c3 white pawn · f3 white knight · h3 white pawn · a2 white pawn · b2 white pawn · d2 white pawn · f2 white pawn · g2 white pawn · a1 white rook · b1 white knight · c1 white bishop · d1 white queen · e1 white rook · g1 white king | a8 black rook · d8 black queen · f8 black rook · g8 black king · b7 black bishop · c7 black pawn · e7 black bishop · f7 black pawn · g7 black pawn · h7 black pawn · a6 black pawn · c6 black knight · d6 black pawn · f6 black knight · b5 black pawn · e5 black pawn · e4 white pawn · b3 white bishop · c3 white pawn · f3 white knight · h3 white pawn · a2 white pawn · b2 white pawn · d2 white pawn · f2 white pawn · g2 white pawn · a1 white rook · b1 white knight · c1 white bishop · d1 white queen · e1 white rook · g1 white king | a8 black rook · d8 black queen · f8 black rook · g8 black king · b7 black bishop · c7 black pawn · e7 black bishop · f7 black pawn · g7 black pawn · h7 black pawn · a6 black pawn · c6 black knight · d6 black pawn · f6 black knight · b5 black pawn · e5 black pawn · e4 white pawn · b3 white bishop · c3 white pawn · f3 white knight · h3 white pawn · a2 white pawn · b2 white pawn · d2 white pawn · f2 white pawn · g2 white pawn · a1 white rook · b1 white knight · c1 white bishop · d1 white queen · e1 white rook · g1 white king | a8 black rook · d8 black queen · f8 black rook · g8 black king · b7 black bishop · c7 black pawn · e7 black bishop · f7 black pawn · g7 black pawn · h7 black pawn · a6 black pawn · c6 black knight · d6 black pawn · f6 black knight · b5 black pawn · e5 black pawn · e4 white pawn · b3 white bishop · c3 white pawn · f3 white knight · h3 white pawn · a2 white pawn · b2 white pawn · d2 white pawn · f2 white pawn · g2 white pawn · a1 white rook · b1 white knight · c1 white bishop · d1 white queen · e1 white rook · g1 white king | 3 |
| 2 | a8 black rook · d8 black queen · f8 black rook · g8 black king · b7 black bishop · c7 black pawn · e7 black bishop · f7 black pawn · g7 black pawn · h7 black pawn · a6 black pawn · c6 black knight · d6 black pawn · f6 black knight · b5 black pawn · e5 black pawn · e4 white pawn · b3 white bishop · c3 white pawn · f3 white knight · h3 white pawn · a2 white pawn · b2 white pawn · d2 white pawn · f2 white pawn · g2 white pawn · a1 white rook · b1 white knight · c1 white bishop · d1 white queen · e1 white rook · g1 white king | a8 black rook · d8 black queen · f8 black rook · g8 black king · b7 black bishop · c7 black pawn · e7 black bishop · f7 black pawn · g7 black pawn · h7 black pawn · a6 black pawn · c6 black knight · d6 black pawn · f6 black knight · b5 black pawn · e5 black pawn · e4 white pawn · b3 white bishop · c3 white pawn · f3 white knight · h3 white pawn · a2 white pawn · b2 white pawn · d2 white pawn · f2 white pawn · g2 white pawn · a1 white rook · b1 white knight · c1 white bishop · d1 white queen · e1 white rook · g1 white king | a8 black rook · d8 black queen · f8 black rook · g8 black king · b7 black bishop · c7 black pawn · e7 black bishop · f7 black pawn · g7 black pawn · h7 black pawn · a6 black pawn · c6 black knight · d6 black pawn · f6 black knight · b5 black pawn · e5 black pawn · e4 white pawn · b3 white bishop · c3 white pawn · f3 white knight · h3 white pawn · a2 white pawn · b2 white pawn · d2 white pawn · f2 white pawn · g2 white pawn · a1 white rook · b1 white knight · c1 white bishop · d1 white queen · e1 white rook · g1 white king | a8 black rook · d8 black queen · f8 black rook · g8 black king · b7 black bishop · c7 black pawn · e7 black bishop · f7 black pawn · g7 black pawn · h7 black pawn · a6 black pawn · c6 black knight · d6 black pawn · f6 black knight · b5 black pawn · e5 black pawn · e4 white pawn · b3 white bishop · c3 white pawn · f3 white knight · h3 white pawn · a2 white pawn · b2 white pawn · d2 white pawn · f2 white pawn · g2 white pawn · a1 white rook · b1 white knight · c1 white bishop · d1 white queen · e1 white rook · g1 white king | a8 black rook · d8 black queen · f8 black rook · g8 black king · b7 black bishop · c7 black pawn · e7 black bishop · f7 black pawn · g7 black pawn · h7 black pawn · a6 black pawn · c6 black knight · d6 black pawn · f6 black knight · b5 black pawn · e5 black pawn · e4 white pawn · b3 white bishop · c3 white pawn · f3 white knight · h3 white pawn · a2 white pawn · b2 white pawn · d2 white pawn · f2 white pawn · g2 white pawn · a1 white rook · b1 white knight · c1 white bishop · d1 white queen · e1 white rook · g1 white king | a8 black rook · d8 black queen · f8 black rook · g8 black king · b7 black bishop · c7 black pawn · e7 black bishop · f7 black pawn · g7 black pawn · h7 black pawn · a6 black pawn · c6 black knight · d6 black pawn · f6 black knight · b5 black pawn · e5 black pawn · e4 white pawn · b3 white bishop · c3 white pawn · f3 white knight · h3 white pawn · a2 white pawn · b2 white pawn · d2 white pawn · f2 white pawn · g2 white pawn · a1 white rook · b1 white knight · c1 white bishop · d1 white queen · e1 white rook · g1 white king | a8 black rook · d8 black queen · f8 black rook · g8 black king · b7 black bishop · c7 black pawn · e7 black bishop · f7 black pawn · g7 black pawn · h7 black pawn · a6 black pawn · c6 black knight · d6 black pawn · f6 black knight · b5 black pawn · e5 black pawn · e4 white pawn · b3 white bishop · c3 white pawn · f3 white knight · h3 white pawn · a2 white pawn · b2 white pawn · d2 white pawn · f2 white pawn · g2 white pawn · a1 white rook · b1 white knight · c1 white bishop · d1 white queen · e1 white rook · g1 white king | a8 black rook · d8 black queen · f8 black rook · g8 black king · b7 black bishop · c7 black pawn · e7 black bishop · f7 black pawn · g7 black pawn · h7 black pawn · a6 black pawn · c6 black knight · d6 black pawn · f6 black knight · b5 black pawn · e5 black pawn · e4 white pawn · b3 white bishop · c3 white pawn · f3 white knight · h3 white pawn · a2 white pawn · b2 white pawn · d2 white pawn · f2 white pawn · g2 white pawn · a1 white rook · b1 white knight · c1 white bishop · d1 white queen · e1 white rook · g1 white king | 2 |
| 1 | a8 black rook · d8 black queen · f8 black rook · g8 black king · b7 black bishop · c7 black pawn · e7 black bishop · f7 black pawn · g7 black pawn · h7 black pawn · a6 black pawn · c6 black knight · d6 black pawn · f6 black knight · b5 black pawn · e5 black pawn · e4 white pawn · b3 white bishop · c3 white pawn · f3 white knight · h3 white pawn · a2 white pawn · b2 white pawn · d2 white pawn · f2 white pawn · g2 white pawn · a1 white rook · b1 white knight · c1 white bishop · d1 white queen · e1 white rook · g1 white king | a8 black rook · d8 black queen · f8 black rook · g8 black king · b7 black bishop · c7 black pawn · e7 black bishop · f7 black pawn · g7 black pawn · h7 black pawn · a6 black pawn · c6 black knight · d6 black pawn · f6 black knight · b5 black pawn · e5 black pawn · e4 white pawn · b3 white bishop · c3 white pawn · f3 white knight · h3 white pawn · a2 white pawn · b2 white pawn · d2 white pawn · f2 white pawn · g2 white pawn · a1 white rook · b1 white knight · c1 white bishop · d1 white queen · e1 white rook · g1 white king | a8 black rook · d8 black queen · f8 black rook · g8 black king · b7 black bishop · c7 black pawn · e7 black bishop · f7 black pawn · g7 black pawn · h7 black pawn · a6 black pawn · c6 black knight · d6 black pawn · f6 black knight · b5 black pawn · e5 black pawn · e4 white pawn · b3 white bishop · c3 white pawn · f3 white knight · h3 white pawn · a2 white pawn · b2 white pawn · d2 white pawn · f2 white pawn · g2 white pawn · a1 white rook · b1 white knight · c1 white bishop · d1 white queen · e1 white rook · g1 white king | a8 black rook · d8 black queen · f8 black rook · g8 black king · b7 black bishop · c7 black pawn · e7 black bishop · f7 black pawn · g7 black pawn · h7 black pawn · a6 black pawn · c6 black knight · d6 black pawn · f6 black knight · b5 black pawn · e5 black pawn · e4 white pawn · b3 white bishop · c3 white pawn · f3 white knight · h3 white pawn · a2 white pawn · b2 white pawn · d2 white pawn · f2 white pawn · g2 white pawn · a1 white rook · b1 white knight · c1 white bishop · d1 white queen · e1 white rook · g1 white king | a8 black rook · d8 black queen · f8 black rook · g8 black king · b7 black bishop · c7 black pawn · e7 black bishop · f7 black pawn · g7 black pawn · h7 black pawn · a6 black pawn · c6 black knight · d6 black pawn · f6 black knight · b5 black pawn · e5 black pawn · e4 white pawn · b3 white bishop · c3 white pawn · f3 white knight · h3 white pawn · a2 white pawn · b2 white pawn · d2 white pawn · f2 white pawn · g2 white pawn · a1 white rook · b1 white knight · c1 white bishop · d1 white queen · e1 white rook · g1 white king | a8 black rook · d8 black queen · f8 black rook · g8 black king · b7 black bishop · c7 black pawn · e7 black bishop · f7 black pawn · g7 black pawn · h7 black pawn · a6 black pawn · c6 black knight · d6 black pawn · f6 black knight · b5 black pawn · e5 black pawn · e4 white pawn · b3 white bishop · c3 white pawn · f3 white knight · h3 white pawn · a2 white pawn · b2 white pawn · d2 white pawn · f2 white pawn · g2 white pawn · a1 white rook · b1 white knight · c1 white bishop · d1 white queen · e1 white rook · g1 white king | a8 black rook · d8 black queen · f8 black rook · g8 black king · b7 black bishop · c7 black pawn · e7 black bishop · f7 black pawn · g7 black pawn · h7 black pawn · a6 black pawn · c6 black knight · d6 black pawn · f6 black knight · b5 black pawn · e5 black pawn · e4 white pawn · b3 white bishop · c3 white pawn · f3 white knight · h3 white pawn · a2 white pawn · b2 white pawn · d2 white pawn · f2 white pawn · g2 white pawn · a1 white rook · b1 white knight · c1 white bishop · d1 white queen · e1 white rook · g1 white king | a8 black rook · d8 black queen · f8 black rook · g8 black king · b7 black bishop · c7 black pawn · e7 black bishop · f7 black pawn · g7 black pawn · h7 black pawn · a6 black pawn · c6 black knight · d6 black pawn · f6 black knight · b5 black pawn · e5 black pawn · e4 white pawn · b3 white bishop · c3 white pawn · f3 white knight · h3 white pawn · a2 white pawn · b2 white pawn · d2 white pawn · f2 white pawn · g2 white pawn · a1 white rook · b1 white knight · c1 white bishop · d1 white queen · e1 white rook · g1 white king | 1 |
|   | a | b | c | d | e | f | g | h |   |

Phương án Zaitsev (cũng được gọi là Phương án Flohr–Zaitsev) được vận động bởi Igor Zaitsev, một trong những huấn luyện viên của Anatoly Karpov trong nhiều năm. Đây là phương án ưa thích của Karpov, và nó đến nay vẫn duy trì là một trong những diễn biến quan trọng nhất của Ruy Lopez. Với 9...Tb7 Đen chuẩn bị tăng cường áp lực lên e4 sau khi 10.d4 Xe8 11.Mbd2 Tf8, tình thế lúc này trở nên rất nét và đầy tính chiến thuật. Trở lại nước 10...Xe8, Trắng có thể buộc Đen phải chọn cách phòng thủ khác hoặc đồng ý hòa bởi lặp lại một thế cờ ba lần liên tiếp với 11.Mg5 Xf8 12.Mf3.

#### Phương án Karpov: 9.h3 Md7
Anatoly Karpov đã thử 9...Md7 vài lần trong trận chung kết giải vô địch cờ vua thế giới 1990, nhưng Garry Kasparov đã có được lợi thế đáng kể trước cách chơi này trong ván thứ 18. Phương án này là chắc chắn nhưng hơi thụ động. 9...Md7 dễ gây nhầm lẫn và cũng được gọi là Phương án Chigorin, dẫn đến có hai diễn biến trong Ruy Lopez có cùng tên, nhưng 9...Ma5 là nước phổ biến hơn liên quan tới Mikhail Chigorin. Ngoài ra nó cũng còn được biết đến với tên Phương án Keres, theo tên của cựu vô địch thế giới Paul Keres.

#### Phương án Kholmov: 9.h3 Te6
Phương án này phổ biến trong thập niên 80 của thế kỷ trước nhưng ngày nay ít khi được dùng. Diễn biến chính của nó là 10.d4 Txb3 11.axb3 (11.Hxb3 cũng là một sự lựa chọn) exd4 12.cxd4 d5 13.e5 Me4 14.Mc3 f5 15.exf6 Txf6 16.Mxe4 dxe4 17.Xxe4 Hd5 18.Xg4. Lúc này quân Tốt hơn của Trắng có giá trị hơn là việc Đen có vị trí các quân hài hòa và tích cực.

#### Phương án Smyslov: 9.h3 h6
Phương án Smyslov (ECO 93) là một kế hoạch tương tự như Phương án Zaitsev. Với 9...h6 Đen chuẩn bị chơi 10...Xe8 và 11...Tf8 mà không sợ 10.Mg5. Việc mất thêm một nước với 9...h6 giúp Trắng có đủ thời gian để chuyển Mã cơ động Mbd2–f1–g3, và nước này cũng khiến cánh Vua của Đen suy yếu. Phương án Zaitsev có thể được xem là một cách thức cải tiến cho Phương án Smyslov trong đó Đen giữ "temp" khi không chơi...h6.
Trong trận đấu nổi tiếng năm 1997, Kasparov đã sử dụng Phương án Smyslov và thất bại trong ván thứ hai đối đầu với Deep Blue. Svetozar Gligorić có lẽ là người chơi phương án này nhiều nhất.

#### Phương án Smyslov: 9.h3 Hd7
9...Hd7 cũng là một phương án khác được đặt theo tên Vasily Smyslov.

## Những phương án phòng thủ khác 3...a6 của Đen
Trong những phương án này, thì Phòng thủ Berlin và Phòng thủ Schliemann là phổ biến nhất hiện nay, tiếp đến là Phòng thủ cổ điển.
- 3...Mge7 (Phòng thủ Cozio)
- 3...g6 (Phòng thủ Smyslov)
- 3...Md4 (Phòng thủ Bird)
- 3...d6 (Phòng thủ Steinitz)
- 3...f5!? (Phòng thủ Schliemann)
- 3...Tc5 (Phòng thủ cổ điển hay Phòng thủ Cordel)
- 3...Mf6 (Phòng thủ Berlin)

### Phòng thủ Cozio: 3...Mge7
Phòng thủ Cozio (một phần của ECO 60) là một sự lựa chọn lỗi thời, và là nước thứ ba ít phổ biến nhất của Đen. Dù cho Bent Larsen thỉnh thoảng sử dụng nó thành công, đây vẫn là một trong những phương án ít được khám phá nhất của Ruy Lopez.

### Phòng thủ Smyslov: 3...g6
Phương án này có rất nhiều tên gọi: Phòng thủ Smyslov , Phòng thủ Fianchetto, Phòng thủ Barnes, Phòng thủ Pillsbury (một phần của ECO C60). 3...g6, một thế trận yên tĩnh, thi thoảng được sử dụng bởi Vasily Smyslov và Boris Spassky, trở nên phổ biến vào thập niên 1980 khi nó cho thấy diễn biến 4.c3 a6! giúp Đen có được một ván đấu tốt.
Tuy nhiên sau đó đã khám phá ra 4.d4 exd4 5.Tg5 đem lại cho Trắng lợi thế, và do vậy đến nay phương án này ít còn được dùng. Một sự lựa chọn gambit thú vị 4.d4 exd4 5.c3 cũng đã được đề xuất bởi Alexander Khalifman, dù vậy các kết quả diễn biến vẫn chưa được thử nghiệm rộng rãi.

### Phòng thủ Bird: 3...Md4
Phòng thủ Bird (ECO C61), 3...Md4, là một phương án không phổ biến trong thực tiễn hiện đại. Nếu chơi cẩn thận Trắng sẽ có được lợi thế.
Phương án này từng được công bố vào năm 1843 trong tác phẩm Handbuch des Schachspiels của Paul Rudolf von Bilguer và sau đó đến cuối thế kỷ 19 nó đã được khám phá thêm bởi Henry Bird. Bird đã chơi phương án này ít nhất 25 lần khi cầm quân Đen, tỉ số là +9 =3 −13 (thắng 9, hòa 3 và thua 13). Phòng thủ Bird về sau cũng từng được sử dụng vài lần trong các giải thi đấu bởi Siegbert Tarrasch, Boris Spassky, và Alexander Khalifman. Mặc dù thi thoảng có thể chứng kiến những vũ khí bất ngờ trong phương án này, không có kỳ thủ mạnh nào sau Bird sử dụng nó thường xuyên. Magnus Carlsen đã từng áp dụng nó trong Olympiad cờ vua lần thứ 41 diễn ra năm 2014 và thua trước Ivan Šarić.

### Phòng thủ Steinitz: 3...d6
Phương án này còn được gọi là Phòng thủ Steinitz cổ (ECO C62), 3...d6, chắc chắn nhưng bị động và tù túng. Mặc dù được ưa thích bởi nhà vô địch thế giới đầu tiên Wilhelm Steinitz, và cũng thường được dùng bởi những chuyên gia phòng thủ - nhà vô địch thế giới Emanuel Lasker, José Raúl Capablanca, và thi thoảng là Vasily Smyslov, đa phần nó đã bị bỏ rơi kể từ sau thế chiến thứ nhất, khi mà sự thụ động cố hữu của nó đã thúc đẩy một cuộc tìm kiếm những phương án khác tích cực hơn. Trắng có thể buộc Đen nhượng lại ô trung tâm mạnh e5 (xem Bẫy Tarrasch), cũng khá đáng chú ý nhưng không đến mức nghiêm trọng.
Biến thể chậm của Phòng thủ Stenitz (3...a6 4.Ta4 d6) tạo cho Đen một thế trận tự do hơn và phương án này phổ biến hơn.

### Phòng thủ Schliemann: 3...f5
Phòng thủ Schliemann hay Gambit Schliemann–Jaenisch (ECO C63), 3...f5!?, một diễn biến sắc nét trong đó Đen có ý định tấn công bên cánh Vua, và thường sẽ thí một hoặc hai Tốt. Mặc dù nhiều người nhận định phương án này là không rõ ràng, nó đôi khi vẫn được sử dụng bởi các kỳ thủ hàng đầu như là một thứ vũ khí đem lại bất ngờ. Phòng thủ Schliemann được biết đến lần đầu bởi Carl Jaenisch vào năm 1847 và do đó thi thoảng nó cũng được mang tên ông. Dù vậy sau đó nó được đặt theo tên của Adolf Karl Wilhelm Schliemann (1817–72), một luật sư người Đức, thực ra diễn biến mà Schliemann từng chơi trong khoảng thập niên 1860 là một phương án gambit trong Phòng thủ Cordel (3...Tc5 4.c3 f5). Câu trả lời phổ biến nhất của Trắng cho nước 3...f5!? là 4.d3 hoặc 4.Mc3, diễn biến sau 4.Mc3: 4.Mc3 fxe4 5.Mxe4 d5, với một thế trận phức tạp sau đó, hoặc nếu Đen 5...Mf6 thường sẽ dẫn đến thế trận bình ổn hơn.

### Phòng thủ cổ điển: 3...Tc5
Phương án này còn được gọi là Phòng thủ Cordel (ECO C64), 3...Tc5, có khả năng đây là biến cổ nhất của Ruy Lopez, và từng thi thoảng được chơi bởi Boris Spassky và Boris Gulko. Trắng thường đáp trả với nước phổ biến nhất 4.c3, khi đó Đen sẽ có thể lựa chọn phương án 4...f5, Gambit Cordel, dẫn đến thế trận sắc nét, nước tiếp theo mạnh nhất cho Trắng là 5.d4. Thay vì 4...f5, Đen cũng có thể chọn phương án chắc chắn hơn 4...Mf6, tiếp đến là 5.0-0 0-0 6.d4 Tb6 dẫn đến Phương án Benelux. Sự lựa chọn thay thế chủ yếu của Trắng cho nước 4.c3 là 4.0-0, khi đó Đen có thể chuyển về Phòng thủ Berlin với 4...Mf6, hoặc 4...Md4 cũng không quá tệ cho Đen
Một phương án thay thế khác cho Trắng là fork trick: 4.Mxe5. Có một vài ván đã từng trải qua diễn biến này, nhưng không có những bác bỏ rõ ràng cho Đen khi chơi nó. Cái tên xuất phát từ việc nếu Đen ăn Mã 4...Mxe5 Trắng sẽ 5.d4, chĩa (fork) đôi hai quân của Đen.

### Phòng thủ Berlin: 3...Mf6
|   | a | b | c | d | e | f | g | h |   |
| 8 | a8 black rook · c8 black bishop · d8 black queen · e8 black king · f8 black bishop · h8 black rook · a7 black pawn · b7 black pawn · c7 black pawn · d7 black pawn · f7 black pawn · g7 black pawn · h7 black pawn · c6 black knight · f6 black knight · b5 white bishop · e5 black pawn · e4 white pawn · f3 white knight · a2 white pawn · b2 white pawn · c2 white pawn · d2 white pawn · f2 white pawn · g2 white pawn · h2 white pawn · a1 white rook · b1 white knight · c1 white bishop · d1 white queen · e1 white king · h1 white rook | a8 black rook · c8 black bishop · d8 black queen · e8 black king · f8 black bishop · h8 black rook · a7 black pawn · b7 black pawn · c7 black pawn · d7 black pawn · f7 black pawn · g7 black pawn · h7 black pawn · c6 black knight · f6 black knight · b5 white bishop · e5 black pawn · e4 white pawn · f3 white knight · a2 white pawn · b2 white pawn · c2 white pawn · d2 white pawn · f2 white pawn · g2 white pawn · h2 white pawn · a1 white rook · b1 white knight · c1 white bishop · d1 white queen · e1 white king · h1 white rook | a8 black rook · c8 black bishop · d8 black queen · e8 black king · f8 black bishop · h8 black rook · a7 black pawn · b7 black pawn · c7 black pawn · d7 black pawn · f7 black pawn · g7 black pawn · h7 black pawn · c6 black knight · f6 black knight · b5 white bishop · e5 black pawn · e4 white pawn · f3 white knight · a2 white pawn · b2 white pawn · c2 white pawn · d2 white pawn · f2 white pawn · g2 white pawn · h2 white pawn · a1 white rook · b1 white knight · c1 white bishop · d1 white queen · e1 white king · h1 white rook | a8 black rook · c8 black bishop · d8 black queen · e8 black king · f8 black bishop · h8 black rook · a7 black pawn · b7 black pawn · c7 black pawn · d7 black pawn · f7 black pawn · g7 black pawn · h7 black pawn · c6 black knight · f6 black knight · b5 white bishop · e5 black pawn · e4 white pawn · f3 white knight · a2 white pawn · b2 white pawn · c2 white pawn · d2 white pawn · f2 white pawn · g2 white pawn · h2 white pawn · a1 white rook · b1 white knight · c1 white bishop · d1 white queen · e1 white king · h1 white rook | a8 black rook · c8 black bishop · d8 black queen · e8 black king · f8 black bishop · h8 black rook · a7 black pawn · b7 black pawn · c7 black pawn · d7 black pawn · f7 black pawn · g7 black pawn · h7 black pawn · c6 black knight · f6 black knight · b5 white bishop · e5 black pawn · e4 white pawn · f3 white knight · a2 white pawn · b2 white pawn · c2 white pawn · d2 white pawn · f2 white pawn · g2 white pawn · h2 white pawn · a1 white rook · b1 white knight · c1 white bishop · d1 white queen · e1 white king · h1 white rook | a8 black rook · c8 black bishop · d8 black queen · e8 black king · f8 black bishop · h8 black rook · a7 black pawn · b7 black pawn · c7 black pawn · d7 black pawn · f7 black pawn · g7 black pawn · h7 black pawn · c6 black knight · f6 black knight · b5 white bishop · e5 black pawn · e4 white pawn · f3 white knight · a2 white pawn · b2 white pawn · c2 white pawn · d2 white pawn · f2 white pawn · g2 white pawn · h2 white pawn · a1 white rook · b1 white knight · c1 white bishop · d1 white queen · e1 white king · h1 white rook | a8 black rook · c8 black bishop · d8 black queen · e8 black king · f8 black bishop · h8 black rook · a7 black pawn · b7 black pawn · c7 black pawn · d7 black pawn · f7 black pawn · g7 black pawn · h7 black pawn · c6 black knight · f6 black knight · b5 white bishop · e5 black pawn · e4 white pawn · f3 white knight · a2 white pawn · b2 white pawn · c2 white pawn · d2 white pawn · f2 white pawn · g2 white pawn · h2 white pawn · a1 white rook · b1 white knight · c1 white bishop · d1 white queen · e1 white king · h1 white rook | a8 black rook · c8 black bishop · d8 black queen · e8 black king · f8 black bishop · h8 black rook · a7 black pawn · b7 black pawn · c7 black pawn · d7 black pawn · f7 black pawn · g7 black pawn · h7 black pawn · c6 black knight · f6 black knight · b5 white bishop · e5 black pawn · e4 white pawn · f3 white knight · a2 white pawn · b2 white pawn · c2 white pawn · d2 white pawn · f2 white pawn · g2 white pawn · h2 white pawn · a1 white rook · b1 white knight · c1 white bishop · d1 white queen · e1 white king · h1 white rook | 8 |
| 7 | a8 black rook · c8 black bishop · d8 black queen · e8 black king · f8 black bishop · h8 black rook · a7 black pawn · b7 black pawn · c7 black pawn · d7 black pawn · f7 black pawn · g7 black pawn · h7 black pawn · c6 black knight · f6 black knight · b5 white bishop · e5 black pawn · e4 white pawn · f3 white knight · a2 white pawn · b2 white pawn · c2 white pawn · d2 white pawn · f2 white pawn · g2 white pawn · h2 white pawn · a1 white rook · b1 white knight · c1 white bishop · d1 white queen · e1 white king · h1 white rook | a8 black rook · c8 black bishop · d8 black queen · e8 black king · f8 black bishop · h8 black rook · a7 black pawn · b7 black pawn · c7 black pawn · d7 black pawn · f7 black pawn · g7 black pawn · h7 black pawn · c6 black knight · f6 black knight · b5 white bishop · e5 black pawn · e4 white pawn · f3 white knight · a2 white pawn · b2 white pawn · c2 white pawn · d2 white pawn · f2 white pawn · g2 white pawn · h2 white pawn · a1 white rook · b1 white knight · c1 white bishop · d1 white queen · e1 white king · h1 white rook | a8 black rook · c8 black bishop · d8 black queen · e8 black king · f8 black bishop · h8 black rook · a7 black pawn · b7 black pawn · c7 black pawn · d7 black pawn · f7 black pawn · g7 black pawn · h7 black pawn · c6 black knight · f6 black knight · b5 white bishop · e5 black pawn · e4 white pawn · f3 white knight · a2 white pawn · b2 white pawn · c2 white pawn · d2 white pawn · f2 white pawn · g2 white pawn · h2 white pawn · a1 white rook · b1 white knight · c1 white bishop · d1 white queen · e1 white king · h1 white rook | a8 black rook · c8 black bishop · d8 black queen · e8 black king · f8 black bishop · h8 black rook · a7 black pawn · b7 black pawn · c7 black pawn · d7 black pawn · f7 black pawn · g7 black pawn · h7 black pawn · c6 black knight · f6 black knight · b5 white bishop · e5 black pawn · e4 white pawn · f3 white knight · a2 white pawn · b2 white pawn · c2 white pawn · d2 white pawn · f2 white pawn · g2 white pawn · h2 white pawn · a1 white rook · b1 white knight · c1 white bishop · d1 white queen · e1 white king · h1 white rook | a8 black rook · c8 black bishop · d8 black queen · e8 black king · f8 black bishop · h8 black rook · a7 black pawn · b7 black pawn · c7 black pawn · d7 black pawn · f7 black pawn · g7 black pawn · h7 black pawn · c6 black knight · f6 black knight · b5 white bishop · e5 black pawn · e4 white pawn · f3 white knight · a2 white pawn · b2 white pawn · c2 white pawn · d2 white pawn · f2 white pawn · g2 white pawn · h2 white pawn · a1 white rook · b1 white knight · c1 white bishop · d1 white queen · e1 white king · h1 white rook | a8 black rook · c8 black bishop · d8 black queen · e8 black king · f8 black bishop · h8 black rook · a7 black pawn · b7 black pawn · c7 black pawn · d7 black pawn · f7 black pawn · g7 black pawn · h7 black pawn · c6 black knight · f6 black knight · b5 white bishop · e5 black pawn · e4 white pawn · f3 white knight · a2 white pawn · b2 white pawn · c2 white pawn · d2 white pawn · f2 white pawn · g2 white pawn · h2 white pawn · a1 white rook · b1 white knight · c1 white bishop · d1 white queen · e1 white king · h1 white rook | a8 black rook · c8 black bishop · d8 black queen · e8 black king · f8 black bishop · h8 black rook · a7 black pawn · b7 black pawn · c7 black pawn · d7 black pawn · f7 black pawn · g7 black pawn · h7 black pawn · c6 black knight · f6 black knight · b5 white bishop · e5 black pawn · e4 white pawn · f3 white knight · a2 white pawn · b2 white pawn · c2 white pawn · d2 white pawn · f2 white pawn · g2 white pawn · h2 white pawn · a1 white rook · b1 white knight · c1 white bishop · d1 white queen · e1 white king · h1 white rook | a8 black rook · c8 black bishop · d8 black queen · e8 black king · f8 black bishop · h8 black rook · a7 black pawn · b7 black pawn · c7 black pawn · d7 black pawn · f7 black pawn · g7 black pawn · h7 black pawn · c6 black knight · f6 black knight · b5 white bishop · e5 black pawn · e4 white pawn · f3 white knight · a2 white pawn · b2 white pawn · c2 white pawn · d2 white pawn · f2 white pawn · g2 white pawn · h2 white pawn · a1 white rook · b1 white knight · c1 white bishop · d1 white queen · e1 white king · h1 white rook | 7 |
| 6 | a8 black rook · c8 black bishop · d8 black queen · e8 black king · f8 black bishop · h8 black rook · a7 black pawn · b7 black pawn · c7 black pawn · d7 black pawn · f7 black pawn · g7 black pawn · h7 black pawn · c6 black knight · f6 black knight · b5 white bishop · e5 black pawn · e4 white pawn · f3 white knight · a2 white pawn · b2 white pawn · c2 white pawn · d2 white pawn · f2 white pawn · g2 white pawn · h2 white pawn · a1 white rook · b1 white knight · c1 white bishop · d1 white queen · e1 white king · h1 white rook | a8 black rook · c8 black bishop · d8 black queen · e8 black king · f8 black bishop · h8 black rook · a7 black pawn · b7 black pawn · c7 black pawn · d7 black pawn · f7 black pawn · g7 black pawn · h7 black pawn · c6 black knight · f6 black knight · b5 white bishop · e5 black pawn · e4 white pawn · f3 white knight · a2 white pawn · b2 white pawn · c2 white pawn · d2 white pawn · f2 white pawn · g2 white pawn · h2 white pawn · a1 white rook · b1 white knight · c1 white bishop · d1 white queen · e1 white king · h1 white rook | a8 black rook · c8 black bishop · d8 black queen · e8 black king · f8 black bishop · h8 black rook · a7 black pawn · b7 black pawn · c7 black pawn · d7 black pawn · f7 black pawn · g7 black pawn · h7 black pawn · c6 black knight · f6 black knight · b5 white bishop · e5 black pawn · e4 white pawn · f3 white knight · a2 white pawn · b2 white pawn · c2 white pawn · d2 white pawn · f2 white pawn · g2 white pawn · h2 white pawn · a1 white rook · b1 white knight · c1 white bishop · d1 white queen · e1 white king · h1 white rook | a8 black rook · c8 black bishop · d8 black queen · e8 black king · f8 black bishop · h8 black rook · a7 black pawn · b7 black pawn · c7 black pawn · d7 black pawn · f7 black pawn · g7 black pawn · h7 black pawn · c6 black knight · f6 black knight · b5 white bishop · e5 black pawn · e4 white pawn · f3 white knight · a2 white pawn · b2 white pawn · c2 white pawn · d2 white pawn · f2 white pawn · g2 white pawn · h2 white pawn · a1 white rook · b1 white knight · c1 white bishop · d1 white queen · e1 white king · h1 white rook | a8 black rook · c8 black bishop · d8 black queen · e8 black king · f8 black bishop · h8 black rook · a7 black pawn · b7 black pawn · c7 black pawn · d7 black pawn · f7 black pawn · g7 black pawn · h7 black pawn · c6 black knight · f6 black knight · b5 white bishop · e5 black pawn · e4 white pawn · f3 white knight · a2 white pawn · b2 white pawn · c2 white pawn · d2 white pawn · f2 white pawn · g2 white pawn · h2 white pawn · a1 white rook · b1 white knight · c1 white bishop · d1 white queen · e1 white king · h1 white rook | a8 black rook · c8 black bishop · d8 black queen · e8 black king · f8 black bishop · h8 black rook · a7 black pawn · b7 black pawn · c7 black pawn · d7 black pawn · f7 black pawn · g7 black pawn · h7 black pawn · c6 black knight · f6 black knight · b5 white bishop · e5 black pawn · e4 white pawn · f3 white knight · a2 white pawn · b2 white pawn · c2 white pawn · d2 white pawn · f2 white pawn · g2 white pawn · h2 white pawn · a1 white rook · b1 white knight · c1 white bishop · d1 white queen · e1 white king · h1 white rook | a8 black rook · c8 black bishop · d8 black queen · e8 black king · f8 black bishop · h8 black rook · a7 black pawn · b7 black pawn · c7 black pawn · d7 black pawn · f7 black pawn · g7 black pawn · h7 black pawn · c6 black knight · f6 black knight · b5 white bishop · e5 black pawn · e4 white pawn · f3 white knight · a2 white pawn · b2 white pawn · c2 white pawn · d2 white pawn · f2 white pawn · g2 white pawn · h2 white pawn · a1 white rook · b1 white knight · c1 white bishop · d1 white queen · e1 white king · h1 white rook | a8 black rook · c8 black bishop · d8 black queen · e8 black king · f8 black bishop · h8 black rook · a7 black pawn · b7 black pawn · c7 black pawn · d7 black pawn · f7 black pawn · g7 black pawn · h7 black pawn · c6 black knight · f6 black knight · b5 white bishop · e5 black pawn · e4 white pawn · f3 white knight · a2 white pawn · b2 white pawn · c2 white pawn · d2 white pawn · f2 white pawn · g2 white pawn · h2 white pawn · a1 white rook · b1 white knight · c1 white bishop · d1 white queen · e1 white king · h1 white rook | 6 |
| 5 | a8 black rook · c8 black bishop · d8 black queen · e8 black king · f8 black bishop · h8 black rook · a7 black pawn · b7 black pawn · c7 black pawn · d7 black pawn · f7 black pawn · g7 black pawn · h7 black pawn · c6 black knight · f6 black knight · b5 white bishop · e5 black pawn · e4 white pawn · f3 white knight · a2 white pawn · b2 white pawn · c2 white pawn · d2 white pawn · f2 white pawn · g2 white pawn · h2 white pawn · a1 white rook · b1 white knight · c1 white bishop · d1 white queen · e1 white king · h1 white rook | a8 black rook · c8 black bishop · d8 black queen · e8 black king · f8 black bishop · h8 black rook · a7 black pawn · b7 black pawn · c7 black pawn · d7 black pawn · f7 black pawn · g7 black pawn · h7 black pawn · c6 black knight · f6 black knight · b5 white bishop · e5 black pawn · e4 white pawn · f3 white knight · a2 white pawn · b2 white pawn · c2 white pawn · d2 white pawn · f2 white pawn · g2 white pawn · h2 white pawn · a1 white rook · b1 white knight · c1 white bishop · d1 white queen · e1 white king · h1 white rook | a8 black rook · c8 black bishop · d8 black queen · e8 black king · f8 black bishop · h8 black rook · a7 black pawn · b7 black pawn · c7 black pawn · d7 black pawn · f7 black pawn · g7 black pawn · h7 black pawn · c6 black knight · f6 black knight · b5 white bishop · e5 black pawn · e4 white pawn · f3 white knight · a2 white pawn · b2 white pawn · c2 white pawn · d2 white pawn · f2 white pawn · g2 white pawn · h2 white pawn · a1 white rook · b1 white knight · c1 white bishop · d1 white queen · e1 white king · h1 white rook | a8 black rook · c8 black bishop · d8 black queen · e8 black king · f8 black bishop · h8 black rook · a7 black pawn · b7 black pawn · c7 black pawn · d7 black pawn · f7 black pawn · g7 black pawn · h7 black pawn · c6 black knight · f6 black knight · b5 white bishop · e5 black pawn · e4 white pawn · f3 white knight · a2 white pawn · b2 white pawn · c2 white pawn · d2 white pawn · f2 white pawn · g2 white pawn · h2 white pawn · a1 white rook · b1 white knight · c1 white bishop · d1 white queen · e1 white king · h1 white rook | a8 black rook · c8 black bishop · d8 black queen · e8 black king · f8 black bishop · h8 black rook · a7 black pawn · b7 black pawn · c7 black pawn · d7 black pawn · f7 black pawn · g7 black pawn · h7 black pawn · c6 black knight · f6 black knight · b5 white bishop · e5 black pawn · e4 white pawn · f3 white knight · a2 white pawn · b2 white pawn · c2 white pawn · d2 white pawn · f2 white pawn · g2 white pawn · h2 white pawn · a1 white rook · b1 white knight · c1 white bishop · d1 white queen · e1 white king · h1 white rook | a8 black rook · c8 black bishop · d8 black queen · e8 black king · f8 black bishop · h8 black rook · a7 black pawn · b7 black pawn · c7 black pawn · d7 black pawn · f7 black pawn · g7 black pawn · h7 black pawn · c6 black knight · f6 black knight · b5 white bishop · e5 black pawn · e4 white pawn · f3 white knight · a2 white pawn · b2 white pawn · c2 white pawn · d2 white pawn · f2 white pawn · g2 white pawn · h2 white pawn · a1 white rook · b1 white knight · c1 white bishop · d1 white queen · e1 white king · h1 white rook | a8 black rook · c8 black bishop · d8 black queen · e8 black king · f8 black bishop · h8 black rook · a7 black pawn · b7 black pawn · c7 black pawn · d7 black pawn · f7 black pawn · g7 black pawn · h7 black pawn · c6 black knight · f6 black knight · b5 white bishop · e5 black pawn · e4 white pawn · f3 white knight · a2 white pawn · b2 white pawn · c2 white pawn · d2 white pawn · f2 white pawn · g2 white pawn · h2 white pawn · a1 white rook · b1 white knight · c1 white bishop · d1 white queen · e1 white king · h1 white rook | a8 black rook · c8 black bishop · d8 black queen · e8 black king · f8 black bishop · h8 black rook · a7 black pawn · b7 black pawn · c7 black pawn · d7 black pawn · f7 black pawn · g7 black pawn · h7 black pawn · c6 black knight · f6 black knight · b5 white bishop · e5 black pawn · e4 white pawn · f3 white knight · a2 white pawn · b2 white pawn · c2 white pawn · d2 white pawn · f2 white pawn · g2 white pawn · h2 white pawn · a1 white rook · b1 white knight · c1 white bishop · d1 white queen · e1 white king · h1 white rook | 5 |
| 4 | a8 black rook · c8 black bishop · d8 black queen · e8 black king · f8 black bishop · h8 black rook · a7 black pawn · b7 black pawn · c7 black pawn · d7 black pawn · f7 black pawn · g7 black pawn · h7 black pawn · c6 black knight · f6 black knight · b5 white bishop · e5 black pawn · e4 white pawn · f3 white knight · a2 white pawn · b2 white pawn · c2 white pawn · d2 white pawn · f2 white pawn · g2 white pawn · h2 white pawn · a1 white rook · b1 white knight · c1 white bishop · d1 white queen · e1 white king · h1 white rook | a8 black rook · c8 black bishop · d8 black queen · e8 black king · f8 black bishop · h8 black rook · a7 black pawn · b7 black pawn · c7 black pawn · d7 black pawn · f7 black pawn · g7 black pawn · h7 black pawn · c6 black knight · f6 black knight · b5 white bishop · e5 black pawn · e4 white pawn · f3 white knight · a2 white pawn · b2 white pawn · c2 white pawn · d2 white pawn · f2 white pawn · g2 white pawn · h2 white pawn · a1 white rook · b1 white knight · c1 white bishop · d1 white queen · e1 white king · h1 white rook | a8 black rook · c8 black bishop · d8 black queen · e8 black king · f8 black bishop · h8 black rook · a7 black pawn · b7 black pawn · c7 black pawn · d7 black pawn · f7 black pawn · g7 black pawn · h7 black pawn · c6 black knight · f6 black knight · b5 white bishop · e5 black pawn · e4 white pawn · f3 white knight · a2 white pawn · b2 white pawn · c2 white pawn · d2 white pawn · f2 white pawn · g2 white pawn · h2 white pawn · a1 white rook · b1 white knight · c1 white bishop · d1 white queen · e1 white king · h1 white rook | a8 black rook · c8 black bishop · d8 black queen · e8 black king · f8 black bishop · h8 black rook · a7 black pawn · b7 black pawn · c7 black pawn · d7 black pawn · f7 black pawn · g7 black pawn · h7 black pawn · c6 black knight · f6 black knight · b5 white bishop · e5 black pawn · e4 white pawn · f3 white knight · a2 white pawn · b2 white pawn · c2 white pawn · d2 white pawn · f2 white pawn · g2 white pawn · h2 white pawn · a1 white rook · b1 white knight · c1 white bishop · d1 white queen · e1 white king · h1 white rook | a8 black rook · c8 black bishop · d8 black queen · e8 black king · f8 black bishop · h8 black rook · a7 black pawn · b7 black pawn · c7 black pawn · d7 black pawn · f7 black pawn · g7 black pawn · h7 black pawn · c6 black knight · f6 black knight · b5 white bishop · e5 black pawn · e4 white pawn · f3 white knight · a2 white pawn · b2 white pawn · c2 white pawn · d2 white pawn · f2 white pawn · g2 white pawn · h2 white pawn · a1 white rook · b1 white knight · c1 white bishop · d1 white queen · e1 white king · h1 white rook | a8 black rook · c8 black bishop · d8 black queen · e8 black king · f8 black bishop · h8 black rook · a7 black pawn · b7 black pawn · c7 black pawn · d7 black pawn · f7 black pawn · g7 black pawn · h7 black pawn · c6 black knight · f6 black knight · b5 white bishop · e5 black pawn · e4 white pawn · f3 white knight · a2 white pawn · b2 white pawn · c2 white pawn · d2 white pawn · f2 white pawn · g2 white pawn · h2 white pawn · a1 white rook · b1 white knight · c1 white bishop · d1 white queen · e1 white king · h1 white rook | a8 black rook · c8 black bishop · d8 black queen · e8 black king · f8 black bishop · h8 black rook · a7 black pawn · b7 black pawn · c7 black pawn · d7 black pawn · f7 black pawn · g7 black pawn · h7 black pawn · c6 black knight · f6 black knight · b5 white bishop · e5 black pawn · e4 white pawn · f3 white knight · a2 white pawn · b2 white pawn · c2 white pawn · d2 white pawn · f2 white pawn · g2 white pawn · h2 white pawn · a1 white rook · b1 white knight · c1 white bishop · d1 white queen · e1 white king · h1 white rook | a8 black rook · c8 black bishop · d8 black queen · e8 black king · f8 black bishop · h8 black rook · a7 black pawn · b7 black pawn · c7 black pawn · d7 black pawn · f7 black pawn · g7 black pawn · h7 black pawn · c6 black knight · f6 black knight · b5 white bishop · e5 black pawn · e4 white pawn · f3 white knight · a2 white pawn · b2 white pawn · c2 white pawn · d2 white pawn · f2 white pawn · g2 white pawn · h2 white pawn · a1 white rook · b1 white knight · c1 white bishop · d1 white queen · e1 white king · h1 white rook | 4 |
| 3 | a8 black rook · c8 black bishop · d8 black queen · e8 black king · f8 black bishop · h8 black rook · a7 black pawn · b7 black pawn · c7 black pawn · d7 black pawn · f7 black pawn · g7 black pawn · h7 black pawn · c6 black knight · f6 black knight · b5 white bishop · e5 black pawn · e4 white pawn · f3 white knight · a2 white pawn · b2 white pawn · c2 white pawn · d2 white pawn · f2 white pawn · g2 white pawn · h2 white pawn · a1 white rook · b1 white knight · c1 white bishop · d1 white queen · e1 white king · h1 white rook | a8 black rook · c8 black bishop · d8 black queen · e8 black king · f8 black bishop · h8 black rook · a7 black pawn · b7 black pawn · c7 black pawn · d7 black pawn · f7 black pawn · g7 black pawn · h7 black pawn · c6 black knight · f6 black knight · b5 white bishop · e5 black pawn · e4 white pawn · f3 white knight · a2 white pawn · b2 white pawn · c2 white pawn · d2 white pawn · f2 white pawn · g2 white pawn · h2 white pawn · a1 white rook · b1 white knight · c1 white bishop · d1 white queen · e1 white king · h1 white rook | a8 black rook · c8 black bishop · d8 black queen · e8 black king · f8 black bishop · h8 black rook · a7 black pawn · b7 black pawn · c7 black pawn · d7 black pawn · f7 black pawn · g7 black pawn · h7 black pawn · c6 black knight · f6 black knight · b5 white bishop · e5 black pawn · e4 white pawn · f3 white knight · a2 white pawn · b2 white pawn · c2 white pawn · d2 white pawn · f2 white pawn · g2 white pawn · h2 white pawn · a1 white rook · b1 white knight · c1 white bishop · d1 white queen · e1 white king · h1 white rook | a8 black rook · c8 black bishop · d8 black queen · e8 black king · f8 black bishop · h8 black rook · a7 black pawn · b7 black pawn · c7 black pawn · d7 black pawn · f7 black pawn · g7 black pawn · h7 black pawn · c6 black knight · f6 black knight · b5 white bishop · e5 black pawn · e4 white pawn · f3 white knight · a2 white pawn · b2 white pawn · c2 white pawn · d2 white pawn · f2 white pawn · g2 white pawn · h2 white pawn · a1 white rook · b1 white knight · c1 white bishop · d1 white queen · e1 white king · h1 white rook | a8 black rook · c8 black bishop · d8 black queen · e8 black king · f8 black bishop · h8 black rook · a7 black pawn · b7 black pawn · c7 black pawn · d7 black pawn · f7 black pawn · g7 black pawn · h7 black pawn · c6 black knight · f6 black knight · b5 white bishop · e5 black pawn · e4 white pawn · f3 white knight · a2 white pawn · b2 white pawn · c2 white pawn · d2 white pawn · f2 white pawn · g2 white pawn · h2 white pawn · a1 white rook · b1 white knight · c1 white bishop · d1 white queen · e1 white king · h1 white rook | a8 black rook · c8 black bishop · d8 black queen · e8 black king · f8 black bishop · h8 black rook · a7 black pawn · b7 black pawn · c7 black pawn · d7 black pawn · f7 black pawn · g7 black pawn · h7 black pawn · c6 black knight · f6 black knight · b5 white bishop · e5 black pawn · e4 white pawn · f3 white knight · a2 white pawn · b2 white pawn · c2 white pawn · d2 white pawn · f2 white pawn · g2 white pawn · h2 white pawn · a1 white rook · b1 white knight · c1 white bishop · d1 white queen · e1 white king · h1 white rook | a8 black rook · c8 black bishop · d8 black queen · e8 black king · f8 black bishop · h8 black rook · a7 black pawn · b7 black pawn · c7 black pawn · d7 black pawn · f7 black pawn · g7 black pawn · h7 black pawn · c6 black knight · f6 black knight · b5 white bishop · e5 black pawn · e4 white pawn · f3 white knight · a2 white pawn · b2 white pawn · c2 white pawn · d2 white pawn · f2 white pawn · g2 white pawn · h2 white pawn · a1 white rook · b1 white knight · c1 white bishop · d1 white queen · e1 white king · h1 white rook | a8 black rook · c8 black bishop · d8 black queen · e8 black king · f8 black bishop · h8 black rook · a7 black pawn · b7 black pawn · c7 black pawn · d7 black pawn · f7 black pawn · g7 black pawn · h7 black pawn · c6 black knight · f6 black knight · b5 white bishop · e5 black pawn · e4 white pawn · f3 white knight · a2 white pawn · b2 white pawn · c2 white pawn · d2 white pawn · f2 white pawn · g2 white pawn · h2 white pawn · a1 white rook · b1 white knight · c1 white bishop · d1 white queen · e1 white king · h1 white rook | 3 |
| 2 | a8 black rook · c8 black bishop · d8 black queen · e8 black king · f8 black bishop · h8 black rook · a7 black pawn · b7 black pawn · c7 black pawn · d7 black pawn · f7 black pawn · g7 black pawn · h7 black pawn · c6 black knight · f6 black knight · b5 white bishop · e5 black pawn · e4 white pawn · f3 white knight · a2 white pawn · b2 white pawn · c2 white pawn · d2 white pawn · f2 white pawn · g2 white pawn · h2 white pawn · a1 white rook · b1 white knight · c1 white bishop · d1 white queen · e1 white king · h1 white rook | a8 black rook · c8 black bishop · d8 black queen · e8 black king · f8 black bishop · h8 black rook · a7 black pawn · b7 black pawn · c7 black pawn · d7 black pawn · f7 black pawn · g7 black pawn · h7 black pawn · c6 black knight · f6 black knight · b5 white bishop · e5 black pawn · e4 white pawn · f3 white knight · a2 white pawn · b2 white pawn · c2 white pawn · d2 white pawn · f2 white pawn · g2 white pawn · h2 white pawn · a1 white rook · b1 white knight · c1 white bishop · d1 white queen · e1 white king · h1 white rook | a8 black rook · c8 black bishop · d8 black queen · e8 black king · f8 black bishop · h8 black rook · a7 black pawn · b7 black pawn · c7 black pawn · d7 black pawn · f7 black pawn · g7 black pawn · h7 black pawn · c6 black knight · f6 black knight · b5 white bishop · e5 black pawn · e4 white pawn · f3 white knight · a2 white pawn · b2 white pawn · c2 white pawn · d2 white pawn · f2 white pawn · g2 white pawn · h2 white pawn · a1 white rook · b1 white knight · c1 white bishop · d1 white queen · e1 white king · h1 white rook | a8 black rook · c8 black bishop · d8 black queen · e8 black king · f8 black bishop · h8 black rook · a7 black pawn · b7 black pawn · c7 black pawn · d7 black pawn · f7 black pawn · g7 black pawn · h7 black pawn · c6 black knight · f6 black knight · b5 white bishop · e5 black pawn · e4 white pawn · f3 white knight · a2 white pawn · b2 white pawn · c2 white pawn · d2 white pawn · f2 white pawn · g2 white pawn · h2 white pawn · a1 white rook · b1 white knight · c1 white bishop · d1 white queen · e1 white king · h1 white rook | a8 black rook · c8 black bishop · d8 black queen · e8 black king · f8 black bishop · h8 black rook · a7 black pawn · b7 black pawn · c7 black pawn · d7 black pawn · f7 black pawn · g7 black pawn · h7 black pawn · c6 black knight · f6 black knight · b5 white bishop · e5 black pawn · e4 white pawn · f3 white knight · a2 white pawn · b2 white pawn · c2 white pawn · d2 white pawn · f2 white pawn · g2 white pawn · h2 white pawn · a1 white rook · b1 white knight · c1 white bishop · d1 white queen · e1 white king · h1 white rook | a8 black rook · c8 black bishop · d8 black queen · e8 black king · f8 black bishop · h8 black rook · a7 black pawn · b7 black pawn · c7 black pawn · d7 black pawn · f7 black pawn · g7 black pawn · h7 black pawn · c6 black knight · f6 black knight · b5 white bishop · e5 black pawn · e4 white pawn · f3 white knight · a2 white pawn · b2 white pawn · c2 white pawn · d2 white pawn · f2 white pawn · g2 white pawn · h2 white pawn · a1 white rook · b1 white knight · c1 white bishop · d1 white queen · e1 white king · h1 white rook | a8 black rook · c8 black bishop · d8 black queen · e8 black king · f8 black bishop · h8 black rook · a7 black pawn · b7 black pawn · c7 black pawn · d7 black pawn · f7 black pawn · g7 black pawn · h7 black pawn · c6 black knight · f6 black knight · b5 white bishop · e5 black pawn · e4 white pawn · f3 white knight · a2 white pawn · b2 white pawn · c2 white pawn · d2 white pawn · f2 white pawn · g2 white pawn · h2 white pawn · a1 white rook · b1 white knight · c1 white bishop · d1 white queen · e1 white king · h1 white rook | a8 black rook · c8 black bishop · d8 black queen · e8 black king · f8 black bishop · h8 black rook · a7 black pawn · b7 black pawn · c7 black pawn · d7 black pawn · f7 black pawn · g7 black pawn · h7 black pawn · c6 black knight · f6 black knight · b5 white bishop · e5 black pawn · e4 white pawn · f3 white knight · a2 white pawn · b2 white pawn · c2 white pawn · d2 white pawn · f2 white pawn · g2 white pawn · h2 white pawn · a1 white rook · b1 white knight · c1 white bishop · d1 white queen · e1 white king · h1 white rook | 2 |
| 1 | a8 black rook · c8 black bishop · d8 black queen · e8 black king · f8 black bishop · h8 black rook · a7 black pawn · b7 black pawn · c7 black pawn · d7 black pawn · f7 black pawn · g7 black pawn · h7 black pawn · c6 black knight · f6 black knight · b5 white bishop · e5 black pawn · e4 white pawn · f3 white knight · a2 white pawn · b2 white pawn · c2 white pawn · d2 white pawn · f2 white pawn · g2 white pawn · h2 white pawn · a1 white rook · b1 white knight · c1 white bishop · d1 white queen · e1 white king · h1 white rook | a8 black rook · c8 black bishop · d8 black queen · e8 black king · f8 black bishop · h8 black rook · a7 black pawn · b7 black pawn · c7 black pawn · d7 black pawn · f7 black pawn · g7 black pawn · h7 black pawn · c6 black knight · f6 black knight · b5 white bishop · e5 black pawn · e4 white pawn · f3 white knight · a2 white pawn · b2 white pawn · c2 white pawn · d2 white pawn · f2 white pawn · g2 white pawn · h2 white pawn · a1 white rook · b1 white knight · c1 white bishop · d1 white queen · e1 white king · h1 white rook | a8 black rook · c8 black bishop · d8 black queen · e8 black king · f8 black bishop · h8 black rook · a7 black pawn · b7 black pawn · c7 black pawn · d7 black pawn · f7 black pawn · g7 black pawn · h7 black pawn · c6 black knight · f6 black knight · b5 white bishop · e5 black pawn · e4 white pawn · f3 white knight · a2 white pawn · b2 white pawn · c2 white pawn · d2 white pawn · f2 white pawn · g2 white pawn · h2 white pawn · a1 white rook · b1 white knight · c1 white bishop · d1 white queen · e1 white king · h1 white rook | a8 black rook · c8 black bishop · d8 black queen · e8 black king · f8 black bishop · h8 black rook · a7 black pawn · b7 black pawn · c7 black pawn · d7 black pawn · f7 black pawn · g7 black pawn · h7 black pawn · c6 black knight · f6 black knight · b5 white bishop · e5 black pawn · e4 white pawn · f3 white knight · a2 white pawn · b2 white pawn · c2 white pawn · d2 white pawn · f2 white pawn · g2 white pawn · h2 white pawn · a1 white rook · b1 white knight · c1 white bishop · d1 white queen · e1 white king · h1 white rook | a8 black rook · c8 black bishop · d8 black queen · e8 black king · f8 black bishop · h8 black rook · a7 black pawn · b7 black pawn · c7 black pawn · d7 black pawn · f7 black pawn · g7 black pawn · h7 black pawn · c6 black knight · f6 black knight · b5 white bishop · e5 black pawn · e4 white pawn · f3 white knight · a2 white pawn · b2 white pawn · c2 white pawn · d2 white pawn · f2 white pawn · g2 white pawn · h2 white pawn · a1 white rook · b1 white knight · c1 white bishop · d1 white queen · e1 white king · h1 white rook | a8 black rook · c8 black bishop · d8 black queen · e8 black king · f8 black bishop · h8 black rook · a7 black pawn · b7 black pawn · c7 black pawn · d7 black pawn · f7 black pawn · g7 black pawn · h7 black pawn · c6 black knight · f6 black knight · b5 white bishop · e5 black pawn · e4 white pawn · f3 white knight · a2 white pawn · b2 white pawn · c2 white pawn · d2 white pawn · f2 white pawn · g2 white pawn · h2 white pawn · a1 white rook · b1 white knight · c1 white bishop · d1 white queen · e1 white king · h1 white rook | a8 black rook · c8 black bishop · d8 black queen · e8 black king · f8 black bishop · h8 black rook · a7 black pawn · b7 black pawn · c7 black pawn · d7 black pawn · f7 black pawn · g7 black pawn · h7 black pawn · c6 black knight · f6 black knight · b5 white bishop · e5 black pawn · e4 white pawn · f3 white knight · a2 white pawn · b2 white pawn · c2 white pawn · d2 white pawn · f2 white pawn · g2 white pawn · h2 white pawn · a1 white rook · b1 white knight · c1 white bishop · d1 white queen · e1 white king · h1 white rook | a8 black rook · c8 black bishop · d8 black queen · e8 black king · f8 black bishop · h8 black rook · a7 black pawn · b7 black pawn · c7 black pawn · d7 black pawn · f7 black pawn · g7 black pawn · h7 black pawn · c6 black knight · f6 black knight · b5 white bishop · e5 black pawn · e4 white pawn · f3 white knight · a2 white pawn · b2 white pawn · c2 white pawn · d2 white pawn · f2 white pawn · g2 white pawn · h2 white pawn · a1 white rook · b1 white knight · c1 white bishop · d1 white queen · e1 white king · h1 white rook | 1 |
|   | a | b | c | d | e | f | g | h |   |

Phòng thủ Berlin, 3...Mf6, từ lâu đã có tiếng là chắc chắn và thường được dùng với ý định thủ hòa, nó đôi khi cũng được gọi là "Bức tường Berlin". Trong giai đoạn cuối thế kỷ 19 đầu thế kỷ 20 phương án này đã được chơi bởi Emanuel Lasker và một số kỳ thủ khác, người thường chọn câu trả lời 4.0-0 với 4...d6 theo phong cách của Phương án Steinitz. Diễn biến này cuối cùng đã không còn được ưa thích, giống như Phòng thủ Steinitz cổ, do tính thụ động, và toàn bộ các biến dần trở nên hiếm gặp. Arthur Bisguier đã chơi Phòng thủ Berlin trong nhiều thập kỷ, nhưng ông luôn chọn 4.0-0 Mxe4. Vào năm 2000, Vladimir Kramnik đã sử dụng nó như một thứ vũ khí nhằm mục đích cầu hòa trước Garry Kasparov. Sau đó phương án này đã trải qua một giai đoạn trở lại đáng chú ý, khi mà thậm chí các kỳ thủ có lối chơi năng động như Alexei Shirov, Veselin Topalov, và Kasparov cũng đã thử chơi nó, và Magnus Carlsen cũng như Viswanathan Anand cả hai đều sử dụng Phòng thủ Berlin trong các trận chung kết giải Vô địch Cờ vua Thế giới các năm 2013 và 2014.
Nước 3...Mf6 của Đen không nhằm đe dọa đến Tốt e của Trắng, nếu Đen ăn Tốt, Trắng cũng sẽ ăn lại Tốt e5.(Seirawan 2003:52) Trắng thường nhập thành 4.0-0, sau đó Đen có thể chọn chơi phương án chắc chắn 4...Mxe4 (Phương án mở) hoặc 4.Tc5 hiếu chiến hơn (Phương án cổ điển của Phòng thủ Berlin). Nếu 4...Mxe4 tiếp tục sẽ là 5.d4 (5.Xe1 Md6 6.Mxe5 cũng hợp lý) Md6 (5...Te7 là Phương án Rio de Janeiro) 6.Txc6 dxc6 7.dxe5 Mf5 8.Hxd8+ Vxd8 và Trắng được cho là có lợi thế nhỏ, khi mà cấu trúc Tốt ổn hơn và vị trí Vua Đen không tốt cho lắm. Dù vậy nếu so sánh, Đen có được một cặp Tượng và thế trận của họ cũng không yếu. Sẽ là khó cho Trắng để có thể khai thác được lợi thế về cấu trúc các quân nếu không mở cờ, khi đó cặp Tượng của Đen sẽ là một lợi thế không nhỏ cho họ. Cả bốn ván trong trận đấu giữa Kasparov và Kramnik đều theo diễn biến này và kết quả là cả bốn ván đều hòa. Một sự lựa chọn thay thế khác cho Đen, mặc dù hiếm thấy kể từ sau thập niên 1890, là 6...bxc6 7.dxe5 Mb7, Trắng sẽ có lợi thế bất chấp cặp Tượng của Đen, dù vậy sẽ khó cho họ để có thể có được những pha phản công tích cực.
Nếu Trắng chơi 4.c3 sẽ chuyển về Khai cuộc bốn Mã, Phương án Tây Ban Nha.
Trắng cũng có thể thử 4.d3. Đây được gọi là "nước đi Steinitz", với nước đi này Steinitz đã có rất nhiều những chiến thắng ngoạn mục trong suốt những năm ông thống trị ngôi vô địch thế giới. Câu trả lời cơ bản của Đen là 4...d6 và 4...Tc5. Trong cả hai trường hợp Trắng đều sẽ chơi 5.c3. Một lựa chọn không phổ biến và mơ hồ đó là 4...Me7, với nỗ lực thiết lập Bẫy Mortimer.
Phòng thủ Berlin có mã ECO từ C65 đến C67. C65 bao gồm các phương án khác 4.0-0, và 4.0-0 Tc5. C66 là 4.0-0 d6. Diễn biến 4.0-0 Mxe4 thuộc C67.

### Những nước đi khác
Những nước đi thứ ba ít phổ biến của Đen:
- 3...Tb4 (Phòng thủ Alapin)
- 3...Hf6
- 3...f6 (Phòng thủ Nuremberg)
- 3...He7 (Phương án Vinogradov)
- 3...Ma5 (Phòng thủ Pollock)
- 3...g5 (Phòng thủ Brentano)
- 3...Td6
- 3...b6? (Phòng thủ Rotary hay Phòng thủ Albany)
- 3...d5? (Gambit Sawyer's)
- 3...Te7 (Phòng thủ Lucena)
- 3...a5 (Phương án Bulgaria)